# Racionalismo (arquitectura)

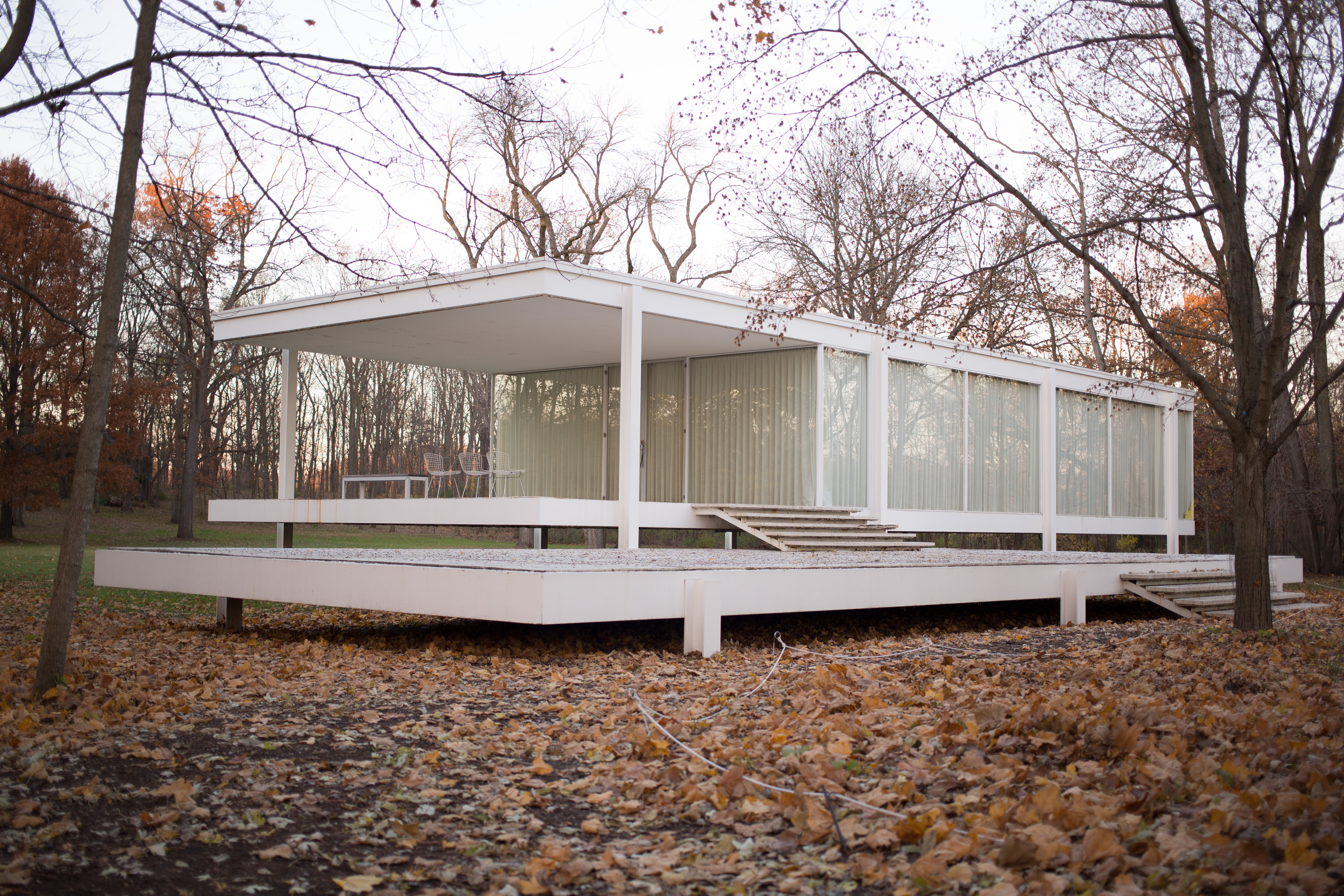
Casa Farnsworth (1946), diseñada por Ludwig Mies van der Rohe, situada a las afueras de la ciudad de Plano (Illinois, Estados Unidos)

El racionalismo, también llamado estilo internacional o movimiento moderno, fue un estilo arquitectónico que se desarrolló en todo el mundo entre 1925 y 1965, aproximadamente. Suele ser considerado como la principal tendencia arquitectónica de la primera mitad del siglo XX. Fue un movimiento de amplio alcance internacional, que se desarrolló por toda Europa, Estados Unidos y numerosos países del resto del mundo. Entre sus figuras sobresalen: Walter Gropius, Ludwig Mies van der Rohe, Le Corbusier, Jacobus Johannes Pieter Oud, Richard Neutra, Rudolf Schindler, Philip Johnson, Alvar Aalto, Eliel y Eero Saarinen, Erik Gunnar Asplund, Josep Lluís Sert, Louis Kahn, Pier Luigi Nervi, Gio Ponti, Kenzō Tange, Lúcio Costa y Oscar Niemeyer.
Este movimiento no tiene una designación homogénea en todos los países. En español se suele emplear más el término «racionalismo», aunque en otros países —especialmente en el mundo anglosajón— dicho término se suele circunscribir al ámbito italiano, al racionalismo practicado por el Gruppo 7 y el M.I.A.R. En cambio, en esos otros países se suele emplear con más frecuencia el término «estilo internacional» (en inglés: International style), que tiene su origen en la exposición organizada por Henry-Russell Hitchcock y Philip Johnson en el Museum of Modern Art de Nueva York en 1932 y en el libro publicado por ambos The International Style: Architecture since 1922. Un término sinónimo es «Movimiento moderno» (en inglés: Modern Movement), procedente del libro Pioneers of Modern Movement from William Morris to Walter Gropius (1936), de Nikolaus Pevsner. Este último tiene un sentido más extenso e incluiría, además del racionalismo o Estilo internacional, a los movimientos de vanguardia de las dos primeras décadas del siglo XX, como el expresionismo, el cubismo, el futurismo, el neoplasticismo y el constructivismo, considerados en ocasiones genéricamente como un «prerracionalismo» o «protorracionalismo».
Esta corriente buscaba una arquitectura fundamentada en la razón, de líneas sencillas y funcionales, basadas en formas geométricas simples y materiales de orden industrial (acero, hormigón, vidrio), al tiempo que renunciaba a la ornamentación excesiva y otorgaba una gran importancia al diseño, que era igualmente sencillo y funcional. La arquitectura racionalista tuvo una estrecha relación con los adelantos tecnológicos y la producción industrial, especialmente por la defensa acérrima de dicha relación preconizada por Walter Gropius desde la fundación de la Bauhaus en 1919. También abogó por la utilización de elementos prefabricados y módulos desmontables. Su lenguaje formal se basaba en una geometría de líneas simples, como el cubo, el cono, el cilindro y la esfera, y defendía el uso de planta y fachada libres y la proyección del edificio de dentro hacia fuera. Una de sus principales premisas era el funcionalismo, una teoría que postulaba la subordinación del lenguaje arquitectónico a su función, sin considerar su aspecto estético o cualquier otra premisa secundaria.
Tal como indica su denominación de «Movimiento moderno», fue un estilo comprometido con los valores de la modernidad, en paralelo a las denominadas «vanguardias artísticas» que se desarrollaban en ese momento en artes plásticas. Fue un movimiento preocupado por la mejora de la sociedad, por influir en mejorar la vida de la gente, a través de un lenguaje innovador que supuso una ruptura con la tradición en busca de una nueva forma de construir, de una nueva forma de interpretar la relación del ser humano con su entorno y de buscar nuevas soluciones que solventasen el problema del aumento de la población en las grandes ciudades. Para ello se valió no solo de los aportes teóricos, las nuevas formas de concebir los espacios y de utilizar el diseño como herramienta para aunar funcionalidad y estética, sino también de los adelantos técnicos e industriales, de la utilización de nuevas técnicas y de nuevos materiales.
Además de la arquitectura, este movimiento se interesó por el urbanismo y el diseño. También fomentó la teoría arquitectónica y la organización de congresos y conferencias para la difusión del nuevo movimiento, lo que se concretó en la constitución en 1928 del Congreso Internacional de Arquitectura Moderna (CIAM), así como su cuerpo ejecutivo, el Comité Internacional para la Resolución de los Problemas de la Arquitectura Contemporánea (CIRPAC).

## Terminología

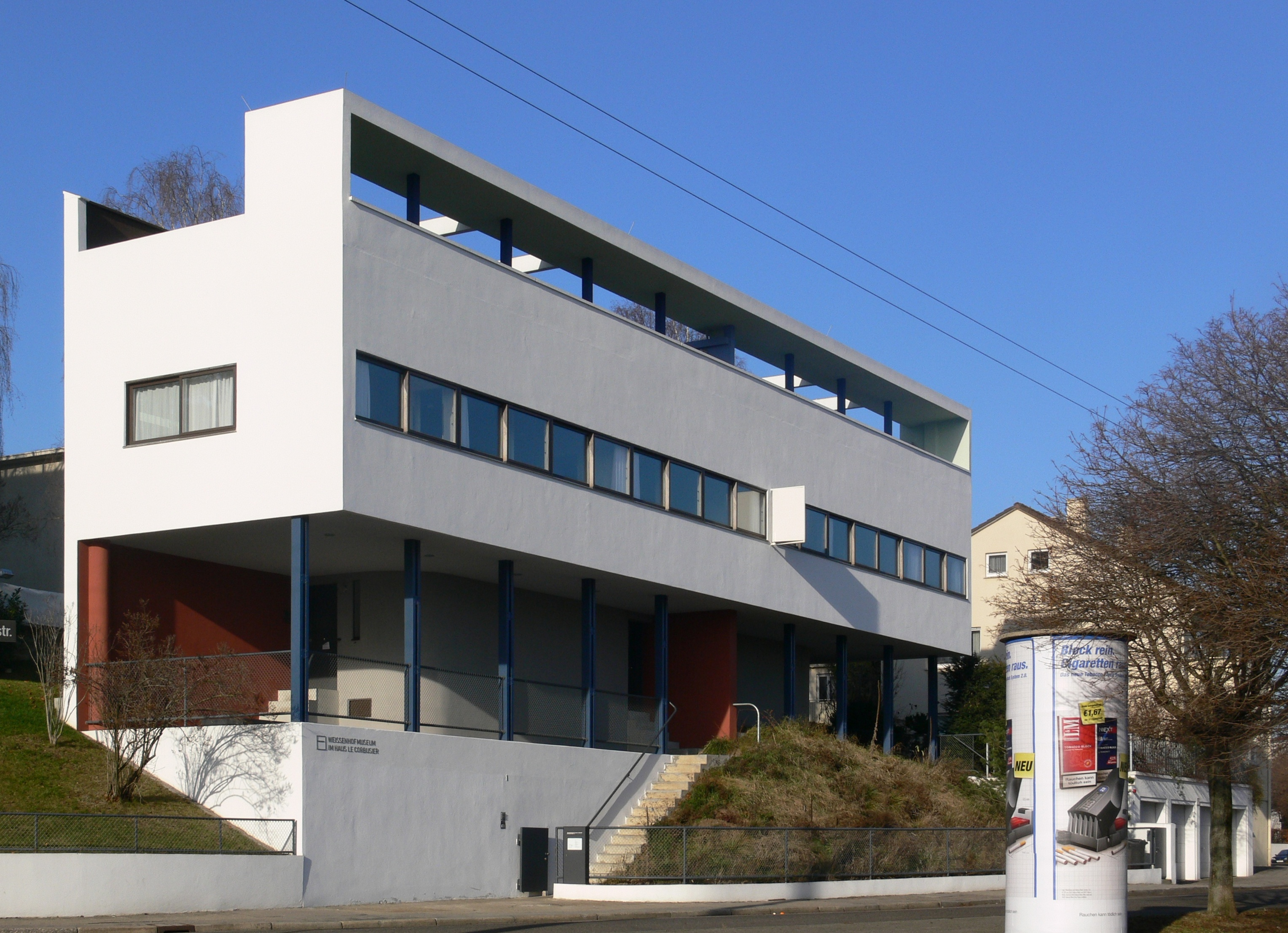
Casa proyectada por Le Corbusier para la urbanización Weißenhofsiedlung (1927), Stuttgart (Alemania)

Conviene analizar en primer lugar la terminología aplicada a este movimiento. Salvo pequeños matices, en general se puede considerar que racionalismo, Estilo internacional y Movimiento moderno son conceptos sinónimos. Como indica su etimología, racionalismo proviene de razón y tiene su origen en la pretensión de la nueva arquitectura de racionalizar los procesos constructivos. El racionalismo fue heredero de la Ilustración y la Revolución Industrial, la culminación de un largo proceso de aplicación en la arquitectura de los nuevos procesos de mecanización iniciados con la era industrial. Este proceso evolucionó en paralelo a los avances sociales, con un cierto componente utópico de aplicación de los valores de la arquitectura y el urbanismo a la mejora de la sociedad: la industrialización, usada de forma «racional», serviría según los teóricos del movimiento para solventar las injusticias sociales y crear un entorno urbano que englobase de forma óptima a la mayoría de la población. Algunos historiadores apuntan el origen del término a esta frase de Erwin Piscator:

La nueva arquitectura no debe ya influir sobre el espectador por la vía meramente sentimental, no debe especular más sobre su disponibilidad emotiva, sino dirigirse, de manera totalmente consciente, a su razón.
Erwin Piscator, Das politische Theater, Berlín, 1929.

El término «Estilo internacional» (en inglés: International style) proviene de la exposición Modern Architecture - International Exhibition organizada por Henry-Russell Hitchcock y Philip Johnson en el Museum of Modern Art (MoMA) de Nueva York en 1932 y en el libro publicado por ambos The International Style: Architecture since 1922. Pese a su ambigüedad, el término hizo fortuna y es el más empleado en el ámbito anglosajón para designar la fase más ortodoxa del racionalismo. Para Hitchcock y Johnson, el Estilo internacional englobaba las producciones más sintomáticas tanto del racionalismo como del neoplasticismo, caracterizadas por un lenguaje racional basado en la producción industrial. En ocasiones se circunscribe el término racionalismo para Europa, mientras que el International style lo describiría a nivel mundial. Otro término utilizado en este contexto es «internacionalismo», procedente del libro Internationale Architektur de Walter Gropius (1925).

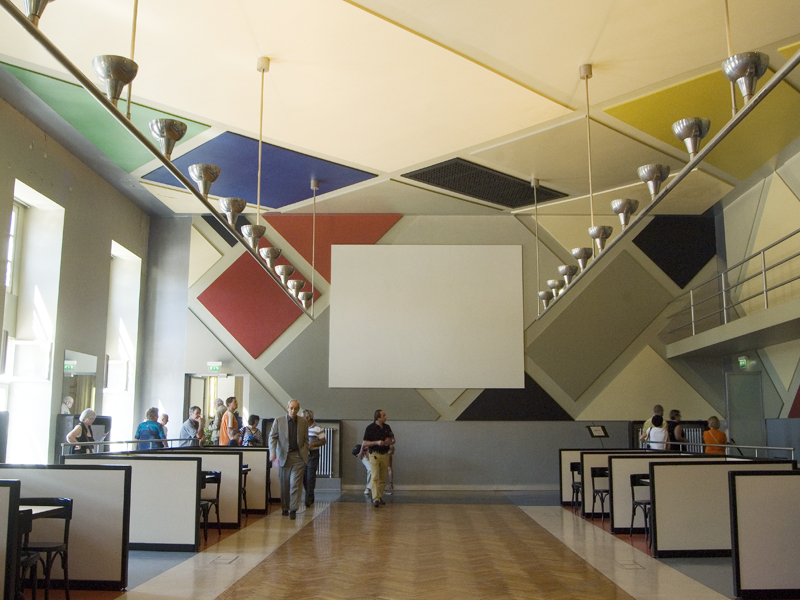
Café L'Aubette (1928-1929), de Theo van Doesburg, Hans Arp y Sophie Taeuber-Arp, Estrasburgo (Francia)

El término «Movimiento moderno» (en inglés: Modern Movement) procede del libro Pioneers of Modern Movement from William Morris to Walter Gropius (1936), de Nikolaus Pevsner, y sería más inclusivo, ya que aglutinaría el racionalismo con el expresionismo, el cubismo, el futurismo, el neoplasticismo y el constructivismo, considerados genéricamente como un «prerracionalismo» (o «protorracionalismo»). La intención del autor era señalar la convergencia de varias corrientes estilísticas hacia una nueva forma de concebir la arquitectura durante las primeras décadas del siglo XX. Según Pevsner, «es esencial comprender el Movimiento moderno como una síntesis del movimiento de Morris (Arts & Crafts), el desarrollo de la construcción en acero y el art nouveau». Es interesante señalar que ya en 1902 el arquitecto Otto Wagner había utilizado el mismo término en el prefacio de su libro Moderne Architektur. Sin embargo, en tiempos recientes algunos historiadores han criticado alguna de las formulaciones de Pevsner, especialmente en cuanto a la pretendida pérdida de raíces históricas en los arquitectos modernos, señalando por ejemplo que Le Corbusier se inspiró en buena medida en la arquitectura clásica grecorromana y Ludwig Mies van der Rohe en la obra del arquitecto neoclásico Karl Friedrich Schinkel. Otra de las premisas puestas en duda ha sido la de un estilo común supranacional, frente a lo que se ha señalado una amplia divergencia de criterios con base nacional en cada uno de los países donde se desarrolló el movimiento, aunque en numerosas ocasiones convergiesen en criterios comunes. Así, frente a los postulados iniciales de Pevsner y Siegfried Giedion, a partir de los años 1970 diversos historiadores criticaron el concepto de Movimiento moderno, como Reyner Banham, Bruno Zevi o Manfredo Tafuri, mientras que Charles Jencks pasó a hablar de «movimientos modernos» en plural.
Cabe señalar que en algunos países, especialmente en el ámbito anglosajón, se usa como sinónimo de Movimiento moderno el término «modernismo». Sin embargo, en español se emplea ese término para el estilo artístico desarrollado entre finales del siglo XIX y principios del xx conocido también como art nouveau en Francia, Modern Style en Reino Unido, Jugendstil en Alemania, Sezession en Austria, Nieuwe Kunst en los Países Bajos o Liberty en Italia.
Por último, conviene precisar que Movimiento moderno no es el mismo concepto que el de arquitectura moderna, que es la arquitectura de la modernidad, un proceso cultural iniciado con la Ilustración en el siglo XVIII basado en la ciencia y en el progreso, ligado al positivismo filosófico. Incluye por tanto los siglos xix, xx y xxi, es decir, hasta nuestros días, pues aunque desde los años 1980 el arte posmoderno ha puesto en duda la vigencia de la modernidad los historiadores no están de acuerdo, y hay incluso expertos —como Valeriano Bozal— que señalan que la posmodernidad es solo una fase más de la modernidad, precisamente aquella en que reflexiona sobre sí misma.

## Historia
Los orígenes del racionalismo son difusos y proceden de una lenta evolución desde mediados del siglo XIX hasta los años 1920, en que empezó a cobrar conciencia en una nueva generación de arquitectos, críticos y estudiosos de la arquitectura la constatación de que las realizaciones de esa época compartían unos rasgos estilísticos comunes y un programa moderno y dinamizador de los procesos constructivos y urbanísticos. En la génesis del racionalismo se encuentran los adelantos tecnológicos que propiciaron en la segunda mitad del siglo XIX la arquitectura de cristal y hierro, el movimiento Arts & Crafts, la edificación de los primeros rascacielos propiciada por la Escuela de Chicago, la formulación de la teoría funcionalista por Louis Sullivan, algunos postulados de la arquitectura modernista —especialmente la Sezession vienesa— y la obra de varios arquitectos individuales —en especial Frank Lloyd Wright— hasta desembocar en las corrientes de vanguardia de inicios del siglo XX, que suelen considerarse como un prerracionalismo.
Hay que considerar también como motor de la nueva arquitectura en la transición entre los siglos xix y xx los cambios tecnológicos producidos en la llamada Segunda Revolución Industrial, tales como la invención del hormigón armado (1854), el procedimiento Bessemer para la elaboración del acero (1856), la invención de la dinamo para generar electricidad como fuerza motriz (1869), el teléfono (1876), los experimentos de Galileo Ferraris sobre el campo magnético rotatorio que permiten el transporte a distancia de la energía hidráulica (1883), la bombilla eléctrica (1879), el motor de explosión (1885), etc. Todos estos factores ayudaron a la industria de la construcción y lanzaron a la arquitectura a una nueva forma de construir de múltiples posibilidades.
Un primer factor determinante en la aparición del racionalismo fue la apertura en 1919 de la Bauhaus, una escuela de arquitectura, arte y diseño dirigida por Walter Gropius que preconizaba un estilo funcionalista de líneas sencillas y basado en la producción industrial. Durante los años posteriores al fin de la Primera Guerra Mundial empezaron a descollar varios arquitectos que fomentaban en sus obras las premisas racionalistas, como el propio Gropius, Le Corbusier y Ludwig Mies van der Rohe, considerados los máximos exponentes de este movimiento, que ayudaron a su difusión internacional. Poco a poco el nuevo estilo se fue difundiendo gracias a concursos, congresos y exposiciones: en 1922, el concurso para la nueva sede del Chicago Tribune dio a conocer propuestas de Gropius, Adolf Meyer, Max Taut y Hans Scharoun; en 1925, Le Corbusier construyó para la Exposición de Artes Decorativas e Industrias Modernas de París el pabellón de L'Esprit Nouveau, en el que expuso sus nuevas teorías urbanísticas; en 1927, la exclusión de Le Corbusier del concurso para la sede de la Sociedad de Naciones en Ginebra provocó un gran escándalo, hecho que repercutió en otorgarle más fama; también en 1927, Mies van der Rohe organizó en Stuttgart una exposición de arquitectura dedicada a la vivienda (Die Wohnung) que promovió la construcción de treinta y dos casas —la urbanización Weißenhofsiedlung—, entre edificios y viviendas unifamiliares, que supuso un gran hito para el nuevo estilo: la internacionalidad del proyecto llevó al profesor Paul Schmitthenner a afirmar que «estamos alcanzando la fórmula del estilo internacional del siglo XX». Otras exposiciones en las que participaron arquitectos racionalistas fueron: la Exposición Internacional de Barcelona (1929); el Salón de los Artistas Decoradores del Grand Palais de París (1930); y la Bauausstellung (Feria de la Construcción) de Berlín (1931).
El mayor acontecimiento que supuso la oficialización del racionalismo fue la fundación en 1928 en La Sarraz (Suiza) del Congreso Internacional de Arquitectura Moderna (CIAM), una asociación internacional de arquitectos encargada de celebrar congresos para debatir los nuevos principios de la arquitectura y ayudar a su difusión internacional.

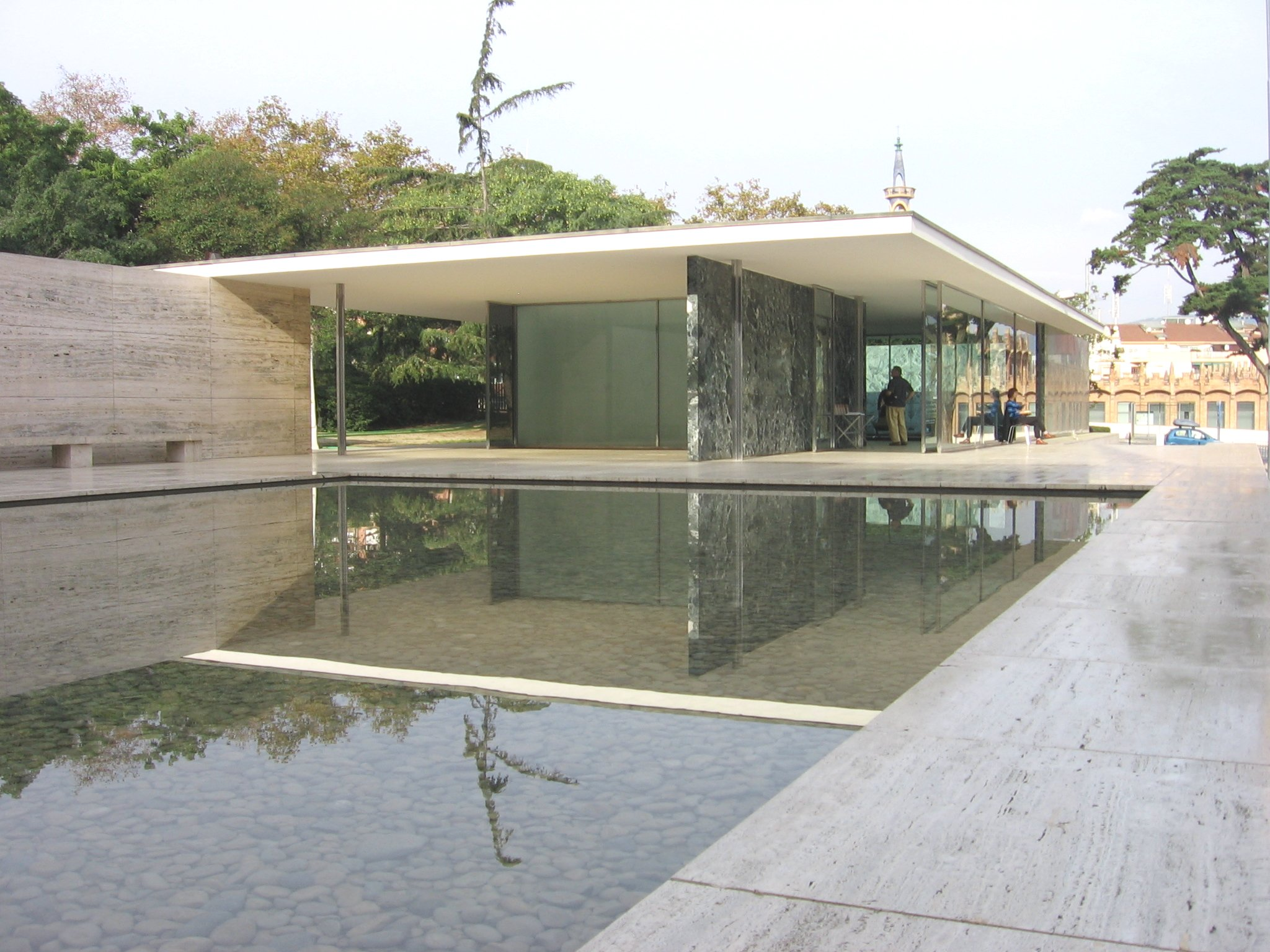
Pabellón de Alemania para la Exposición Internacional de Barcelona (1929), de Ludwig Mies van der Rohe

Otro de los principales acontecimientos que ayudaron a difundir el nuevo estilo fue la exposición Modern Architecture - International Exhibition, organizada por Henry-Russell Hitchcock y Philip Johnson en el MoMA de Nueva York en 1932, de la que surgió asimismo el libro publicado por ambos, The International Style: Architecture since 1922, que aportó el término Estilo internacional para designar al movimiento. Estos autores se centraron más en los aspectos formales que unían las diversas manifestaciones de este movimiento que no en sus premisas teóricas e incluso utópicas. Señalaron como principales características de este estilo el rechazo al eclecticismo historicista, el empleo de materiales como el acero, el vidrio y el hormigón, el uso de la planta libre y la «concepción de la arquitectura como volumen más que como masa».
El racionalismo tuvo una rápida difusión por toda Europa y arraigó especialmente en Alemania, Francia, Países Bajos, Austria, Checoslovaquia, Suiza, Reino Unido —gracias especialmente a arquitectos alemanes huidos del nazismo—, Italia y España. En los años 1930 el racionalismo tuvo un nuevo centro difusor en Estados Unidos, adonde llegaron numerosos arquitectos europeos exiliados a causa del nazismo alemán, el fascismo italiano y el comunismo soviético. Sin embargo, en esa década el movimiento entró en una fase de ciertas dudas y de críticas hacia su excesivo formalismo y su frío mecanicismo, alejado de las necesidades humanas. El propio Le Corbusier se fue distanciando de su purismo inicial y empezó a considerar la máquina como una herramienta y no un fin en sí mismo. Pese a todo, el racionalismo continuó siendo el estilo hegemónico a nivel internacional hasta prácticamente los años 1960.

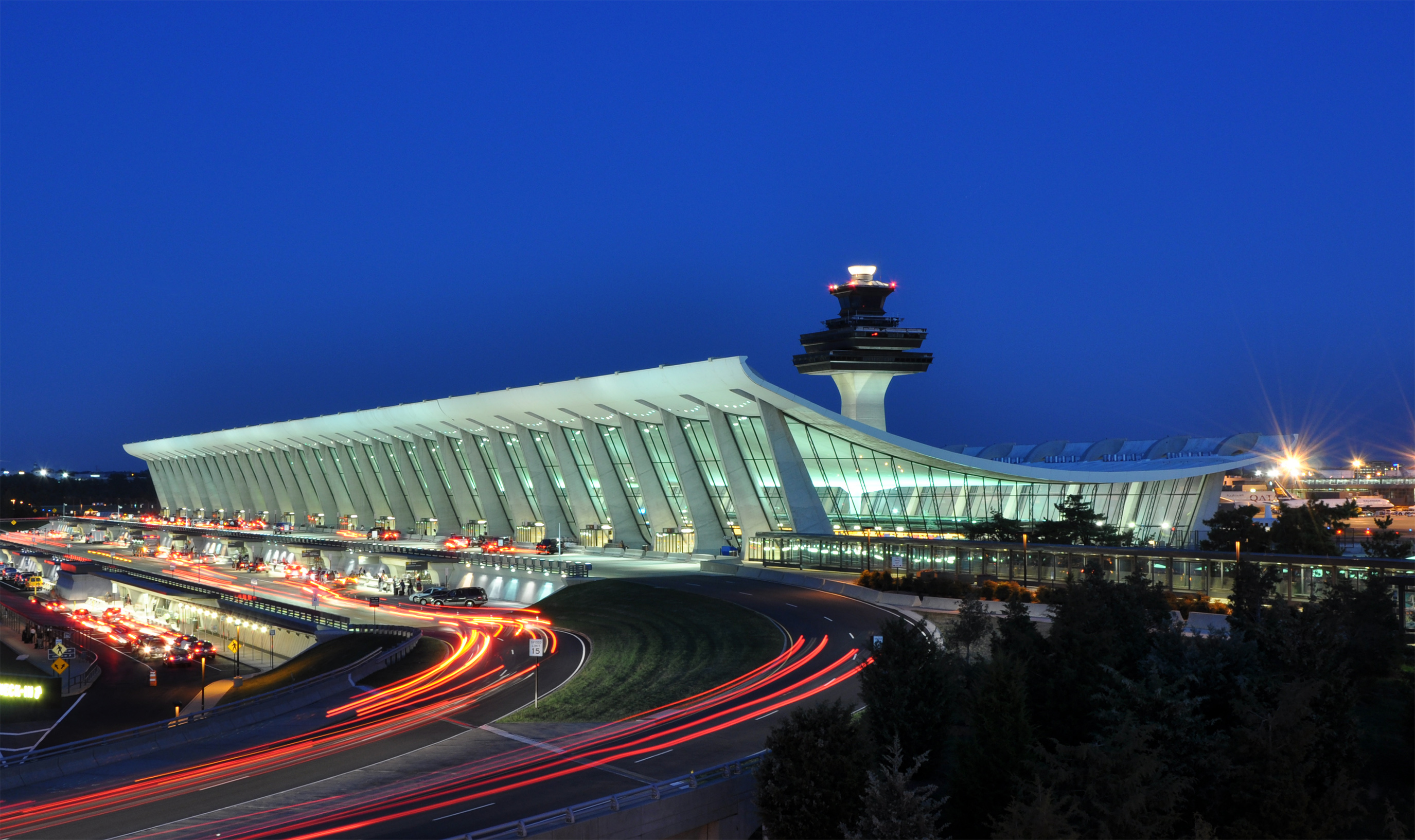
Terminal del Aeropuerto Internacional de Washington-Dulles (1958-1963), de Eero Saarinen, Chantilly, Virginia (Estados Unidos)

Tras la Segunda Guerra Mundial el movimiento comenzó a decaer, pero todavía se siguió construyendo en estilo racionalista hasta los años 1960 e incluso 1970, en convivencia con otros nuevos estilos que fueron surgiendo. De hecho, en la posguerra la urgencia de reconstruir las ciudades devastadas en la contienda coadyuvó a la pervivencia del estilo, ya que frente a la búsqueda de nuevos estilos se prefirió uno ya consolidado. Ello se produjo en paralelo a la definitiva universalización del lenguaje racionalista, ya que su mayor difusión en esos años se produjo en países emergentes como Brasil, India, México y Venezuela. Esta globalización del movimiento llevó pareja una diversificación del mismo, ya que tuvo que adaptarse a las diferentes tradiciones constructivas de países de muy diversa cultura, así como a diversas condiciones climáticas, económicas y sociales. Incluso en Estados Unidos el Estilo internacional se fue regionalizando, como se demuestra por la sustitución en numerosos casos de los esqueletos de acero por madera, por influencia de las casas usonianas de Frank Lloyd Wright.
La difusión del internacionalismo tras el conflicto bélico corrió a cargo principalmente de la Unión Internacional de Arquitectos (Union Internationale des Architectes, UIA), fundada por el francés Pierre Vago en colaboración con el inglés Patrick Abercrombie, el italiano Saverio Muratori, el portugués Carlos João Chambers Ramos y el ruso Viacheslav Popov; Vago fue su secretario general entre 1948 y 1968. El primer congreso se celebró en París en 1948 y desde entonces cada tres años en un país distinto. Otro órgano de difusión fue la revista Architectural Review, así como instituciones como la Universidad de Harvard, la Ulm Bauhaus y la Architectural Association School of Architecture del Reino Unido, y otras de nueva creación como la Middle East Technical University de Ankara y el Asian Institute of Technology de Bangkok.
Sin embargo, tras la contienda mundial el Estilo internacional se fue convirtiendo en un método de construcción sistemático y perdió algo de su esencia inicial y de su componente utópico de un arte al servicio de la sociedad. La confianza en las nuevas tecnologías, en el arte como instrumento de educación para el pueblo, en una estética universal que comportase una ética universal, se fueron diluyendo, y el movimiento se fue reduciendo a un estilo reglamentado, que no dejaba espacio para la innovación ni la creación individual, para la subjetividad o la relación con la naturaleza. Su evolución estilística fue hacia un cierto eclecticismo —según Jürgen Joedicke— o manierismo —según Josep Maria Sostres—, con dos posibles vías de realización: la «imitación mecánica e impersonal de los grandes ejemplos» (Sostres) o la contextualización regionalista, como la practicada por el neoempirismo escandinavo, el brutalismo británico, el neorrealismo y neoliberty italianos o la Escuela de Barcelona en España.
El principio del fin de este movimiento se escenificó en el IX congreso del CIAM, en el que un grupo de arquitectos disidentes se organizó en el llamado Team X, que propugnaba una evolución hacia un estilo más realista y de utilidad social, que se concretó en un nuevo estilo denominado brutalismo. Este grupo acusaba al CIAM de haber patrocinado el Estilo internacional imponiendo «conceptos mecánicos de orden», sin tener en consideración las necesidades emocionales del ser humano o las especificidades territoriales de los diversos países en que se desarrolló el estilo. El propio Philip Johnson confesó en 1996 que «nuestra así llamada arquitectura moderna era demasiado antigua, glacial y llana».
Aunque el fin del racionalismo como estilo puede situarse en el primer lustro de los años 1960, cabe remarcar que hasta los años 1970 y primeros 1980 aún se construyó en ese estilo —de forma más o menos ortodoxa— en numerosas partes del mundo, especialmente en países emergentes que habían llegado con cierto retraso a la modernidad. El proceso descolonizador iniciado en África y Asia tras la Segunda Guerra Mundial propició el auge constructivo de estos nuevos países, que necesitaban nuevas infraestructuras y edificios gubernamentales, y que adoptaron el Estilo internacional como forma de equiparar la construcción de un nuevo estado con una imagen moderna y progresista. En muchos casos, esta arquitectura resultó estereotipada y acontextualizada, con una cierta apariencia de trasplante de tipologías occidentales a países de distinta tradición cultural, sin atender a las condiciones sociales, geográficas y económicas de estos países.

### El CIAM

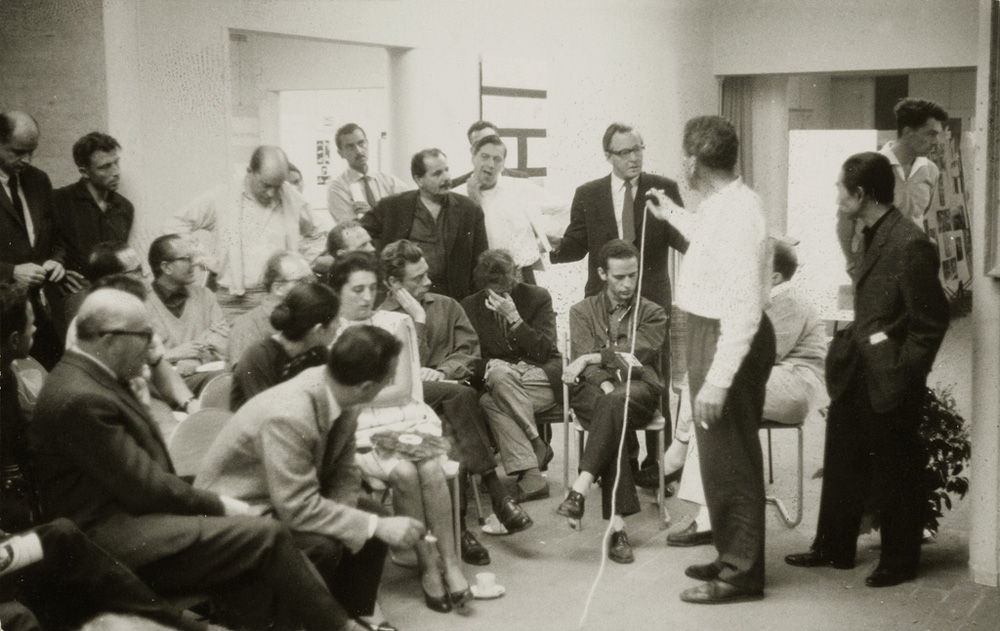
CIAM XI (1959), Otterlo (Países Bajos)

El Congreso Internacional de Arquitectura Moderna (en francés: Congrès International d'Architecture Moderne) fue fundado en La Sarraz (Suiza) en 1928 para fomentar la interrelación entre arquitectos y urbanistas de todo el mundo con el fin de intercambiar ideas y comparar los estilos y técnicas empleados en distintos lugares del mundo. En su origen, la reunión estuvo motivada como réplica a la postergación del Movimiento moderno en el concurso para la sede de la Sociedad de Naciones en Ginebra, frente a lo que los arquitectos del nuevo movimiento quisieron ofrecer un frente común. Entre los fundadores del CIAM se encontraba Le Corbusier, y Siegfried Giedion fue su primer secretario hasta 1956. Como órgano ejecutivo del CIAM se instituyó el CIRPAC, el Comité Internacional para la Resolución de los Problemas de la Arquitectura Contemporánea (en francés: Comité International pour la Résolution des Problèmes de l'Architecture Contemporaine). En 1959 se produjo su disolución definitiva; para entonces el congreso tenía más de treinta países afiliados y unos tres mil miembros.
Se suelen señalar cuatro fases en la historia del CIAM: el ciclo fundacional de los congresos (1928-1933), la crisis motivada por el nazismo y la serie de emigraciones de numerosos arquitectos (1934-1945), la refundación y ampliación del congreso (1945-1953) y el proceso de agonía del movimiento motivado por el proceso contestatario de los arquitectos más jóvenes (1953-1959).
En su primera reunión, Le Corbusier se encargó de redactar el orden del día a discutir, que incluía los siguientes temas: la técnica moderna y sus consecuencias; la estandarización; la economía; la urbanística; la educación de la juventud; la realización: la arquitectura y el Estado. Se redactó una declaración que sostenía que «para beneficiar a un país, la arquitectura debe relacionarse íntimamente con la economía general. El verdadero rendimiento será fruto de una racionalización y de una normalización, y la producción suficiente para satisfacer por completo las exigencias humanas». También se señaló como objetivos primordiales de la urbanística tres funciones: habitar, trabajar, distraer.
En 1929 se reunió el segundo congreso en Frankfurt (Alemania), centrado en la cuestión de la «vivienda mínima». El CIAM III se produjo en 1930 en Bruselas (Bélgica), sobre la «urbanización racional» del espacio. El cuarto congreso, dedicado a la «ciudad funcional», debía celebrarse en Moscú, pero por motivos políticos se hizo finalmente en Atenas (Grecia) en 1933, a bordo del yate Patris II; en el mismo se acordó la llamada Carta de Atenas. En 1937 se celebró el CIAM V en París (Francia), bajo la premisa de «vivienda y ocio». La Segunda Guerra Mundial paralizó los congresos y fomentó el auge del grupo estadounidense; Josep Lluís Sert, exiliado en ese país, publicó en 1943 el libro Can Our Cities Survive?, donde recogió los postulados del CIAM y se convirtió en la obra de referencia del racionalismo en el ámbito anglosajón. Tras la guerra el CIAM se amplió hacia Asia, África e Hispanoamérica, y el trío Le Corbusier-Gropius-Giedion empezó a perder influencia. En 1947 se dio el CIAM VI en Bridgwater (Inglaterra), centrado en la reconstrucción de las ciudades devastadas por la guerra. El CIAM VII se desarrolló en Bérgamo (Italia) en 1949, sobre la arquitectura como arte. En 1951, el CIAM VIII se alojó en Hoddesdon (Inglaterra) y versó sobre el centro de la ciudad, con una primera escisión entre posturas ortodoxas y renovadoras a causa del planteamiento de nuevos conceptos como la dimensión simbólica y la escala humana. El CIAM IX tuvo lugar en 1953 en Aix-en-Provence (Francia) y centró su atención de nuevo en las disputas generacionales y en la fundación del Team X por parte de Jaap Bakema, Georges Candilis, Aldo Van Eyck y Alison y Peter Smithson. En 1956 el CIAM X se celebró en Dubrovnik (Yugoslavia), centrado en la Carta del hábitat como alternativa a la de Atenas. En 1957 se disolvieron los grupos nacionales y fue elegido secretario general Jaap Bakema. El último congreso, el CIAM XI, se dio en 1959 en Otterlo (Países Bajos) y significó la disolución del CIAM.

### La exposición del MoMA de 1932

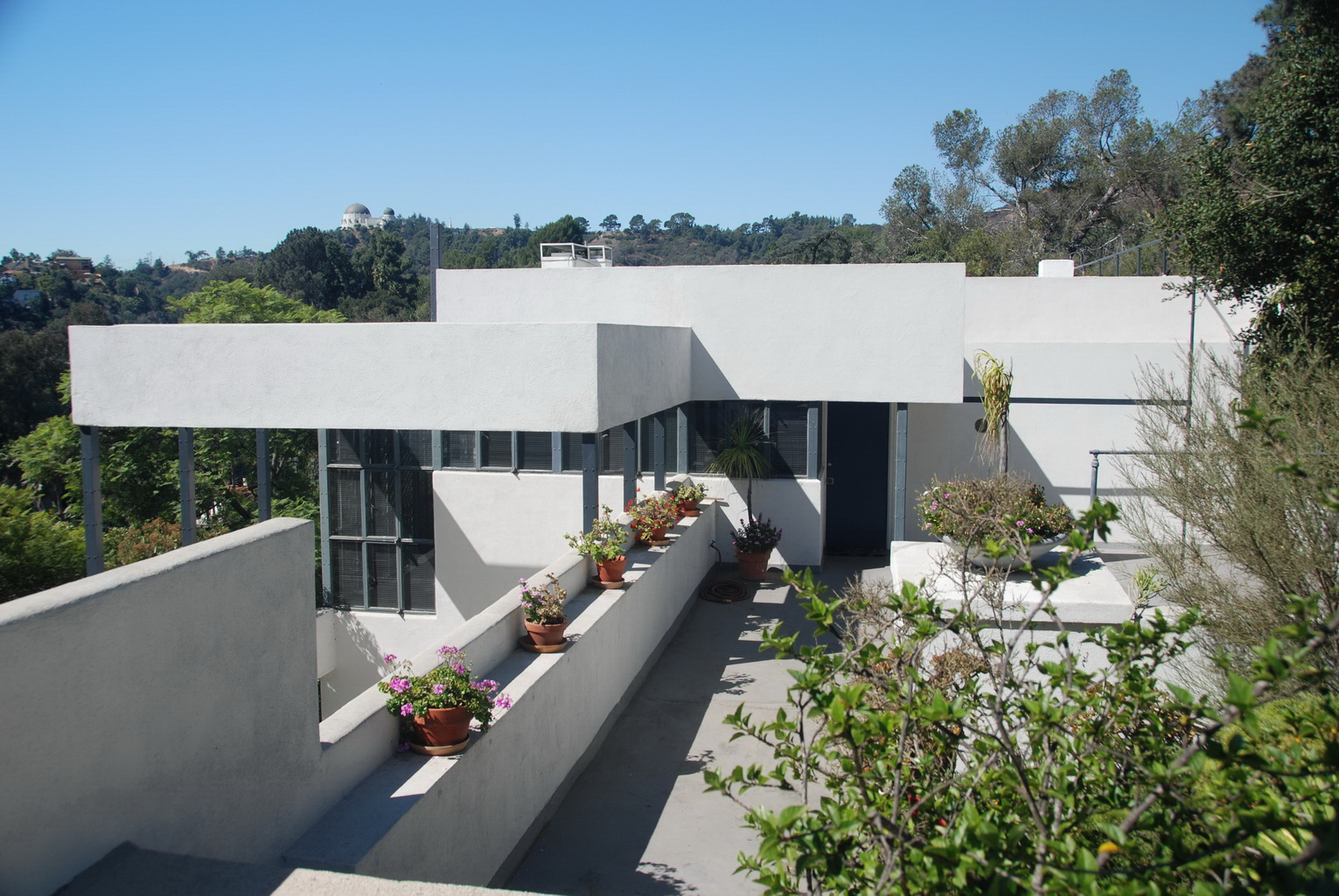
Lovell House (1927-1929), de Richard Neutra, Griffith Park, Los Ángeles (Estados Unidos), uno de los edificios escogidos para la exposición

La exposición Modern Architecture - International Exhibition se celebró en el Museum of Modern Art (MoMA) de Nueva York entre el 9 de febrero y el 23 de marzo de 1932. Posteriormente recorrió Estados Unidos durante seis años. Sus comisarios fueron el crítico Henry-Russell Hitchcock y el arquitecto Philip Johnson, quienes escogieron las obras más representativas del nuevo estilo en Europa y los Estados Unidos —con la única excepción fuera de estos continentes del edificio del laboratorio de electricidad del ministerio de Obras Públicas en Tokio, de Mamoru Yamada—. Los criterios de selección fueron básicamente estéticos, por lo que dejaron de lado los aspectos más programáticos de la nueva arquitectura, especialmente sus dimensiones social y económica, hecho por el que la propuesta de Hitchcock y Johnson fue criticada. Según los comisarios, las obras englobadas en la nueva corriente debían cumplir una serie de parámetros, como la ausencia de ornamentación, la composición en términos de volumen y no de masa, en la regularidad modular y no en la simetría axial. En cuanto a arquitectos, dejaban fuera la obra de los pioneros del movimiento, como Peter Behrens, Auguste Perret, Adolf Loos, Antonio Sant'Elia y Frank Lloyd Wright, y establecían como paradigmas del nuevo movimiento a Le Corbusier, Walter Gropius, Ludwig Mies van der Rohe, Jacobus Johannes Pieter Oud, Gerrit Rietveld y Richard Neutra.
Se expuso la obra de sesenta y siete arquitectos. La mayor parte de proyectos expuestos procedía de Alemania, seguida de Estados Unidos. Por arquitectos, la mayoría eran proyectos de Gropius, Le Corbusier y Mies van der Rohe. La selección fue elaborada por los propios comisarios ya fuesen proyectos que conociesen ambos o uno de ellos, con pocas excepciones de recomendaciones de otras personas de su confianza, como Richard Neutra, que recomendó el laboratorio eléctrico de Tokio, de Mamoru Yamada, o Bruno Taut, que aconsejó el laboratorio electrofísico de Moscú, de Iván Nikoláyev y Anatoli Fisenko.
Con las mismas premisas de la exposición, Hitchcock y Johnson publicaron el mismo año el libro The International Style: Architecture since 1922, que dio nombre al movimiento en el ámbito anglosajón. En el libro analizaban la obra de setenta y dos arquitectos de quince países, con la premisa de que representaban un nuevo estilo arquitectónico de corte internacional. En el prólogo, el director del MoMA, Alfred Barr, apuntaba que los autores habían demostrado que «en la actualidad hay un estilo moderno tan original, consistente, lógico e internacional como cualquier otro del pasado».
En 1951, Hitchcock hizo el siguiente análisis retrospectivo de los parámetros utilizados para la exposición:

Demasiado escasos en número y demasiado estrechos, diría yo en 1951 que son los principios que con tanta firmeza enunciamos en 1932. Hoy añadiría un tercer principio: la articulación de la estructura y omitiría la referencia a la decoración, que constituye una cuestión estética más que formal. El concepto de regularidad resulta demasiado negativo para explicar el mejor diseño contemporáneo, aunque no consigo encontrar una frase que explique de manera global las cualidades más positivas del diseño moderno.

También Philip Johnson revisó en los años 1960 los parámetros de la exposición y señaló como principales características del Estilo internacional la honestidad estructural, los ritmos modulares repetitivos, los techos planos, la claridad expresada por las superficies de cristal, la caja como continente y la ausencia de decoración.

## Características generales

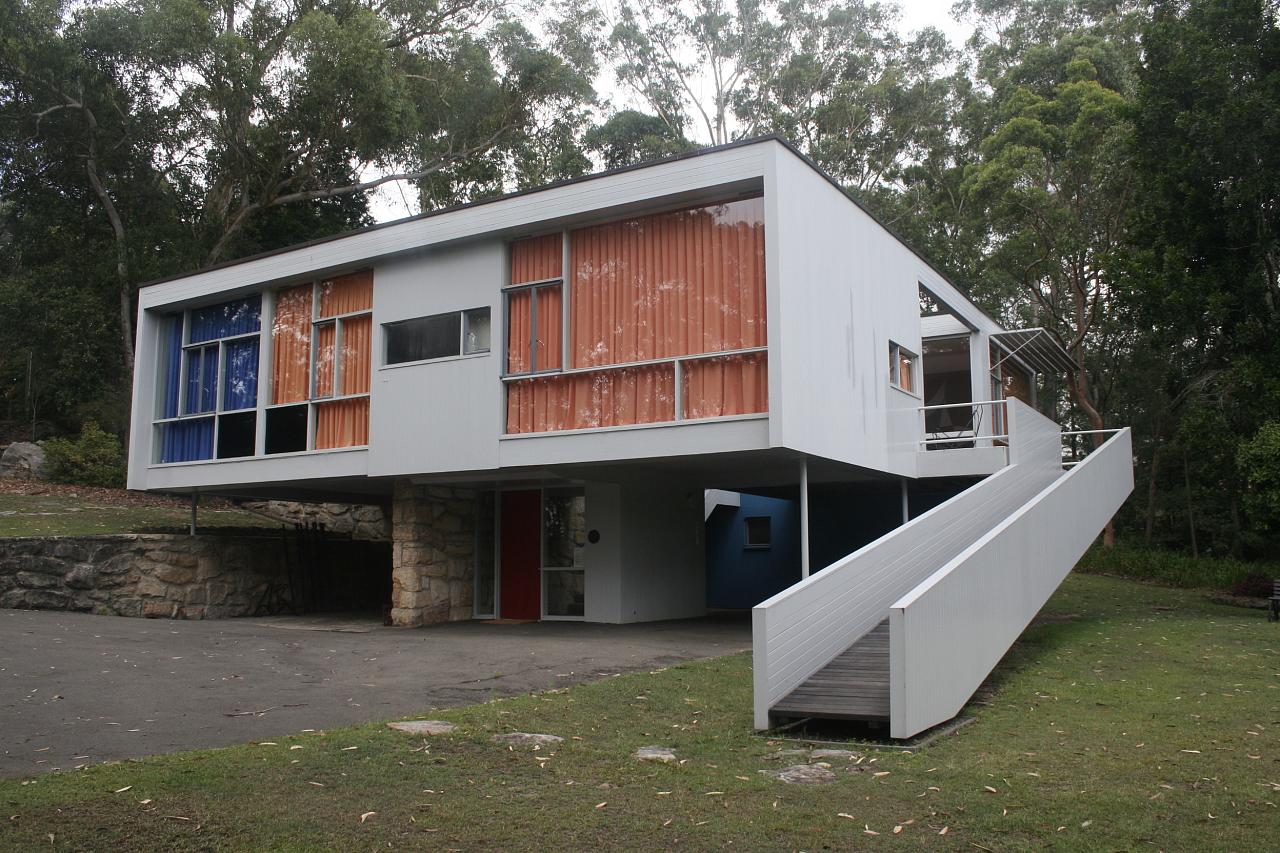
Rose Seidler House (1948-1950), de Harry Seidler, Wahroonga, Sídney (Australia). Esta casa presenta los rasgos típicos del racionalismo: sustentación sobre pilotis, muros blancos, cubierta plana y paredes acristaladas

El racionalismo fue un movimiento heterogéneo con orígenes tanto geográficos como cronológicos difíciles de precisar. Se podría decir que fue más bien una confluencia de distintos estilos que convergieron en unas características comunes, las cuales se evidenciaron de forma más clara después de la Primera Guerra Mundial. Sus características generales se fueron fraguando poco a poco en la obra y aportaciones de todos los movimientos y arquitectos que se consideran antecedentes de este estilo. Cuando estas características fueron analizadas más concienzudamente se pudo determinar que la mayoría de realizaciones de este nuevo estilo se basaban en varios puntos principales: utilización de un lenguaje funcionalista, empleo de formas geométricas simples y estructuras regulares, tendencia a una ordenación vertical-horizontal, renuncia a la ornamentación y uso de materiales de tipo industrial (hormigón, acero, cristal). Pese a ello, es difícil hablar de un estilo homogéneo y, de hecho, muchos arquitectos racionalistas afirmaban que ellos no tenían estilo, sino que lo suyo era «una forma puramente racional de diseño».
Los postulados ideológicos del racionalismo se basaban en el progreso y la modernidad, con una apuesta decidida por la producción industrial y mecanizada, así como una organización racional del trabajo. Con tendencia a un ideario político progresista e igualitario, querían elaborar un nuevo lenguaje constructivo que sirviese para renovar la sociedad, lo que se plasmó especialmente en su interés por el urbanismo y la vivienda social. Así pues, se podría decir que los fundamentos del racionalismo se encuentran en la «conciliación entre progreso tecnológico y compromiso social», según Jeremy Melvin.
Una de las premisas principales del Movimiento moderno fue el funcionalismo, la subordinación del lenguaje arquitectónico a su función, dejando de lado cualquier consideración estética o accesoria para el objetivo principal de la construcción: «la forma sigue a la función», según palabras de Louis Sullivan. Así, cualquier forma constructiva ha de ser reflejo del uso para el que ha sido concebida. Según esta teoría, incluso los elementos constructivos —tales como vigas y pilares— han de dejarse a la vista, pues forman parte del diseño formal según el que es planificada una estructura. Para ello debe coadyuvar la producción industrial y los adelantos tecnológicos, que son herramientas puestas a disposición del arquitecto para optimizar su labor constructiva.

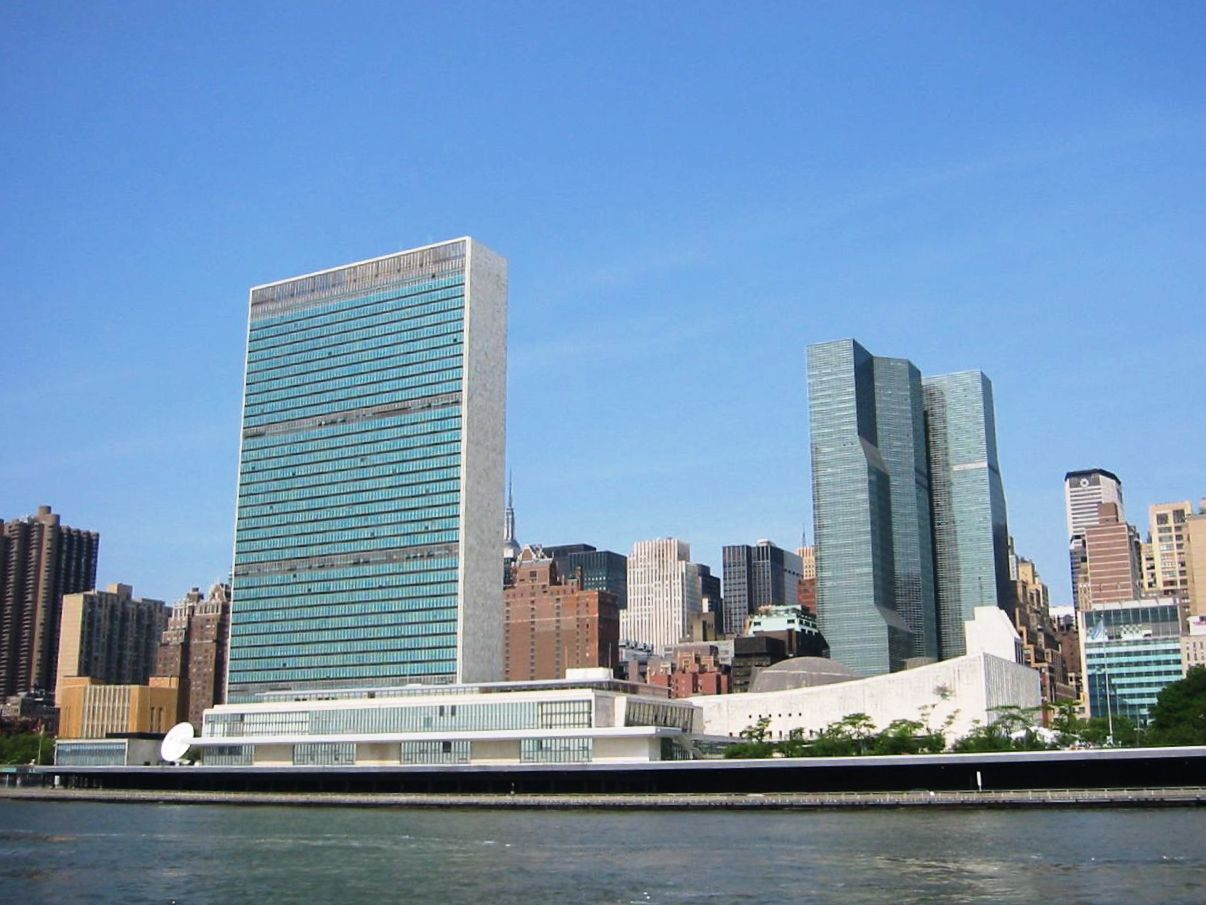
Sede de la Organización de las Naciones Unidas (1947-1950), de Wallace Harrison y Max Abramovitz, Nueva York (Estados Unidos)

En el seno de la sociedad industrial y de la economía capitalista, al arquitecto racionalista se le exigía la máxima funcionalidad y optimización de recursos, elaborar los mejores diseños con los criterios industriales más económicos; debía considerar todos los componentes de la vida en sociedad, por lo que debía responsabilizarse «desde la cuchara hasta la ciudad», como solía decirse en la época. Por lo general, la mayoría de arquitectos racionalistas tenían inquietudes sociales y consideraban un deber del Estado el garantizar unas mínimas condiciones de vida (Existenzminimum) a la población. En el racionalismo, todos los elementos constitutivos de la obra arquitectónica estaban subordinados a la función, por lo que función y estilo se equiparan.
Entre los principales rasgos estilísticos del racionalismo se encuentran: las formas rectilíneas y ortogonales, la composición en volumen más que en masa, estructuras uniformes y visibles, ausencia de simetría axial, la utilización de pilotis como soporte de la estructura, cubiertas planas, patios centrales vacíos, planta libre en interiores, empleo de voladizos —especialmente en balcones y terrazas—, fachadas sin adornos, muros blancos y ventanas rectangulares, enlazadas en una banda alargada y corrida en el plano de fachada. También es característica la utilización —especialmente en rascacielos— del muro cortina (curtain wall), un tipo de fachada acristalada autoportante, independiente de la estructura resistente del edificio, construida generalmente mediante la repetición de un elemento prefabricado modulado, que suele estar compuesto de un marco de aluminio extruido y un panel de vidrio. Otro elemento utilizado habitualmente es el brise soleil, un tipo de protección solar para ventanas y balcones, a modo de persiana o celosía, que puede estar elaborado en diversos materiales, desde la madera hasta el hormigón usado habitualmente por Le Corbusier. Cabe señalar que la arquitectura racionalista recibió una cierta influencia del diseño náutico, e incluso Le Corbusier añadió numerosas fotografías de barcos y transatlánticos en su libro Vers une Architecture (1923).
El principal factor estético del nuevo estilo era la ausencia de decoración aplicada, concebida como una forma de eliminar la superficialidad. La nueva premisa era la simplicidad, basada principalmente en materiales industriales, un orden estructural basado en la regularidad frente a la angulosidad y en un armonía basada en la proporción y la geometría, y en un diseño centrado en un esqueleto de columnas (pilares de hormigón o metal) en vez de una estructura en masa, con una superficie lisa y sin costuras, de materiales lisos —preferentemente metal y cristal—, con ventanas que no interrumpiesen la perfección de la fachada, a ser posible con marcos metálicos ligeros, y un cromatismo centrado en el color natural del material. También consideraban relevante la elección del lugar a construir y su relación con el entorno, dentro del cual los paramentos externos del edificio —como terrazas y pérgolas— se consideran extensiones del mismo, al igual que los muros y senderos de los jardines, cuya planimetría rectilínea contrastaba con la obra de la naturaleza. Por otro lado, dentro del aspecto ornamental, consideraban la inclusión en el edificio de pinturas y esculturas como elementos independientes que no debían degenerar en simple decoración, sino que debían embellecer de forma autónoma. En ese sentido, Hitchcock y Johnson señalaron las pinturas murales abstractas como el complemento ideal de la arquitectura moderna.
La arquitectura racionalista —especialmente el diseño— mantuvo estrechos contactos e influencias con el resto de las artes, especialmente la pintura, y dentro de esta la de vanguardias como el neoplasticismo, el suprematismo y el constructivismo, todas ellas de tendencia abstracta, de las que tomaron algunos de sus diseños y la preferencia por colores primarios, así como la experimentación con diversos materiales y un diseño basado en formas básicas y proporcionadas. Algunos de los pintores que más influyeron en el movimiento fueron profesores de la Bauhaus o mantuvieron contactos con esta institución, como El Lissitzky, Theo van Doesburg, Vasili Kandinski, Paul Klee, Johannes Itten y László Moholy-Nagy.

## Teoría y crítica

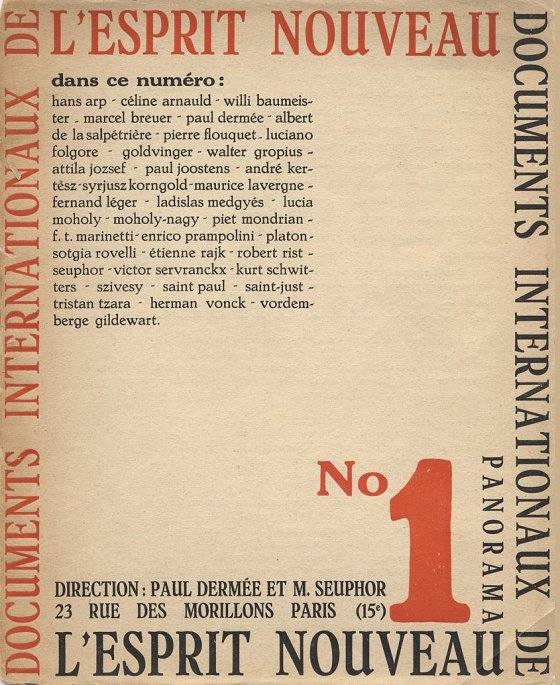
L'Esprit Nouveau, número 1, octubre de 1920, París

El racionalismo se nutrió de un extenso corpus teórico elaborado por algunos de sus más destacados representantes, como Gropius y Le Corbusier. En 1925, Gropius publicó Internationale Architektur, donde relacionaba su obra con la de otros arquitectos como Le Corbusier, Oud y Wright, y señalaba que todos compartían una visión funcional de la arquitectura, con una concepción lógica de la obra y una planificación económica de optimización de dinero, materiales, tiempo y espacio. Apuntaba también que «la uniformidad del aspecto de los edificios modernos, surgida de los viajes y la tecnología mundial, supera las fronteras naturales que siguen aislando a individuos y pueblos, creando un puente entre todas las regiones culturales».
Le Corbusier publicó varios libros de arte y arquitectura, como Vers une Architecture (1923), L'Art Décoratif d'Aujourd'hui (1926) y Urbanisme (1925), además de publicar con Amédée Ozenfant la revista L'Esprit Nouveau (1920-1925). En su libro de 1923 presentó sus principios teóricos en una serie de textos de tono algo provocador, con el objetivo de abrir «ojos que no ven» hacia la moderna arquitectura. Emplea un estilo conciso, de frases breves y sencillas, para establecer unas premisas claras que sirvan de guía al arquitecto, con símiles poéticos y abundante material gráfico. El contenido se centra en la reforma estética de la arquitectura producida desde mediados del siglo XIX, así como conceptos como el funcionalismo y el diseño industrial; habla de las cualidades higiénicas y morales de la arquitectura, que simboliza en un transatlántico: «una arquitectura pura, limpia, clara, pulcra y sana». Sin embargo, opina que los estilos son «una mentira», aunque reconoce el carácter artístico de la arquitectura, ya que más allá de la simple función racional el arquitecto configura una estética al edificio. En cuanto a su tratado sobre urbanismo, lo analiza desde una perspectiva funcional, en que la ciudad es una herramienta de trabajo, y defiende unas líneas generales basadas en el orden y la linealidad, que se concretarán en la Carta de Atenas (1943).
También hicieron su aportación al corpus teórico del movimiento críticos e historiadores del arte como Henry-Russell Hitchcock, Siegfried Giedion y Nikolaus Pevsner. Hitchcock realizó su primer aporte sobre el Estilo internacional en un artículo en la revista Hound and Horn en 1928, al que siguió el libro Modern Architecture, Romanticism and Reintegration (1929), donde afirmaba que el nuevo estilo era «una rama distinta de la arquitectura moderna influida por la pintura cubista y neoplasticista». Pero su obra más relevante fue The International Style: Architecture since 1922, elaborada con Philip Johnson para la exposición del MoMA de 1932. En ella establecieron los parámetros definitorios del movimiento, señalando que:

Hoy ha nacido ya un estilo moderno... Este estilo contemporáneo, que existe en todo el mundo, es unitario e inclusivo... El concepto de estilo como marco de desarrollo potencial ha surgido a partir del reconocimiento de unos principios subyacentes... Al enunciar los principios generales del estilo contemporáneo, igual que al analizar su origen estructural y su modificación debida a la función, es difícil evitar una cierta apariencia de dogmatismo. En contra de quienes afirman que un nuevo estilo arquitectónico es algo imposible o indeseable, es necesario insistir en la coherencia de los resultados obtenidos dentro del espectro de posibilidades hasta ahora exploradas. Y es que el Estilo internacional ya existe en el momento presente; no es simplemente algo que el futuro quizá nos depare. La arquitectura siempre es un conjunto de monumentos reales, no un cuerpo teórico impreciso.

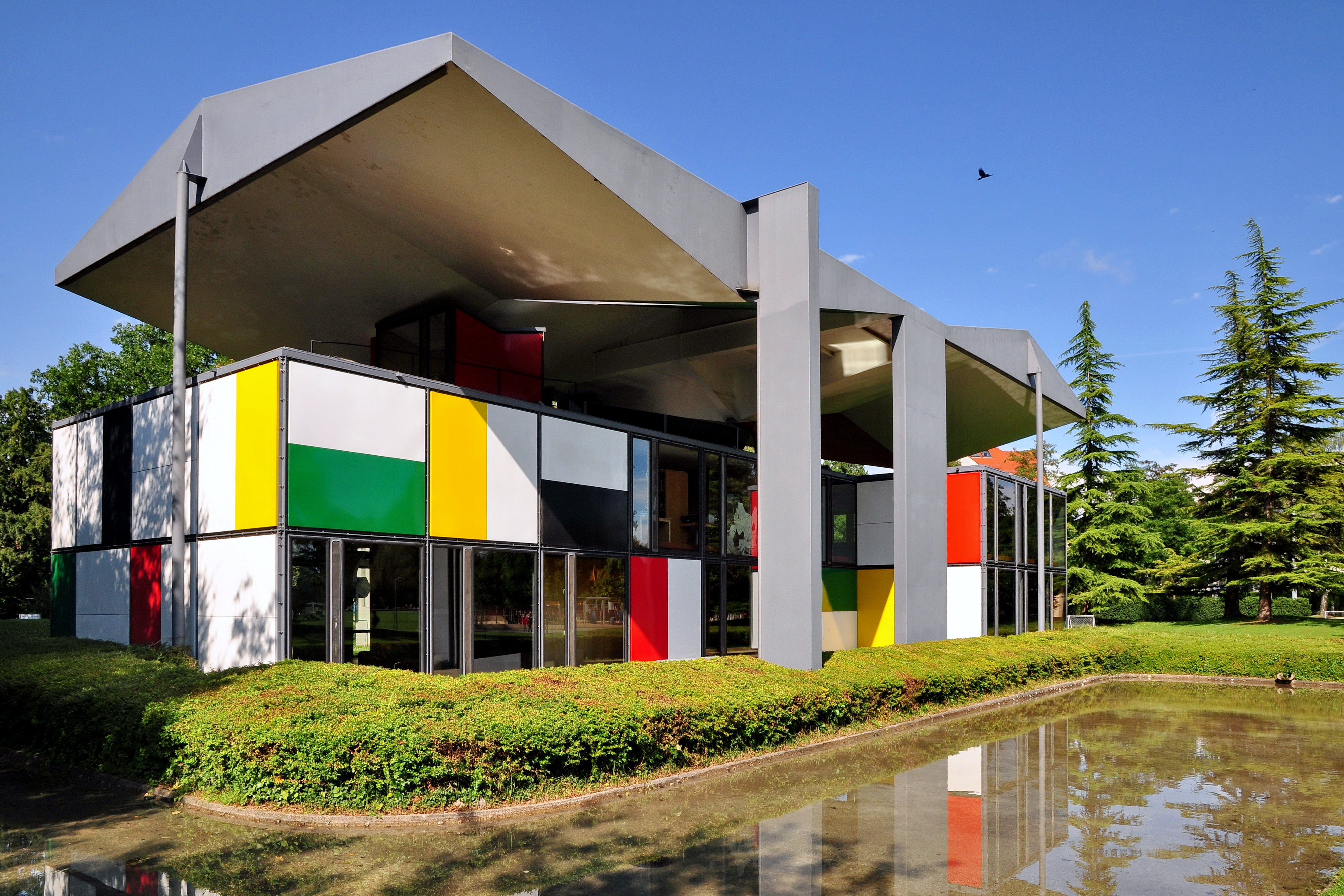
Museo Heidi Weber (1963-1967), de Le Corbusier, Zúrich (Suiza)

El libro sobre la exposición contiene un breve texto y abundantes ilustraciones. Fue escrito enteramente por Hitchcock, ya que la participación de Johnson consistió solo en su corrección. Su tesis se centra en la constatación de un nuevo estilo arquitectónico contemporáneo a la fecha de la exposición, con Gropius, Oud, Le Corbusier, Mies van der Rohe, Rietveld y Mendelsohn como principales representantes. Establece los inicios de este estilo tras la Primera Guerra Mundial y señala como antecedentes a arquitectos como Peter Behrens, Otto Wagner, Auguste Perret y Frank Lloyd Wright, a los que califica como «semi-modernos».
Giedion expuso sus ideas preferentemente en Space, Time and Architecture. The Growth of a New Tradition (1941), que marcó la imagen histórica de la arquitectura moderna en Europa y los Estados Unidos. Es un compendio de las clases Charles Eliot Norton Lectures que dio en la Universidad de Harvard entre 1938 y 1939. El objetivo principal de Giedion era integrar la arquitectura moderna en el seno de la historia del arte, así como establecer sus bases teóricas en un contexto científico. Señalaba el arte y la arquitectura modernos como unidades interdependientes y consideraba superada la contraposición entre ciencia y arte. Así como Hitchcock estableció los principios estéticos del racionalismo, Giedion buscaba además establecer sus principios estructurales, analizando las cualidades formales del movimiento para hallar las ideas subyacentes. Señala el nacimiento de la arquitectura moderna en la industrialización y los adelantos en ingeniería, y como pioneros a Victor Horta, Hendrik Petrus Berlage, Otto Wagner, Auguste Perret y la Escuela de Chicago. Reconoce un papel fundamental para Frank Lloyd Wright, pero reserva el papel de «héroes» de la arquitectura moderna para Gropius y Le Corbusier —Mies van der Rohe no lo citó hasta una reedición en 1954—. La obra de Giedion fue el manual básico de la arquitectura moderna hasta prácticamente los años 1980 y marcó la conciencia de dos generaciones de arquitectos.
Pevsner fue un historiador y crítico alemán establecido en el Reino Unido desde 1935. En Pioneers of the Modern Movement (1936, titulada más tarde The Sources of Modern Architecture and Design), introdujo el término «Movimiento moderno», al que consideraba el estilo «adecuado» para el siglo XX, un estilo funcional que responde a las nuevas necesidades de las masas. Pevsner preconizaba un internacionalismo estricto, anónimo, impersonal, que deje «menos lugar a la expresión de sí mismo» y que se adapte a las nuevas «condiciones sociales de base». A lo largo de su producción literaria elaboró una historia de la arquitectura global, social y cultural, ajena a las personalidades y centrada en la noción de estilo, con la intención de diferenciar los «estilos verdaderos» de las «modas transitorias».
Otros libros sobre el Movimiento moderno fueron: Internationale neue baukunst de Ludwig Hilberseimer (1926), Die Baukunst der neuesten Zeit de Gustav Adolf Platz (1927), Moderne Architektur und Tradition de Peter Meyer (1928), Die neue Baukunst in Europa und Amerika de Bruno Taut (1929), Les tendances de l'architecture contemporaine de Myron Malkiel-Jirmounsky (1930), The New World Architecture de Sheldon Cheney (1930), La nuova architettura de Fillia (seudónimo de Luigi Colombo, 1931), Gli elementi dell'architettura razionale de Alberto Sartoris (1932), etc. Cabe destacar también las revistas que difundieron el nuevo estilo, como Die Form, Das neue Frankfurt, L'architecture d'aujourd'hui, La Casa bella, Moderne Bauformen, Wasmuth Monatshefte für Baukunst und Städtebau y The Architectural Review.
Las primeras voces críticas hacia el Movimiento moderno surgieron del brutalismo en los años 1950 y se desarrollaron en los 1960 con la obra de historiadores y críticos como Reyner Banham y Manfredo Tafuri. Banham fue alumno de Giedion y Pevsner y, de cara a su tesis doctoral, fue invitado por este último a analizar el Movimiento moderno a partir de donde lo había dejado él, de los pioneros que sentaron las bases de este estilo entre finales del siglo XIX y principios del xx. Banham realizó este ejercicio (Theorie and Design in the First Machine Age, 1960), pero lo hizo desde una perspectiva crítica, desmitificadora; comparando las teorías modernas con las realizaciones prácticas para comprobar si efectivamente cumplían las premisas propugnadas, evidenció sin embargo que en la mayoría de los casos el supuesto funcionalismo defendido por la arquitectura racionalista se tradujo en cambio en un cierto formalismo. Frente a ello, propugnó una «segunda edad» dominada por la máquina y el consumo de masas, y se convirtió en el principal defensor del estilo heredero del racionalismo: el brutalismo. Tafuri, discípulo de Giulio Carlo Argan e influido por el marxismo, el estructuralismo, la semiología y el psicoanálisis, concebía la arquitectura como una parte de la historia del trabajo, de los mecanismos de producción. En Teorie e storia dell'architettura (1968) critica el optimismo propio de la arquitectura de vanguardia y ofrece una visión más pesimista, en que la arquitectura es un proceso ambiguo y cambiante, «una perpetua contestación del presente». También en Progetto e utopia (1973) vuelve a criticar la arquitectura moderna y señala la necesidad de «destruir los mitos poderosos e ineficaces que fascinan todavía a los arquitectos».

## Antecedentes

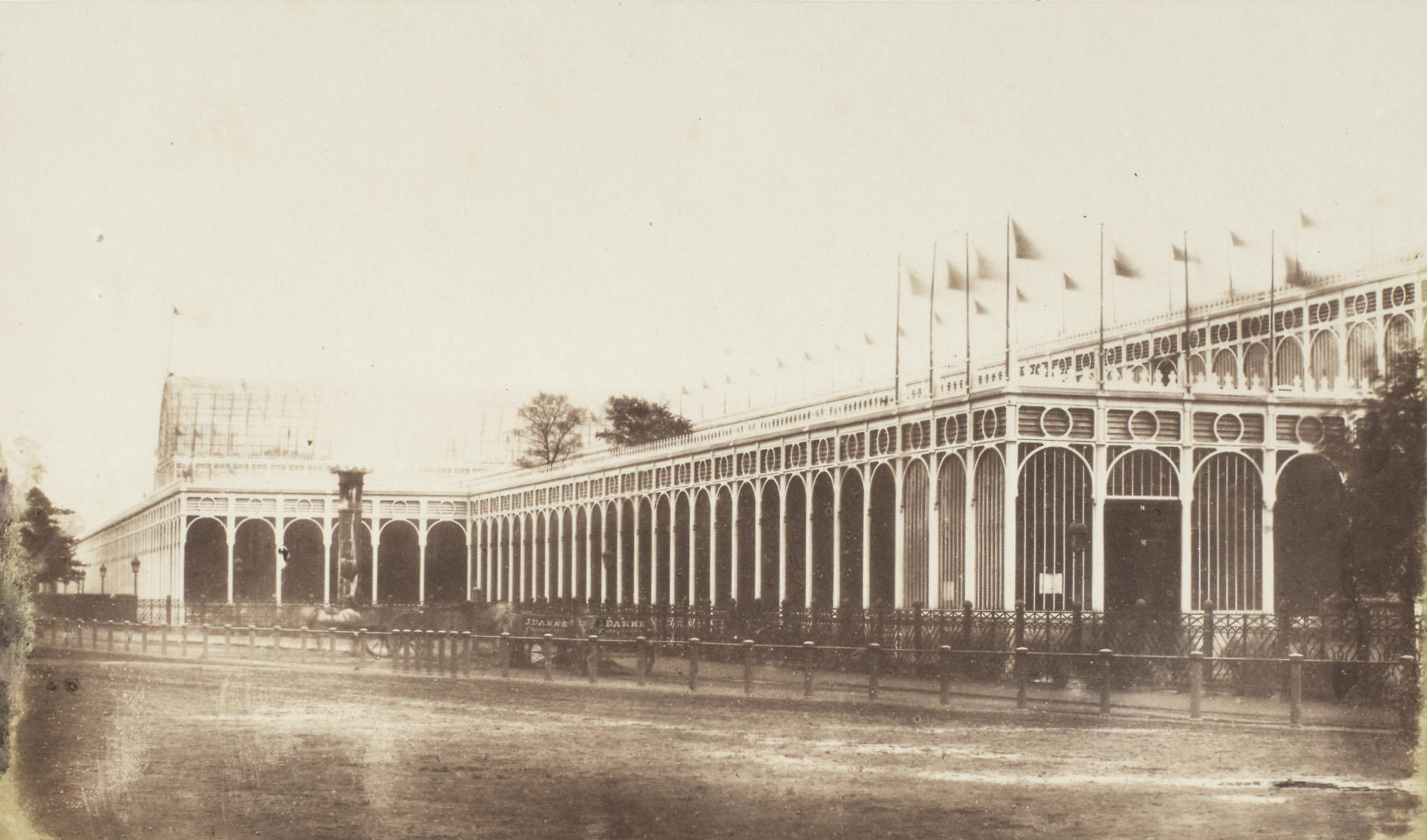
The Crystal Palace, de Joseph Paxton, Gran Exposición de Londres de 1851

La arquitectura de principios del siglo XX nació con una voluntad rupturista respecto al pasado, especialmente por oposición al historicismo que se practicaba desde mediados del siglo XIX, un estilo académico basado en premisas clásicas y en la reinterpretación de estilos del pasado: neorrománico, neogótico, neobarroco, etc. Una primera influencia del nuevo movimiento fue la del modernismo —conocido como art nouveau en Francia, Modern Style en Reino Unido, Jugendstil en Alemania o Sezession en Austria—, un estilo que pretendía renovar el lenguaje arquitectónico y que aportó alguna de las premisas iniciales del Movimiento moderno, aunque su excesivo decorativismo fue rechazado por los racionalistas. De este estilo se nutrieron las vanguardias artísticas anteriores a la Primera Guerra Mundial, como el expresionismo y el futurismo, movimientos que en ocasiones han sido calificados como un prerracionalismo. Acabada la contienda mundial y hasta mediados de los años 1920, movimientos como el neoplasticismo (De Stijl), el expresionismo de la Nueva Objetividad o el constructivismo evolucionaron desde esas premisas iniciales hacia un mayor formalismo que ya apuntaba al Estilo internacional, que se fraguó en la Escuela de la Bauhaus y en la fundación en 1928 del CIAM (Congreso Internacional de Arquitectura Moderna).

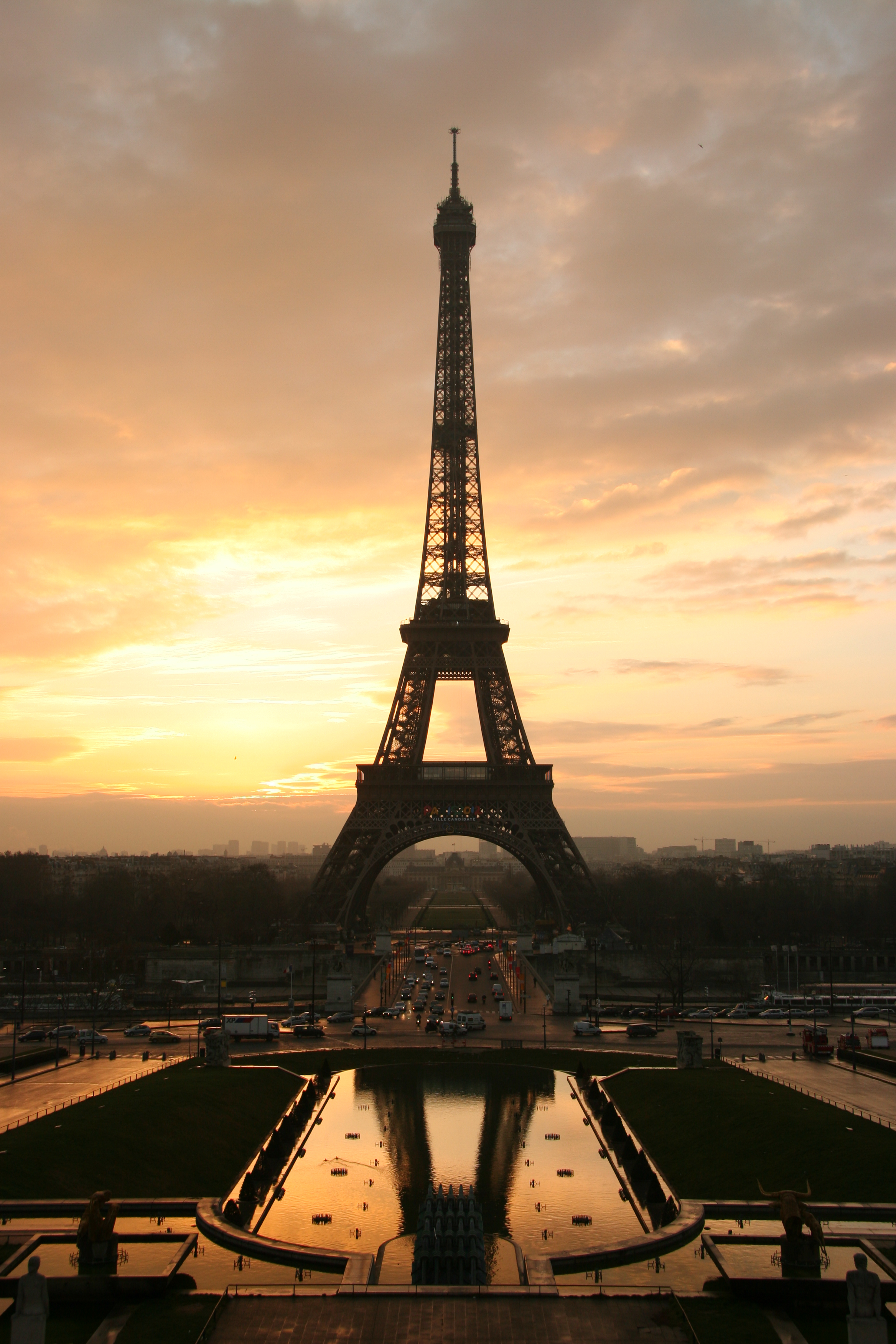
Torre Eiffel (1889), de Gustave Eiffel, París (Francia)

Conviene señalar en primer lugar como antecedente inmediato del racionalismo la nueva arquitectura practicada en el siglo XIX a partir de los adelantos tecnológicos propiciados por la Revolución Industrial, que se plasmaron en diversas tipologías como la arquitectura en hierro o en cristal y hierro. Cabe tener en cuenta que la nueva era industrial trajo consigo nuevos problemas y planteamientos en los terrenos constructivo y urbanístico, ya que el progreso tanto técnico como económico y social comportó la aparición de nuevas necesidades como estaciones de ferrocarril, puentes y viaductos para los nuevos medios de transporte, cambios en las ciudades a causa de aumentos demográficos que demandaban nuevas infraestructuras y toda una serie de nuevas necesidades a las que tuvo que hacer frente la arquitectura y la ingeniería. Estas necesidades propiciaron un tipo de construcción más rápida y barata, con soluciones más atrevidas y alejadas de la arquitectura académica. Buena muestra fueron las construcciones en hierro colado, desarrolladas por arquitectos e ingenieros como Hector Horeau, Henri Labrouste, William Fairbairn y James Bogardus. Un factor dinamizador de este nuevo tipo de arquitectura fueron las ferias de muestras conocidas como Exposiciones Universales, que por su carácter efímero propiciaron un tipo de construcción de formas modulares con empleo de elementos prefabricados. La primera, la Gran Exposición de Londres de 1851, destacó por el edificio The Crystal Palace, de Joseph Paxton, realizado en cristal con una estructura metálica. El paradigma de este tipo de construcciones fue la torre Eiffel, construida por el ingeniero Gustave Eiffel para la Exposición Universal de París de 1889.
A lo largo del siglo XIX se fue desarrollando una nueva manera de concebir el diseño y la construcción fundamentada estrictamente en la razón y en criterios científicos, que subordinaba la forma del edificio a su función: el funcionalismo, también llamado «racionalismo arquitectónico o estructural». Para esta nueva generación de arquitectos su herramienta principal era la matemática aplicada y su objetivo fundamental el cálculo de las líneas de fuerza en la estructura de un edificio. Entre sus principales representantes se encuentran: Jean-Nicolas-Louis Durand, Henri Labrouste, Gottfried Semper, Augustus Pugin, Eugène-Emmanuel Viollet-le-Duc, Anatole de Baudot y Hendrik Petrus Berlage.

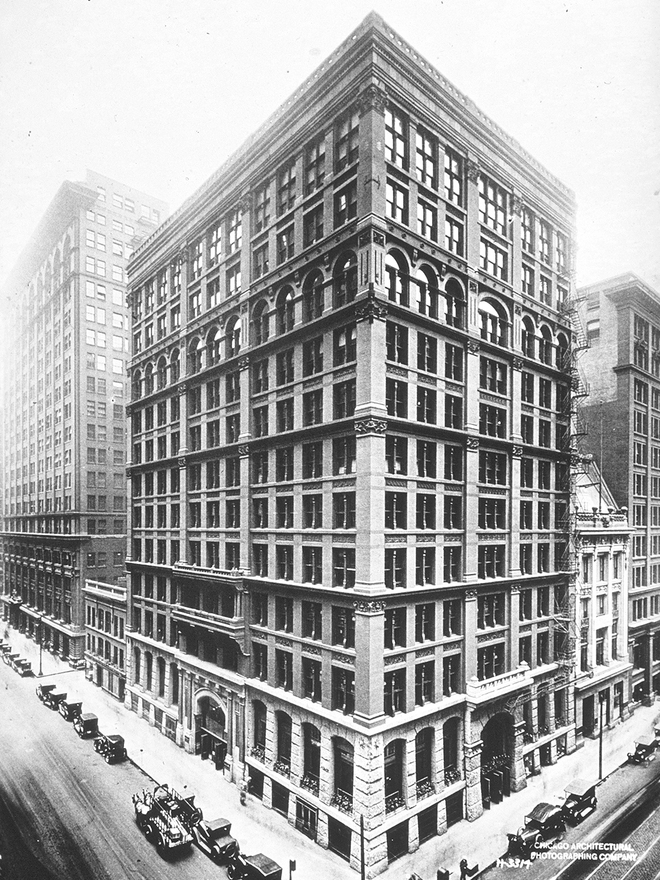
Home Insurance Building (1885), de William Le Baron Jenney, Chicago (Estados Unidos)

Otra influencia para la arquitectura moderna fue la de William Morris y el movimiento Arts & Crafts (Artes y Oficios), surgido en el Reino Unido hacia 1860 y que perduró hasta 1910. Esta corriente defendía una revalorización del trabajo artesanal y propugnaba el retorno a las formas tradicionales de fabricación; estipulaba que el arte debe ser tan útil como bello, con un ideal de belleza basado en la pureza y la simplicidad. El mayor exponente arquitectónico de este movimiento fue la Red House, la propia casa de Morris, construida en 1859 por Philip Webb en Bexley Heath (Kent), elaborada en ladrillo rojo con un diseño fluido, sin fachadas remarcadas, empleando técnicas tradicionales; Morris diseñó el jardín y la decoración corrió a cargo de Morris, Webb y los artistas prerrafaelitas Dante Gabriel Rossetti y Edward Burne-Jones, en un conjunto que fue catalogado como «obra de arte completa». Otros arquitectos de este movimiento como Charles Rennie Mackintosh, Arthur Heygate Mackmurdo y Charles Francis Annesley Voysey acabaron de sentar las bases programáticas del mismo: diseño supeditado a la función, prevalencia de estilos vernáculos y materiales autóctonos, libertad de estilo e integración del edificio en el paisaje.
Otro de los precedentes del racionalismo fue la llamada Escuela de Chicago, desarrollada en la ciudad estadounidense de Chicago entre 1875 y 1900, y que destacó por ser la impulsora de un nuevo tipo de edificio: el rascacielos. En aquella época, la ciudad crecía a un ritmo vertiginoso gracias a su economía pujante, por lo que las edificaciones debían ser rápidas, motivo por el que los arquitectos adoptaron las técnicas de la ingeniería del hierro. Por otro lado, el proceso especulador del suelo edificable obligó a construir en altura para rentabilizar la inversión —hecho propiciado por la invención del ascensor en 1853—. Así, aparecieron una serie de grandes edificios de estilo funcional construidos por arquitectos como William Le Baron Jenney, Daniel Burnham, John Wellborn Root, William Holabird, Martin Roche, Dankmar Adler y Louis Sullivan. Este último acuñó la famosa frase «la forma sigue a la función», principal aforismo del funcionalismo.

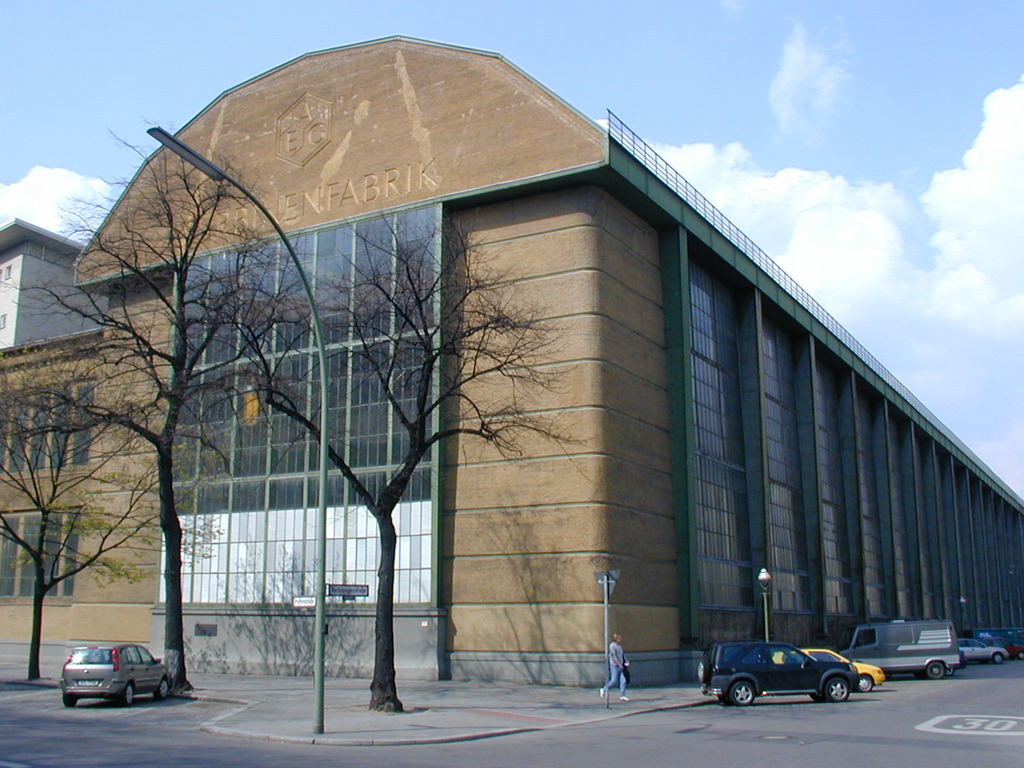
Nave de turbinas de la empresa AEG (1909), de Peter Behrens, Berlín (Alemania). Está considerada como la primera fábrica moderna y antecedente inmediato del racionalismo

También inició una vía hacia el racionalismo —especialmente el germánico— la Sezession austríaca, la variante local del modernismo. Si bien el modernismo internacional era un movimiento renovador y opuesto al historicismo académico, que apostaba por el diseño integral y la utilización de nuevos materiales y tecnologías, su excesivo decorativismo le alejan de los postulados del racionalismo; sin embargo, la variante austríaca —al igual que la escocesa representada por la Escuela de Glasgow— tenía un componente más geométrico y rectilíneo que sí influyó en la aparición del racionalismo germánico. Su primer exponente fue Otto Wagner, profesor de la Academia de Viena que inculcó en sus alumnos la modernidad como punto de partida de la creación artística, y que se interesó por el uso de nuevos materiales y por planteamientos urbanísticos acordes con los nuevos tiempos, como se aprecia en su reforma de la Karlsplatz de Viena o su proyecto de metropolitano con pasos elevados y estaciones de moderno diseño. Siguieron sus pasos Joseph Maria Olbrich (edificio de la Sezession de Viena, 1898) y Josef Hoffmann (palacio Stoclet en Bruselas, 1905-1911). En 1903, Hoffmann y Koloman Moser fundaron la Wiener Werkstätte (Talleres vieneses), una asociación cercana al movimiento Arts & Crafts que tenía como objetivo acercar la industria al mundo de las artes aplicadas.
En el terreno del urbanismo fueron esenciales para las propuestas racionalistas las teorías de Ebenezer Howard y su idea de ciudad-jardín, un tipo de entidad urbana de zonas residenciales separadas por amplias zonas verdes y comunicadas por grandes avenidas radiales, con un centro neurálgico que aglutinaría los edificios destinados a administración, finanzas, servicios, educación, sanidad, cultura y otros sectores.
Por último, conviene recordar la obra de varios arquitectos que en reacción al excesivo decorativismo del art nouveau desarrollaron en la primera década del siglo XX un estilo más sobrio basado en las formas clásicas pero sin caer en el lenguaje anquilosado del neoclasicismo académico, sino con unas soluciones modernas que apuntaban en buena medida al racionalismo. Este estilo es definido en ocasiones como «clasicismo moderno» o «racionalismo primitivo» y sus mayores representantes fueron: Tony Garnier, Auguste Perret, Adolf Loos y Peter Behrens. El primero fue arquitecto y urbanista, el primero en plantear un modelo global de ciudad industrial (Une Cité Industrielle, 1917) en que se combinan vida y técnica, con un profundo estudio de las funciones urbanas y la adecuación de cada elemento a su función. La mayoría de sus obras están en Lyon: mercado y matadero (1908-1924), Hospital Grange Blanche (1911-1927), Estadio Municipal (1913-1918), barrio de los Estados Unidos (1920-1935). Perret destacó por su uso del hormigón tanto como elemento constructivo como expresivo, generalmente con grandes vidrieras en los espacios intermedios y con total ausencia de ornamentación: casa de la calle Franklin de París (1903), garaje de la calle Ponthieu (1905), iglesia de Notre-Dame de Le Raincy (1922-1923). Loos recibió el influjo inicial del secesionismo de Otto Wagner, pero se alejó de él por su temor de encorsetamiento en un estilo de marcadas directrices y excesiva originalidad, en busca de una mayor simplicidad alejada de cualquier ornamentación. Tomó del movimiento Arts & Crafts su apuesta por la artesanía y un componente más humano en el proceso constructivo. Entre sus obras destacan: el edificio de viviendas de la Michaelerplatz de Viena (1909-1911) y las casas Steiner (1910) y Scheu (1912), también en Viena. Behrens apostó por una arquitectura de líneas simples, austeras y funcionales, con uso de nuevos materiales y tecnologías, con cierta influencia de William Morris. Director de la Compañía General de Electricidad AEG de Berlín, construyó para la misma una serie de fábricas y edificios donde anticipó numerosas de las soluciones estructurales del racionalismo, entre las que destaca la nave de turbinas (1909).

## Prerracionalismo

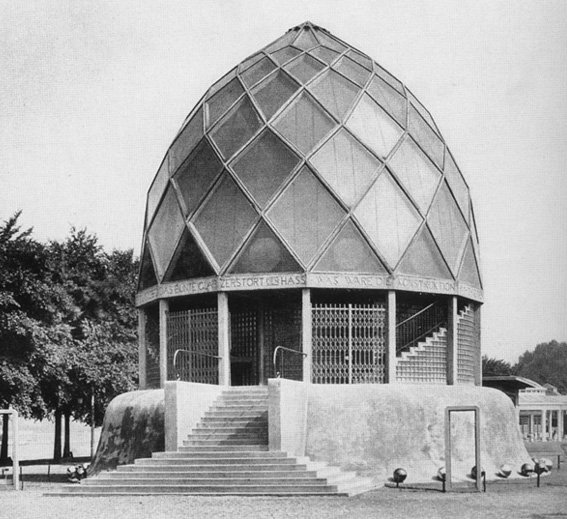
Pabellón de Cristal para la exposición de la Deutscher Werkbund en Colonia (1914), de Bruno Taut

### Expresionismo
El expresionismo fue un movimiento cultural surgido en Alemania a principios del siglo XX, que se plasmó en un gran número de campos: artes plásticas, arquitectura, literatura, música, cine, teatro, danza, fotografía, etc. La arquitectura expresionista se desarrolló principalmente en Alemania, Países Bajos, Austria, Checoslovaquia y Dinamarca. Se caracterizó por el uso de nuevos materiales, suscitado en ocasiones por el uso de formas biomórficas o por la ampliación de posibilidades ofrecida por la fabricación en masa de materiales de construcción como el ladrillo, el acero o el vidrio. Muchos arquitectos expresionistas combatieron en la Primera Guerra Mundial y su experiencia, combinada con los cambios políticos y sociales producto de la Revolución alemana de 1918, desembocaron en perspectivas utópicas y un programa socialista romántico. De carácter fuertemente experimental, las realizaciones de los expresionistas destacan por su monumentalidad, el empleo del ladrillo y la composición subjetiva, que otorga a sus obras cierto aire de excentricidad. Los principales arquitectos expresionistas fueron: Bruno Taut, Walter Gropius, Erich Mendelsohn, Hans Poelzig, Hermann Finsterlin, Fritz Höger y Hans Scharoun.
La arquitectura expresionista se desarrolló en Alemania en diversos grupos, como Deutscher Werkbund, Arbeitsrat für Kunst, Novembergruppe y Der Ring; también cabe destacar en Países Bajos la Escuela de Ámsterdam. La Deutscher Werkbund (Federación alemana del trabajo) fue fundada en Múnich en 1907 por Hermann Muthesius, Friedrich Naumann y Karl Schmidt, e incorporó posteriormente a figuras como Walter Gropius, Bruno Taut, Hans Poelzig, Theodor Fischer, Wilhelm Kreis, Richard Riemerschmid y Bruno Paul. Heredera del Jugendstil y de la Sezession, e inspirada en el movimiento Arts and Crafts, su objetivo era la integración de arquitectura, industria y artesanía a través del trabajo profesional, la educación y la publicidad, así como introducir el diseño arquitectónico en la modernidad y conferirle un carácter industrial. Las principales características del movimiento fueron el uso de nuevos materiales como el vidrio y el acero, la importancia del diseño industrial y el funcionalismo decorativo. Este grupo fue el que organizó en 1927 una exposición en Stuttgart para la que construyeron una gran colonia de viviendas, la Weißenhofsiedlung, con diseño de Mies van der Rohe y edificios construidos por Gropius, Behrens, Poelzig, Taut y otros, junto a arquitectos de fuera de Alemania como J.J.P. Oud, Le Corbusier y Victor Bourgeois. Esta muestra fue uno de los puntos de partida del nuevo estilo arquitectónico que empezaba a surgir.

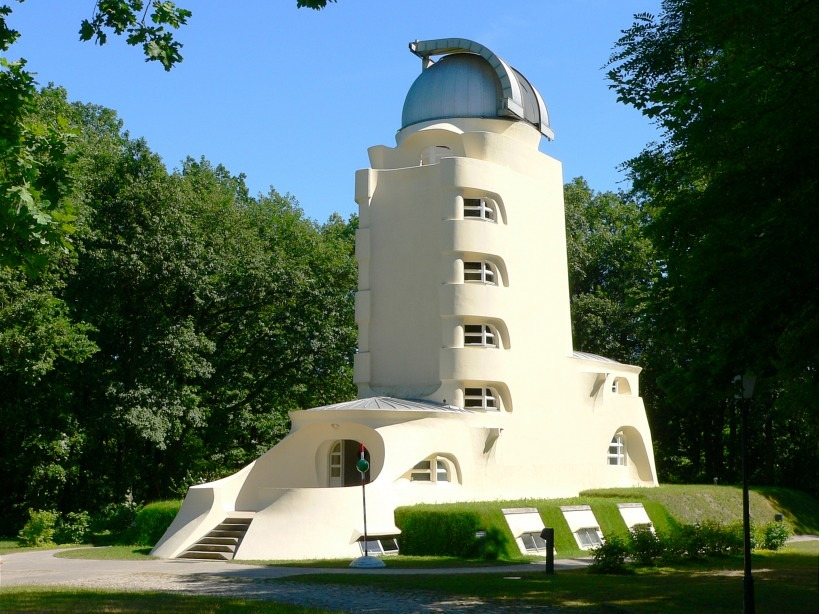
Torre Einstein (1919-22), de Erich Mendelsohn, Potsdam (Alemania)

Paralelamente a la Deutscher Werkbund alemana, entre 1915 y 1930 se desarrolló una notable escuela arquitectónica de carácter expresionista en Ámsterdam (Países Bajos). Influidos por el modernismo —principalmente Henry Van de Velde— y por Hendrik Petrus Berlage, se inspiraron en las formas naturales, con edificios de diseño imaginativo donde predomina el uso del ladrillo y el hormigón. Sus principales miembros fueron Michel de Klerk, Piet Kramer y Johan van der Mey, que trabajaron de forma conjunta infinidad de veces, contribuyendo en gran manera al desarrollo urbanístico de Ámsterdam, con un estilo orgánico inspirado en la arquitectura tradicional neerlandesa, en que destacan las superficies onduladas.
El Arbeitsrat für Kunst (Consejo de trabajadores del arte) fue fundado en 1918 en Berlín por el arquitecto Bruno Taut y el crítico Adolf Behne. Surgido tras el fin de la Primera Guerra Mundial, su objetivo era la creación de un grupo de artistas que pudiese influir en el nuevo gobierno alemán, con vistas a la regeneración de la arquitectura nacional, con un claro componente utópico. Sus obras destacan por el uso del vidrio y el acero, así como por las formas imaginativas y cargadas de un intenso misticismo. Enseguida captaron miembros provenientes de la Deutscher Werkbund, como Walter Gropius, Erich Mendelsohn, Otto Bartning y Ludwig Hilberseimer. Tras los sucesos de enero de 1919 relacionados con la Liga Espartaquista, el grupo renunció a sus fines políticos y se dedicó a organizar exposiciones. Taut dimitió como presidente y fue sustituido por Gropius, aunque finalmente el grupo se disolvió en 1921. Ligado a este estuvo el grupo Novembergruppe, surgido en 1918 y activo hasta 1933, con el objetivo de utilizar el arte y la arquitectura para mejorar el mundo. Estuvieron en sus filas Walter Gropius, Hugo Häring, Erich Mendelsohn y Ludwig Mies van der Rohe.
El grupo Der Ring (El círculo) fue fundado en Berlín en 1923 por Bruno Taut, Ludwig Mies van der Rohe, Peter Behrens, Erich Mendelsohn, Otto Bartning, Hugo Häring y varios arquitectos más, a los que pronto se añadieron Walter Gropius, Ludwig Hilberseimer, Hans Scharoun, Ernst May, Hans y Wassili Luckhardt, Adolf Meyer, Martin Wagner, etc. Su objetivo era, al igual que en los movimientos precedentes, renovar la arquitectura de su época, con un especial énfasis en los aspectos sociales y urbanísticos, así como en la investigación en nuevos materiales y técnicas de construcción. Entre 1926 y 1930 desarrollaron una notable labor de construcción de viviendas sociales en Berlín, con casas que destacan por el aprovechamiento de la luz natural y su ubicación en zonas verdes, entre las que destaca la Hufeisensiedlung (Colonia de la Herradura, 1925-1930), de Taut y Wagner. Der Ring desapareció en 1933 tras el advenimiento del nazismo.
La última fase del expresionismo alemán fue la llamada Neue Sachlichkeit (Nueva Objetividad), un movimiento mayormente pictórico que tuvo una traslación a la arquitectura basada en una concepción racional y objetiva de la misma, así como en el compromiso social del arquitecto. Este movimiento se concretó en la asociación Neues Bauen (Nueva Construcción), en la que se integraron Bruno Taut, Erich Mendelsohn y Hans Poelzig.

### Cubismo

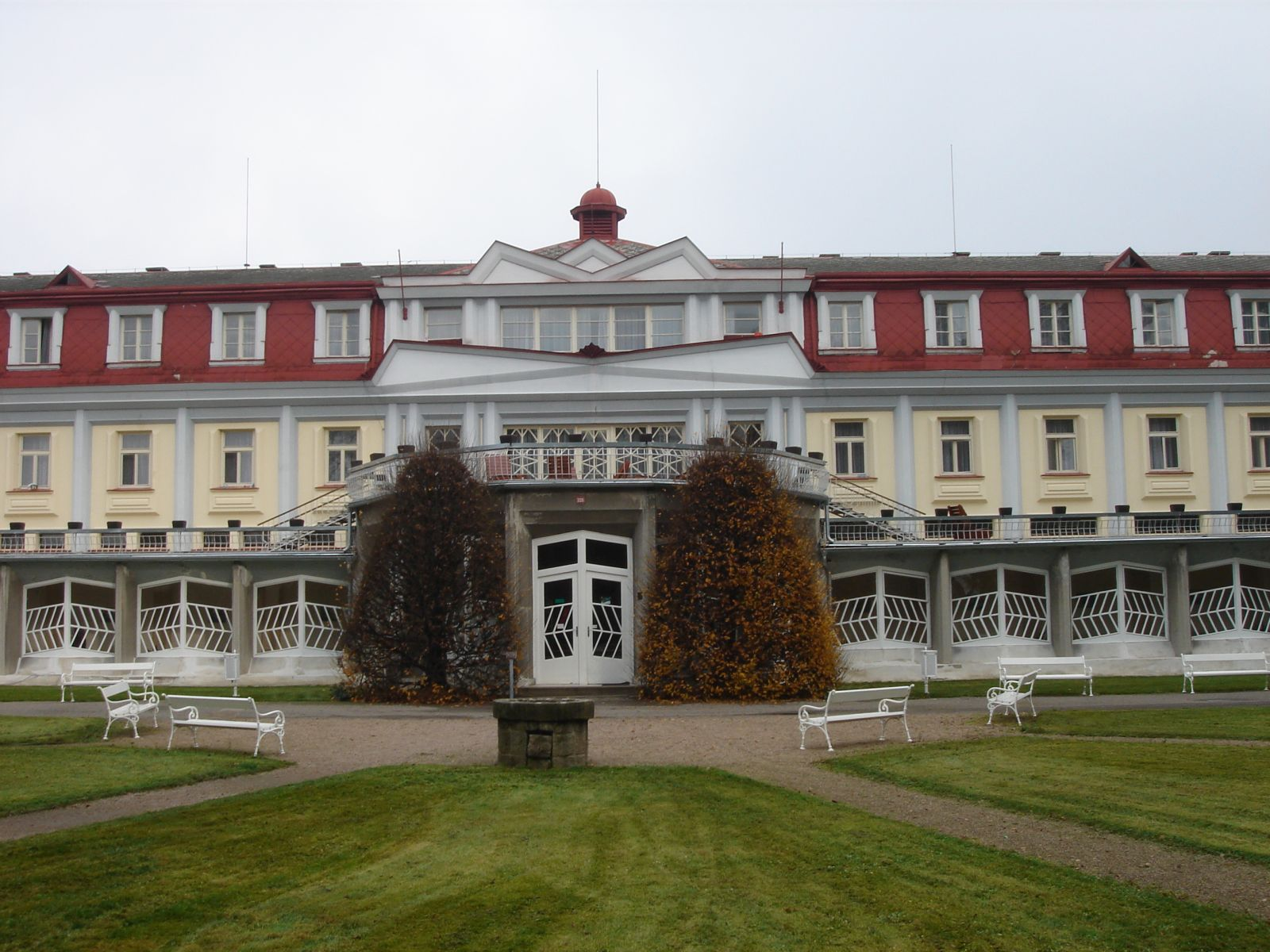
Establecimiento termal de Lázně Bohdaneč (1912-1913), de Josef Gočár

El cubismo (1907-1914) fue un movimiento artístico basado en la deformación de la realidad mediante la destrucción de la perspectiva espacial de origen renacentista y, en su lugar, la organización del espacio de acuerdo con una trama geométrica y una visión simultánea de los objetos. Aunque se dio esencialmente en artes plásticas, tuvo alguna manifestación en el terreno de la arquitectura, sobre todo en Checoslovaquia. Su principal representante fue Josef Gočár, quien tras unos inicios influido por la obra de Josef Hoffmann, en 1911 se unió al Grupo de Artistas Plásticos (Skupina Výtvarných Umělců) y comenzó a trabajar en estilo cubista, como se denota en la casa de la Virgen Negra en Praga (1911–1912) y el establecimiento termal de Lázně Bohdaneč (1912-1913), donde combina formas clásicas y modernas con el cubismo piramidal. Tras la Primera Guerra Mundial y la independencia de Checoslovaquia inició con Pavel Janák la búsqueda de un estilo arquitectónico nacional checo, que se plasmó en el llamado «rondocubismo», que incorpora formas redondeadas y multicolores procedentes de la decoración vernácula bohemio-morava, como evidencia su Banco Legion en Praga (1921-1922). Desde 1923 su estilo evolucionó hacia un funcionalismo de influencia neoplasticista.
Otros representantes fueron: Pavel Janák (villa Jakubec en Jičín, 1911-1912; villa Drechsel en Pelhřimov, 1912-1913; crematorio de Pardubice, 1921-1923; palacio Adria en Praga, 1922-1925); Josef Chochol (villa Kovařovic en Praga, 1912-1913; edificios residenciales Bayer y Hodek en Praga, 1913-1914); Bedřich Feuerstein (monumento a Jan Žižka en Vítkov, 1913); y Jiří Kroha (cabaret Montmartre en Praga, 1918).

### Futurismo

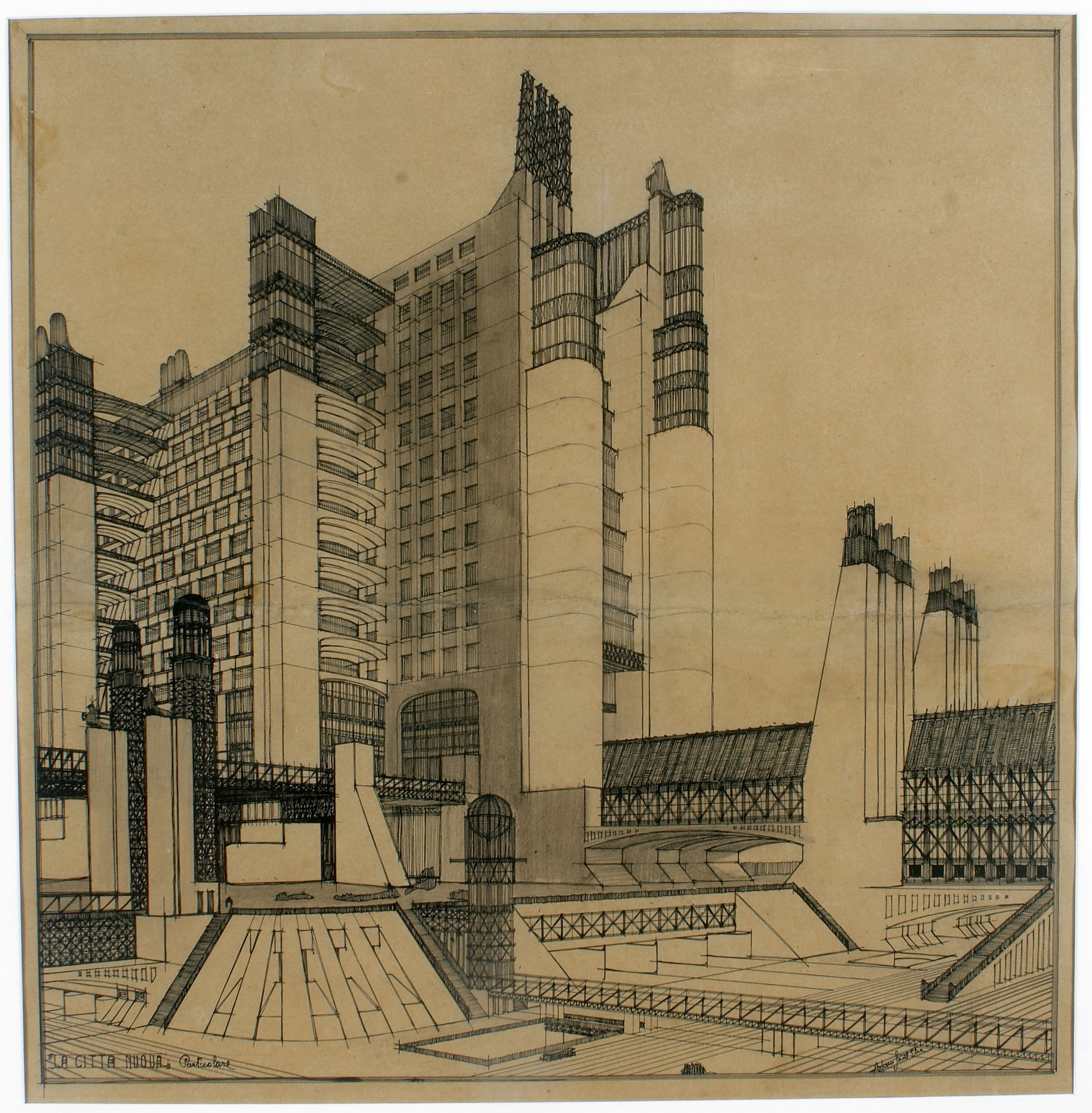
La ciudad futurista, dibujo del Manifiesto de la arquitectura futurista (1914), de Antonio Sant'Elia

El futurismo (1909-1930) fue un movimiento artístico italiano que exaltó los valores del progreso técnico e industrial del siglo XX, del que destacaban aspectos de la realidad como el movimiento, la velocidad y la simultaneidad de la acción. Aunque se dio especialmente en artes plásticas tuvo también algún planteamiento en arquitectura, aunque lo utópico de sus formulaciones impidió en muchos casos su realización material. Destacó la figura de Antonio Sant'Elia, quien en 1914 presentó su modelo de ciudad futurista, caracterizada por altos rascacielos, calles a distintos niveles y nuevas tipologías de edificios, como estaciones y centrales eléctricas. En 1914 firmó el Manifiesto de la arquitectura futurista, donde proclamaba que la arquitectura «debe conservarse como arte, es decir, como síntesis, como expresión». A Sant'Elia se unió el arquitecto Mario Chiattone y juntos expusieron dibujos de su soñada ciudad del futuro, la Città nuova (ciudad nueva). Muerto en 1916, Sant'Elia no pudo llevar a cabo sus proyectos, pero su obra teórica influyó en la construcción de los talleres de la FIAT de Giacomo Mattè-Trucco en Turín (1915-1921), con unos techos planos de hormigón por donde corrían los coches encima de los talleres.

### Neoplasticismo (De Stijl)

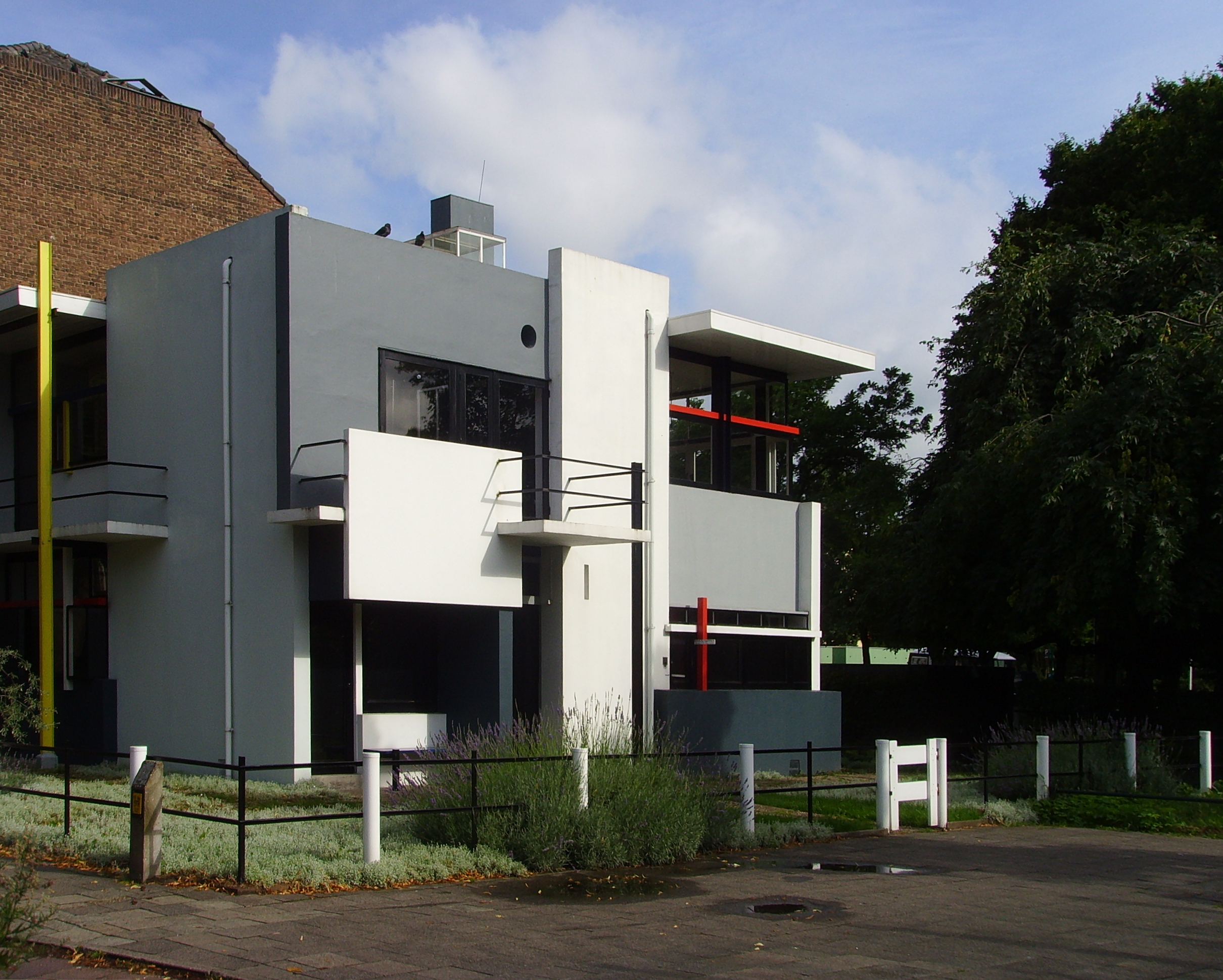
Casa Rietveld Schröder (1924), de Gerrit Rietveld y Truus Schröder, Utrecht (Países Bajos)

El neoplasticismo (1917-1932), también conocido por el nombre neerlandés De Stijl («el estilo»), fue igualmente un movimiento interdisciplinar que destacó en pintura con figuras como Piet Mondrian y Theo van Doesburg, de estilo abstracto, mientras que en arquitectura se desarrolló un estilo marcado por composiciones de carácter geométrico y soluciones objetivas e innovadoras, con gran influencia de la obra de Hendrik Petrus Berlage. Son obras que destacan por superficies lisas y descomposición en planos, líneas verticales y horizontales, con una utilización del color como elemento enfatizador de la estructura, generalmente colores primarios y planos. Algunos de sus sellos estilísticos, como los techos planos, los muros lisos y los espacios interiores libres y flexibles fueron luego característicos del Estilo internacional.
La obra más paradigmática de este estilo fue la Casa Rietveld Schröder en Utrecht (1924), de Gerrit Rietveld y Truus Schröder, cuyas soluciones estructurales apuntaban en buena medida las características principales del Estilo internacional: composición asimétrica, formas geométricas sin relieve, tejados planos y con voladizos en las esquinas, ausencia de ornamentación, ventanas longitudinales y preferencia por el color blanco. Esta nueva forma de entender la arquitectura se traducía en volúmenes transparentes, sin muros de carga ni aberturas monumentales, lo que proporcionaba a los edificios una apariencia de amplitud e incorporeidad que sería la imagen más atrayente del racionalismo. Dentro de una retícula tridimensional, la composición volumétrica se basa en traslaciones y superposiciones de planos, con una fluida secuencia de espacios que favorece la multiplicidad de funciones.
Una variante del neoplasticismo fue el elementarismo, un movimiento fundado en 1924 por Theo van Doesburg. Frente a los colores primarios y ángulos rectos propiciados por De Stijl, Van Doesburg introdujo un mayor dinamismo a través de diagonales y rotaciones, calificadas por este artista como «contracomposiciones», lo que supuso la ruptura con Piet Mondrian. Aunque iniciado en pintura, este estilo se trasladó también a la arquitectura, en la que se denotó la influencia constructivista y bauhausiana. Van Doesburg pretendía hacer una síntesis entre las artes y facilitar una aplicación práctica de la creación artística en la vida cotidiana. En 1924, Van Doesburg y Cornelis van Eesteren publicaron Hacia una construcción colectiva, en donde declaraban que «la pintura, sin la construcción arquitectónica, no tiene razón de ser». Desarrollaron su estética en el Manifiesto del elementarismo (1926), en el que defendían la contraposición de la diagonal en cuadros y esculturas con la linealidad vertical-horizontal de la arquitectura, como pusieron en práctica en la decoración del Café L'Aubette en Estrasburgo (1928-1929), realizada por Van Doesburg en colaboración con Hans Arp y Sophie Taeuber-Arp.

### Constructivismo

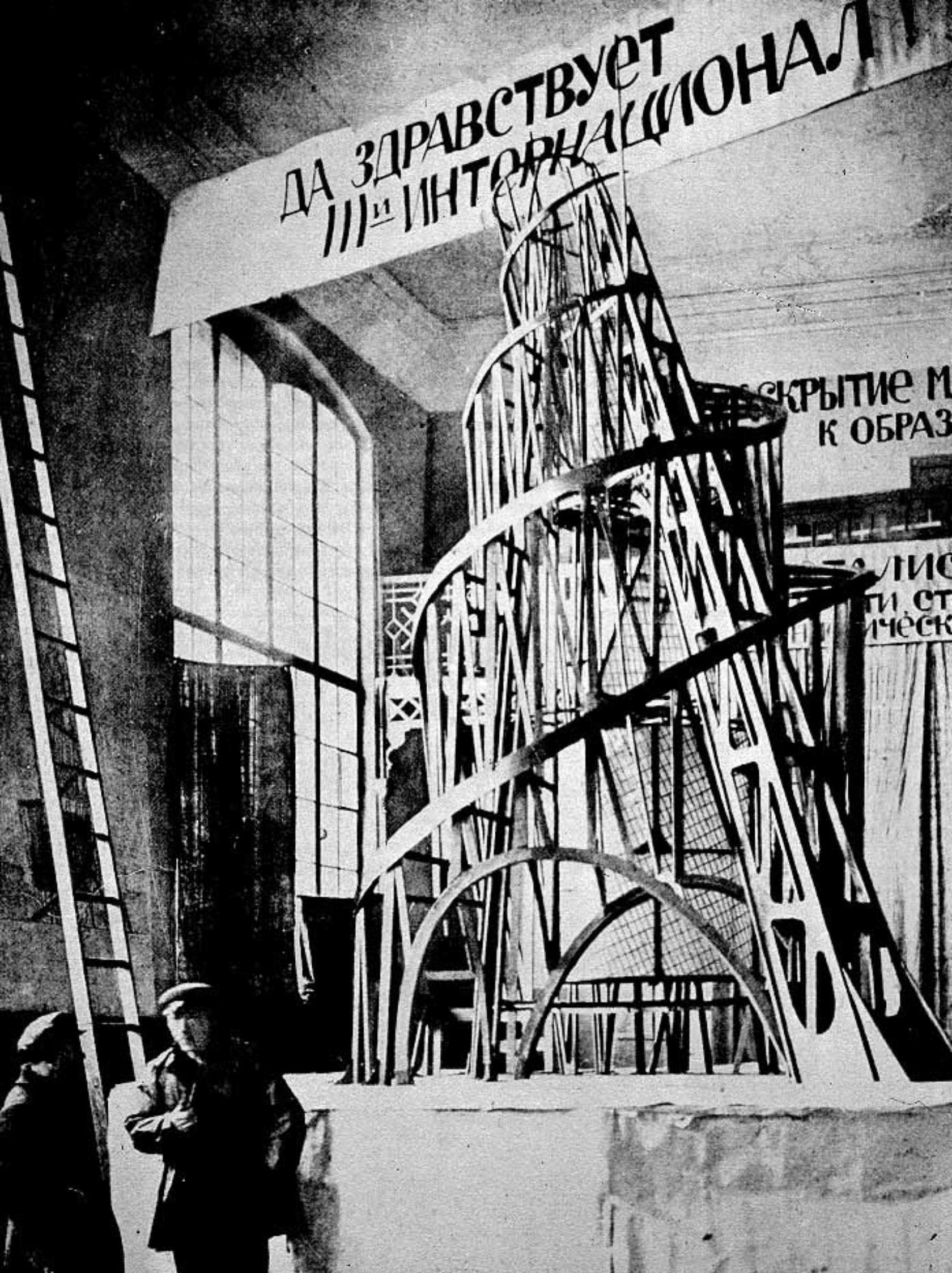
Maqueta del Monumento a la Tercera Internacional (1919-1920), de Vladímir Tatlin

El constructivismo (1914-1930) fue un movimiento surgido en la Rusia revolucionaria, un estilo comprometido políticamente que pretendía a través del arte realizar una transformación de la sociedad mediante una reflexión sobre las formas puras artísticas concebidas desde aspectos como el espacio y el tiempo, que generaron en artes plásticas una serie de obras de estilo abstracto, con tendencia a la geometrización. En su vertiente arquitectónica, inició un programa ligado a la revolución que buscaba una arquitectura funcional que satisficiese las necesidades reales de la población. El constructivismo coincidió con el neoplasticismo en la búsqueda de un arte de utilidad colectiva fundamentado en principios estéticos objetivos. El fin del movimiento se produjo en 1932 con la supresión de grupos artísticos llevada a cabo por la dictadura estalinista.
A medio camino entre la arquitectura y la escultura se encuentra el Monumento a la Tercera Internacional de Vladímir Tatlin (1919-1920), de la que solo realizó la maqueta. Habría consistido en una estructura de 395 metros de altura, con una forma de espirales escalonadas que simbolizaba el progreso del socialismo, con pisos que girarían a distintos intervalos temporales: diario, mensual y anual. Según Tatlin, el monumento representaba la «unión de las formas puramente artísticas (pintura, escultura y arquitectura) para un propósito utilitario».
Como este, muchos otros proyectos de la época no se realizaron a causa de la precariedad de la situación política del país, como los postulados en buena medida utópicos de El Lissitzky, que aglutinaban algunas de las premisas del constructivismo, el neoplasticismo y la Bauhaus. Entre ellos se encuentran sus espacios Proun, que anticiparon los ambientes del posterior arte de instalación, o sus edificios «estribanubes» (1925), unos rascacielos horizontales sostenidos por grandes pilares en forma de torre.
Las realizaciones más prácticas corrieron a cargo de dos asociaciones: la ASNOVA (Asociación de Nuevos Arquitectos), creada en 1923 bajo la premisa de encontrar soluciones universales para la arquitectura, desligadas de las relaciones forma-función o forma-contexto social, y representada fundamentalmente por Konstantín Mélnikov, autor del Club Obrero de Moscú (1925-1927) y del pabellón ruso de la Exposición de Artes Decorativas de París de 1925, y por Nikolái Ladovski, autor del Instituto Lenin de Moscú (1927); y la OSA (Unión de Arquitectos Contemporáneos), fundada en 1925 con el objetivo de aunar vanguardia artística y política y crear un arte productivo y utilitario, representada por los hermanos Aleksandr, Leonid y Víktor Vesnín (Palacio del Trabajo de Moscú, edificio de Pravda en Leningrado, Instituto Lenin de Moscú) y por Iván Nikoláyev. Cabe también remarcar en la promoción del constructivismo ruso la labor del Vjutemás (acrónimo de Talleres de Enseñanza Superior del Arte y de la Técnica), una escuela estatal de arte y técnica situada en Moscú que fomentó la vanguardia en el arte y la arquitectura.
En el terreno del urbanismo la preocupación esencial fue la vivienda, lo que se tradujo en los proyectos de «casa-comuna», como los desarrollados por Moiséi Guínzburg (Casa colectiva del Narkomfin en Moscú, 1929). En 1929, se fundó la ARU (Unión de Arquitectos Urbanistas), en el seno de la cual se desarrollaron dos tendencias urbanísticas: la de los «urbanistas», defensores de reestructurar las ciudades tradicionales; y la de los «desurbanistas», que promovían crear asentamientos longitudinales inspirados en la Ciudad Lineal de Arturo Soria.

### Organicismo: Frank Lloyd Wright

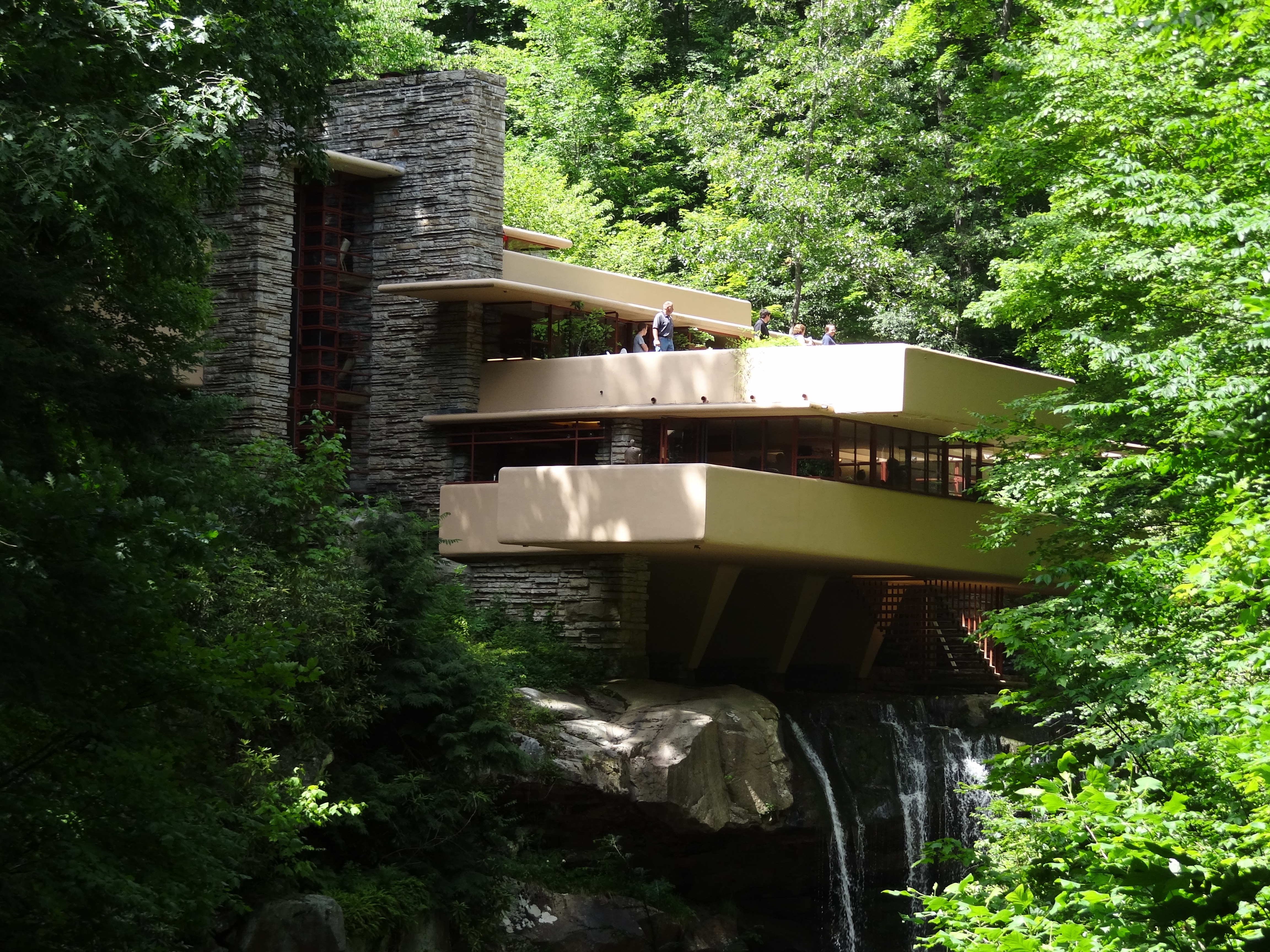
Casa de la cascada (1936-1939), de Frank Lloyd Wright, Mill Run, Stewart, Pensilvania (Estados Unidos)

Frank Lloyd Wright fue un arquitecto estadounidense, precursor de la arquitectura orgánica e iniciador del movimiento Prairie School. En su obra se perciben ciertas coincidencias con el racionalismo, como el uso de terrazas y formas perpendiculares, pero desde un planteamiento organicista, es decir, adaptado a la naturaleza: las formas arquitectónicas se funden con las naturales en un conjunto integrado y armonioso, como en su famosa casa Kaufmann, más conocida como Casa de la cascada (en inglés Fallingwater, 1936-1939).
Wright trabajó en sus inicios en el estudio de Louis Sullivan durante seis años y heredó de su maestro la idea de que la arquitectura estadounidense debía renovarse. Aun así, pensaba que la base de esta renovación estaba en el modo de vida tradicional estadounidense y en la integración del hombre con la naturaleza conseguida por los pioneros del oeste americano. Así pues, el ideal constructivo de Wright era la casa unifamiliar de espacios horizontales, techos amplios y una perfecta interrelación con el entorno, como en la Casa de la cascada, que forma parte del paisaje circundante. Creó así la tipología de las prairie houses (casas de la pradera), de las que construyó bastantes para empresarios y magnates, así como su propia residencia, Taliesin West, en Scottsdale, Arizona (1938).
Para Wright, la arquitectura debía englobar tanto la propia realización constructiva como la adecuación de esta a su entorno; según sus palabras: «una arquitectura que se desarrolla de dentro afuera, en armonía con las condiciones de su ser», así como que «en la arquitectura orgánica, pues, es totalmente imposible el edificio como una cosa, su mobiliario como otra y y su posición y su entorno como otra más». Wright adoptó del movimiento inglés Arts & Crafts la idea de «diseño total», por lo que en sus obras diseñaba tanto el exterior como el interior de las casas, con un tipo de mobiliario igualmente de concepción orgánica. Otros destacados arquitectos de la Prairie School fueron William Gray Purcell y George Grant Elmslie.

## Racionalismo

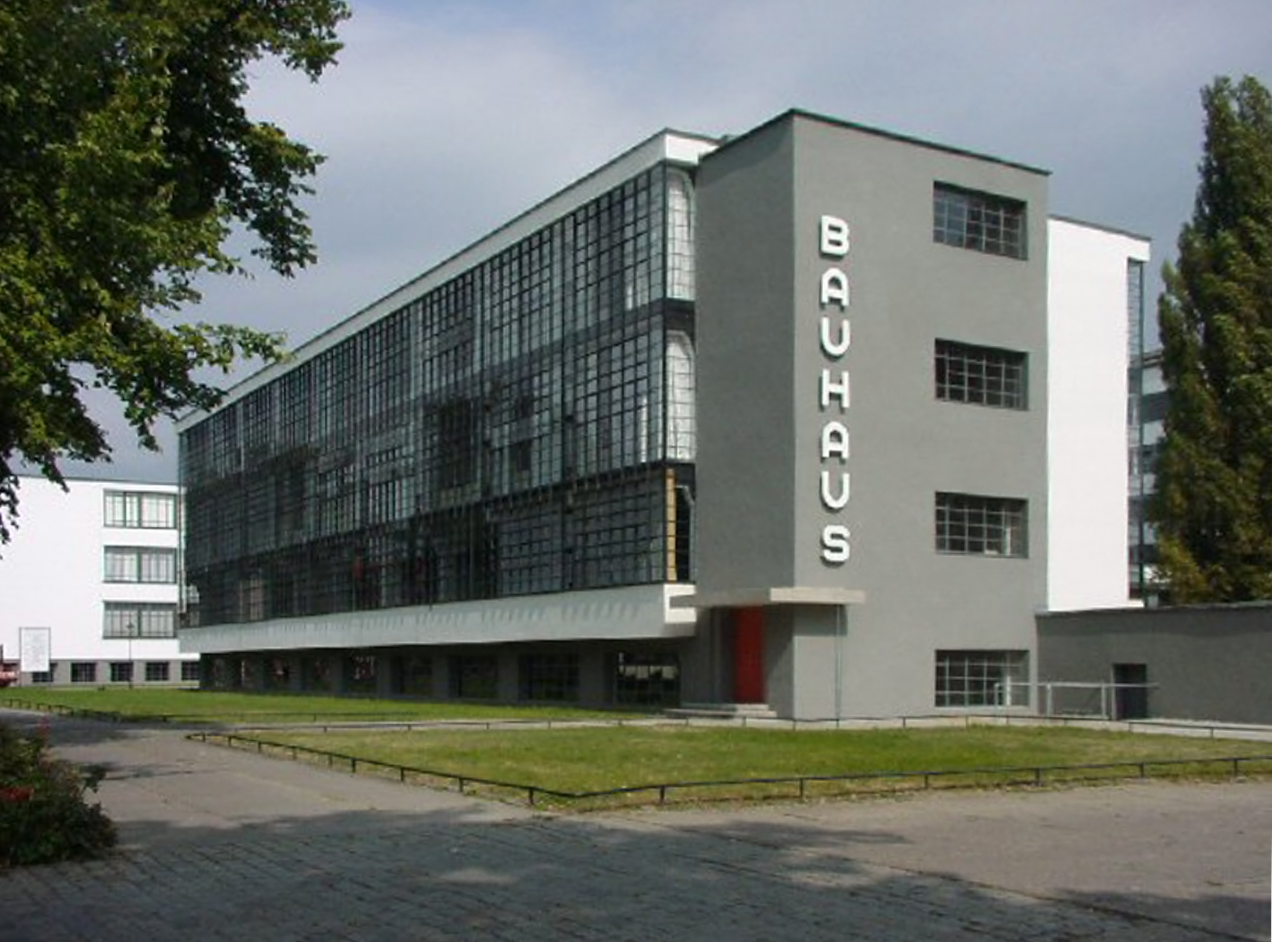
Edificio de la Bauhaus (1925), de Walter Gropius, Dessau (Alemania)

### La Bauhaus
Se suele considerar como un primer exponente de un racionalismo ya plenamente maduro la Escuela de la Bauhaus. La Staatliche Bauhaus (Casa de la Construcción Estatal) nació en 1919, cuando el arquitecto Walter Gropius asumió la dirección de la Escuela de Artes y Oficios de Weimar, la cual reorientó hacia un programa de estudios multidisciplinar que atendía tanto la arquitectura como el diseño y las artes decorativas: los estudiantes de la escuela aprendían teorías de la forma y del diseño, así como talleres de piedra, madera, metal, barro, vidrio, tejido y pintura. La Bauhaus se trasladó a Dessau en 1925 y a Berlín en 1932. A Gropius sucedió en la dirección Hannes Meyer en 1928 y, a este, Ludwig Mies van der Rohe en 1930. La escuela fue cerrada por la dirección del centro en 1933 ante el acoso sistemático al que eran sometidos por las autoridades nazis.
El programa de enseñanza de la Bauhaus se basaba en la correlación entre todos los procesos creativos, con el objetivo de unificar el arte y el diseño. Según Gropius, «el objetivo último de la Bauhaus es la obra de arte colectiva, en la cual no existan barreras entre las artes estructurales y las artes decorativas». Así, arquitectos, artistas y artesanos trabajarían juntos en la construcción del «edificio del futuro». En un primer momento la Bauhaus acusó la influencia de la Sezession vienesa y la Wiener Werkstätte, así como de William Morris y el movimiento Arts & Crafts, de Peter Behrens y Henry Van de Velde, además del expresionismo de moda en Alemania en la época. Sin embargo, desde 1922 se denotó la influencia del grupo neerlandés De Stijl y la escuela se volvió más austera y funcionalista, y más encaminada al diseño industrial. De nuevo según Gropius, «queremos una arquitectura adaptada a nuestro mundo de máquinas, radios y coches de motores rápidos, una arquitectura cuya función sea claramente identificable por la relación de sus formas».

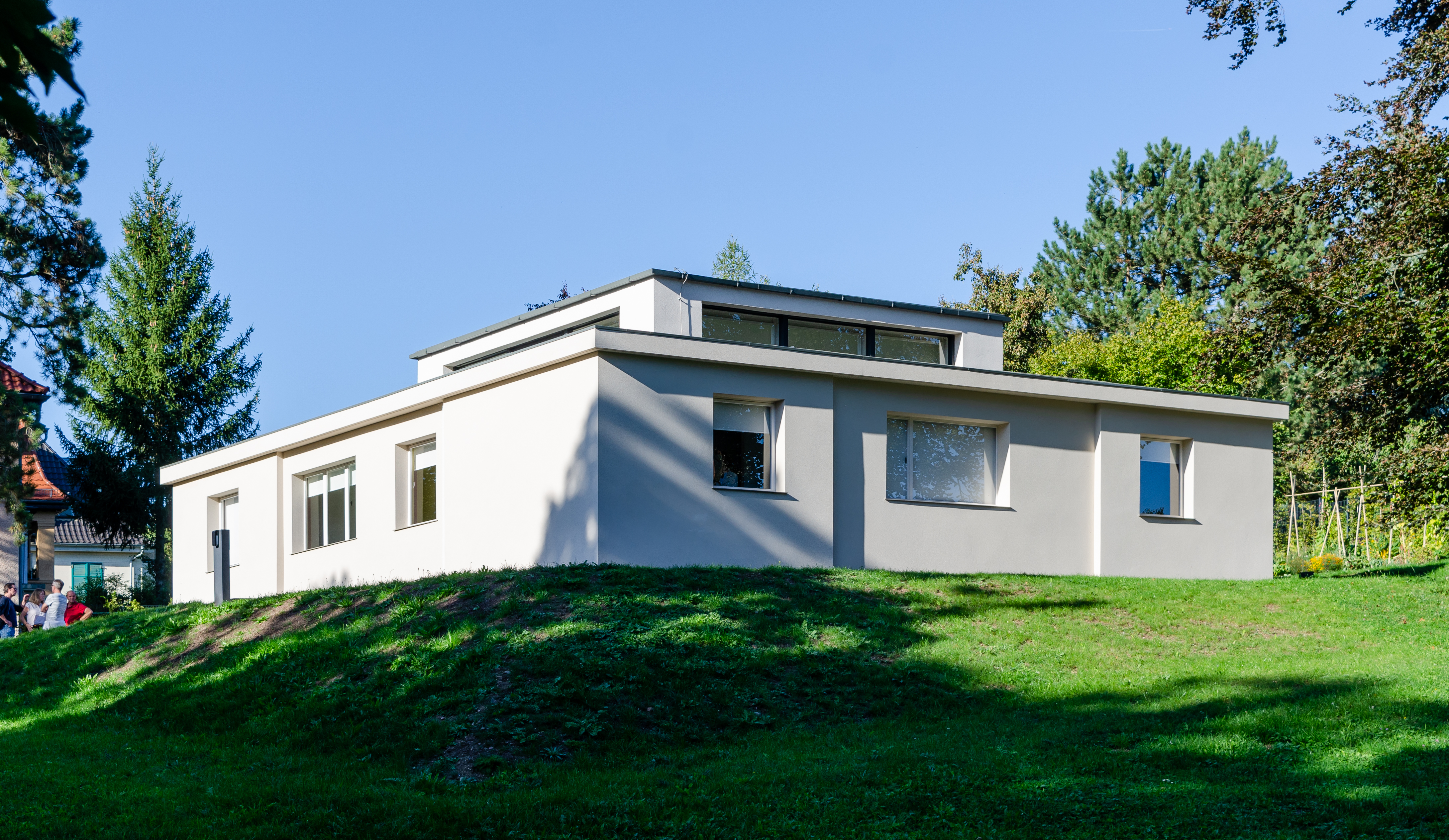
Haus am Horn (1923), de Georg Muche y Adolf Meyer, Weimar (Alemania)

Se distinguen cuatro fases en la historia de esta escuela: la primera (1919-1924) corresponde a su estancia en Weimar y las formulaciones arquitectónicas que se plantean son todavía de pervivencia del estilo expresionista, con un cierto componente utópico; sin apenas realizaciones materiales, el proyecto más relevante esbozado en esta etapa es el proyecto de Gropius para la sede del Chicago Tribune (1922, no realizado), así como el de un Centro Filosófico Internacional en Erlangen (1923-1924), tampoco ejecutado. La segunda etapa (1925-1930) se inicia con el traslado a Dessau, donde se construye el edificio sede de la escuela, obra de Gropius. La línea de la escuela es ya plenamente racionalista, con una clara apuesta por el diseño y la producción industrial. Las principales características arquitectónicas de estos años son las planimetrías geométricas, la disposición ortogonal, el uso de muros-cortina de cristal y ventanas horizontales, como se aprecia en los proyectos de «casas de construcción a gran escala» (1924), las viviendas de profesores (1925-1926) o la Colonia Törten en Dessau (1926). Durante la dirección de Hannes Meyer (1928-1930) hubo una mayor vinculación con la izquierda política y se apostó por una arquitectura al servicio de las necesidades de la población, más práctica y alejada de las formas puras, lo que denota la influencia del constructivismo ruso. Las principales obras de Meyer fueron el proyecto para el palacio de la Sociedad de Naciones en Ginebra (1926-1927) y la Escuela de los Sindicatos en Berlín (1928-1930). Tras la toma de la dirección por Mies van der Rohe (1930-1933) la escuela se encaminó hacia una concepción de la arquitectura más centrada en las cuestiones estructurales, con cierta influencia del grupo neerlandés De Stijl y del arquitecto y artista ruso El Lissitzky. Entre las obras de Mies estos años destacan: el Pabellón de Alemania para la Exposición Internacional de Barcelona (1929), la casa Tugendhat en Brno (1930) y la casa Lemcke en Berlín (1932).
En 1923, la Bauhaus organizó una exposición titulada Arte y tecnología: una nueva unidad, en la que se presentó la Casa Experimental o Haus am Horn, de Georg Muche y Adolf Meyer, un prototipo de vivienda funcional producida en serie y construida en acero y hormigón, completamente decorada con objetos y mobiliario diseñados por Marcel Breuer. En 1927 se estableció el departamento de arquitectura, hasta entonces inexistente pese al enfoque multidisciplinar de la escuela, dirigido por Hannes Meyer y, en 1928, un departamento de planificación urbanística, dirigido por Ludwig Hilberseimer.
Probablemente, la realización arquitectónica más destacada de esta escuela sea el edificio de la Bauhaus en Dessau, diseñado por Gropius en 1925. La creó con estrictos criterios de funcionalidad, por lo que se convirtió en un icono de la arquitectura racionalista. El edificio estaba formado por dos cuerpos, uno rectangular con aulas y laboratorios y otro con forma de L con auditorio, escenario, cocina y comedor, con cinco pisos de altura que albergaban habitaciones para los estudiantes, baños y gimnasio. Ambos edificios estaban conectados por un puente elevado de dos pisos de altura, que albergaba las oficinas de administración. Empleó principalmente como materiales el hormigón y el cristal, con una profusa utilización del muro cortina.

### Francia

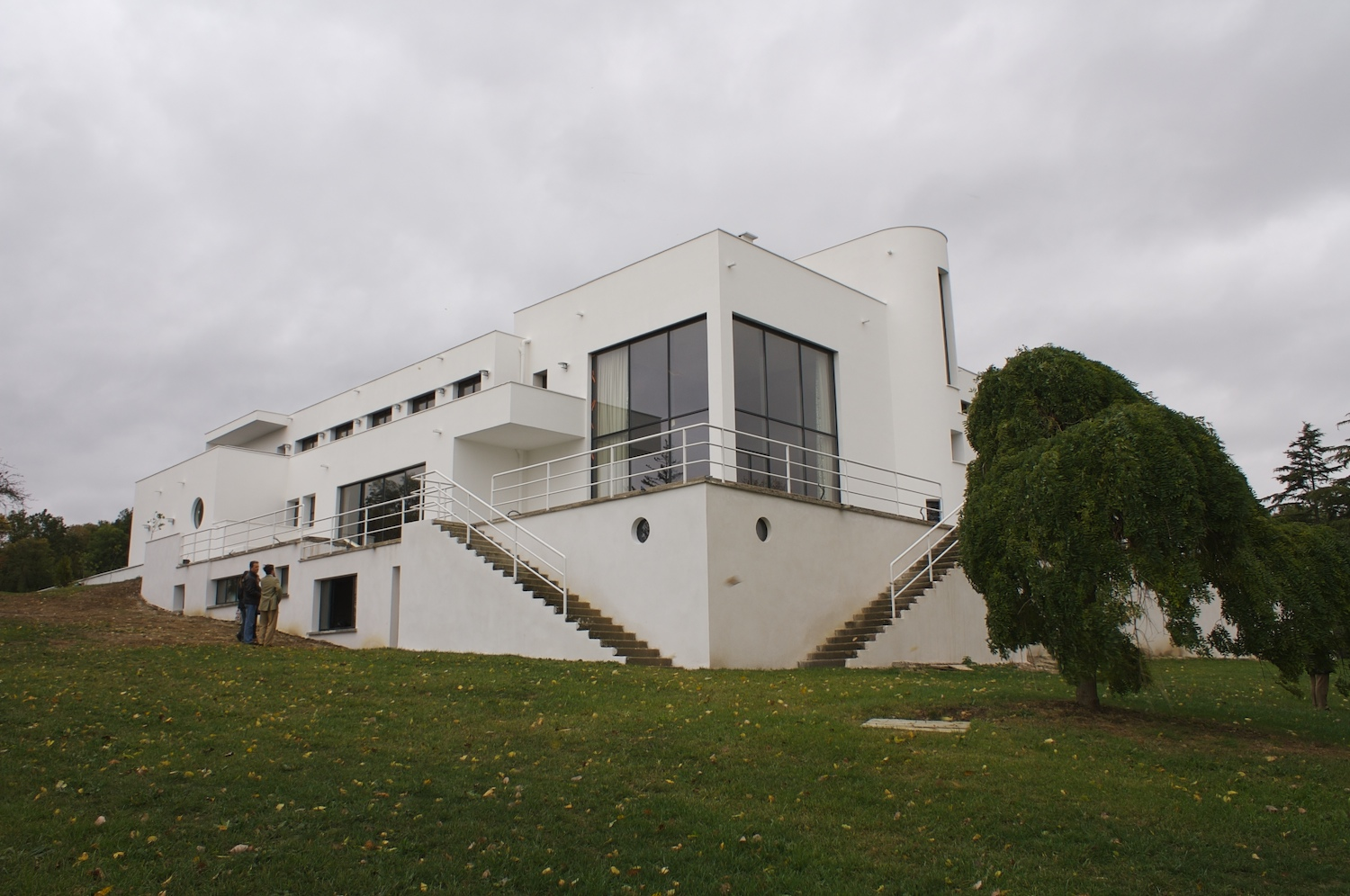
Villa Paul Poiret (1924–1930), de Robert Mallet-Stevens, Mézy-sur-Seine

Como se ha visto en los antecedentes, los pioneros de un prerracionalismo en el país galo fueron Tony Garnier y Auguste Perret. Las líneas generales del posterior racionalismo francés se basaron en la mayoría de premisas del Estilo internacional, si bien con menos interés por la funcionalidad que en el racionalismo alemán. En 1929 se fundó la Union des Artistes Modernes (UAM), donde además de pintores y escultores participaron arquitectos como Robert Mallet-Stevens, Charlotte Perriand, René Herbst, Pierre Chareau y Pierre Barbe; en 1931 se adhirieron Le Corbusier, Gropius, Victor Bourgeois y Willem Marinus Dudok; en 1932, André Lurçat y Alberto Sartoris. Esta asociación promovió diversas exposiciones y, en 1934, publicó el manifiesto Pour l'art moderne, cadre de la vie contemporaine, que defendía la arquitectura moderna. Por otro lado, en 1930 se fundó la revista Architecture d'aujourd'hui, dirigida por André Bloc, que sirvió de órgano de difusión de la nueva arquitectura.

#### Le Corbusier
El principal referente de la arquitectura racionalista francesa fue Le Corbusier, seudónimo de Charles-Édouard Jeanneret-Gris. Aunque suizo de nacimiento, se estableció en París en 1917 (a los treinta años) y se nacionalizó francés en 1930. Fue grabador, diseñador, pintor, escultor y escritor, aunque, paradójicamente, la persona que más influyó en la arquitectura del siglo XX no se tituló arquitecto. En sus inicios recibió la influencia de Tony Garnier y Auguste Perret, como se evidencia por su empleo del hormigón armado. Le Corbusier representa un racionalismo clasicista, que hunde sus raíces en la arquitectura grecorromana; según afirmaba, su único maestro había sido la Historia. Para él, «la arquitectura es el juego sabio, correcto y magnífico de volúmenes ensamblados bajo la luz. Los cubos, los conos, las esferas, los cilindros o las pirámides son las grandes formas primarias que la luz revela bien. Es la condición esencial de las artes plásticas».
Entre sus primeras formulaciones se encuentra la Maison Domino (1914), una casa-tipo planteada como célula elemental de vivienda para ser producida en serie y que permitiese el trazado de plantas libres, formada por una estructura de hormigón sostenida sobre seis montantes de vigas voladizas. Una variante más evolucionada sería la Maison Citrohan (1920), una unidad habitable diseñada —según sus palabras— «como un autobús o la cabina de un barco», y que serviría como célula mínima para construir bloques de pisos que denominaría immeuble-villas («edificios-ciudad»), como materializó en su villa Besnus de Vaucresson en 1922.

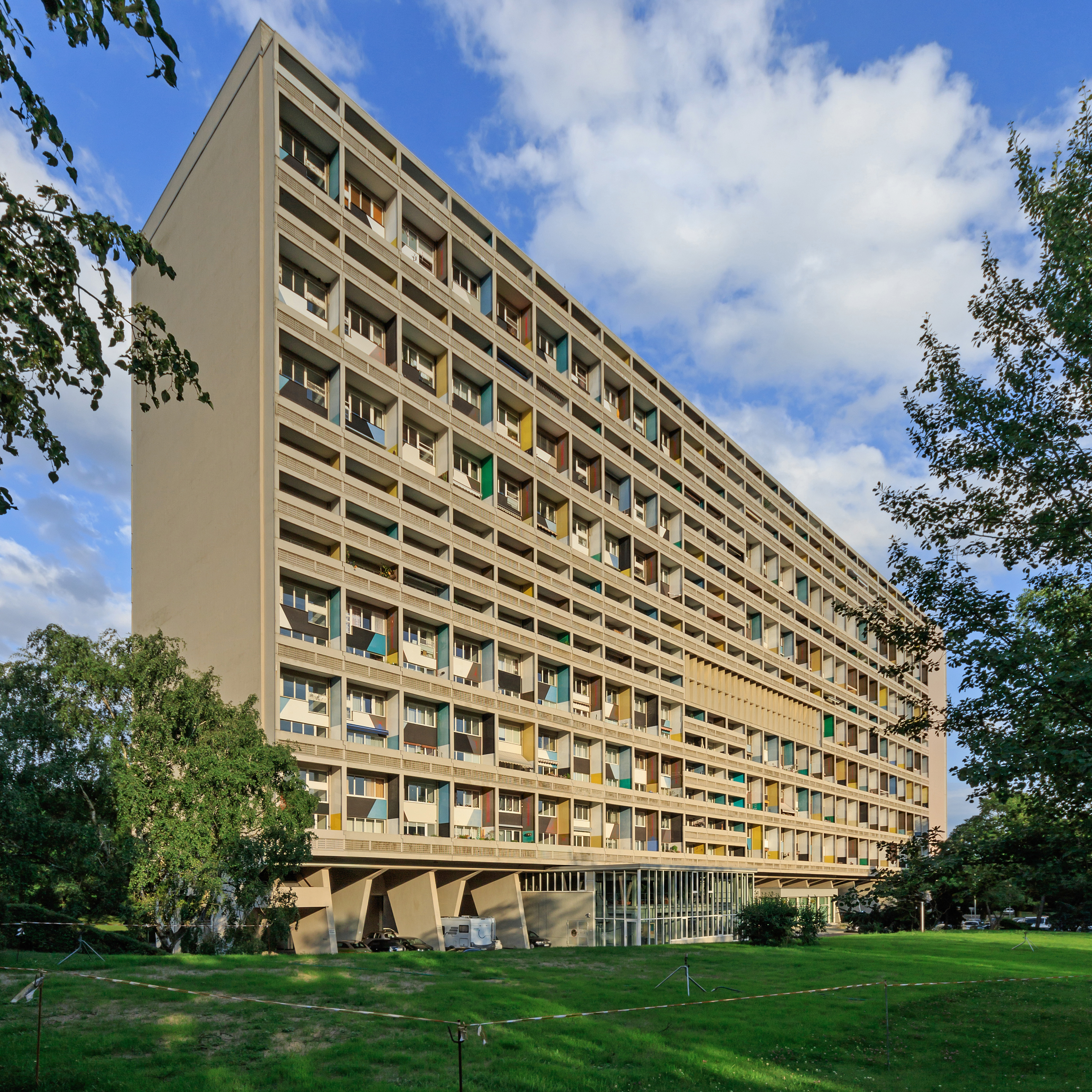
Unité d'Habitation (1957-1958), de Le Corbusier, Berlín (Alemania)

En sus inicios estuvo vinculado al purismo, una variante del cubismo sintético liderada junto a Jeanneret por Amédée Ozenfant. Admiraban la belleza y pureza de las máquinas, que era su principal inspiración junto a las matemáticas, con voluntad de integrar la arquitectura, la pintura y el diseño, conceptos que desarrollaron en la revista L'Esprit Nouveau (1920-1925) y en el libro Vers une architecture (1923), así como en el pabellón de L'Esprit Nouveau para la Exposición de Artes Decorativas de París de 1925. En 1922 se asoció con su primo, el ingeniero Pierre Jeanneret, con el que abrió un estudio en París y, desde 1927, colaboró con Charlotte Perriand en el diseño de mobiliario.
Así como Mies van der Rohe utilizaba preferentemente el acero y el cristal y Le Corbusier el hormigón armado, ambos lograron sin embargo unas soluciones estructurales libres y abiertas, que sería el principal sello estilístico de su obra. Otra de sus características sería el uso de pilotis, unos pilares de hormigón que permitían sustentar el edificio sobre un espacio vacío, lo que acentuaba la sensación de volumen frente a la de masa. En 1926 publicó sus Cinco puntos para una nueva arquitectura, en que relataba sus principales propuestas arquitectónicas: la planta baja sobre pilotis, la planta libre, la fachada libre, la ventana longitudinal (fenêtre en longueur) y la terraza-jardín. Otro de sus planteamientos fue la promenade architecturale («paseo arquitectónico»), la relación secuencial de espacios entre el interior y el exterior de un edificio, que desarrolló por primera vez en las villas Jeanneret y La Roche en París (1923). Aplicó todos estos principios en la villa Stein en Garches (1927) y, especialmente, en la villa Savoye en Poissy (1928-1930), uno de los ejemplos más logrados de la arquitectura racionalista, formada por un piso de forma cuadrada alzado del suelo por una serie de pilotis, con planta libre, ventanas alargadas de tipo horizontal y una cubierta plana sobre la que se sitúa una terraza-jardín; no tiene fachada, ni parte delantera o trasera, sino que es un conjunto inabarcable desde un único punto de vista. En 1927 construyó una versión de su Maison Citrohan para la Weißenhofsiedlung de Stuttgart, para la que también construyó otro edificio de vivienda doble. En estos años elaboró también los proyectos no realizados del palacio de la Sociedad de Naciones en Ginebra (1927), el Museo Mundial para el Mundaneum de Ginebra (1929) y el palacio de los Sóviets en Moscú (1931). Entre 1929 y 1933 construyó para el Ejército de Salvación la Cité de Refuge en París, un edificio inspirado en el diseño náutico y, entre 1931 y 1933, el Pabellón suizo para la Ciudad Internacional Universitaria de París.
Tras la Segunda Guerra Mundial se entregó más a su faceta urbanística, con un especial interés en el bloque-ciudad o «máquina de habitar» (machine à habiter), un tipo de bloque de viviendas autosuficiente que concentraría todos los servicios necesarios para la vida urbana. Un buen exponente fue la Unité d'Habitation en Marsella (1947-1952), un bloque de doce pisos de altura con un total de 337 departamentos, elaborado en hormigón y calculado según el sistema de medidas Modulor ideado por el propio Le Corbusier en 1942, basado en la escala humana y la proporción áurea. El edificio está formado por un bloque rectangular sostenido por pilotis, con un sistema de cerramientos en brise-soleil y, además de las viviendas, contiene todo tipo de servicios comunitarios, como jardines, piscina, instalaciones deportivas, guardería, gimnasio, tiendas, restaurante, lavandería y una consulta médica. Además de la de Marsella, construyó otras tres unités en Francia (Nantes-Rezé, 1953-1955; Briey-en-Forêt, 1956-1957; y Firminy-Vert, 1960-1964) y una en Alemania (Berlín-Charlottenburg, 1957-1958).
En los últimos años de su vida su estilo evolucionó hacia formas más orgánicas y expresivas, con un cierto componente barroco, como se denota en la iglesia de Notre-Dame-du-Haut en Ronchamp (1950-1954), en el convento de Santa María de La Tourette en Éveux (1952-1960) o en el Carpenter Center for the Visual Arts de la Universidad de Harvard (1960-1963), su única obra en Estados Unidos. En esta etapa destacó por su uso del hormigón armado visto (en francés béton brut), lo que propició un nuevo estilo bautizado como brutalismo que, paradójicamente, sería el principal catalizador para el final del racionalismo, escenificado por el Team X —un grupo de arquitectos brutalistas— en el CIAM de 1959. Por otro lado, algunos historiadores califican la iglesia de Ronchamp como el primer edificio posmoderno. Entre sus últimas obras destacan: el Pabellón Philips para la Exposición Universal de Bruselas de 1958, con Iannis Xenakis; la Maison du Brésil en París (1959), diseñada junto a Lúcio Costa; la iglesia de Saint-Pierre y la Casa de la Juventud y la Cultura en Firminy (1960-1965); y la Maison de l'Homme/Musée Heidi Weber en Zúrich (1960-1967). Por otro lado, entre sus últimos proyectos no realizados se encontraban: un estadio en Bagdad (1956), un pabellón de exposiciones en Estocolmo (1962), un centro internacional de arte en Erlenbach am Main (1963), un centro de cálculo electrónico para Olivetti en Rho, cerca de Milán (1963-1964), un palacio de congresos en Estrasburgo (1964), una embajada de Francia en Brasilia (1964-1965) y un hospital en Venecia (1965).
El 15 de marzo de 2016 el conjunto de la «Obra arquitectónica de Le Corbusier – Contribución excepcional al Movimiento Moderno» fue inscrito como Patrimonio de la Humanidad, en la categoría de bien cultural (n.º ref. 1321rev).

#### Otros arquitectos
Robert Mallet-Stevens se formó en el estudio vienés de Josef Hoffmann. Su obra es una síntesis de racionalismo, funcionalismo y una poética figurativa cercana al cubismo, que se traduce en un purismo arquitectónico que se acerca a la imagen más canónica del Estilo internacional, como se evidencia en su Estación de Bomberos de París (1935). Otras obras suyas fueron: la villa Paul Poiret en Mézy-sur-Seine (1924–1930), la villa Noailles en Hyères (1924-1933), los edificios de la calle Mallet-Stevens en París (1926-1927), la villa Cavrois en Croix (1929-1932) y los pabellones de la Higiene y de la Electricidad y la Luz para la Exposición Internacional de París de 1937.
André Lurçat fue introductor en su país del estilo Bauhaus y miembro fundador del CIAM, en el cual se alineó con el sector germano en contra del protagonismo de Le Corbusier. En 1929 publicó Architecture, en el que se mostró partidario de una modernidad moderada. Ese mismo año construyó una de sus mejores obras, el Hotel Nord-Sud en Calvi (Córcega). En 1932 construyó cuatro casas para el Werkbundsiedlung de Viena. Entre 1934 y 1937 residió en la Unión Soviética, donde construyó un edificio para los ingenieros del Metro de Moscú. Entre sus obas destacan: la casa Michel en Versalles (1925), la casa Guggenbühl en París (1927) y el grupo escolar Karl-Marx en Villejuif (1930-1933). En la segunda posguerra se dedicó a la construcción de «ciudades-jardín verticales» prefabricadas en Saint-Denis, en la periferia parisina, como la «unidad de barrio» Fabien (1948-1960).

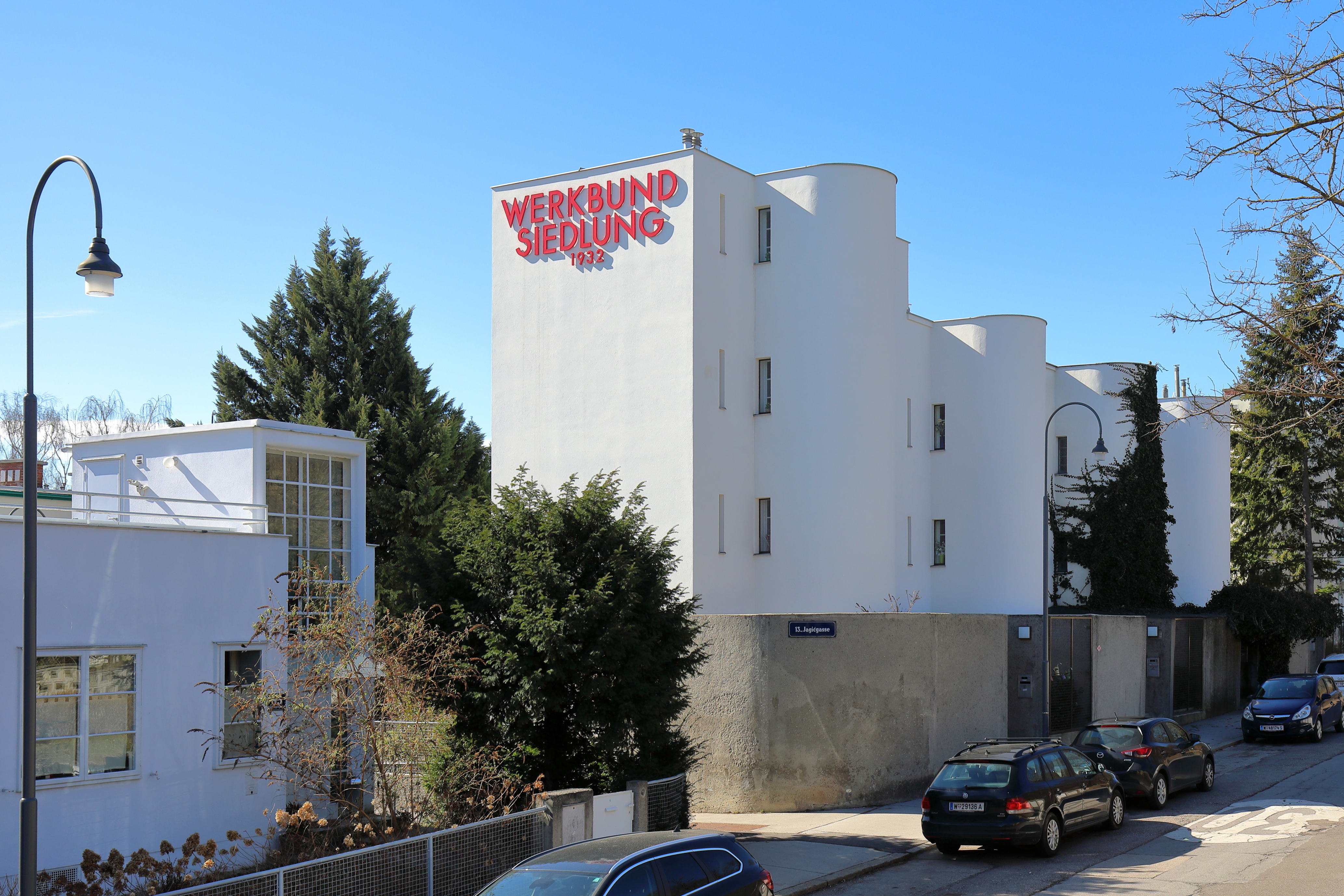
Edificio para el Werkbundsiedlung de Viena (1932), de André Lurçat

Pierre Chareau, decorador y diseñador de muebles —no se tituló arquitecto aunque ejerció como tal—, construyó entre 1928 y 1932 con Bernard Bijvoet la Maison de Verre (casa de cristal), un edificio destinado a clínica y residencia del doctor Dalsace, que realizó el encargo. Presenta una fachada de vidrio macizo moldeado, con una estructura de columnas de acero y suelo de cemento. Chareau diseñó también el mobiliario, que causó gran admiración. En 1940 emigró a Nueva York, donde construyó la casa del pintor Robert Motherwell en East Hampton (1947).
Jean Prouvé fue uno de los fundadores del UAM y en su obra buscó aglutinar arte e industria, siendo uno de los pioneros de la construcción en paneles metálicos. Entre sus obras destacan: la Casa del Pueblo de Clichy (1935-1939, con Marcel Lods y Eugène Beaudouin), las fachadas de la Federación de la Construcción en París (1949, con Raymond Gravereaux y Raymond Lopez) y el Pabellón de Exposiciones en Lille (1952, con Paul Herbé), el Pabellón del Centenario del Aluminio en París (1954, con Michel Hugonet) y el prototipo de «Casa de los mejores días» para personas sin hogar (1956), del que Le Corbusier comentó que «es la más bella casa que conozco».

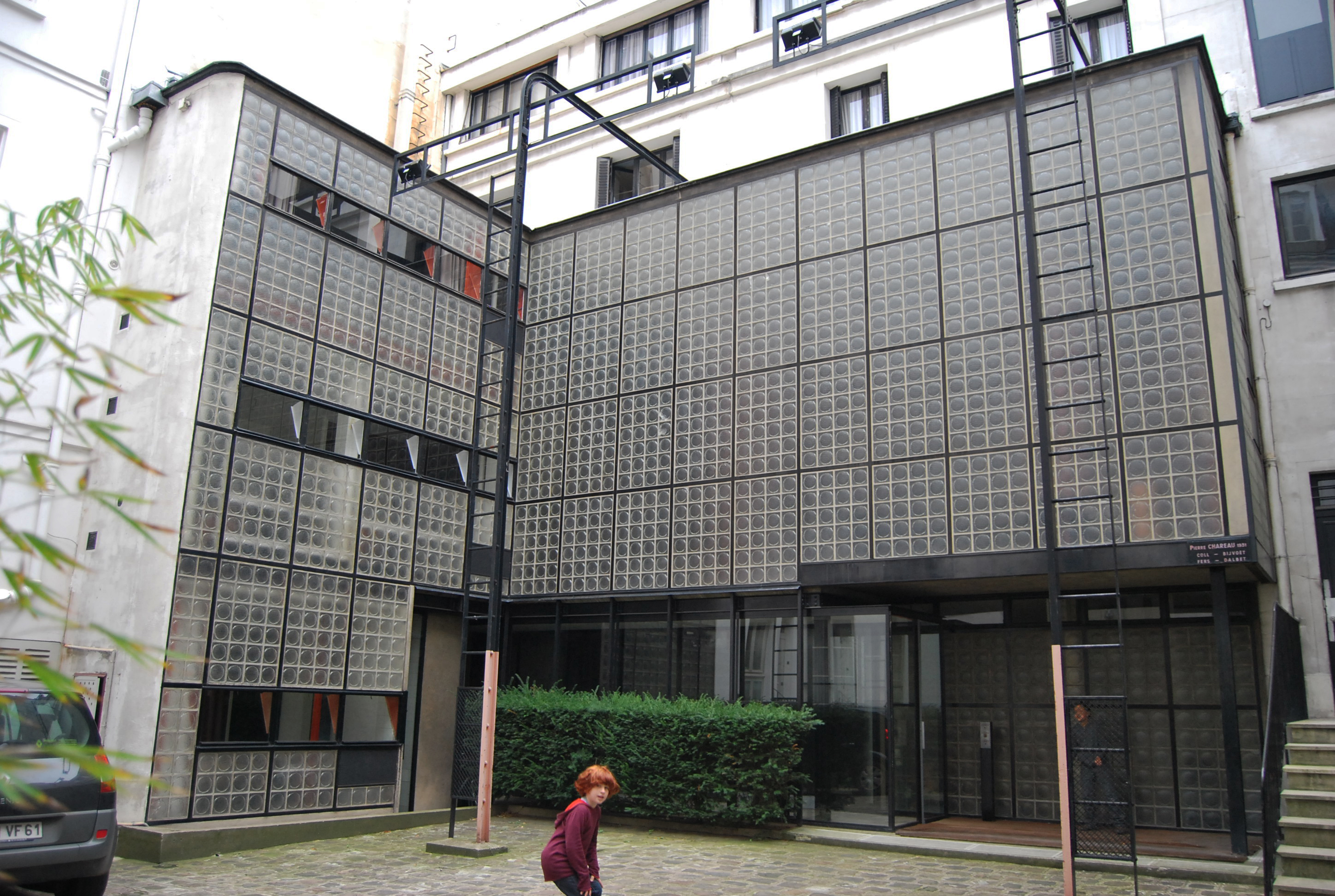
Maison de Verre (1928-1932), de Pierre Chareau y Bernard Bijvoet, París

Eileen Gray, irlandesa de nacimiento, trabajó en Francia de 1913 a 1937. Se inició en el trabajo de la laca para muebles, actividad para la que abrió una galería en 1922 con la que cosechó un notable éxito. Proyectó con Jean Badovici la casa E-1027 en Roquebrune-Cap-Martin, en la Costa Azul, construida entre 1926 y 1929, de la que diseñó también los muebles. También trazó su propia casa en Castellar (1932-1934).
Gabriel Guevrekian, de origen turco-armenio, estuvo activo en Francia entre 1921 y 1933. Se formó en Viena con Josef Hoffmann y, ya en París, trabajó en el taller de Robert Mallet-Stevens de 1922 a 1926, para el que diseñó varios jardines de estilo cubista en algunas de las villas construidas por este, como la villa Noailles. En 1928 realizó su obra más relevante, la casa del modisto Jacques Heim en Neuilly-sur-Seine. En 1932 diseñó dos casas para el Werkbundsiedlung de Viena. Entre 1933 y 1937 trabajó en Irán, para trasladarse posteriormente a Reino Unido —donde realizó dos proyectos— y a Estados Unidos, donde se dedicó a la docencia.
Marcel Lods trabajó asociado a Eugène Beaudouin. Entre sus primeras obras se encuentran varios conjuntos de viviendas sociales, como el barrio de Champ-des-Oiseaux en Bagneux (1930-1939) y el barrio de La Muette en Drancy (1931-1934), que destacan por sus estructuras metálicas y elementos prefabricados. Posteriormente construyeron la Escuela al Aire Libre de Suresnes (1934-1935), el aeroclub de Buc y la casa desmontable BLPS (1938), la Casa del Pueblo y el mercado cubierto de Clichy (1935-1939, con Jean Prouvé).

Fundación Maeght (1959-1964), de Josep Lluís Sert, Saint-Paul-de-Vence

Georges-Henri Pingusson, arquitecto e ingeniero, evolucionó al racionalismo desde unos inicios influido por las vanguardias cubista y dadaísta. Su primera obra relevante fue el Hotel Latitude 43 en Saint-Tropez (1932). En 1937 realizó el pabellón de la UAM para la Exposición Internacional de París, junto a Frantz-Philippe Jourdain y André Louis, proyectado en un típico lenguaje racionalista: planta libre, uso de pilotis, fachada de vidrio y tejado-terraza. Posteriormente fue autor de la Embajada de Francia en Saarbrücken (1950-1952) y el Memorial de la Deportación en París (1961-1962).
Tras la Segunda Guerra Mundial cabe destacar el estudio formado por Georges Candilis, Shadrach Woods y Alexis Josic, activos en Francia, Alemania y Marruecos. Candilis y Woods se conocieron trabajando en el taller de Le Corbusier, en el que colaboraron en la Unité d'Habitation de Marsella; en 1955 se asociaron con Josic. Destacaron en el diseño de conjuntos de viviendas sociales: Le Blanc-Mesnil, 1955-1957; Bagnols-sur-Cèze, 1956-1957; Bobigny, 1956-1962. Vladimir Bodiansky, de origen ruso, fue el fundador en 1946 del Atelier des bâtisseurs («taller de los constructores») o ATBAT, activo en Francia y África, donde desarrolló numerosos proyectos. Colaboró con Le Corbusier en la Unité d'Habitation de Marsella y con Beaudouin, Lods y Prouvé en la Casa del Pueblo de Clichy; entre sus obras destaca el Hospital Americano de Saint-Lô (1946, con Paul Nelson).
Por último es de remarcar la sede de la Unesco en París (1953-1958), de Marcel Breuer, Pier Luigi Nervi y Bernard Zehrfuss, un complejo compuesto por un gran bloque en forma de Y de ocho pisos de altura, un auditorio para la Asamblea General y seis edificios complementarios de menor altura. Cabe reseñar igualmente la Fundación Maeght en Saint-Paul-de-Vence (1959-1964), del español Josep Lluís Sert, un edificio diseñado como integración de las artes en que la arquitectura se combina con diversas instalaciones artísticas, entre las que destacan el patio, de Alberto Giacometti; el laberinto de esculturas y cerámicas de Joan Miró; el mural-mosaico de Marc Chagall; la fuente de Pol Bury; y la piscina de Georges Braque.

### Alemania

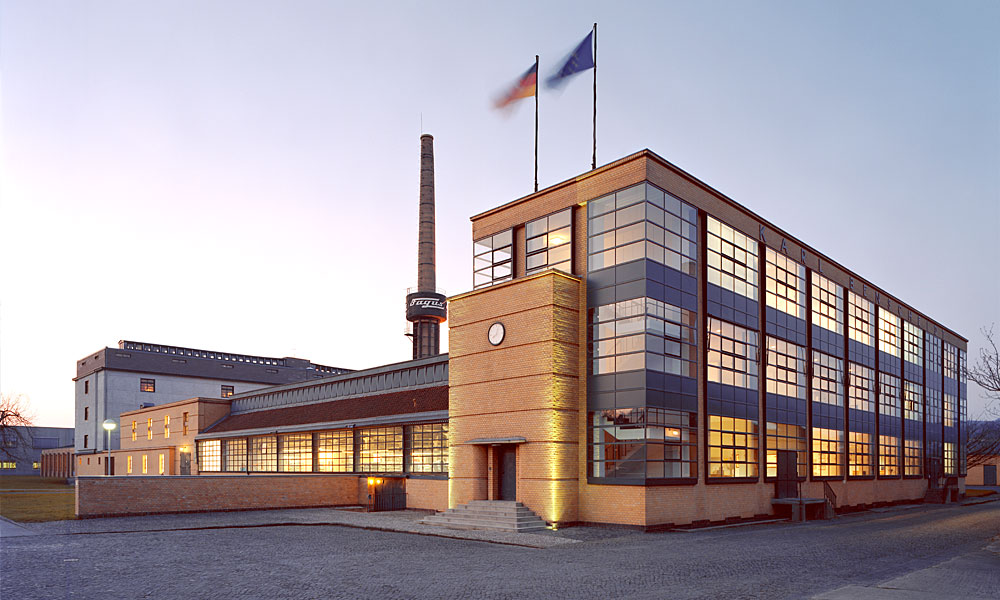
Fábrica Fagus (1911-1912), de Walter Gropius y Adolf Meyer, Alfeld

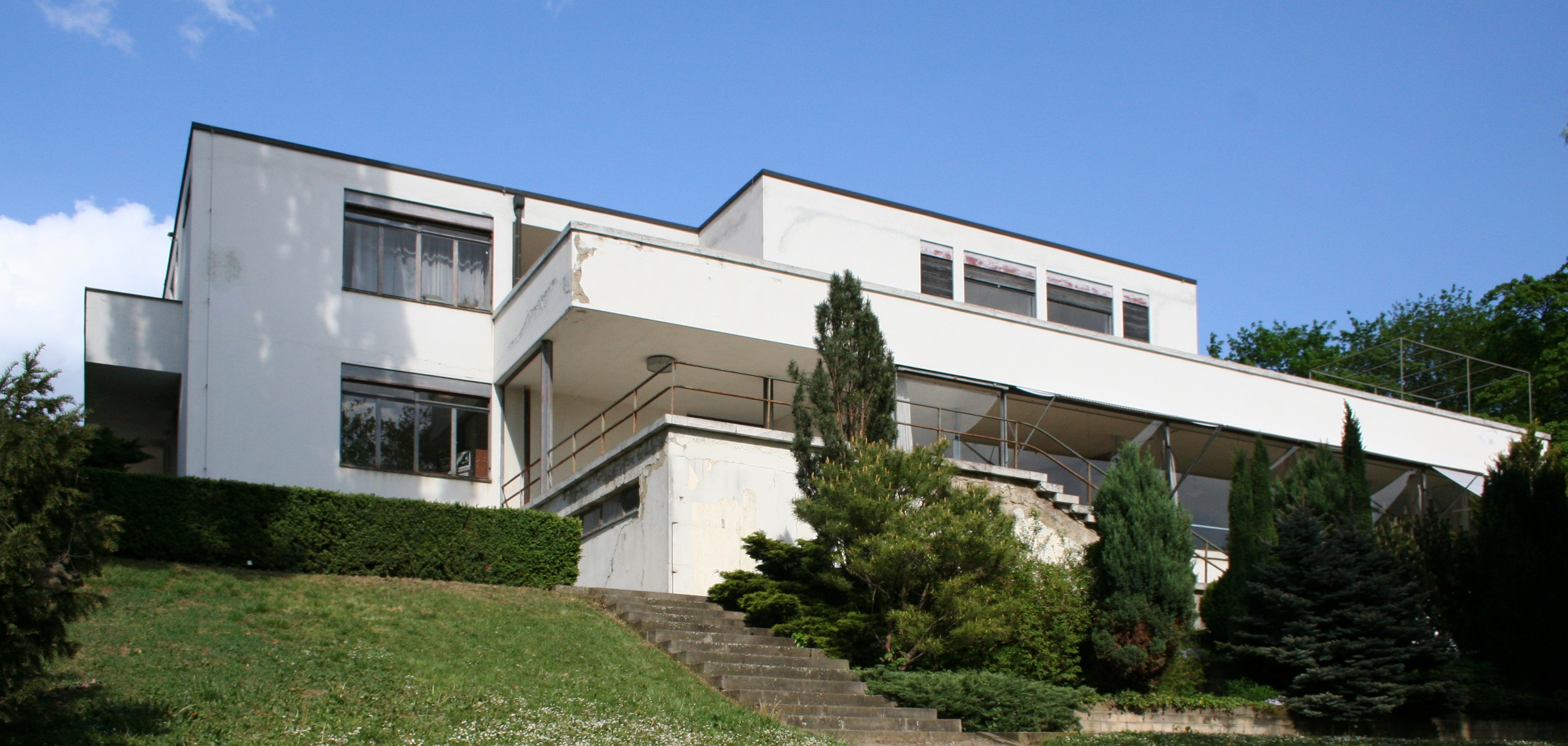
Villa Tugendhat (1928-1930), de Ludwig Mies van der Rohe, Brno (Checoslovaquia)

En Alemania, como se ha visto, la arquitectura racionalista estuvo estrechamente ligada en sus inicios al expresionismo y las varias manifestaciones grupales que surgieron en su seno, como Deutscher Werkbund, Arbeitsrat für Kunst y Der Ring, así como la Escuela de la Bauhaus, la primera en que se alcanzó un estilo racionalista plenamente maduro. En el desarrollo del racionalismo alemán cabe destacar la urbanización Weißenhofsiedlung, construida en Stuttgart en 1927 como exposición organizada por el Deutscher Werkbund con el objetivo de promover la vivienda de bajo coste, supervisada por Ludwig Mies van der Rohe y en la que participaron arquitectos alemanes como Peter Behrens, Richard Döcker, Walter Gropius, Ludwig Hilberseimer, Hans Poelzig, Adolf Rading, Hans Scharoun, Adolf Gustav Schneck, Ferdinand Kramer, Bruno Taut y Max Taut, junto a otros de otros países, como Victor Bourgeois, Le Corbusier, Pierre Jeanneret, Josef Frank, J.J.P. Oud y Mart Stam. Se construyeron treinta y una viviendas, diseñadas bajo unas premisas de unidad visual basadas en paredes de revoco blanco, formas rectangulares, cubiertas planas y bandas horizontales de ventanas.
Los dos principales representantes del racionalismo alemán —y referentes a nivel mundial— fueron Walter Gropius y Ludwig Mies van der Rohe. Gropius fue arquitecto, urbanista y diseñador, discípulo de Peter Behrens. En sus inicios formó parte del movimiento expresionista, dentro del cual estuvo vinculado a los grupos Deutscher Werkbund, Arbeitsrat für Kunst y Der Ring. En 1910 abrió su propio estudio, en el que trabajó asociado a Adolf Meyer. Entre sus primeras obras destaca la Fábrica Fagus (1911-1914), en Alfeld, un edificio rectangular que destaca por el uso del muro cortina, que sería uno de sus principales sellos estilísticos. También con Meyer construyó en 1914 la Fábrica Modelo para la exposición de la Deutscher Werkbund en Colonia y, en 1923, el Teatro Municipal de Jena. En 1919 fundó la Escuela de la Bauhaus, de la que construyó en 1925 su sede en Dessau. En 1928 abrió su propio despacho, desde el que elaboró la urbanización Dammerstock en Karlsruhe (1928-1929), así como el proyecto de Siemensstadt en Berlín (1929-1930). Con la llegada al poder de los nazis se vio obligado a exiliarse, primero al Reino Unido y luego a Estados Unidos, donde fue director de la Graduate School of Design de la Universidad de Harvard (para su obra americana véase aquí).
En 1945 se asoció con ocho jóvenes arquitectos en la firma The Architects' Collaborative (TAC). Además de las obras realizadas por este estudio en Estados Unidos, en los años 1950 y 1960 realizó algunos proyectos de nuevo en suelo alemán: en 1957 construyó con Wils Ebert un bloque de apartamentos en el distrito de Hansaviertel en Berlín occidental; poco después realizó la nueva ciudad de Britz-Buckow-Rudow; y en 1964 diseñó el edificio del Bauhaus-Archiv en Berlín, realizado tras su muerte por Alexander Cvijanovic en 1977.
Ludwig Mies van der Rohe fue arquitecto y diseñador industrial. Representó el racionalismo más purista y abstracto, por su renuncia de la elocuencia formal, su reducción de la forma a mera construcción, su rechazo de la tradición histórica, su indiferencia ante la función tipológica y su valoración del espacio como vacío, por lo que ha sido objeto de crítica por su visión unívoca y monótona del racionalismo, especialmente por los arquitectos posmodernos. Frente a la mayor preocupación social de Gropius y Le Corbusier, Mies estaba más interesado por las cuestiones técnicas, afirmando que «considero la industrialización del edificio el principal objetivo de nuestra era. Si logramos tal industrialización, las cuestiones sociales, económicas, tecnológicas y artísticas se solventarán fácilmente». Mies ideó la famosa fórmula «menos es más», que luego sería el lema del minimalismo.
Estuvo también ligado al expresionismo y a los grupos Der Ring y Novembergruppe. Aunque nunca se diplomó en arquitectura, entró como aprendiz en 1908 en el estudio de Peter Behrens y en 1911 abrió su propio estudio. En sus inicios estuvo influido por el neoplasticismo y el constructivismo, como se denota en sus proyectos no realizados de rascacielos de cristal para Berlín (I, 1919; y II, 1921). En 1923 ideó un proyecto de oficinas en forma de caja de hormigón armado y vidrio, que sería la base de sus composiciones y que plasmó por primera vez en la casa Wolf en Guben (1926, destruida). En 1927 dirigió la urbanización del barrio de Weißenhofsiedlung en Stuttgart, para la que diseñó el plano de conjunto y construyó un edificio de apartamentos con estructura de acero que permitía a los ocupantes variar las plantas a su gusto.
En 1929 realizó el Pabellón de Alemania de la Exposición Internacional de Barcelona, uno de los mejores ejemplos de la arquitectura racionalista por su pureza formal, su concepción espacial y su inteligente empleo de estructuras y materiales, que convirtieron a este pabellón en el paradigma de la arquitectura del siglo XX. De planta rectangular, se elevaba sobre un podio recubierto de travertino; la cubierta se sostenía sobre columnas cruciformes y muros de carga, con paredes de distintos materiales (ladrillo recubierto de yeso, acero recubierto de mármol verde y de ónice de Marruecos). El mobiliario, diseñado con Lilly Reich, incluía la famosa silla Barcelona. La decoración se reducía a dos estanques y una escultura, La Mañana, de Georg Kolbe. Demolido después de la exposición, fue reconstruido entre 1985 y 1987 en su emplazamiento original por Cristian Cirici, Ignasi de Solà-Morales y Fernando Ramos, siguiendo los planos dejados por Mies van der Rohe.

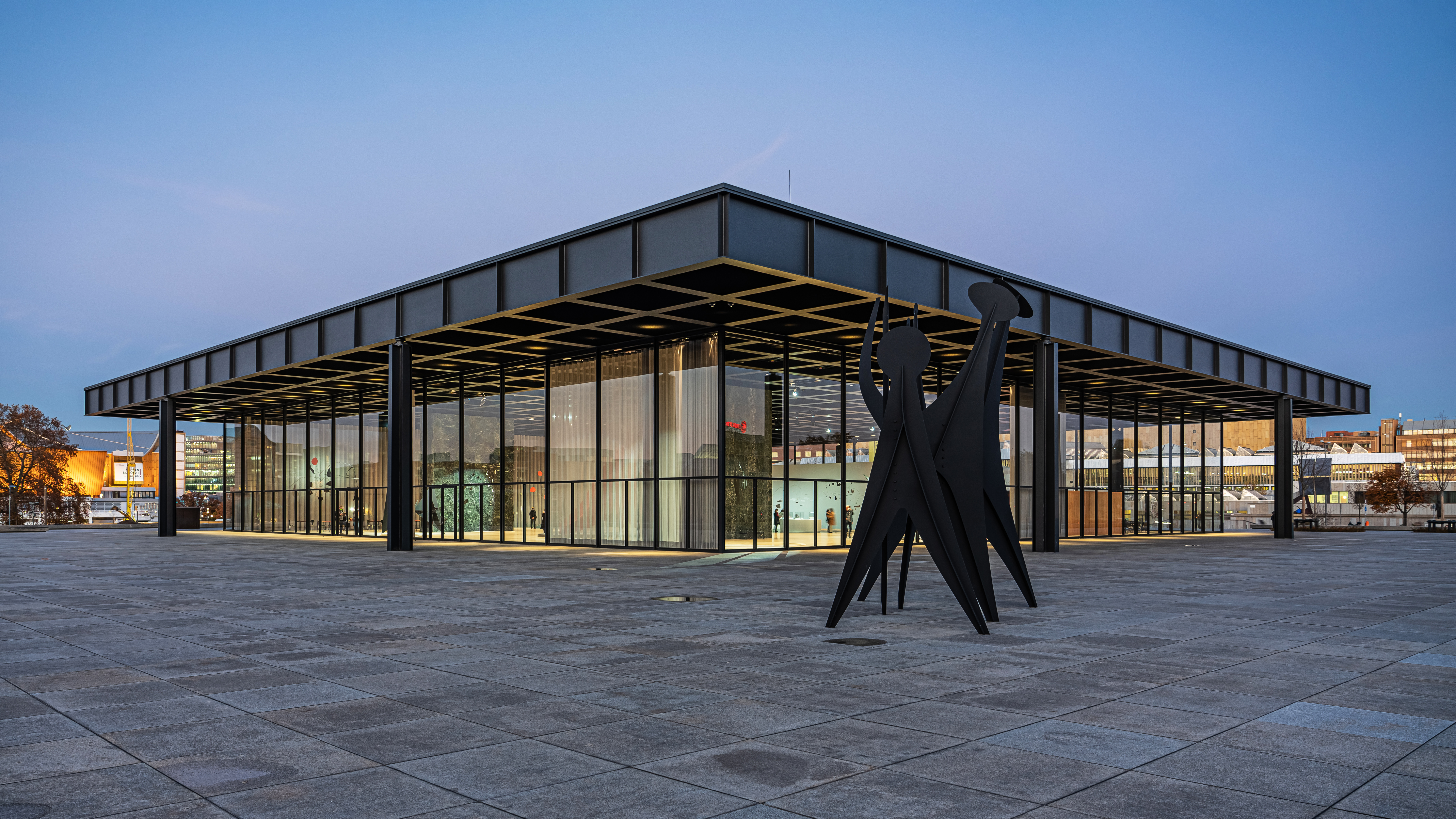
Neue Nationalgalerie (1962-1967), de Ludwig Mies van der Rohe, Berlín

Entre 1930 y 1933 fue director de la Bauhaus. En estos años fue autor de la casa Tugendhat en Brno (1930), una «casa de soltero» para la Exposición de la Construcción de Berlín (1931) y la casa Lemcke en Berlín (1932). Con la llegada al poder de los nazis sus obras se fueron reduciendo: concurso para la sede del Reichsbank (1933) y estand para la exposición Deutsches Volk-Deutsche Arbeit (1934). En 1938 emigró a Estados Unidos, donde fue director de la escuela de arquitectura del Armour Institute of Technology de Chicago, posteriormente Illinois Institute of Technology (para su obra americana véase aquí). Aunque residió hasta su muerte en Chicago, aún realizó alguna obra en su país natal, como la Neue Nationalgalerie de Berlín (1962-1967), un museo dedicado al arte del siglo XX, sostenido sobre un podio de granito sobre el que se eleva una estructura metálica cuadrada sustentada por ocho pilares perimetrales, con un cerramiento enteramente de vidrio.

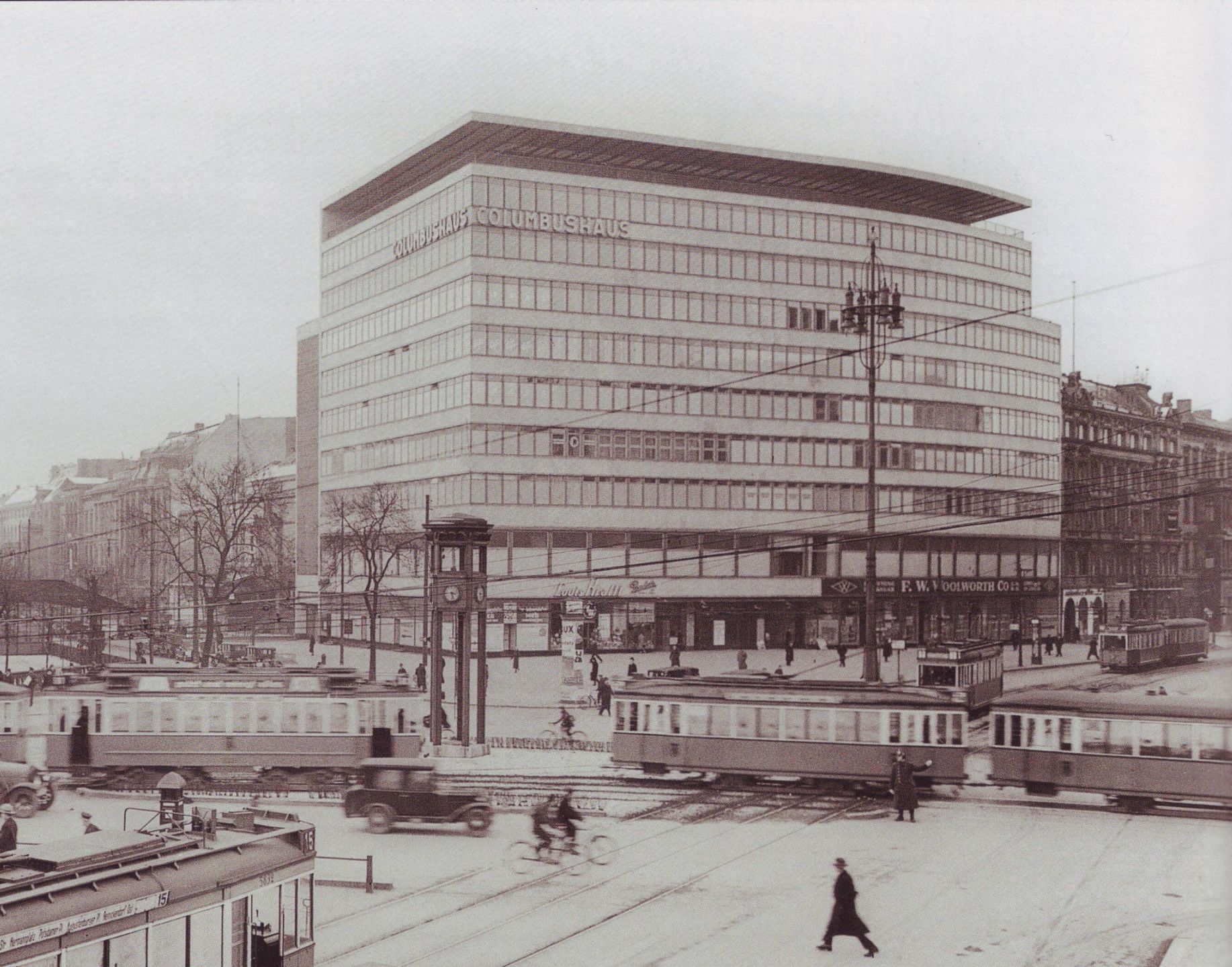
Edificio Columbushaus (1931), de Erich Mendelsohn, Berlín

Diversos arquitectos evolucionaron del expresionismo al racionalismo: Erich Mendelsohn asumió en los años 1920 los postulados del racionalismo pero conservando ciertos rasgos expresionistas, así como una cierta influencia de Frank Lloyd Wright. Sus principales obras en estos años fueron los Almacenes Schocken en Chemnitz (1928-1930), el edificio del Sindicato de Trabajadores del Metal en Berlín (1929-1930) y el edificio Columbushaus en Berlín (1931). En 1933 se exilió al Reino Unido. Hans Scharoun se alejó un poco del Estilo internacional por su empleo ocasional de superficies curvas, pero sus bloques de apartamentos de Siemensstadt en Berlín (1929-1931) aparecen citados en el libro de Hitchcock y Johnson. Hugo Häring intentó con su obra «hallar la forma que sirviese más simple y directamente a la eficacia funcional del edificio», como se denota en su establo de la granja Garkau en Lübeck (1924-1925). Ernst May fue arquitecto municipal de Frankfurt entre 1925 y 1930, donde proyectó una serie de urbanizaciones que conjugaban los principios de la ciudad-jardín con los métodos constructivos de producción en serie del racionalismo. Los hermanos Hans y Wassili Luckhardt planificaron una serie de casas de forma cúbica en el Berlín de los años 1920-1930, así como un proyecto de vivienda experimental, el barrio piloto de la Schorlemer Allee (1924-1930). Adolf Rading depuró su estilo hacia 1925 de una anterior influencia cubista y de la arquitectura neerlandesa, en obras como la «casa-estudio» que proyectó para la Werkbundsiedlung de Breslau de 1929 o la casa del doctor Rabe en Leipzig (1930). Bruno Taut fue defensor de una modernidad moderada frente al excesivo esquematismo racionalista; desarrolló su obra especialmente en el terreno de la vivienda, de las que construyó unas diez mil en Berlín: Hufeisensiedlung (1925-1931), el barrio Carl-Legien (1928-1930) y la Waldsiedlung de Zehlendorf (1926-1932). Su hermano Max Taut fue un firme defensor de la simplicidad del hormigón armado, como en la tienda de las asociaciones cooperativas de consumidores de Berlín (1929-1932). Otto Bartning también desarrolló un racionalismo moderado, como en sus conjuntos de viviendas de la Siemensstadt (1929-1930) y de la Haselhorst Siedlung (1932-1933) en Berlín. Richard Döcker destacó por su uso de volúmenes cúbicos y techos-terraza: almacenes Luz en Stuttgart (1926-1927), Hospital de Waiblingen (1927-1928).

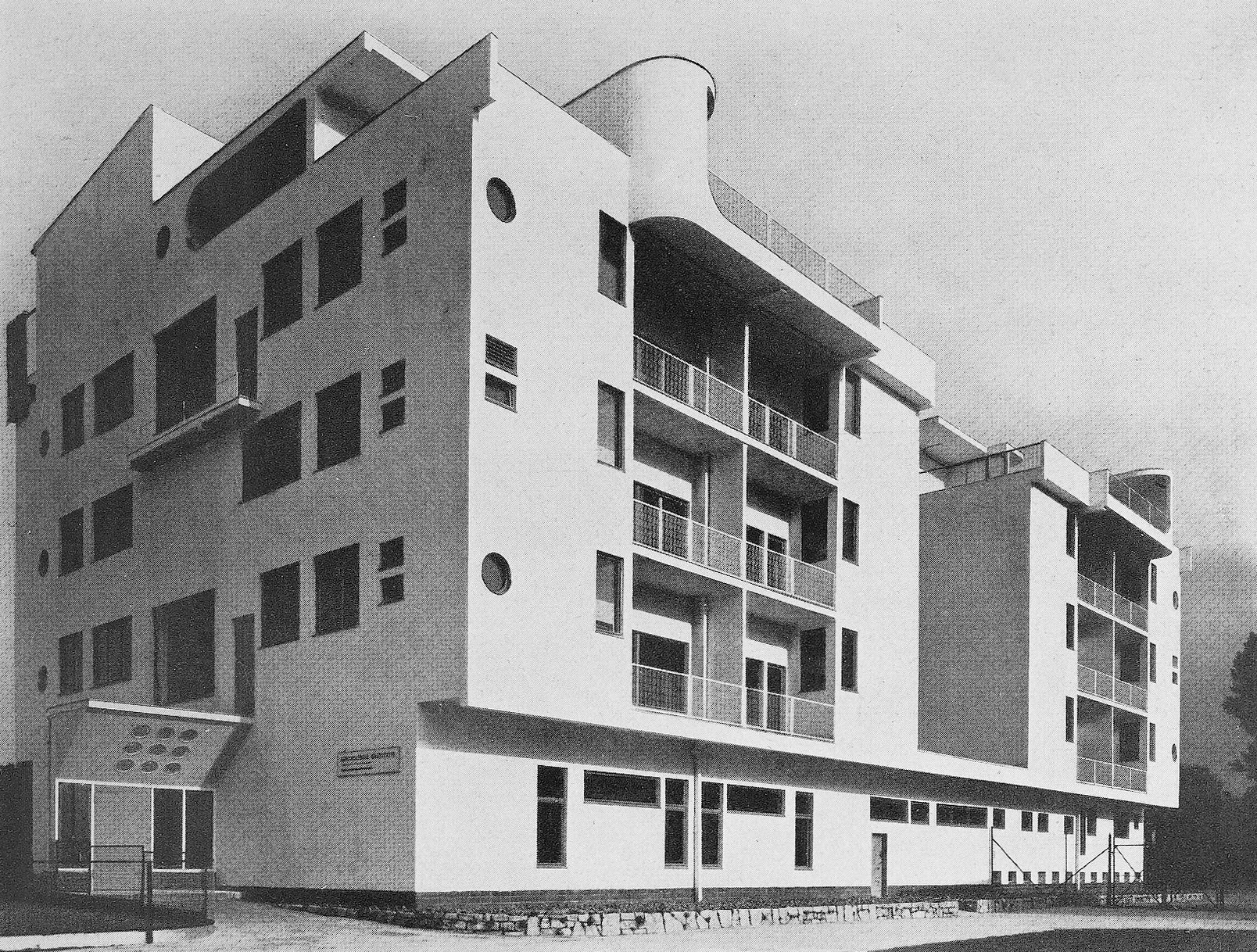
Edificio de viviendas para la exposición Werkbundsiedlung de Breslau (1929), de Adolf Rading

El ascenso al poder del nazismo en 1933 supuso la relegación del racionalismo en Alemania, ya que el nuevo régimen apostó por un estilo realista mezcla de Neoclasicismo y art déco. La mayoría de arquitectos racionalistas marchó al exilio, como Mies, Gropius, Breuer, May, Mendelsohn y Bruno Taut; algunos de más avanzada edad dejaron prácticamente de trabajar, como Poelzig, mientras que unos pocos como Scharoun y los hermanos Luckhardt, menos activistas políticamente, continuaron trabajando unos años más en estilo racionalista.

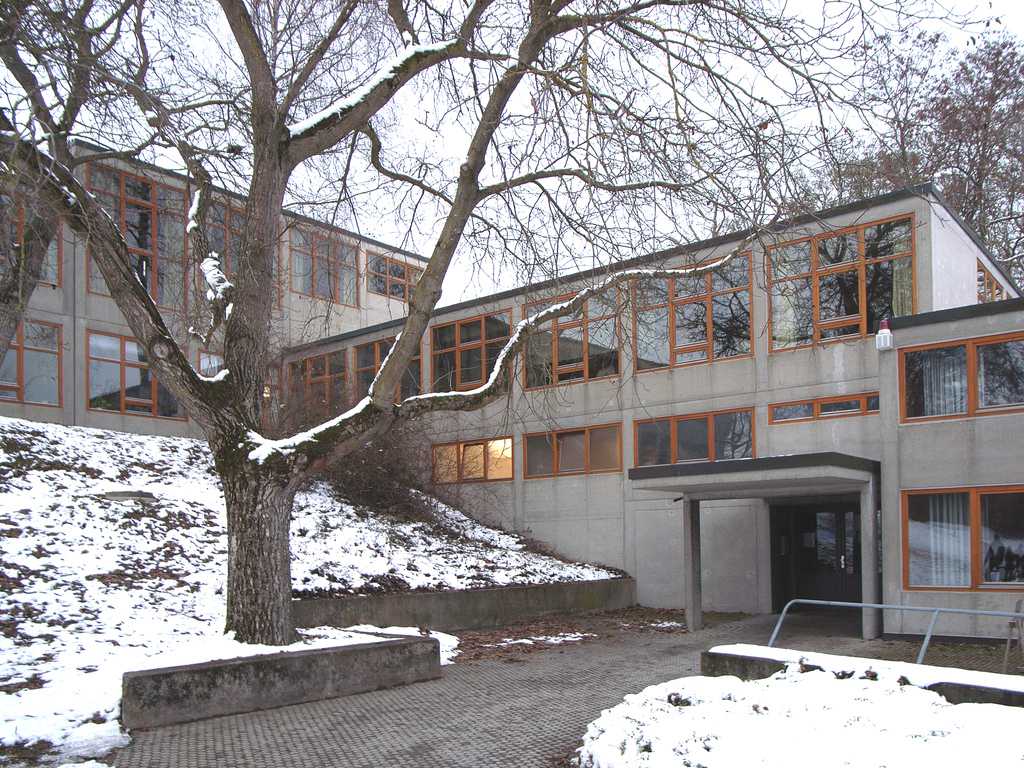
Edificio de la Hochschule für Gestaltung de Ulm, diseñado por Max Bill y terminado en 1955

Tras la Segunda Guerra Mundial, el estilo hegemónico volvió a ser el racionalismo, si bien con ciertas modificaciones respecto al período de entreguerras, como un mayor uso de las superficies curvas, la recuperación de materiales como la piedra y la madera, una mayor adaptabilidad al medio y unas formas menos rígidas y puristas. En ese contexto, cabe citar la obra de arquitectos como Otto Bartning, Hans Scharoun, Adolf Bayer, Paul Seitz, Gottfried Böhm, Hans Maurer, Alexander von Branca y Egon Eiermann. Destacó la obra de Scharoun, que pudo desplegar su estilo monumental y tecnologizado que había ido desarrollando con los años, como en los rascacielos Romeo y Julieta en Stuttgart (1954-1959, con W. Frank), el Teatro del Estado de Kassel (1952, con H. Mattern y W. Huller) y la Berliner Philharmonie de Berlín (1963, con W. Weber). También de relevancia fue la obra de Eiermann, partidario de una modernidad pragmática de estética funcional: fábrica textil de Blumberg (1949-1951), pabellones alemanes para la Exposición Universal de Bruselas de 1958 (con Sep Ruf), edificio Olivetti en Fráncfort (1968-1972).
En 1953, el arquitecto y escultor suizo Max Bill fundó en Ulm la Hochschule für Gestaltung (Escuela Superior de Proyectación), posteriormente denominada Neues Bauhaus (Nueva Bauhaus) —también en ocasiones Ulm Bauhaus—. Financiada de forma privada y con becas de Estados Unidos, la institución permaneció hasta 1968. En esos años se convirtió en una de las instituciones dedicadas al diseño más importantes de Europa. Bill fue autor del conjunto de edificios de la escuela, realizados con una estructura de hormigón, paredes vistas lisas con ocasionales paneles de ladrillo y marcos de madera.
Otro hito fue la celebración en 1957 de la Exposición Internacional de Berlín, más conocida como Interbau, organizada con el objetivo de reconstruir el barrio berlinés de Hansaviertel. Bajo la dirección de Otto Bartning participaron, además de arquitectos alemanes —entre ellos Walter Gropius—, numerosos arquitectos internacionales, como Alvar Aalto, Oscar Niemeyer, Raymond Lopez, Eugène Beaudouin, Hugh Stubbins y Pierre Vago, así como Le Corbusier, quien construyó una réplica en Charlottenburg de su Unité d'Habitation.

### Austria y Suiza

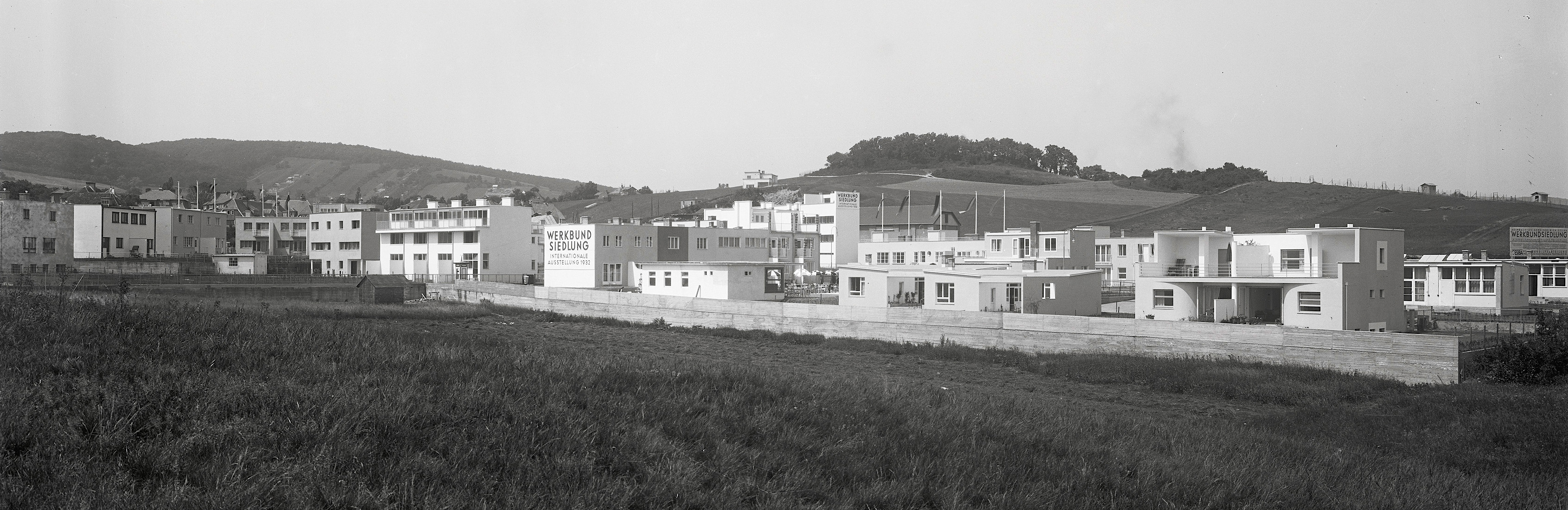
Werkbundsiedlung de Viena (1932)

La arquitectura racionalista austríaca fue heredera de la Sezession vienesa, a través de la mediación especialmente de Josef Hoffmann, profesor de la Kunstgewerbeschule que formó a una nueva generación de arquitectos. Tras la primera posguerra, Hoffmann se acercó a los postulados del racionalismo, aunque con un lenguaje algo más tradicional, como en sus casas populares construidas entre 1925 y 1930. En Viena se celebró en 1932 un Werkbundsiedlung (exposición de edificios permanentes y temporales promovida por la Österreichischer Werkbund), que promovió una urbanización de viviendas experimentales en el distrito de Lainz, en la que treinta y un arquitectos construyeron setenta casas, la «exposición de edificios más grande de Europa» como se anunció en su día. La mayoría eran arquitectos austríacos, entre los que destacaban el propio Hoffmann, Adolf Loos, Walter Loos, Josef Frank, Richard Neutra, Clemens Holzmeister, Margarete Schütte-Lihotzky, Oskar Strnad, Walter Sobotka y Ernst Plischke, además del alemán Hugo Häring, los franceses André Lurçat y Gabriel Guevrekian y el neerlandés Gerrit Rietveld. El resultado fue un conjunto de casas blancas de planta libre y techos planos, similar a la Weißenhofsiedlung de Stuttgart pero algo más formalista. A nivel de vivienda cabe destacar también el Karl Marx-Hof de Viena, diseñado por Karl Ehn en 1927, un gigantesco bloque de viviendas de un kilómetro de largo, de forma rectangular con un gran patio central que sirve de plaza, jardín y centro de servicios comunitarios, con casi 1400 apartamentos.
Entre los arquitectos racionalistas austríacos destacan: Ernst Plischke, autor en 1931 de la Oficina de empleo Liesing en Viena, considerada el «primer edificio moderno en Austria»; Alois Johann Welzenbacher, único representante de su país en la exposición del MoMA de 1932, autor de la cervecería Adam en Innsbruck (1927) y el Terrassenhotel am Oberjoch en el Allgäu (1932); y Margarete Schütte-Lihotzky, la primera mujer en titularse arquitecta en su país, partícipe en 1924 de la realización de la casa popular Winarsky-Hof y diseñadora de la famosa cocina Frankfurt, además de equipamientos para la infancia.

Barrio de Neubühl en Zúrich (1930-1932), de Werner Max Moser, Emil Roth, Rudolf Steiger, Max Ernst Haefeli, Carl Hubacher, Paul Artaria y Hans Schmidt

Suiza recibió por su proximidad la influencia directa del racionalismo alemán, pero también del francés, especialmente de Le Corbusier, suizo de nacimiento. Aunque desarrolló su obra en Francia, Le Corbusier dejó algunas muestras de su obra en su país natal: las villas Jeanneret-Perret (1912) y Schwob (1916) en La Chaux-de-Fonds, la villa Le Lac en Corseaux (1923), el edificio Clarté en Ginebra (1930-1932) y el Museo Heidi Weber en Zúrich (1963-1967).
El impulso inicial del racionalismo en Suiza se debe a Karl Moser, profesor de la Escuela Politécnica Federal de Zúrich que formó a una generación de arquitectos entre los que se encontraban su hijo Werner Max Moser, los primos Emil y Alfred Roth, Rudolf Steiger, Max Ernst Haefeli y Carl Hubacher. Muchos de ellos trabajaron luego en otros países: Werner Moser en Estados Unidos con Frank Lloyd Wright, Alfred Roth en París con Le Corbusier, Haefeli en Alemania con Otto Bartning. En 1930, todos estos arquitectos (excepto Alfred Roth), junto a Paul Artaria y Hans Schmidt, recibieron el encargo de construir el barrio de Neubühl en Zúrich, otro ejemplo de viviendas colectivas de carácter popular como los elaborados en Alemania, con un trazado de casas unifamiliares adosadas en hilera.

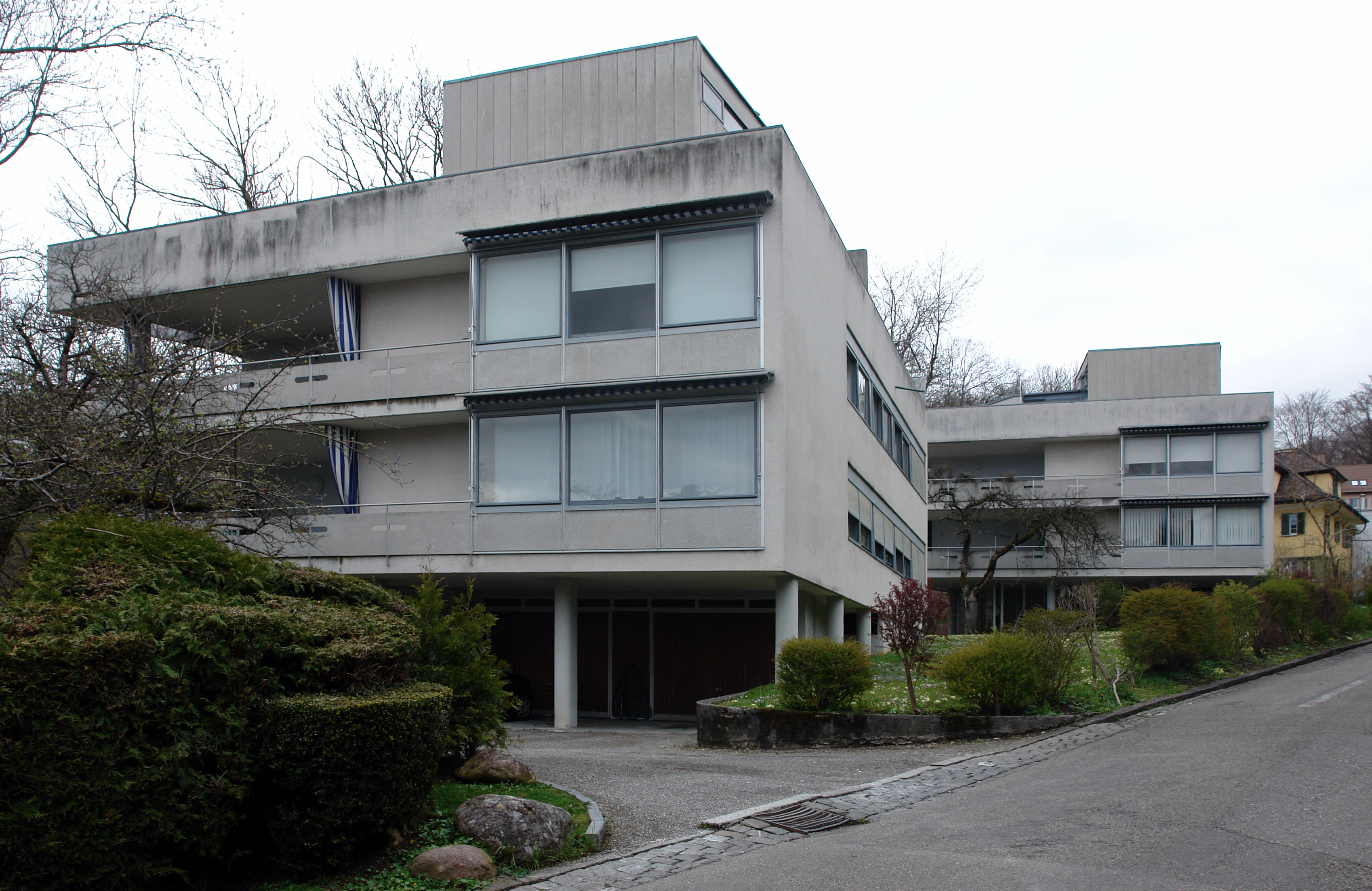
Casas Doldertal (1934-1936), de Emil Roth, Alfred Roth y Marcel Breuer, Zúrich

Hasta 1933 el racionalismo suizo estuvo notablemente influido por el alemán, pero desde la llegada al poder de los nazis adquirió autonomía propia, con un marcado compromiso tecnológico, como se denota en las casas unifamiliares de la Goldbachstraße de Zúrich de Haefeli (1931-1934), las casas Doldertal en Zúrich de los primos Roth y Marcel Breuer (1934-1936), o las obras de colaboración entre Moser, Haefeli y Steiger después de 1937 (Casa de Congresos en Zúrich, 1937-1939). Entre estas obras cabe destacar las casas Doldertal, que recogían las principales premisas del internacionalismo: forma cúbica sostenida por pilotis, ventanas horizontales y terrazas en voladizo. Por otro lado, la asociación de Paul Artaria y Hans Schmidt entre 1926 y 1930 produjo numerosas obras notables, entre las que se encuentran el taller del pintor Willi Wenk en Riehen (1926), la villa Colnaghi en Riehen (1927), las viviendas para madres solteras de Basilea (1928-1930) y los asentamientos cooperativos de Eglisee en Basilea (1929-1930).
Otra figura relevante fue la del ingeniero Robert Maillart, que ejerció su actividad como empresario y proyectista, diseñando en numerosas ocasiones las estructuras de edificios de otros arquitectos, siempre preocupado fundamentalmente por los procesos técnicos de la construcción. Fue el inventor del forjado fungiforme, que patentó en 1910. Tras una estancia en Rusia, abrió su estudio en Ginebra en 1919, fecha desde la que se dedicó especialmente a la construcción de puentes, como los de Schiess (1929), Roßgraben (1931), Felsegg (1933) y el puente sobre el Arve en Ginebra (1936).
Cabe citar también a: Alberto Sartoris, arquitecto e historiador que ejerció una notable influencia en el terreno teórico, autor de obras como la iglesia de Notre-Dame-du-Bon-Conseil en Lourtier (1932), la casa comunal de Vevey (1933) y la casa Morand-Pasteur en Saillon (1934); Hans Brechbühler, autor de la Escuela de Artes y Oficios de Berna (1937-1939), basada en los «cinco puntos» lecorbusierianos; Elsa Burckhardt-Blum, autora de varias casas de líneas puras, volúmenes cúbicos y techos planos en voladizo (casa Burckhardt-Blum en Küsnacht, 1937-1938); y Otto Senn, que en sus obras conjuga el rigor geométrico racionalista con las formas orgánicas expresionistas (villa en Binningen, 1936).
En la segunda posguerra hay que mencionar a Max Bill, que estudió en la Bauhaus de Dessau, tras lo que se instaló como arquitecto en Zúrich. En 1951 fue el fundador y primer director de la Ulm Bauhaus, cuyos edificios construyó (1953-1955). Fue autor también del pabellón de Suecia para la World's Fair de Nueva York de 1939 y para la exposición Swiss Design de Londres de 1959, así como del sector «Educar y crear» en la Exposición Nacional Suiza de 1964 en Lausana, de un racionalismo de tendencia minimalista. Otro arquitecto destacado de posguerra fue Fritz Haller, de clara influencia miesiana, autor de la Escuela de Ingeniería de Windisch (1961-1966). También continuó su labor Alberto Sartoris: fábricas Keller en Saint-Prex (1959), edificio Les Toises en Lutry (1959-1960), villa Huber en Saint-Sulpice (1960).

### Países Bajos y Bélgica

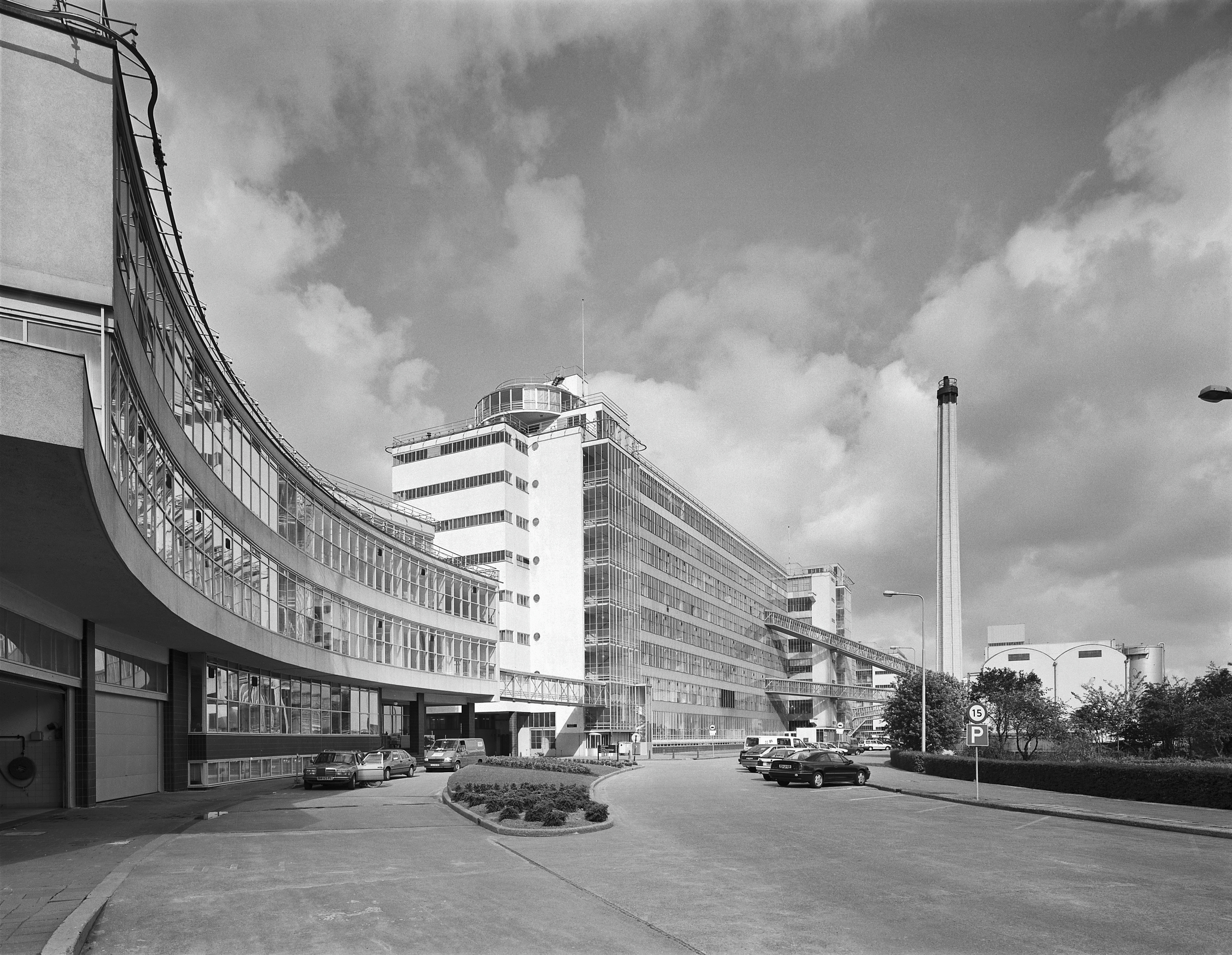
Fábrica Van Nelle de tabaco, té y café (1926-1929), de Johannes Andreas Brinkman y Leendert Cornelis van der Vlugt, Róterdam (Países Bajos)

El racionalismo neerlandés fue heredero directo del neoplasticismo del grupo De Stijl. Como el francés, mostró menos interés por el funcionalismo que el alemán. En este país se realizaron obras de notable calidad: según Leonardo Benevolo, «después de la crisis del movimiento alemán, las principales contribuciones al progreso de la arquitectura moderna europea provienen de Holanda».
Jacobus Johannes Pieter Oud fue nombrado arquitecto municipal de Róterdam en 1918, cargo desde el que impulsó la construcción de casas de bajo coste de pleno Estilo internacional, la mayoría entre 1925 y 1930, como las de Kiefhoek (1925-1927). Destacan las de Hoek van Holland (1924-1927), un grupo de casas blancas dispuestas en hilera, con ventanas horizontales, puertas metálicas y unos elementos curvos de inspiración náutica. En 1927 construyó cinco casas para la urbanización Weißenhofsiedlung de Stuttgart, de pequeño tamaño pero con un diseño muy práctico y mobiliario funcional. La arquitectura de Oud se fundamenta en buena medida en las técnicas industriales y la utilización de nuevos materiales. Entre sus últimas obras se encuentran el edificio para la Shell en La Haya (1939-1942) y el bio-hogar de recreo infantil de Arnhem (1952-1960).

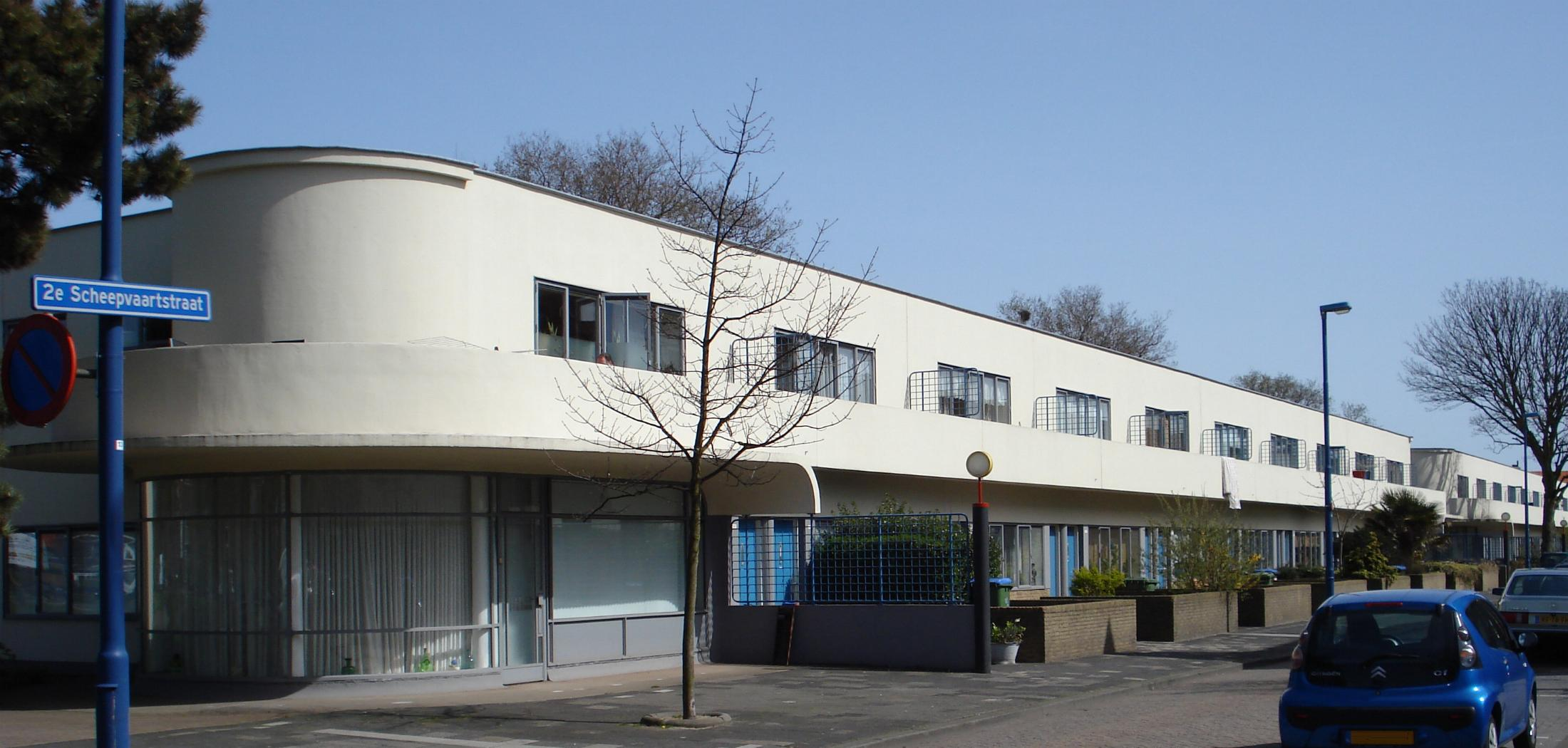
Edificio en Hoek van Holland (1924-1927), de Jacobus Johannes Pieter Oud

Gerrit Rietveld rompió con De Stijl en 1928, año en que se adhirió al CIAM y comenzó una fase más puramente racionalista, como se denota en sus casas de la calle Erasmuslaan de Utrecht (1930-1931), dispuestas en hilera y con forma rectangular, estucadas en blanco y con ventanas horizontales, al más puro Estilo internacional. Otras obras suyas fueron: el cine Vreeburg en Utrecht (1936, con Truus Schröder), el pabellón neerlandés para la Bienal de Venecia de 1954 y el Museo Van Gogh de Ámsterdam (1963-1972, con Joan van Dillen y Johan van Tricht).
Mart Stam recibió la influencia de Mies van der Rohe y El Lissitzky. Dos de sus primeras obras, las escuelas primarias San Wendel (1924) y Thunn (1925) son ya de pleno Estilo internacional. En la Weißenhofsiedlung de Stuttgart de 1927 construyó tres casas adosadas formando un bloque rectangular. Posteriormente trabajó con Ernst May en Fráncfort, donde destaca su Asilo de Ancianos Budge (1929-1930), del que Hitchcock y Johnson señalaron que aunque está «guiado exclusivamente por consideraciones económicas y funcionales, el edificio también tiene, indudablemente, valor estético». Trabajó con su esposa Lotte Beese, alumna de la Bauhaus y colaboradora de Ernst May en la Unión Soviética —donde concoció a su marido—; fue responsable de los barrios de Pendrecht (1948-1952), Het Lage Land y Ommoord (1962-1969) en Róterdam.

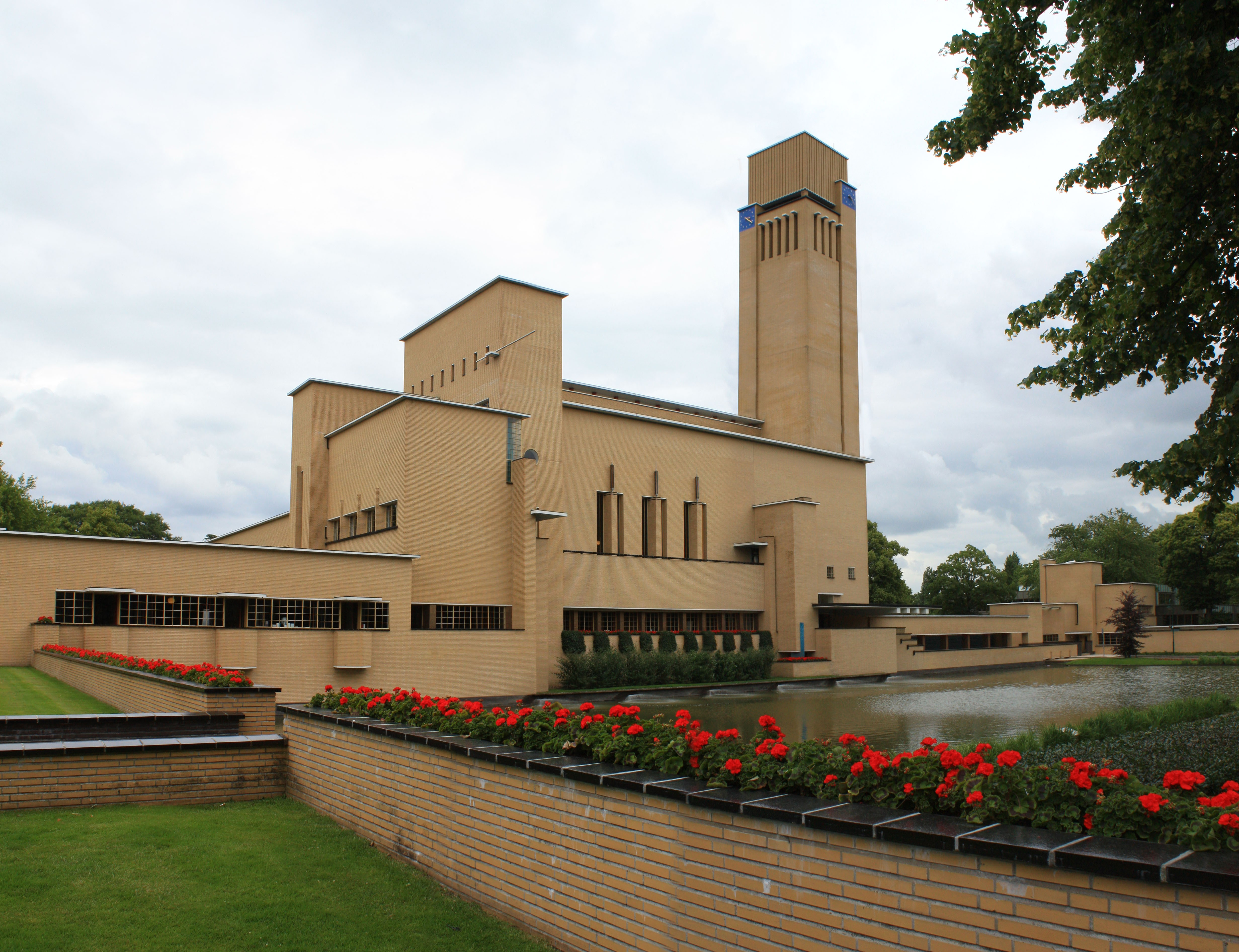
Ayuntamiento de Hilversum (1924-1928), de Willem Marinus Dudok

Willem Marinus Dudok, ingeniero de formación, fue nombrado en 1915 ingeniero municipal de Hilversum, una ciudad en rápido crecimiento de la que se encargó de regular su plano general y de la construcción de varios barrios populares y edificios públicos, entre los que destaca el Ayuntamiento (Raadhuis, 1924-1928). Fue autor también del pabellón neerlandés de la Ciudad Universitaria de París (1927), el edificio de los grandes almacenes De Bijenkorf en Róterdam (1929) y el Teatro de Utrecht (1939-1941).
Johannes Duiker construyó edificios netamente funcionales, ligeros y resistentes, como el Sanatorio Zonnestraal en Hilversum (1926-1928, con Bernard Bijvoet), la Escuela de Cliostraat en Ámsterdam (1928-1930), la escuela técnica de Scheveningen (1932), el Handelsblad-Cineac de Ámsterdam (1934) y el Hotel y Teatro Gooiland en Hilversum (1934, concluido por Bijvoet tras la muerte de Duiker).
Cornelis van Eesteren destacó como urbanista: fue autor del plan urbanístico de Ámsterdam (1935, véase la sección de Urbanismo). Fue presidente del CIAM entre 1930 y 1947. Tras la Segunda Guerra Mundial se encargó de la ordenación de los pólders sur de Ĳsselmeer y del nuevo pueblo de Nagele; entre 1959 y 1964 fue el encargado de trazar los planos de la nueva ciudad de Lelystad.

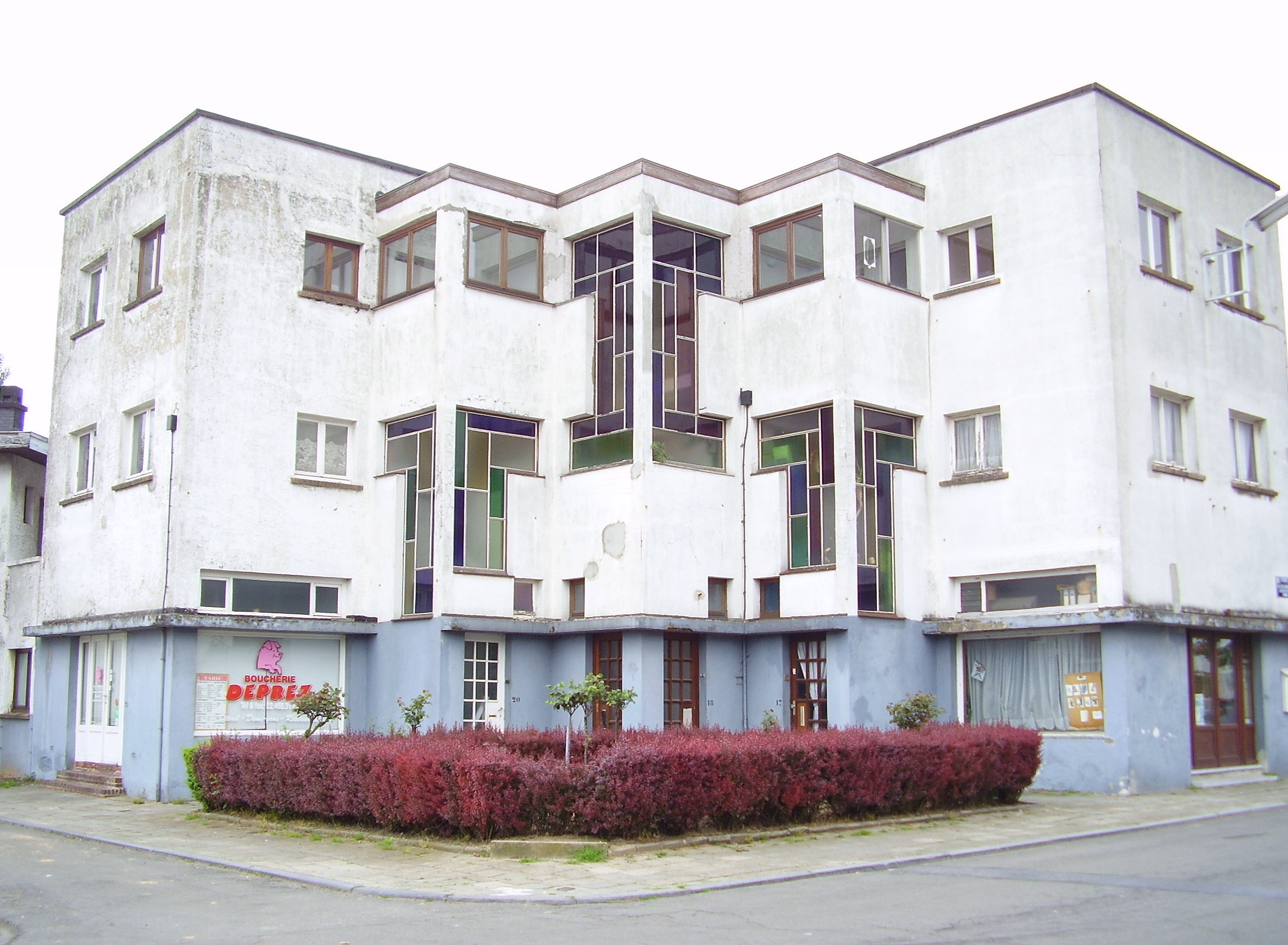
La Cité moderne (1922-1926), de Victor Bourgeois, Berchem-Sainte-Agathe (Bélgica)

Entre los arquitectos más jóvenes se encuentran Johannes Andreas Brinkman y Leendert Cornelis van der Vlugt, que formaron un estudio activo entre 1925 y 1936 —fecha del fallecimiento de Van der Vlugt—, a veces en colaboración con Willem van Tijen; posteriormente, Brinkman se asoció con Johannes Hendrik van der Broek, mientras que Van Tijen se asoció en 1937 con Huig Aart Maaskant. La obra principal de Brinkman y Van der Vlugt fue la fábrica Van Nelle de tabaco, té y café en Róterdam (1926-1929), proyectado con una forma abierta que permite la agregación de sucesivos anexos, con un diseño preciso pero humano, acogedor, algo inusual en construcciones industriales. Otras obras de estos autores fueron: la sede de Van Nelle en Leiden, el Banco Mees en Zoonen y la sede de la Unión Teosófica en Ámsterdam, además de varios edificios de viviendas. Con Van Tijen construyeron en 1934 el edificio Bergpolder en Róterdam, un conjunto de viviendas de diez pisos con estructura de acero y cerramientos y forjados de madera. Inspirado en este edificio, Van Tijen y Maaskant fueron autores del edificio Plaslaan en Róterdam (1938), de diseño similar pero con estructura de hormigón armado a la vista.

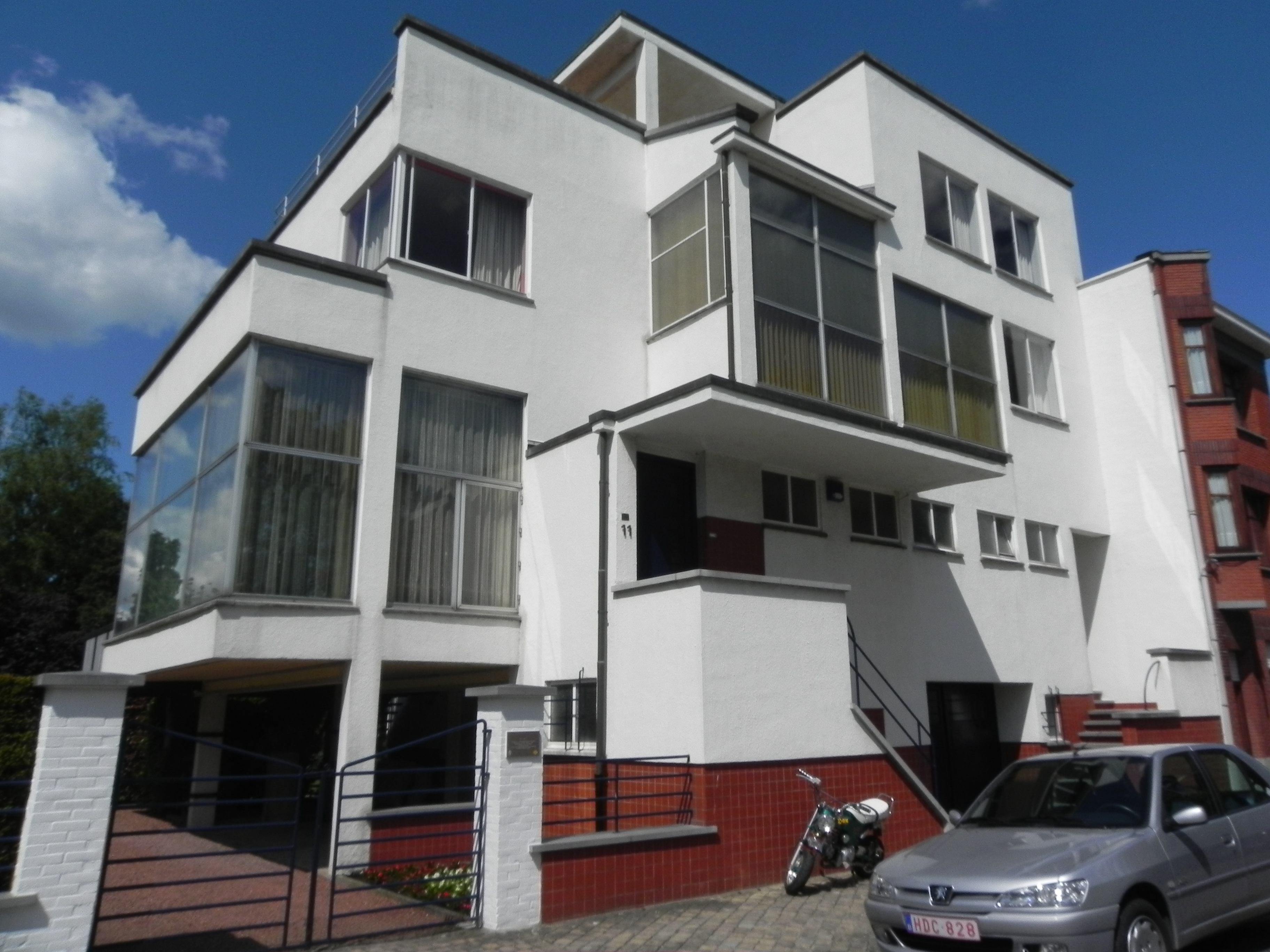
Vivienda en Zele (1931), de Huibrecht Hoste

Bélgica fue una de las cunas del art nouveau, cuya influencia se sintió hasta los años 1920, en que se recibió la influencia del neoplasticismo neerlandés. En el génesis de la arquitectura moderna belga hay que señalar la labor docente del arquitecto modernista Henry Van de Velde en el Instituto Superior de Artes Decorativas de La Cambre en Bruselas, en el que impartieron clases algunos de los principales arquitectos belgas de entreguerras: Victor Bourgeois, Huibrecht Hoste, Jean-Jules Eggericx y Raphaël Verwilghen. Bourgeois fue el principal divulgador del Movimiento moderno en su país, con una gran preocupación social que desarrolló como arquitecto y urbanista; fue uno de los fundadores del CIAM. Se inició como arquitecto de la Sociedad Nacional de Viviendas Baratas, para la que diseñó diversos conjuntos de viviendas, como la Cité moderne en Berchem-Sainte-Agathe (1922-1926). En 1925 construyó su casa en Bruselas, de sencillas formas racionalistas y, en 1927, construyó una casa para el Weißenhofsiedlung de Stuttgart; entre 1927 y 1928 edificó el taller del escultor Oscar Jespers en Bruselas. En 1930 organizó el III CIAM, celebrado en Bruselas. Desde entonces se centró más en el urbanismo. Tras la Segunda Guerra Mundial fue autor de obras como el Ayuntamiento de Ostende (1954), la Casa de la Cultura de Namur (1957) y el Pabellón Eternit para la Exposición General de Bruselas de 1958.

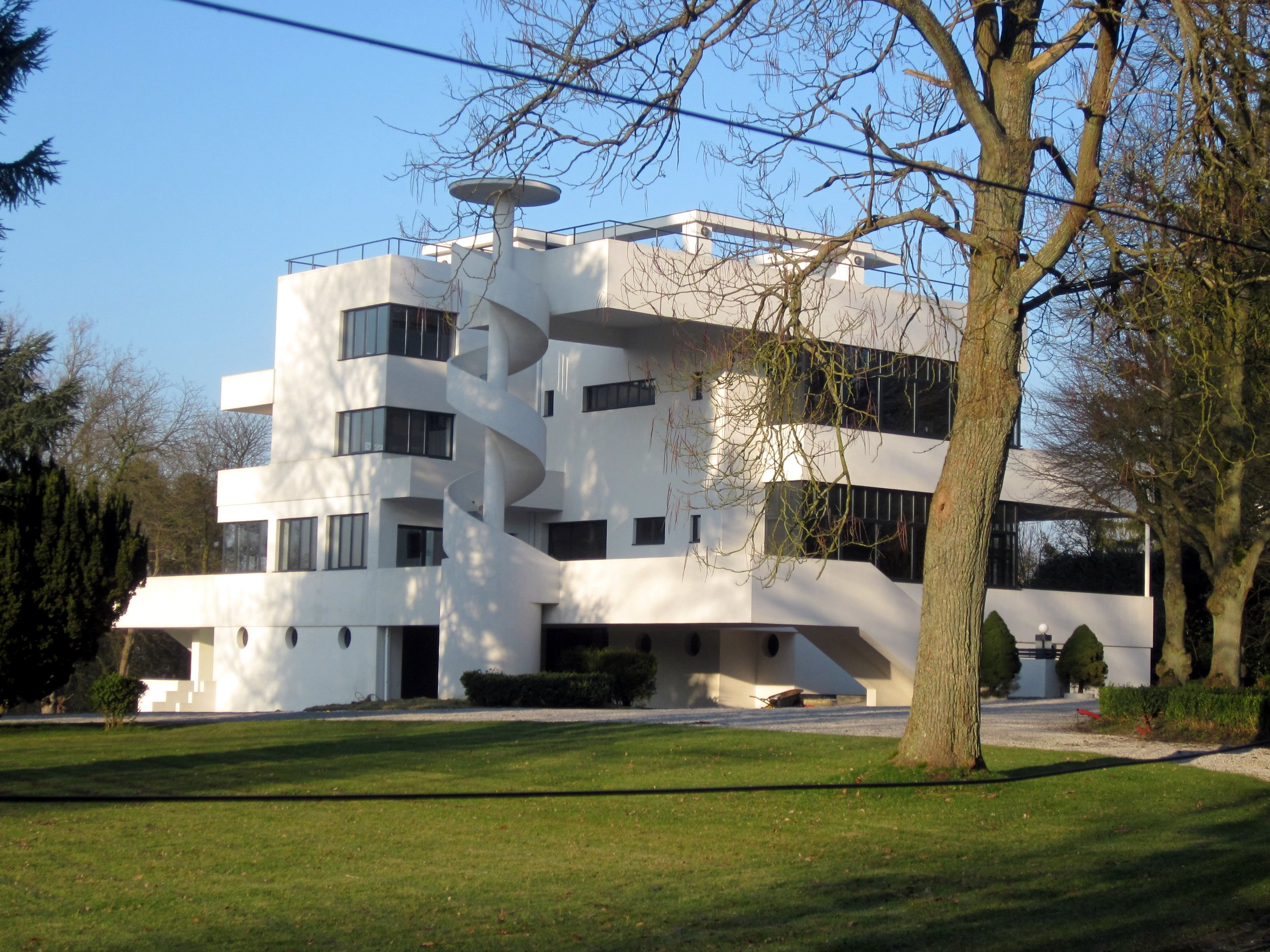
Villa Dirickz (1933), de Marcel Leborgne, Rhode-Saint-Genèse

Huibrecht Hoste recibió la influencia del grupo De Stijl durante su exilio en los Países Bajos en la Primera Guerra Mundial, tras la que desarrolló una arquitectura basada en la estandarización y en el uso del hormigón (casa De Beir en Knokke, 1924). En los años 1930 su estilo se volvió más internacional, como en sus viviendas en Zele (1931) y en la avenida de Tervuren en Bruselas (1933). Raphaël Verwilghen y Jean-Jules Eggericx trabajaron asociados, siendo autores de varios edificios en Bruselas y los pabellones belgas de la Exposición de Artes Decorativas de París de 1925 y de la Exposición Internacional de París de 1937.
Otro destacado arquitecto fue Louis Herman De Koninck, el único arquitecto belga representado en la exposición del MoMA de 1932 y considerado el mejor arquitecto moderno belga de entreguerras. Preocupado por los medios de estandarización de los materiales constructivos y por el estudio del hábitat mínimo, desarrolló varios prototipos de elementos prefabricados en hormigón, metal y madera; en 1930 patentó un ladrillo de vidrio con refracción normalizada. Entre sus obras destacan: la casa-taller del pintor Lenglet en Uccle (1926), la casa del fotógrafo Alban en Bruselas (1929) y la casa del coleccionista Dotremont en Uccle (1932). Por último, cabe citar también a: Marcel Leborgne, autor de una villa de estilo lecorbusieriano en Rhode-Saint-Genèse (1933); Paul-Amaury Michel, artífice de la Casa de vidrio en Bruselas (1935), inspirada en la obra de Pierre Chareau; y Léon Stynen, que edificó también con influencia lecorbusieriana obras como el Casino de Knokke-Heist (1928-1931) y el Pabellón de Artes Decorativas para la Exposición Internacional de Amberes de 1930.
Tras la Segunda Guerra Mundial cabe reseñar a Renaat Braem, formado en el estudio de Le Corbusier, autor de varios planes de viviendas sociales en el barrio de Kiel en Amberes (1949-1958), de la ciudad modelo del Heysel en Bruselas (1956-1963), el barrio Saint Maartensdal en Lovaina (1957-1967) y las unidades de habitación de Arena en Deurne (1960-1971) y de Boom (1965-1972).

### Reino Unido e Irlanda

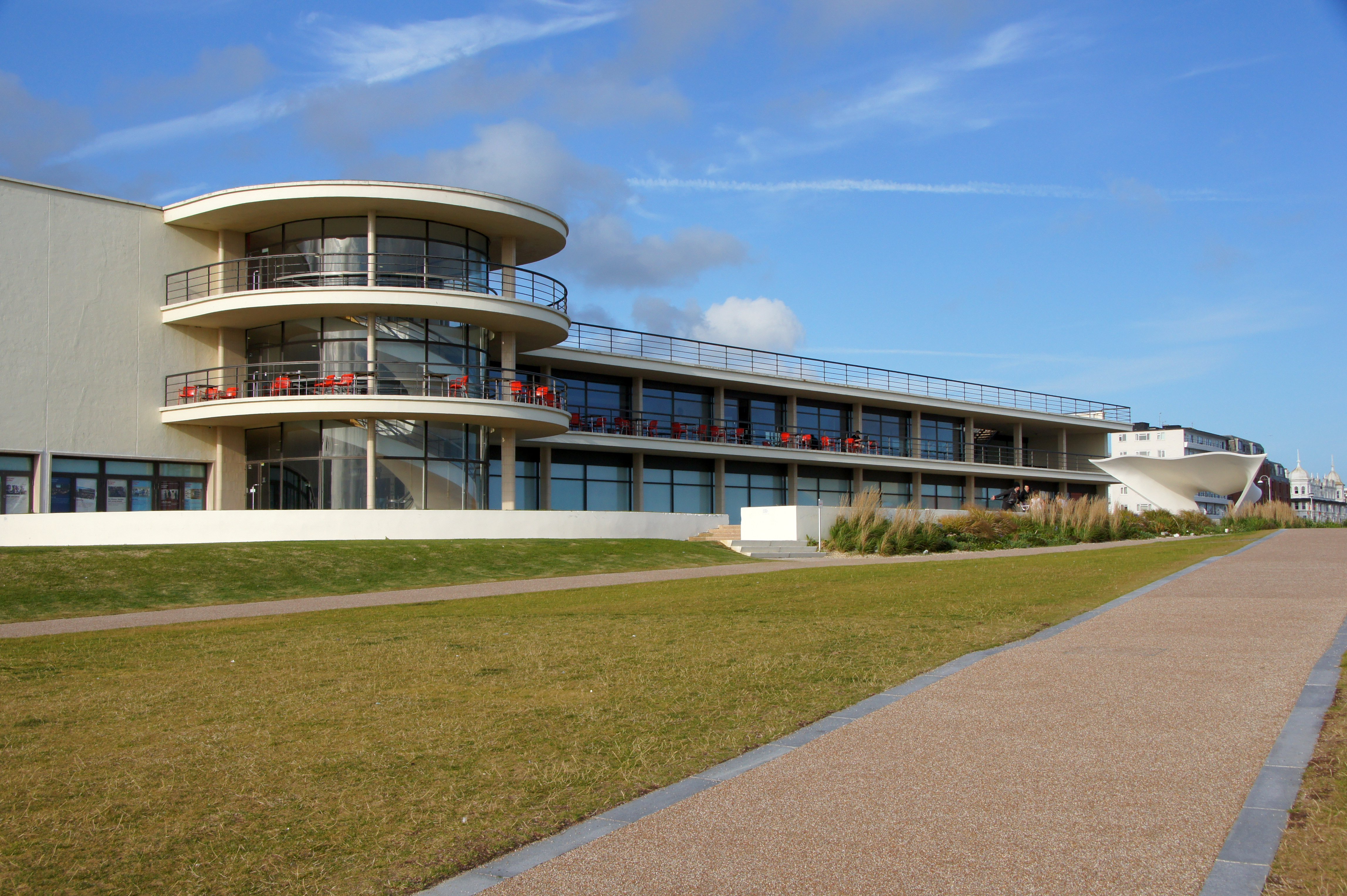
De La Warr Pavilion (1935), de Erich Mendelsohn y Serge Chermayeff, Bexhill-on-Sea

El racionalismo no llegó al Reino Unido hasta 1930, debido sobre todo al rechazo del que consideraban un excesivo germanismo en este movimiento. Muchas de las obras racionalistas fueron construidas por inmigrantes del continente que escapaban de las dictaduras rusa y alemana. Entre los arquitectos británicos destacan Frederick Etchells, traductor al inglés de Hacia una nueva arquitectura de Le Corbusier y autor del Crawfords Advertising Building de Londres (1929); y Joseph Emberton, autor del Royal Corinthian Yacht Club de Burnham-on-Crouch (1931), el único exponente inglés citado por Hitchcock y Johnson en su libro del Estilo internacional. Cabe citar también la casa High & Over de Amyas Connell (1929-1930), en Amersham, inspirada en las casas de campo Arts & Crafts pero construida en hormigón blanco con cubierta plana y ventanas horizontales, al estilo racionalista; otras obras de Connell, en asociación con Basil Ward y Colin Lucas, fueron la casa New Farm en Greyswood (Surrey, 1932), las casas de Parkwood Estate en Ruislip (Londres, 1935) y de Frognal n.º 66 en Hampstead (1938), de inspiración lecorbusieriana.
Debido a la reticencia inglesa hacia la arquitectura moderna la mayoría de construcciones fueron casas para clase media, pero también se construyeron algunas viviendas de bajo coste, como Kent House en Chalk Fram (Londres, 1934), de Connell, Ward y Lucas, y Sassoon House en Camberwell (Londres, 1934), de Maxwell Fry —Fry trabajó asociado a su mujer, Jane Drew, con la que realizó importantes proyectos en India y África—. De mayor categoría fueron los pisos de Lawn Road en Hampstead (1933-1934), de Wells Coates, ingeniero de profesión y representante inglés en el CIAM a través del Modern Architectural Research Group (MARS). Coates fue autor también de una casa de campo en North Benfleet, Essex (1934-1936). Cabe citar también a Francis Yorke, autor de la Nast Hyde Villa en Hatfield (1935), y Owen Williams, autor de la fábrica farmacéutica Boots de Beeston (1930-1932), que destaca por su profusa utilización del muro cortina y por sus columnas de hormigón con forma de árbol.

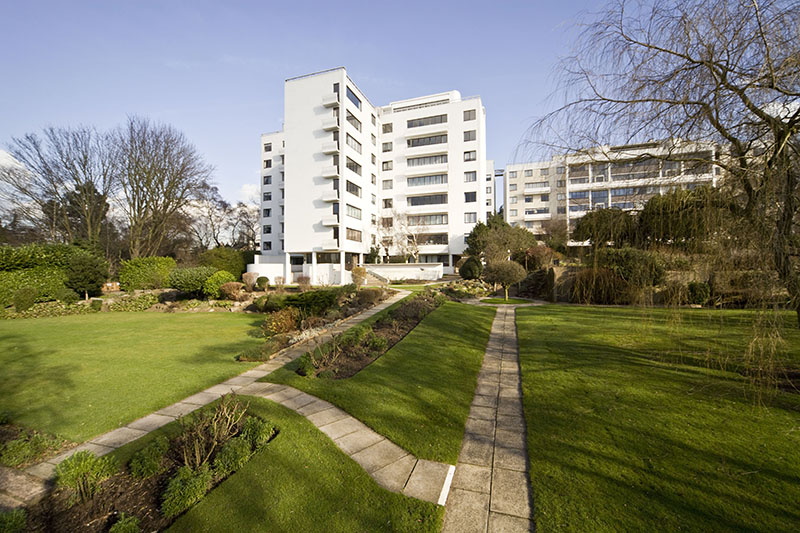
Edificio Highpoint I (1935), de Berthold Lubetkin, Highgate, Londres

Uno de los principales exponentes del racionalismo británico fue el ruso Berthold Lubetkin, creador de la compañía Tecton (1932-1948). Una de sus principales realizaciones fue el edificio Highpoint I en Highgate, Londres (1935). Es un alto bloque de ocho pisos en forma de cruz doble, de influencia lecorbusieriana, sostenido sobre pilotis y rodeado de jardines, con un tejado-terraza comunitario; el propio Le Corbusier lo definió como «la primera ciudad-jardín vertical del futuro». Otras obras del sello Tecton fueron: el centro de salud de Finsbury (Londres, 1939), las casas de Genesta Road (Londres, 1934), de Six Pillars en Crescent Wood Road (Londres, 1935) y de Newton Road (Londres, 1938). La firma de arquitectos, junto al ingeniero Ove Arup, fue responsable de la jaula de gorilas y la piscina de pingüinos del Zoo de Londres (1932-1937), cuyo diseño innovador, cercano a la escultura constructivista, les reportó un notable éxito.
Entre los inmigrantes se encuentran también: el alemán Erich Mendelsohn, autor con Serge Chermayeff del De La Warr Pavilion en Bexhill-on-Sea (1935); Walter Gropius, quien recaló en Reino Unido antes de dirigirse a Estados Unidos, autor con Maxwell Fry del Impington Village College en Cambridgeshire (1939); y Marcel Breuer, quien acompañó a Gropius en su periplo inglés y estadounidense, autor con Francis Yorke del pabellón Gane en Bristol (1936) y una casa de campo en Angmering, Sussex (1937).

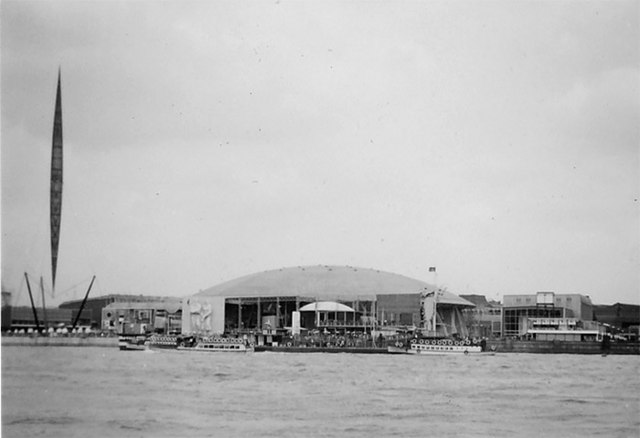
Festival of Britain (1951), Londres

Tras la Segunda Guerra Mundial, el Estilo internacional se fue reorientando hacia una estética más accesible y popular que se vino a denominar «neohumanismo», promovida por la revista Architectural Review dirigida por Nikolaus Pevsner. La puesta de largo de esta nueva orientación fue el Festival of Britain de 1951, una feria en conmemoración del centenario de la Gran Exposición de Londres, en la que se desarrolló una arquitectura de carácter monumental y cierto romanticismo. Uno de los principales edificios de la exposición fue el Royal Festival Hall, de John Leslie Martin, Robert Matthew y Peter Moro, característico por su fachada lisa y curva y su techo abovedado. En reacción a ello, a mediados de los años 1950 una serie de jóvenes arquitectos liderados por Peter y Alison Smithson promovieron un enfoque más físico y social, lo que se tradujo en un nuevo estilo que fue denominado brutalismo —también en ocasiones «neobrutalismo», para remarcar su carácter novedoso—, inspirado especialmente en la última etapa productiva de Le Corbusier y su empleo del hormigón crudo.

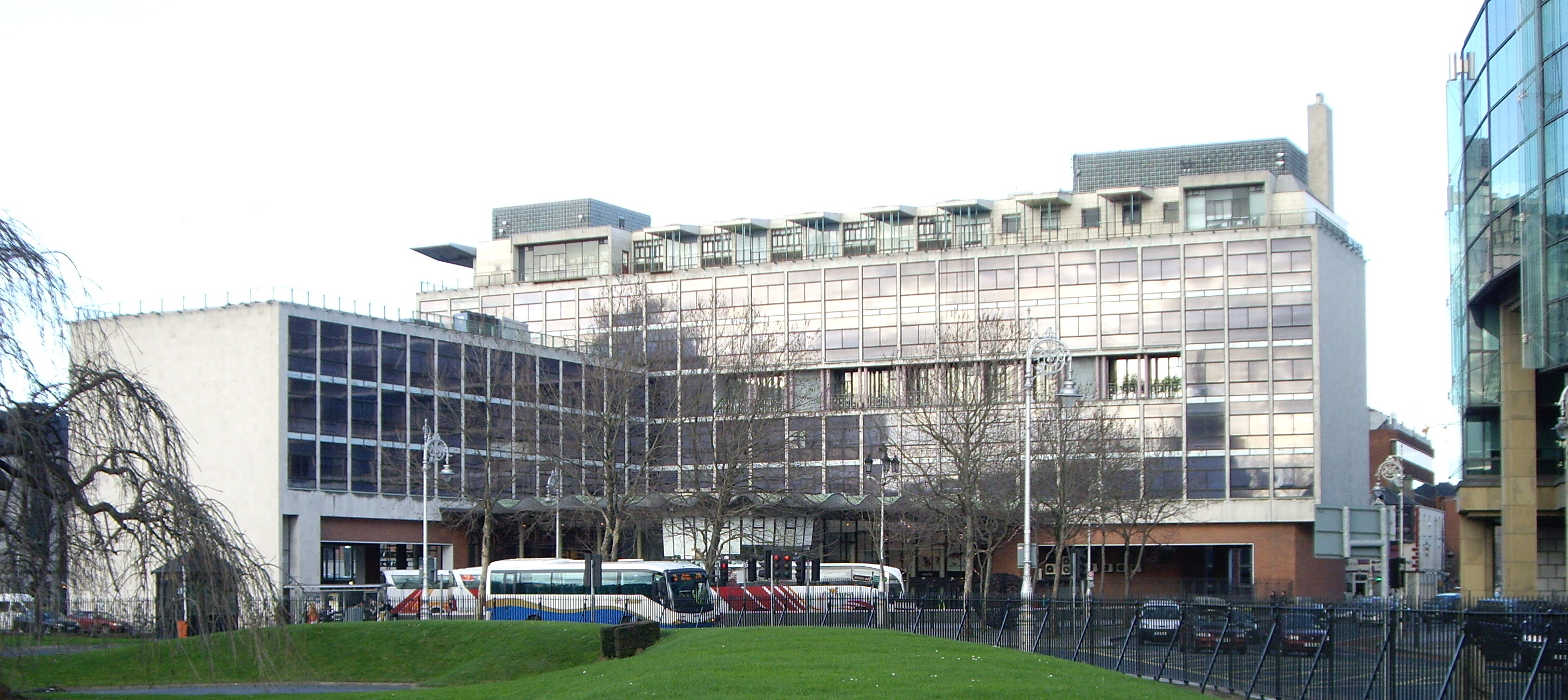
Estación de autobuses de Store Street (1953), de Michael Scott, Dublín

Entre las últimas figuras destacadas se encuentra Denys Lasdun, un arquitecto de fuerte influencia lecorbusieriana. En sus inicios trabajó con Wells Coates y en el estudio Tecton, hasta que en 1948 se estableció por su cuenta. Entre los años 1950 y 1960 experimentó con nuevas formas de expresión del lenguaje moderno, como en sus viviendas «nido» de Bethnal Green en Londres (1952-1954) y los apartamentos de lujo de Green Park (1958-1960), que muestran una mayor preocupación por el entorno que el racionalismo clásico, una preocupación que se acentuó en el Royal College of Physicians en Londres (1960-1961), la University of East Anglia en Norwich (1962-1968) y el National Theater de Londres (1967-1976).
Irlanda se adentró en la arquitectura racionalista tras su independencia en 1922, con una mezcla de influencia neerlandesa, escandinava, francesa y, especialmente, alemana. Walter Gropius dio varias conferencias en Dublín en 1936 e influyó en numerosos jóvenes arquitectos. Algunas de las primeras obras relevantes fueron el Hospital de Kilkenny, de Joseph Downes (1935); la Scott House en Sandycove, de Michael Scott (1938); el Pabellón de Irlanda en la World's Fair de Nueva York de 1939, también de Scott; y el aeropuerto de Dublín, de Desmond Fitzgerald (1941). Durante la Segunda Guerra Mundial, en la que Irlanda permaneció neutral, la construcción decayó, pero poco a poco se fue recuperando después de la contienda, en un estilo de plena internacionalidad: Escuela de Kilmainham, de Robinson & Keefe (1950); estación de autobuses de Dublín, de Michael Scott (1953). Scott dominó el panorama arquitectónico irlandés durante los siguientes treinta años con un estilo de clara influencia miesiana; entre sus obras posteriores destacan los estudios de televisión Raidió Teilifís Éireann (1959-1961).

### Países nórdicos

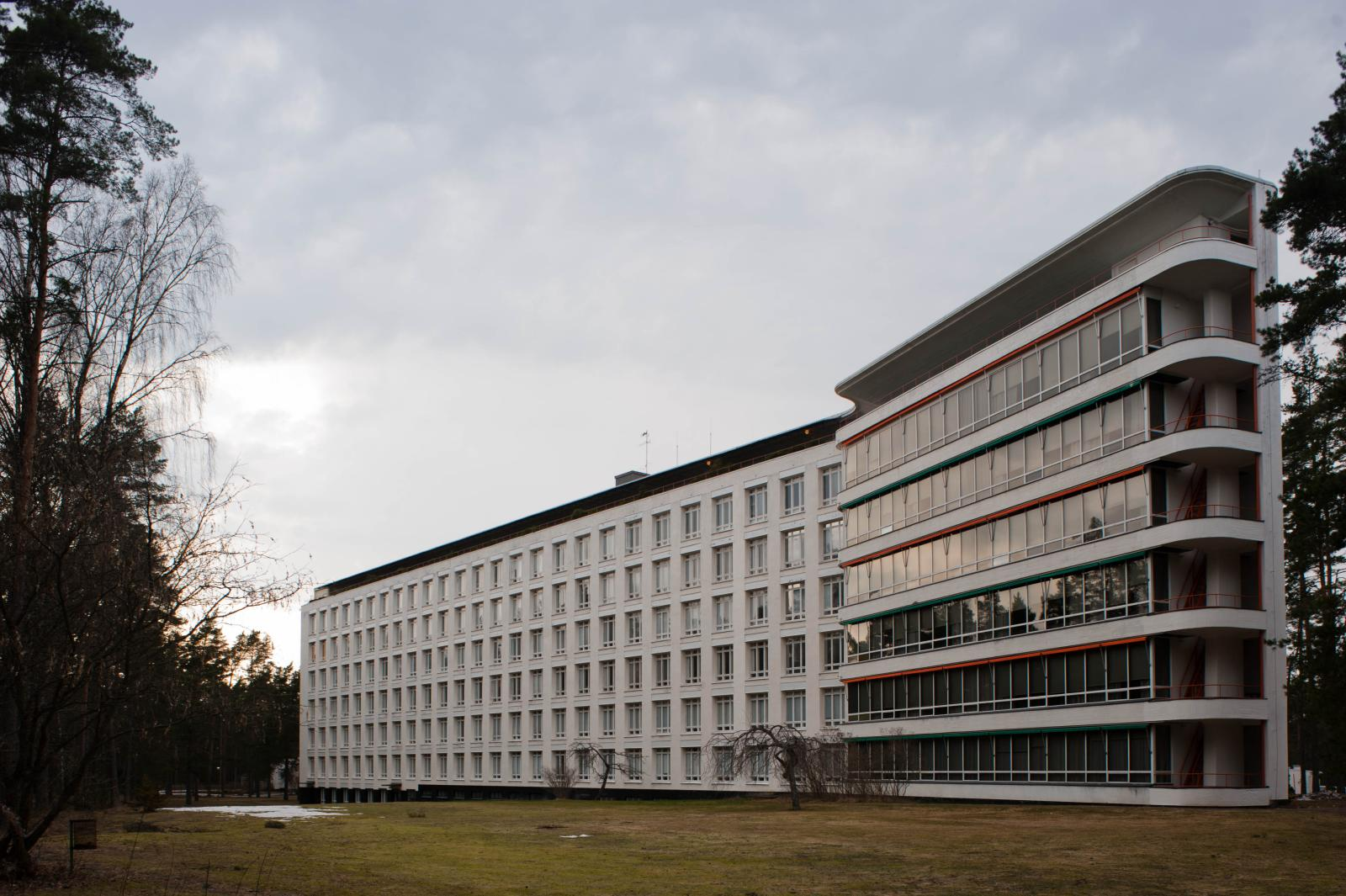
Sanatorio de Paimio (1929-1933), de Alvar Aalto

En general, los países nórdicos desarrollaron una variante regionalista del Estilo internacional, debido a las circunstancias de su clima y de los materiales utilizados, donde destaca el uso de la madera. El principal exponente de la arquitectura nórdica fue el finlandés Alvar Aalto, a medio camino entre el racionalismo y el organicismo. Frente a la excesiva geometrización del racionalismo ortodoxo, Aalto defendía como Frank Lloyd Wright la integración con la naturaleza, así como el uso de materiales naturales como la madera. Cuando aún era estudiante en la Universidad Politécnica de Helsinki diseñó la casa de sus padres en Alajärvi. Diplomado en 1921, trabajó dos años en la oficina de proyectos de la Exposición de Göteborg. En 1924 se casó con Aino Marsio, con quien formó pareja profesional. Su primera obra de relevancia fue la Casa del Pueblo de Jyväskylä (1924-1925), inspirada en la arquitectura florentina. Entre 1927 y 1929 construyó un bloque estandarizado de pisos en Turku con elementos prefabricados de hormigón que recuerda las obras de Mies y Gropius para la Weißenhofsiedlung. En 1929 participó en el II CIAM, donde su contacto con Siegfried Giedion y con artistas como Constantin Brâncuși, Georges Braque y Fernand Léger le acercaron a la vanguardia. Entre 1927 y 1929 construyó el edificio para el periódico Turun Sanomat, basado en los «cinco puntos para una nueva arquitectura» de Le Corbusier. Otra obra importante de sus inicios fue la biblioteca pública de Viipuri (1927-1935), que muestra su evolución desde un cierto clasicismo hacia el funcionalismo.

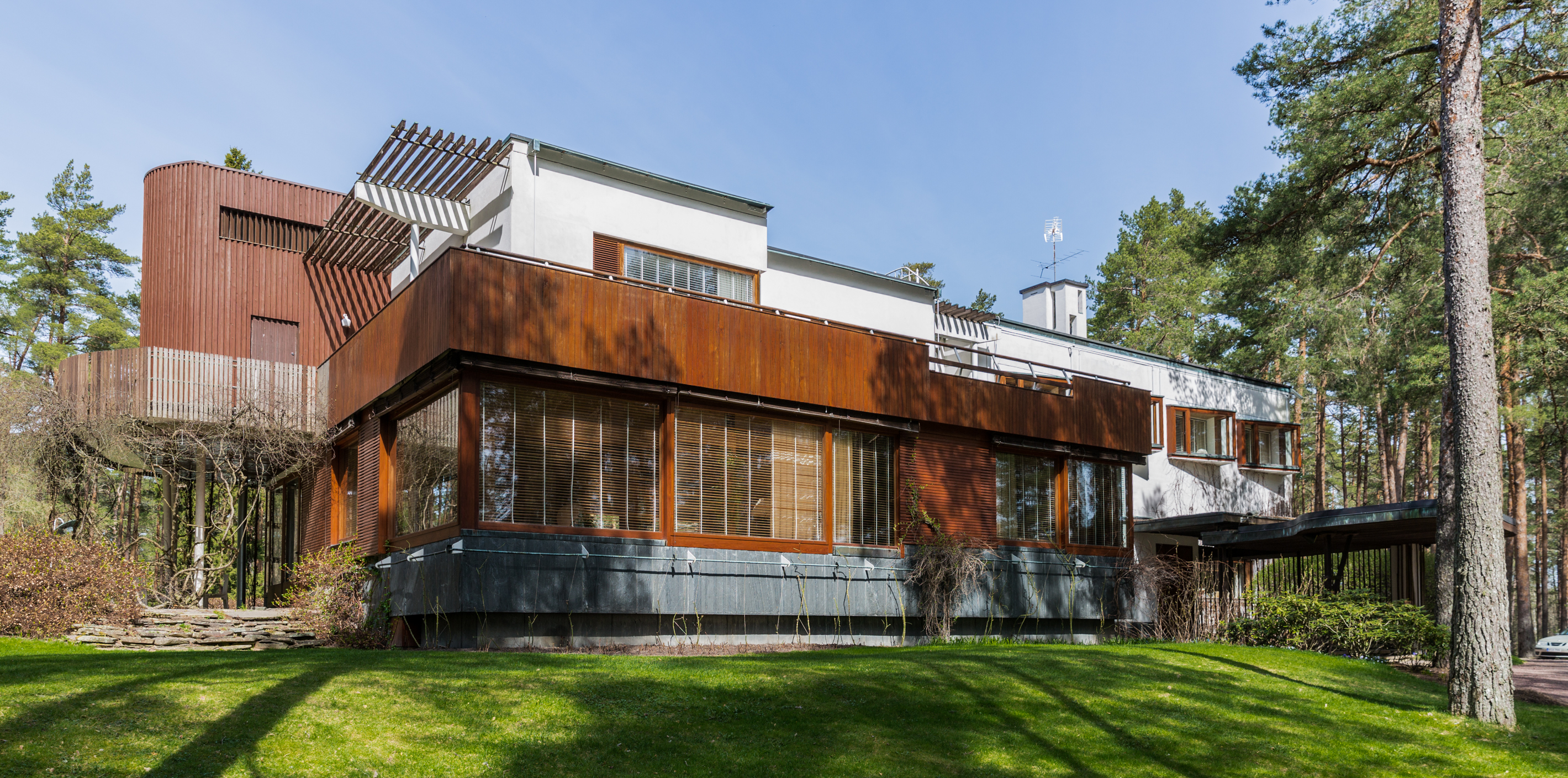
Villa Mairea (1938-1941), de Alvar Aalto, Noormarkku

La fama le llegó con el Sanatorio de Paimio (1929-1933), una obra adaptada a su entorno natural para la que estudió con profundidad la trayectoria del sol para aprovechar al máximo su incidencia en el edificio, de cara a que los enfermos gozasen del máximo de luz y calor. En 1931 se instaló en Helsinki, donde empezó a diseñar muebles de producción industrial; su incursión en la madera le llevó a utilizar también este elemento en arquitectura, por lo que su estilo evolucionó hacia un mayor organicismo. Entre sus obras de estos años destacan su casa de Helsinki (1934-1936), un complejo de casas para obreros y fábrica de celulosa en Sunila (1935-1939) y la Villa Mairea en Noormarkku (1938-1941), que muestra su transición hacia un organicismo de influencia rural, que ha sido calificado de «movimiento moderno romántico». En 1937 se celebró en el MoMA de Nueva York una exposición de sus obras y, en 1939, construyó el Pabellón de Finlandia para la World's Fair de Nueva York, edificio que hizo afirmar a Frank Lloyd Wright que Aalto era un genio. Su obra posterior se decantó hacia un diseño más expresivo y de corte regional. En 1952 casó por segunda vez con otra colega, Elissa Mäkiniemi, con la que diseñó el centro municipal de Seinäjoki, compuesto por el ayuntamiento, una iglesia, un teatro, una biblioteca y una sala multidisciplinar. Desde 1960 trabajó en la reordenación urbanística de Helsinki. Realizó obras en diversos países, como el Museo de Arte de Aalborg (Dinamarca) o el Centro Cultural de Siena (Italia).
En Finlandia destacaron también: Erik Bryggman, que evolucionó sucesivamente del clasicismo al funcionalismo y, por último, el neorromanticismo; de su fase funcionalista cabe destacar el Pabellón de Finlandia de la Exposición Internacional de Amberes de 1930 y el Instituto de Deportes de Vierumäki (1933-1936), de influencia lecorbusieriana. Hilding Ekelund tuvo una evolución estilística similar a la de Bryggman; dentro del racionalismo destaca su Embajada de Finlandia en Moscú (1936-1938). Keijo Petäjä fue defensor de un racionalismo fuertemente industrializado, como en el Centro de la Industria en Helsinki (1949-1952, con Viljo Revell), el primer proyecto moderno de posguerra en su país. Aulis Blomstedt representó un «racionalismo humanista», en obras como el Instituto de los Trabajadores de Helsinki (1959) y un conjunto de viviendas en Tapiola (1952-1965). Viljo Revell fue exponente del llamado «racionalismo tecnocrático», en oposición al excesivo romanticismo de Aalto. Diseñó las casas prefabricadas Sufika para la ciudad-jardín de Tapiola (1953-1955); también construyó viviendas colectivas en Helsinki y Vaasa. Su obra más puramente funcional fue la fábrica textil Hyvon-Kudeneule (1955-1956).

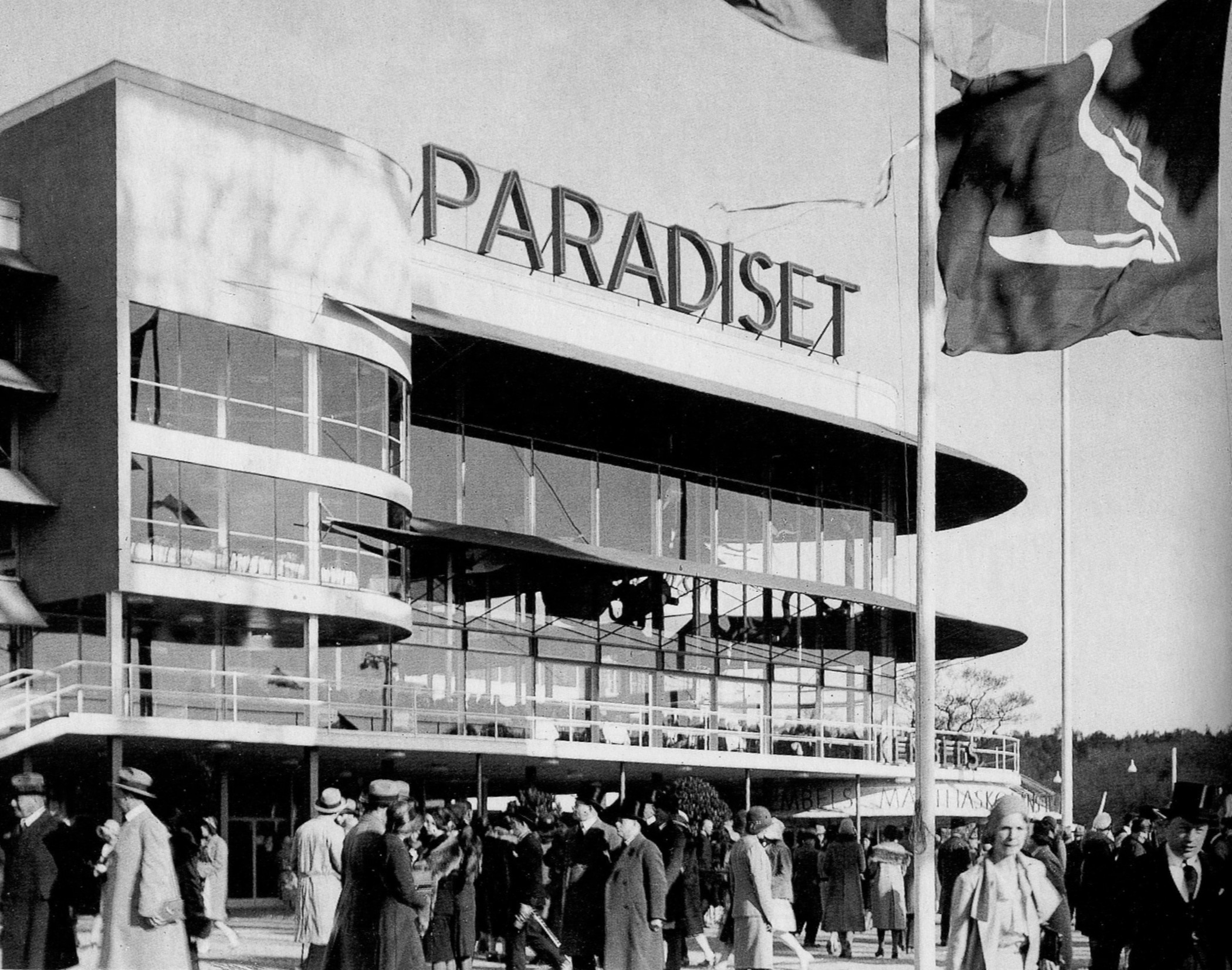
Restaurante de la Exposición de Estocolmo de 1930, de Erik Gunnar Asplund

Suecia tuvo una especial adscripción al funcionalismo en los años 1930 gracias al impulso iniciado en la Exposición de Estocolmo de 1930 y a la redacción al año siguiente del manifiesto Acceptera, redactado por Erik Gunnar Asplund, Wolter Gahn, Sven Markelius, Eskil Sundahl y Uno Åhrén. Su principal referente fue Erik Gunnar Asplund, que combinó en su obra elementos modernos y tradicionales, como se denota en el cine Skandia (1922-1923), donde juega con el equilibrio entre líneas horizontales y verticales. Su fama llegó con los edificios para la Exposición de Estocolmo de 1930, en los que combinó con habilidad el acero y el cristal consiguiendo impactantes efectos de luz. Su crematorio del cementerio sur de Estocolmo (1935-1940) combina elementos clásicos y modernos.

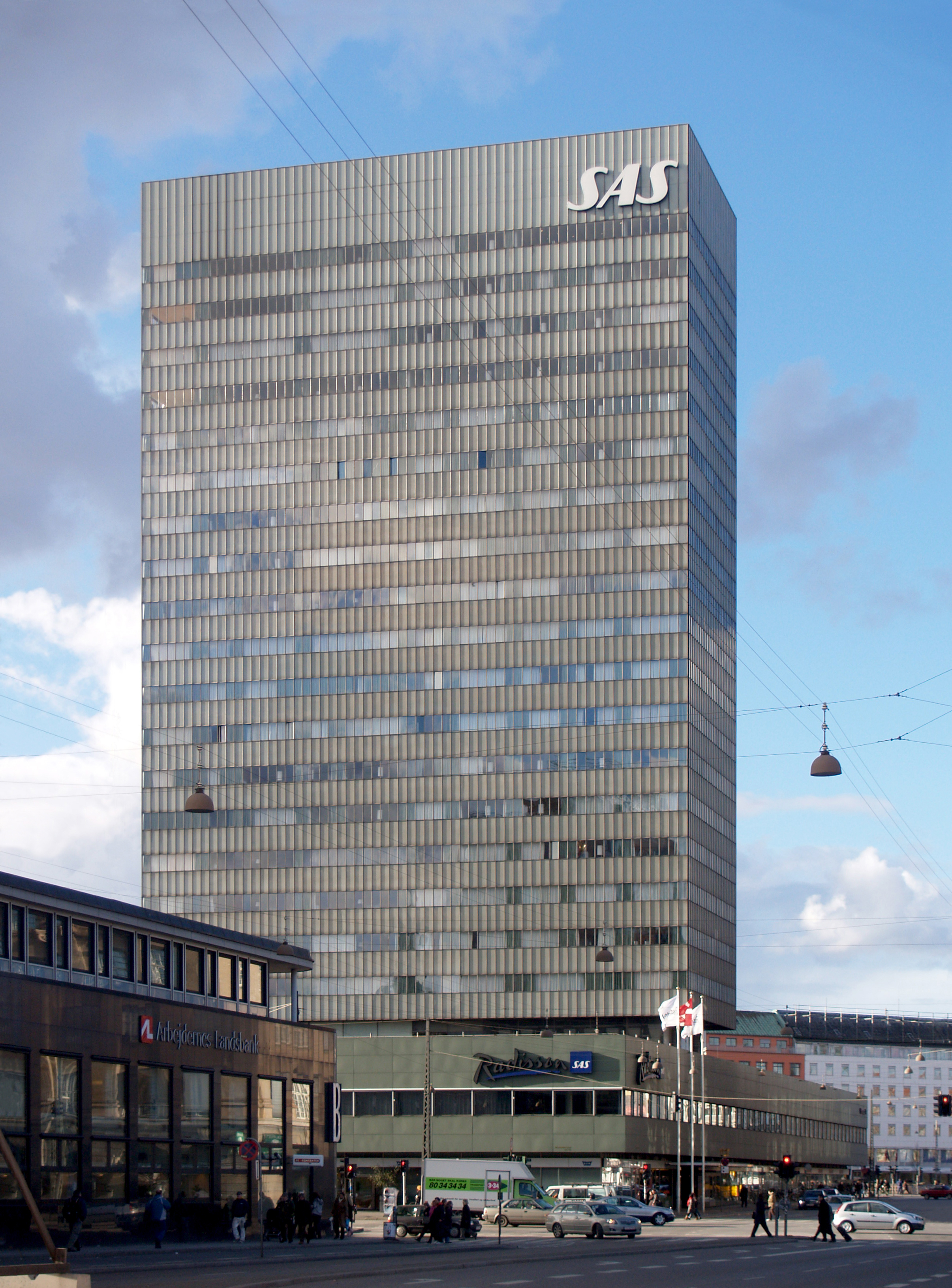
Hotel SAS (1958-1960), de Arne Jacobsen, Copenhague

Otros arquitectos racionalistas suecos fueron: Uno Åhrén, fue el introductor del funcionalismo en Suecia, así como el primero en defender la obra de Le Corbusier en su país, cuya influencia se denota en la Escuela Central de Estocolmo (1928, con Sven Markelius), el cine Flamman en la misma ciudad (1929-1930), la fábrica Ford también en la capital sueca (1930) y los barrios de Söderlingska Ängen (1933) y Övre Johanneberg (1938-1939) en Göteborg; Sven Markelius, iniciado en el clasicismo pero adscrito al racionalismo a mediados de los años 1920 por influencia de Le Corbusier (Sala de conciertos de Helsingborg, 1924); Sigurd Lewerentz se adhirió al funcionalismo mediada su carrera, ya en los años 1930 (villa Edstrand en Falsterbo, 1936); Eskil Sundahl, presidente de la Oficina Cooperativa de Arquitectos, desde la que realizó numerosos proyectos industriales y de viviendas (cochera de autobuses Hornsberg en Estocolmo, 1931-1938); Hakon Ahlberg, que tras una fase clasicista evolucionó hacia un funcionalismo despojado, como se evidencia en su conjunto residencial de Hjorthangen en Estocolmo (1934-1935); Wolter Gahn, también adscrito al funcionalismo en los años 1930 (Teatro de Karlskrona, 1936-1939); y Erik Friberger, uno de los mejores representantes del funcionalismo sueco por su compromiso social, que desarrolló tanto en arquitectura como en urbanismo y decoración (casa Elementhus en Ystad, 1936).

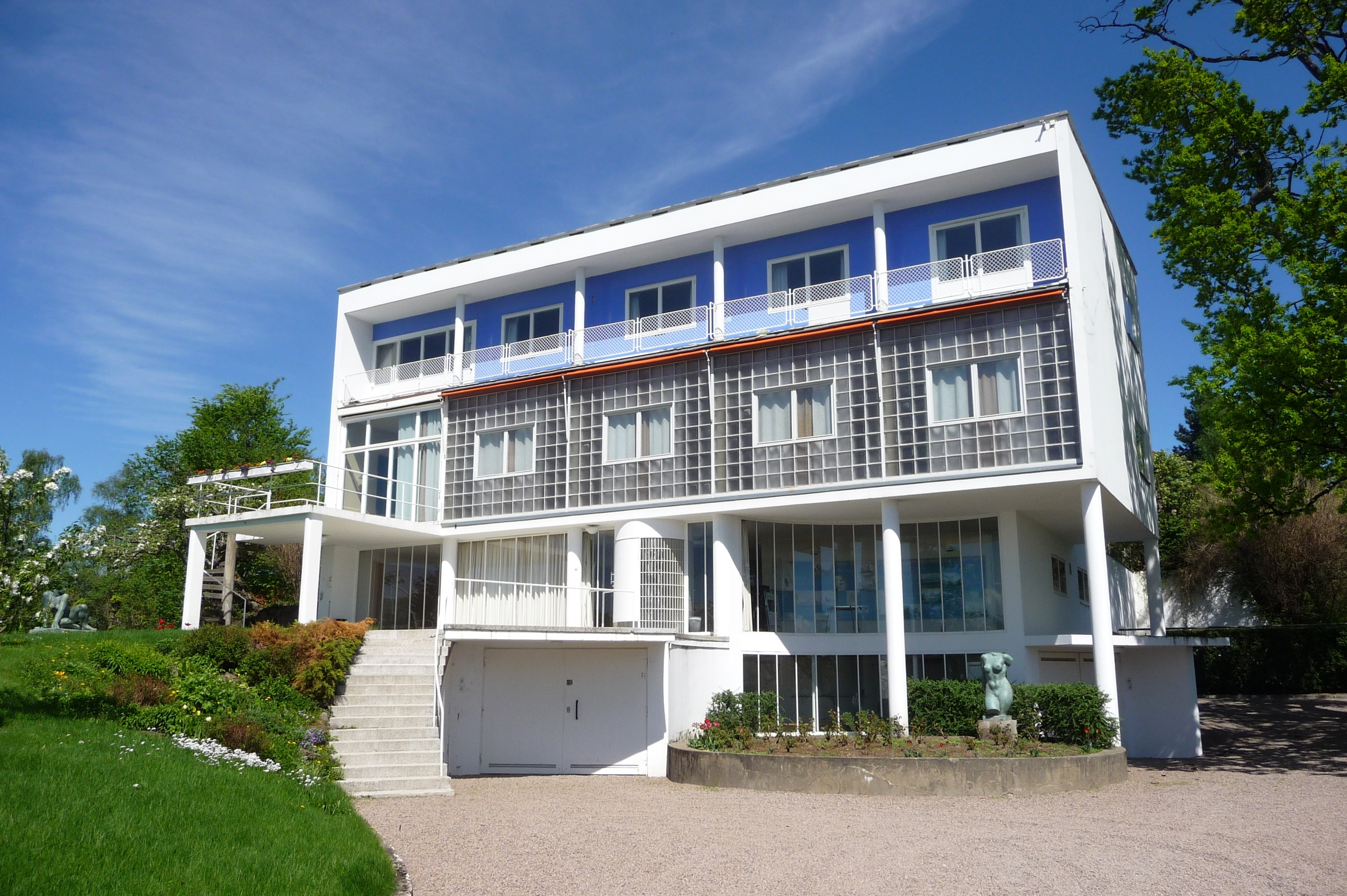
Villa Stenersen (1939), de Arne Korsmo, Oslo

En Dinamarca destacó Arne Jacobsen, arquitecto y diseñador que recibió la influencia tanto de Le Corbusier como de Mies van der Rohe, como se denota en su Casa del Futuro (1929), proyectada con Flemming Lassen, o su finca Bellavista en Copenhague (1934), prototipo del modelo paneuropeo de casa, de formas cúbicas, ventanas horizontales y balcones en voladizo. Otras obras suyas fueron: el proyecto de viviendas Søholm (1950-1955), las oficinas Jespersen & Son (1955), el Hotel SAS (1958-1960) y el Banco Nacional Danés (1961-1971), todos en Copenhague; o el ayuntamiento de Rødovre (1955). Cabe citar además a Mogens Lassen —hermano de Flemming Lassen—, de influencia lecorbusieriana, autor del conjunto de villas de Christiansholmfortet en Copenhague (1936); y Vilhelm Lauritzen, que considera el funcionalismo una necesidad biológica, autor de la Casa de la Radio en Copenhague (1934-1945) y el aeropuerto de Copenhague-Kastrup (1936-1939).
En Noruega el principal exponente fue Arne Korsmo, arquitecto y diseñador, autor en los años 1930 de diversas villas en asociación con Sverre Aasland (villa Damman en Oslo, 1932); ya en solitario fue el responsable del pabellón noruego de la Exposición Internacional de París de 1937. Tras la Segunda Guerra Mundial se dedicó más al diseño y las artes aplicadas. Otros arquitectos noruegos de este período fueron: Lars Backer, autor del primer edificio funcionalista en Escandinavia, el restaurante Skansen en Oslo (1927); Ove Bang, autor en 1933 de la villa Ditlef-Simonsen en Oslo, que recuerda la villa Savoye de Le Corbusier por su alzado sobre pilotis, su planta libre y su tejado-terraza; Knut Knutsen, principal representante en los años 1930 y 1940 del funcionalismo noruego junto a Korsmo, autor de la Casa de Jubilados de Oslo (1937-1941), el Hotel Viking en Oslo (1949) y la embajada noruega en Estocolmo (1952); y Sverre Fehn, de influencia miesiana, autor del pabellón noruego de la Exposición General de Bruselas de 1958 y del pabellón de los países escandinavos en los jardines de la Bienal de Venecia (1959-1962).
Islandia se inició en el racionalismo con la obra de Sigurður Guðmundsson, quien en 1935 realizó varias obras en este estilo. Fue el fundador del primer estudio arquitectónico de su país y ejerció de maestro de toda una generación de arquitectos. Otro pionero fue Gunnlaugur Halldórsson, autor del Banco de la Agricultura en Reykjavik (1943-1948). Einar Sveinsson, primer arquitecto municipal de Reykjavik, fue autor de varios edificios públicos y programas de viviendas sociales. Una segunda generación racionalista surgió tras la Segunda Guerra Mundial, con exponentes como Sigvaldi Thordarson, Skarphéðinn Jóhannsson y Hannes K. Davíðsson.

### Europa del Este

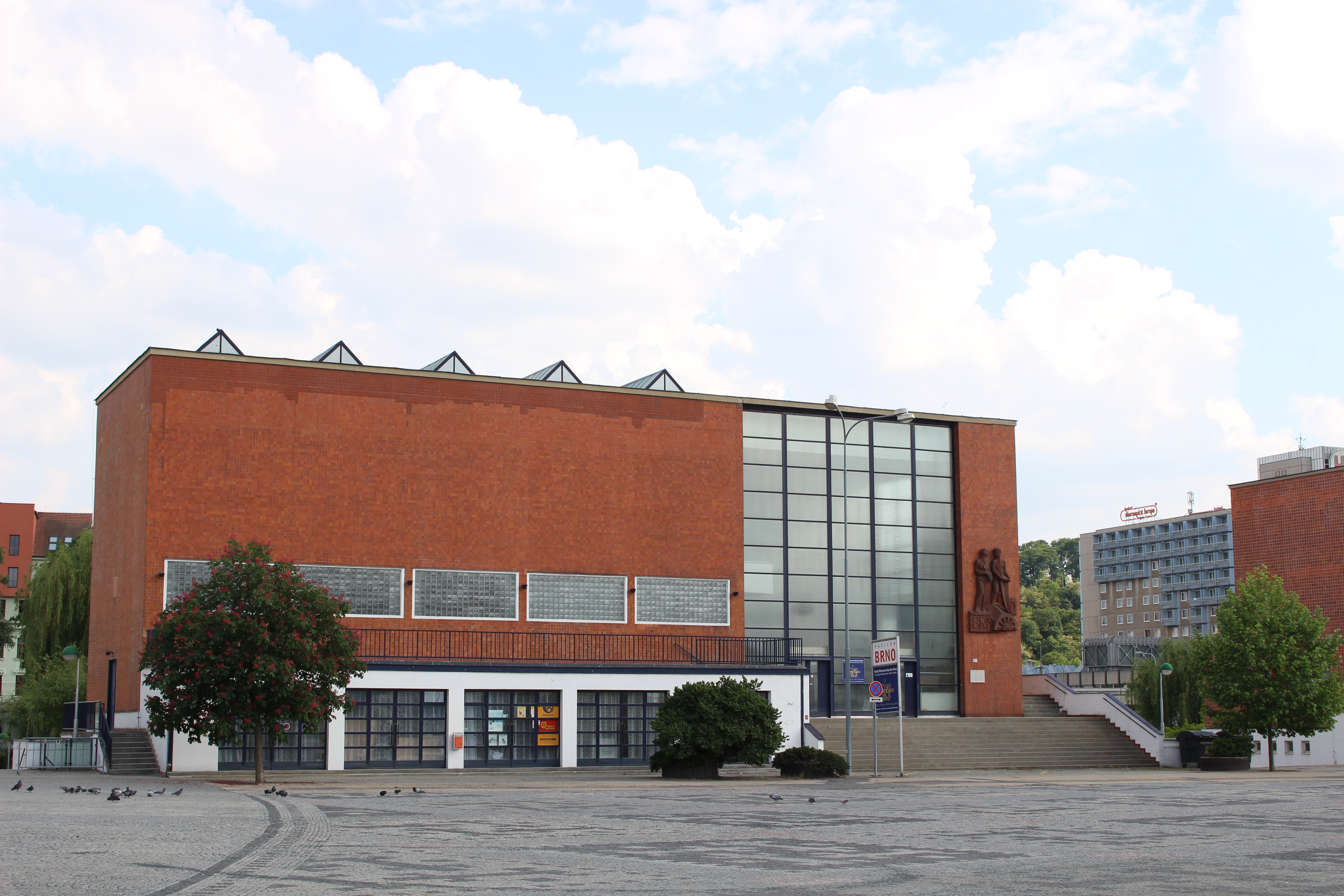
Pabellón de la Ciudad para la Exposición de Cultura Contemporánea de Brno (1928), de Bohuslav Fuchs

En la Unión Soviética, el fin del constructivismo y el fomento del realismo socialista por parte del estalinismo provocaron desde inicios de los años 1930 la ausencia de propuestas racionalistas en el país. Ello se escenificó con el concurso para el Palacio de los Sóviets de 1931, al que concurrieron arquitectos racionalistas de renombre como Gropius y Le Corbusier, además de numerosos constructivistas rusos, pero que fue adjudicado a dedo al académico Borís Iofán. Pese a todo, cabe señalar la presencia de un edificio diseñado por Le Corbusier en Moscú, el Centrosojuz (1928-1936), sede de la Unión Central de Cooperativas de Consumo (actualmente Comité Estatal de Estadísticas). Sin embargo, el fin de la dictadura estalinista propició el retorno del racionalismo desde 1955, gracias al apoyo de Jrushchov al funcionalismo y la industrialización, lo que propició una arquitectura que entroncaba con el Estilo internacional en su vertiente más productivista, sin ningún tipo de rememoración del anterior constructivismo. Del Movimiento moderno adoptaron como metodología la planificación centralizada, que consideraban adecuada para un sistema socialista, y que aplicaron al proceso de crecimiento de las estructuras urbanas, con un especial interés en la vivienda colectiva, basada en la seriación y la prefabricación. Los edificios públicos se resolvieron asimismo con un gran alarde de materiales y tecnologías modernas. El llamado «modernismo soviético» aunó racionalismo y un cierto carácter monumental heredado del realismo socialista, con cierta influencia del brutalismo inglés y el metabolismo japonés. Entre las principales realizaciones se encuentran: la Biblioteca Nacional en Asjabad, Turkmenistán (1969-1975), de Abdullah Akhmedov, Boris Shpak y Vladimir Alekseev; el Museo Orlov de Paleontología en Moscú (1972-1987), de Yuri Platonov; el antiguo Ministerio de Transporte en Tiflis, Georgia (1977-1979, actualmente Banco de Georgia), de Georgi Chakhava y Zurab Dzhalaganiya; el Museo Lenin en Gorki (1975-1987), de Leonid Pavlov; y el Sanatorio Druzhba en Yalta, Ucrania (1986), de Igor Vasilevsky.

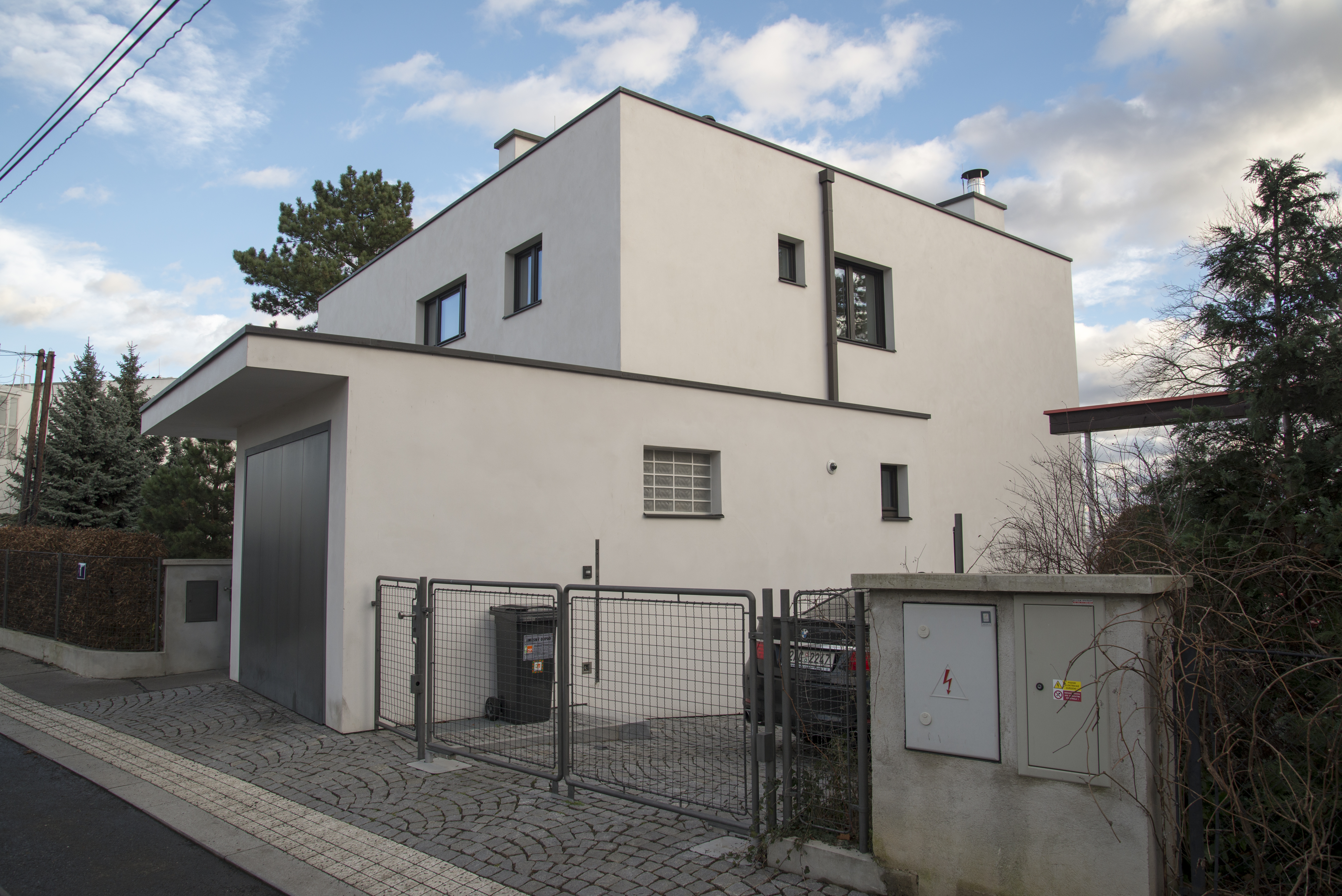
Villa Mojžíš-Lom, Werkbundsiedlungen de Praga (1932-1933), de Josef Gočár

En Checoslovaquia, nacida tras la Primera Guerra Mundial, se recibió la influencia por proximidad del racionalismo alemán, del que además contaron con una aportación directa en su territorio: la villa Tugendhat de Ludwig Mies van der Rohe, en Brno. En 1928 se celebró en Brno una Exposición de Cultura Contemporánea para la que se construyeron diversos edificios racionalistas, como el Pabellón de la Ciudad de Bohuslav Fuchs y el Pabellón de Bellas Artes de Jiří Kroha. Cabe mencionar también el grupo Devětsil, fundado en 1920 por Karel Teige, Jaromír Krejcar y Josef Chochol, que publicaron varias revistas sobre arquitectura moderna, a la que sin embargo criticaron su excesiva preocupación por la forma. En Checoslovaquia se celebraron dos Werkbundsiedlungen: en Brno en 1928 (conocido como Nový Dům, «Nueva casa»), en el que nueve miembros del Werkbund checoslovaco construyeron dieciséis casas unifamiliares en el distrito de Brno-Žabovřesky; y en Praga en 1932-1933 (barrio de Baba), que con la planificación general de Pavel Janák se construyeron igualmente diversas viviendas diseñadas por dieciocho arquitectos, todos checos excepto el neerlandés Mart Stam.

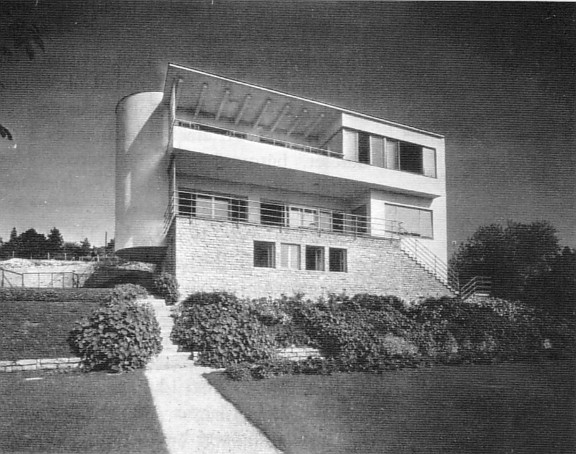
Casa en la calle Berkenye n.º 12 de Budapest (1936-1937), de Lajos Kozma

Uno de los primeros exponentes del racionalismo checo fue Ludvík Kysela, autor en 1929 de la zapatería Bata en Praga, incluida por Hitchcock y Johnson en la exposición del MoMA de 1932, una versión racionalista de los típicos almacenes art nouveau parisinos, con una fachada acristalada de avanzada modernidad. De la anterior generación cubista evolucionaron hacia el racionalismo Josef Gočár (iglesia de San Wenceslao en Praga, 1928-1930; Dirección de los Ferrocarriles de Estado en Hradec Králové, 1931-1936), Pavel Janák (terminal de Mariánské Lázně, 1928-1930; Hotel Juliš en Praga, 1931-1933), Josef Chochol (villa Verunac en Praga, 1931) y Jiří Kroha (Escuela industrial de Mladá Boleslav, 1923-1927; villa Patočkova en Brno, 1935-1936). Entre los nuevos arquitectos destacaron: Josef Havlíček, autor de la Caja Central de Pensiones en Praga (1929-1934), uno de los mejores ejemplos del funcionalismo checo; Jaromír Krejcar, traductor de Le Corbusier al checo y admirador del estilo náutico y los rascacielos estadounidenses, autor del Hotel Termal Machnáč en Trenčianske Teplice (1930–1931) y del pabellón checoslovaco de la Exposición Internacional de París de 1937; Oldřich Tyl, deudor de la obra de Mies y Mart Stam, como se denota en su palacio de las Ferias Comerciales en Praga (1926-1928); Bohuslav Fuchs, influido por el purismo lecorbusieriano, como se evidencia en la Escuela de Artes Populares Vesna en Brno (1929-1930); Alois Balán, el mejor representante del racionalismo en Bratislava, donde construyó la villa Jaron (1930) y la oficina de distrito de la Seguridad Social (1939); en la misma ciudad trabajó Emil Belluš, autor del Club de Remo Eslovaco (1930) y el embarcadero de los barcos del Danubio (1930); Adolf Benš, autor del edificio de la Compañía de Electricidad de Praga (1927-1935) y de la torre del aeropuerto de Praga (1932-1934); y Vladimír Karfík, quien completó su formación en el estudio de Le Corbusier y trabajó unos años con Frank Lloyd Wright en Taliesin, autor de la Casa de la Cultura de Zlín (1932) y el edificio administrativo de la fábrica Baťa en la misma ciudad (1935).

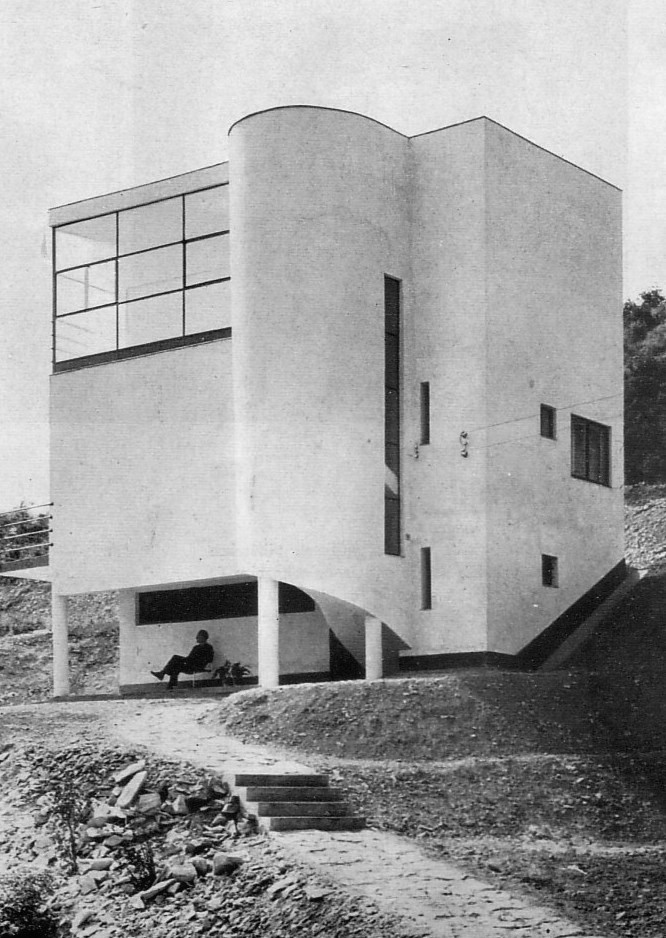
Casa de la calle Szépvölgyi en Budapest (1934), de József Fischer

En Hungría, el racionalismo tuvo escasa presencia, debido a la dictadura de Miklós Horthy, a la que siguió la inclusión del país en la órbita soviética. Cabe mencionar a: Virgil Borbiró, redactor jefe de la revista Tér és Forma (Espacio y Forma) y miembro del grupo húngaro del CIAM, autor del centro de control de la central eléctrica de Budapest (1930) y del edificio de recepción del aeropuerto de Budaörs (1937, con László Králik); József Fischer, autor de varias casas de estética lecorbusieriana, como las de las calles Csatárka (1932) y Szépvölgyi (1934) en Budapest; Lajos Kozma, quien evolucionó del art nouveau al art déco y por último al racionalismo, autor de los edificios residenciales del bulevar Margit (1935-1936) y de la calle Régiposta (1937) en Budapest; Farkas Molnár, que estudió en la Bauhaus y trabajó en el estudio de Walter Gropius, fundador del grupo húngaro del CIAM y autor de la villa de la calle Mese en Budapest (1937); y los hermanos gemelos Aladár y Viktor Olgyay, influidos por Le Corbusier y el racionalismo italiano, como se vislumbra en el edificio de viviendas de la calle Városmajor en Budapest (1940).

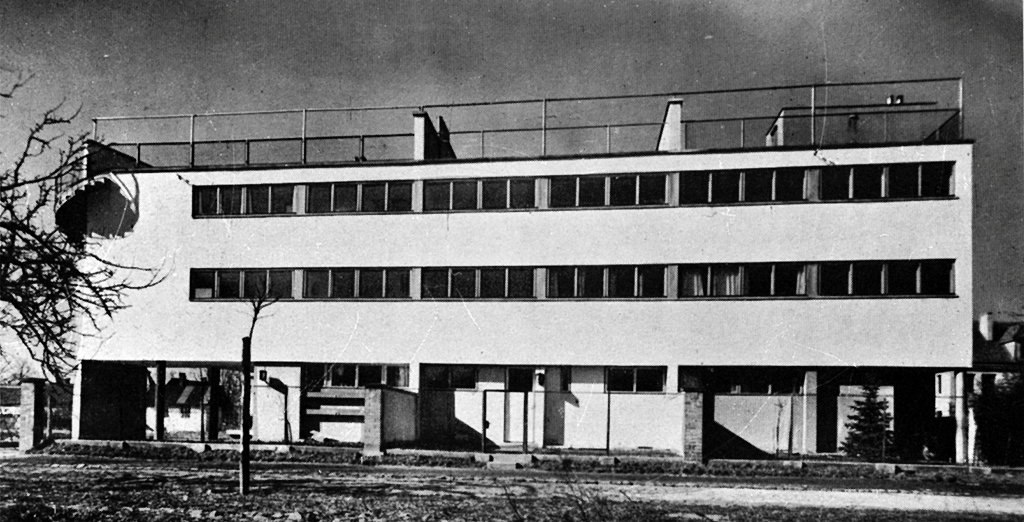
Villa en la calle Katowicka n.º 9 de Varsovia (1929), de Józef Szanajca y Bohdan Lachert

Polonia tampoco destacó especialmente en el racionalismo, aunque cabe reseñar a arquitectos como: Tadeusz Michejda, autor de varias casas, villas y hoteles en Katowice, así como el ayuntamiento de Janów (1931, actualmente parte de Katowice); Rudolf Świerczyński, autor del Banco BGK (1928-1931), el edificio del Ministerio de Transportes (1928-1931) y los edificios del cuartel general de la Marina de guerra (1933-1935), todos en Varsovia; Szymon Syrkus, representante de Polonia en el CIAM, autor con su esposa Helena Niemirska de varias ciudades obreras y conjuntos de viviendas en Varsovia (Konstancin, 1930; Królewska Góra, 1931; Skolimów, 1935); y el estudio formado por Bohdan Lachert y Józef Szanajca, representantes de un funcionalismo ortodoxo, como se aprecia en su proyecto no realizado para el palacio de la Sociedad de Naciones en Ginebra (1927) y en su pabellón de Polonia para la Exposición Internacional de París de 1937, que obtuvo el gran premio del certamen.
En Rumanía surgió un incipiente racionalismo en los años 1920 como método de modernización del país, principalmente entre clases medias progresistas. Uno de sus primeros exponentes fue Marcel Janco, formado en Zúrich, autor de varias casas que aúnan racionalismo con una cierta influencia dadaísta y en las que busca integrar todas las artes (villa Juster en Bucarest, 1931). Siguieron su estela en los años 1930 Horia Creangă, Duiliu Marcu, George Matei Cantacuzino y Octav Doicescu. Esta modernidad tuvo su fin con la integración del país en la esfera comunista.
En Yugoslavia, el Movimiento moderno fue adoptado en los años 1920 por arquitectos como Dragiša Brašovan, Branislav Kojić, Milan Zloković, Jan Dubovy y Dušan Babić como una forma de impulsar una arquitectura nacional yugoslava desligada de sus diferencias regionales, un objetivo conseguido de forma desigual ya que, así como las regiones más occidentales —como Croacia y Eslovenia— estaban familiarizadas con la influencia occidental, la Bosnia de influencia otomana fue más resistente al cambio. Tras la Segunda Guerra Mundial se impuso el realismo socialista, pero en los años 1950 hubo un cierto retorno al racionalismo, facilitado por la ruptura entre el mariscal Tito y Stalin. Tito adoptó la arquitectura moderna de nuevo como una seña de identidad nacional. El mejor exponente fue el pabellón de Yugoslavia de la Exposición General de Bruselas de 1958, de Vjenceslav Richter.
En Letonia cabe mencionar a Aleksandrs Klinklāvs, el principal referente del racionalismo en su país durante el período de su independencia entre las dos guerras mundiales. Fue autor del Sanatorio de Tērvete (1930-1934), varios edificios en Riga (Rudzītis, 1931; Neiburgs, 1934) y diversos hospitales en Rēzekne, Limbaži, Jelgava y Liepāja (1934-1938). Entre 1948 y 1958 trabajó en Canadá y, desde 1959 hasta su retiro, en Estados Unidos.

### Italia

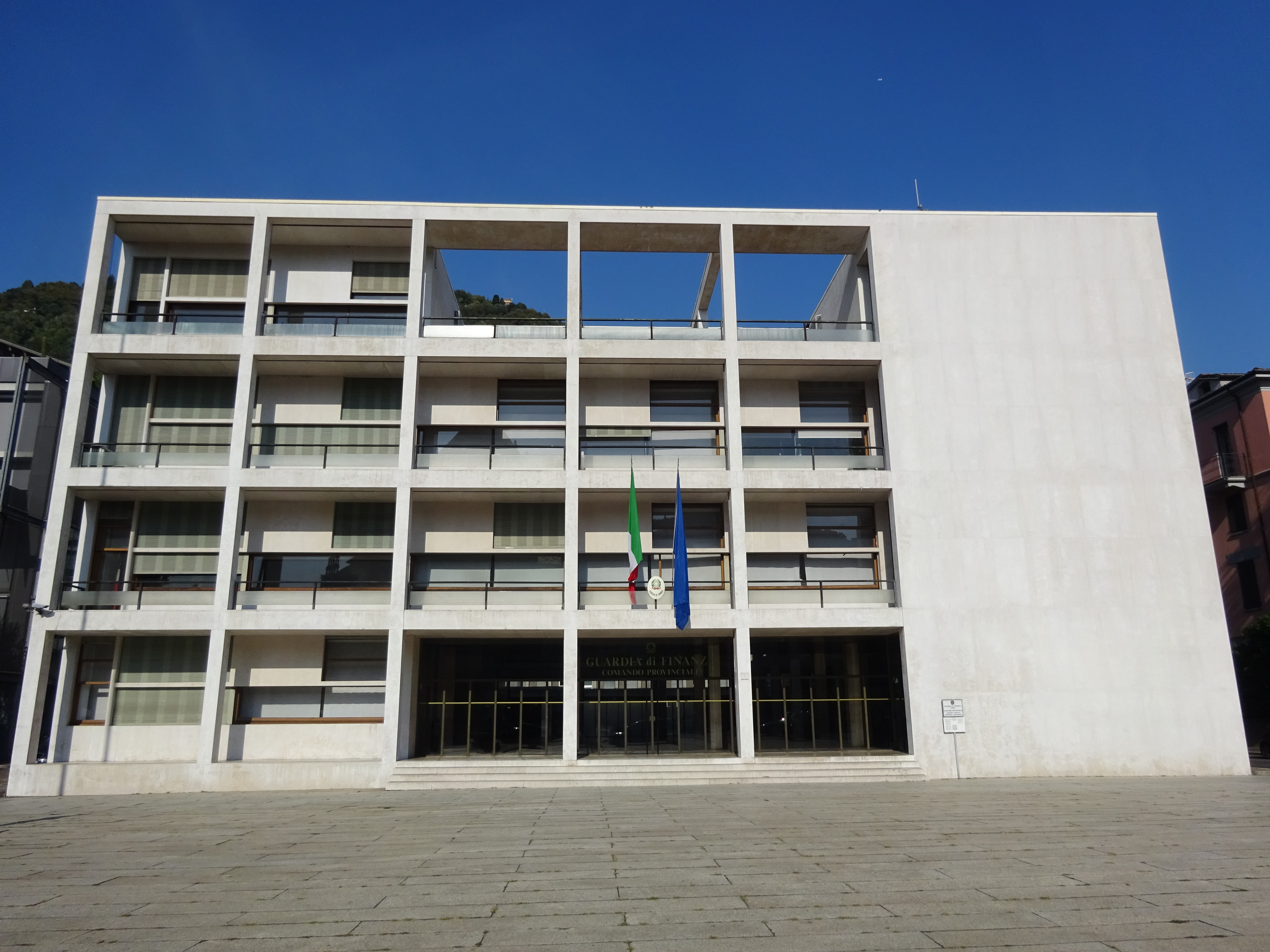
Casa del Fascio (1932-1936, actual Casa del Popolo), de Giuseppe Terragni, Como

Tras las utópicas formulaciones futuristas, en los años 1920 la arquitectura italiana se encaminó hacia el racionalismo, a través de varios grupos que pretendían integrar la arquitectura italiana en la vanguardia internacional: el Gruppo 7 y el M.I.A.R. El primero fue fundado en 1926 en Milán por siete arquitectos del Politécnico de Milán: Giuseppe Terragni, Luigi Figini, Guido Frette, Sebastiano Larco,  Gino Pollini, Carlo Enrico Rava y Ubaldo Castagnoli (sustituido pocos meses después por Adalberto Libera). En un manifiesto publicado en cuatro partes en la revista La rassegna italiana entre 1926 y 1927, se oponían tanto a la «furia vana y destructiva» del futurismo como al «ímpetu artificial» del Novecento, un movimiento fundado en 1922 que pretendía renovar el arte sin romper con la tradición —de ahí su nombre, que entroncaba con el Quattrocento y el Cinquecento—, con la idea de reinterpretar la arquitectura clásica de una forma moderna pero sin perder su esencia. Frente a ello, el Gruppo 7 pretendía adaptar el Estilo internacional a la idiosincrasia italiana, bajo la premisa de que «la verdadera arquitectura debe evolucionar desde una estricta adhesión a la lógica y la razón».
El grupo se dio a conocer en la Bienal de Monza de 1927, donde expusieron varios modelos y diseños de inspiración industrial, que poco después fueron mostrados en la exposición de la Deutscher Werkbund de Stuttgart. El primer edificio racionalista fue construido por Terragni, el principal exponente del grupo, un bloque de pisos llamado Novocomum —más conocido como «el Transatlántico»— situado en Como (1927-1928), en el que se denota la influencia lecorbusieriana, así como del constructivismo y de la pintura metafísica, logrando una síntesis de las fuentes nacionales e internacionales. En 1928 se organizó una gran exposición en Roma titulada Esposizione dell'Architettura Razionale, en la que participó tanto el Gruppo 7 como otros arquitectos racionalistas italianos y que propició la convergencia de todos ellos en un grupo mayor, dando origen al M.I.A.R.
El M.I.A.R. (Movimento Italiano per l'Architettura Razionale) fue fundado en 1930. Junto a algunos de los miembros del Gruppo 7 como Terragni, Figini, Libera y Pollini, se unieron arquitectos de toda Italia como Luciano Baldessari, Giuseppe Pagano y Mario Ridolfi. Sus premisas partían de las del grupo milanés, la adaptación de las corrientes internacionales a la arquitectura italiana, de nuevo con la competencia del Novecento, que estaba favorecido por la dictadura fascista de Benito Mussolini, que consideraba a los artistas vanguardistas como «degenerados». Para darse a conocer, en 1931 organizaron la II Esposizione dell'Architettura Razionale en Roma, para la que el crítico de arte Pietro Maria Bardi redactó el Manifiesto de la arquitectura racional y un Informe para Mussolini sobre la arquitectura.

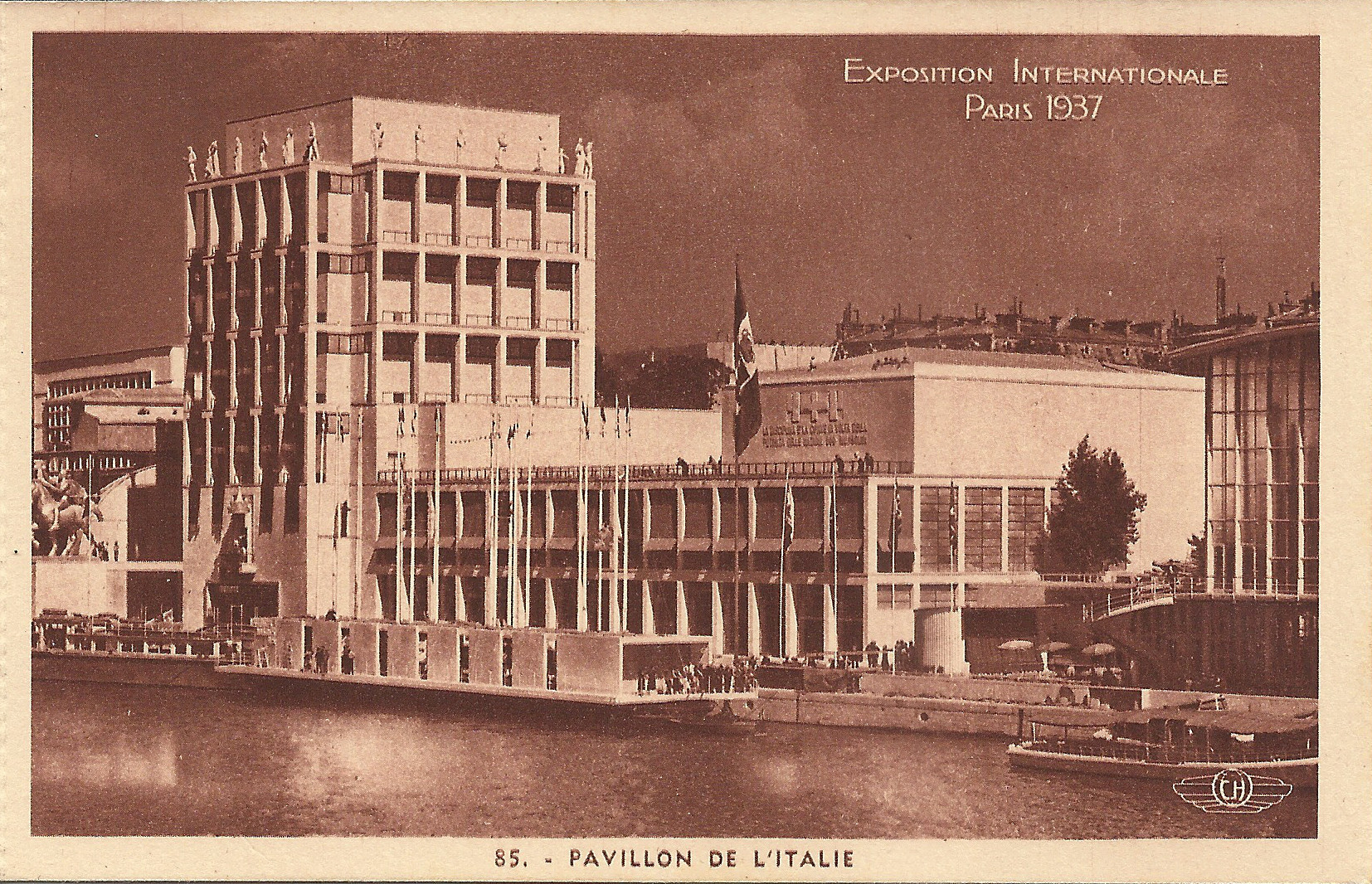
Pabellón de Italia para la Exposición Internacional de París de 1937, de BBPR (Gian Luigi Banfi, Lodovico Barbiano di Belgiojoso, Enrico Peressutti y Ernesto Nathan Rogers)

La principal realización del grupo fue la Casa del Fascio en Como (1932-1936, actual Casa del Popolo), obra de Giuseppe Terragni. Concebida como cuartel general de los fascistas locales, estaba formada por un cubo de color blanco, emplazado alrededor de un patio de techo de vidrio y revestido de mármol. Otras obras de Terragni fueron: la casa Rustici (1936-1937), el Edificio de Congresos EUR (1938, con Pietro Lingeri y Cesare Cattaneo), la Casa del Fascio de Lissone (1938-1939, con Antonio Carminati) y la casa Giuliani Frigerio en Como (1939-1940). Cabe destacar también los proyectos residenciales e industriales para la empresa Olivetti en Ivrea llevados a cabo por Figini y Pollini.Otras obras del grupo fueron: la Casa Elettrica (1930), de Figini, Pollini y Pietro Bottoni; y el pabellón de prensa de Luciano Baldessari y el centro de artes gráficas de Giovanni Muzio para la I Trienal de Milán de 1933. A finales de los años 1930 el grupo fue cada vez más perseguido por el fascismo y por la asociación Raggruppamento di Architetti Moderni Italiani, defensores como el nazismo alemán de un estilo antimoderno, por lo que prácticamente cesaron las actividades del grupo, desaparecido definitivamente tras la muerte de Terragni en 1941.
Fuera de estos grupos se encuentra la obra de Marcello Piacentini, un arquitecto de raíces clasicistas que intentó conjugar la tradición clásica con el lenguaje racionalista, una vez que este ya había superado sus postulados iniciales y se había convertido en un estilo canónico. Ligado al fascismo, la obra de Piacentini destaca por su monumentalidad, armonía y un lenguaje despojado, casi atemporal, como se evidencia en su entrada a la Ciudad Universitaria de Roma (1935). Cabe mencionar también la firma milanesa BBPR, formada por Gian Luigi Banfi, Lodovico Barbiano di Belgiojoso, Enrico Peressutti y Ernesto Nathan Rogers, fundada en 1932, responsable de obras como el pabellón de Italia para la Exposición Internacional de París de 1937, la Colonia Helioterápica en Legnano (1936-1938) y el edificio de correos del EUR de Roma (1939). Tras la contienda mundial —Banfi murió en 1945 en un campo de concentración— se dedicaron en buena medida al urbanismo, mientras que su obra maestra, la Torre Velasca en Milán (1956-1958), se acerca al brutalismo.

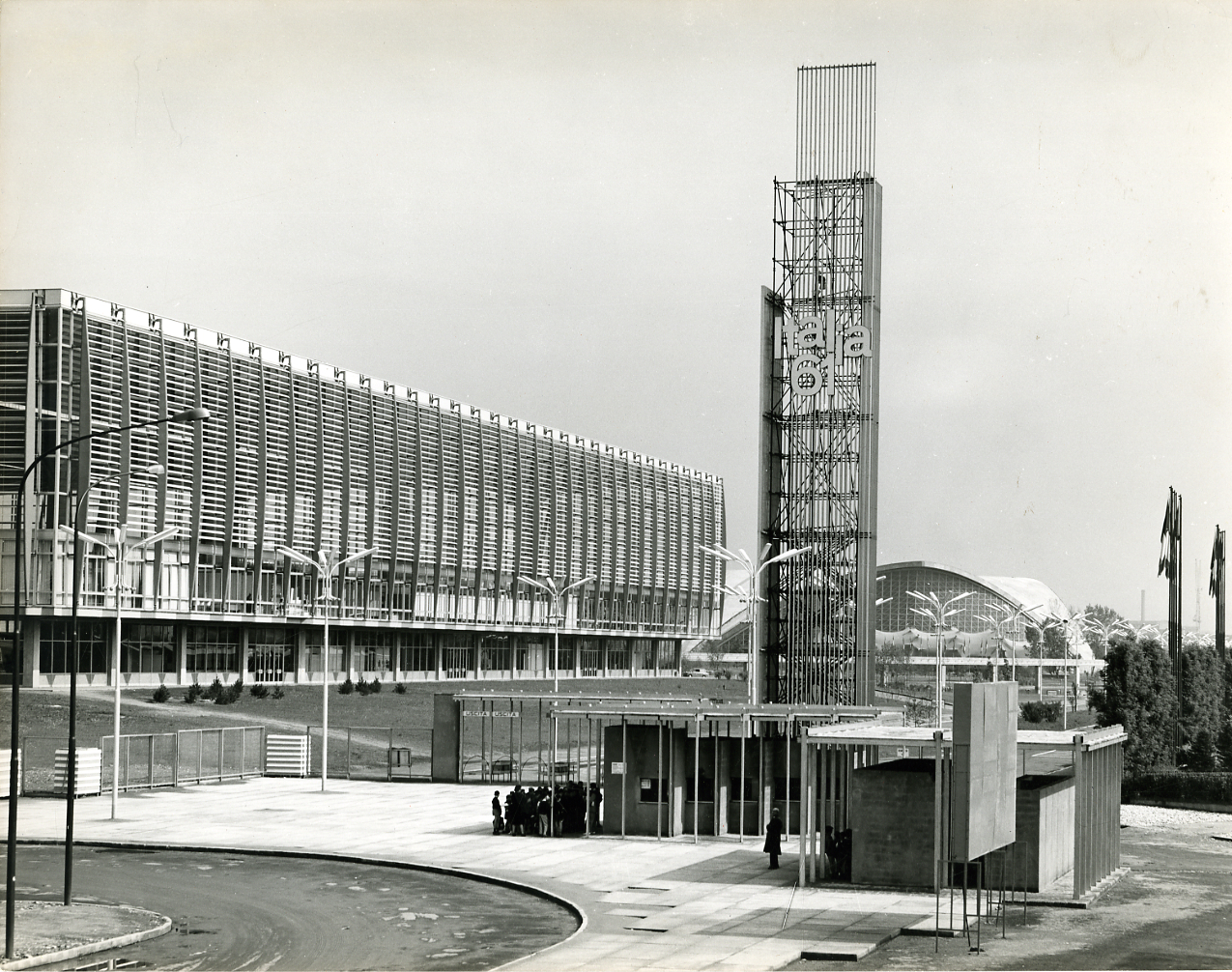
Palazzo del Lavoro (1961), de Pier Luigi Nervi, Turín

En la posguerra algunos arquitectos retomaron los principios del racionalismo, como Pier Luigi Nervi y Gio Ponti. El primero se había establecido como arquitecto en Roma en 1923. Formado en ingeniería, su estilo destacó por su sentido estético de la obra en hormigón. Algunas de sus primeras obras fueron: el Estadio Municipal de Florencia (1930-1932) y los hangares para aviones de Orvieto (1936-1938) y Orbetello (1941-1943). Posteriormente fue autor de los pabellones para las exposiciones (1948-1950) y la fábrica FIAT (1955) en Turín; la sede de la Unesco en París (1957), con Marcel Breuer y Bernard Zehrfuss; el Palazzetto dello Sport en Roma (1956-1957), con Annibale Vitellozzi; y el Palazzo del Lavoro en Turín (1961). Ponti estudió en el Politécnico de Milán, donde fue profesor entre 1936 y 1961. Recibió la influencia de Otto Wagner y fue artífice del denominado «movimiento moderno elegante». Entre sus obras se encuentran: las oficinas Montecatini en Milán (1951) y la Banca Antoniana de Padua (1962), con Antonio Fornaroli y Alberto Rosselli. También ejecutó varias obras en Irak, Pakistán y los Estados Unidos. Nervi y Ponti colaboraron junto a Antonio Fornaroli, Alberto Rosselli, Giuseppe Valtolina, Egidio Dell'Orto y Arturo Danusso en la Torre Pirelli en Milán (1956-1960), una de las mejores obras del racionalismo italiano de posguerra.
Otros arquitectos de posguerra fueron: Ignazio Gardella, uno de los artífices de la reconstrucción de Milán, autor de la Casa del parque en Milán (1947), la casa de empleados de Borsalino en Alessandria (1950), las termas Regina Isabella en Ischia (1950), la Galería de Arte Contemporáneo de Milán (1949-1953) y la casa de la Zattere en Venecia (1953-1958); Ludovico Quaroni, iniciado en el monumentalismo fascista, se dedicó en la posguerra a programas de reconstrucción y de vivienda social, como en el barrio de Tiburtino en Roma (1950-1954, con Mario Ridolfi); y Giuseppe Samonà, el principal arquitecto de la Venecia de posguerra, influido por Le Corbusier fue autor de una «unidad de vecindad» experimental en el barrio Ina-Casa en Mestre (1951-1956, con Luigi Piccinato).
Cabe mencionar en último lugar al grupo Tendenza, considerado generalmente como «neorracionalista», surgido a finales de los años 1960 y compuesto fundamentalmente por Aldo Rossi, Giorgio Grassi, Giuseppe Samonà y Carlo Aymonino. En oposición a la arquitectura pop y high-tech, este grupo pretendía continuar con la tradición racionalista de la arquitectura italiana anterior a la Segunda Guerra Mundial. Ideológicamente se nutrieron de la teoría funcionalista de Aldo Rossi, expuesta en L'architettura della città (1966), donde defendía el retorno a la tradición clasicista y el diseño arquitectónico basado en principios lógicos. Así, para los miembros del grupo, la arquitectura debe dirigir el crecimiento urbanístico de las ciudades, desligada de cualquier otra disciplina en una autonomía específica que depure la arquitectura de dependencias extraarquitectónicas. En esta nueva relación de la arquitectura con la ciudad los usos colectivos de la morfología urbana definirán las nuevas tipologías arquitectónicas a seguir.

### España

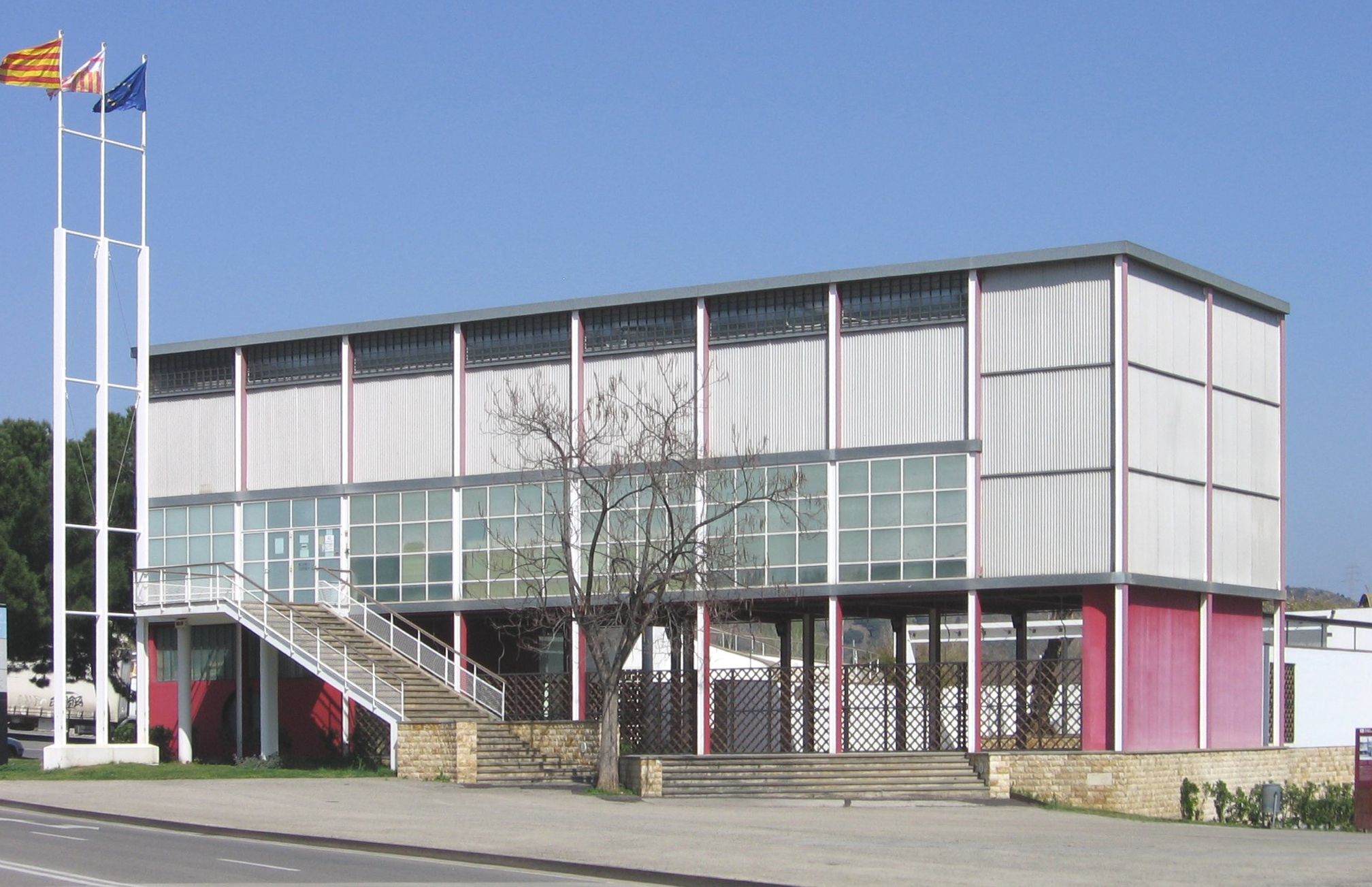
Pabellón de la República Española para la Exposición Internacional de París de 1937, de Josep Lluís Sert, Luis Lacasa y Antoni Bonet Castellana; réplica en Barcelona de 1992, de Miquel Espinet, Antoni Ubach y Juan Miguel Hernández León

En España, el racionalismo llegó de forma tardía, a finales de los años 1920, con lo que su recepción llegó de una forma establecida, acrítica, y sus primeros exponentes lo adoptaron de forma epidérmica, ecléctica, trasladando sus soluciones sin plantearse una posible adaptación al medio nacional. Uno de estos primeros pioneros fue Luis Gutiérrez Soto, autor de obras de notable calidad pero acontextualizadas, como los cines Europa (1928) y Barceló (1931) en Madrid, el aeropuerto de Madrid-Barajas (1930) y el Bar Chicote en Madrid (1931).
En 1928, Le Corbusier pronunció unas conferencias en la madrileña Institución Libre de Enseñanza que influyeron poderosamente en los jóvenes arquitectos de entonces. Algunos de ellos se unieron bajo las siglas GATEPAC (Grupo de Arquitectos y Técnicos Españoles para el Progreso de la Arquitectura Contemporánea). Este grupo se fundó en Zaragoza el 26 de octubre de 1930 con tres subgrupos: Centro, ubicado en Madrid, formado por Fernando García Mercadal, Víctor Calvo, Santiago Esteban de la Mora, Manuel Aníbal Álvarez, Manuel Martínez Chumillas y Felipe López Delgado; Norte, situado en el País Vasco, el cual contaba con José Manuel Aizpurúa, Joaquín Labayen y Luis Vallejo; y Este o GATCPAC (Grupo de Arquitectos y Técnicos Catalanes para el Progreso de la Arquitectura Contemporánea) en Cataluña, el grupo más activo, entre cuyos miembros destacaban Josep Lluís Sert, Josep Torres Clavé, Joan Baptista Subirana, Sixte Illescas, Germán Rodríguez Arias, Ricardo de Churruca, Antoni y Ramon Puig i Gairalt, Raimon Duran i Reynals, Jaume Mestres i Fossas y Antoni Bonet Castellana. El grupo tenía como finalidad «contribuir en nuestro país al desarrollo de la nueva orientación universal en arquitectura y de resolver y estudiar los problemas que se presentan en su adaptación a nuestro medio».

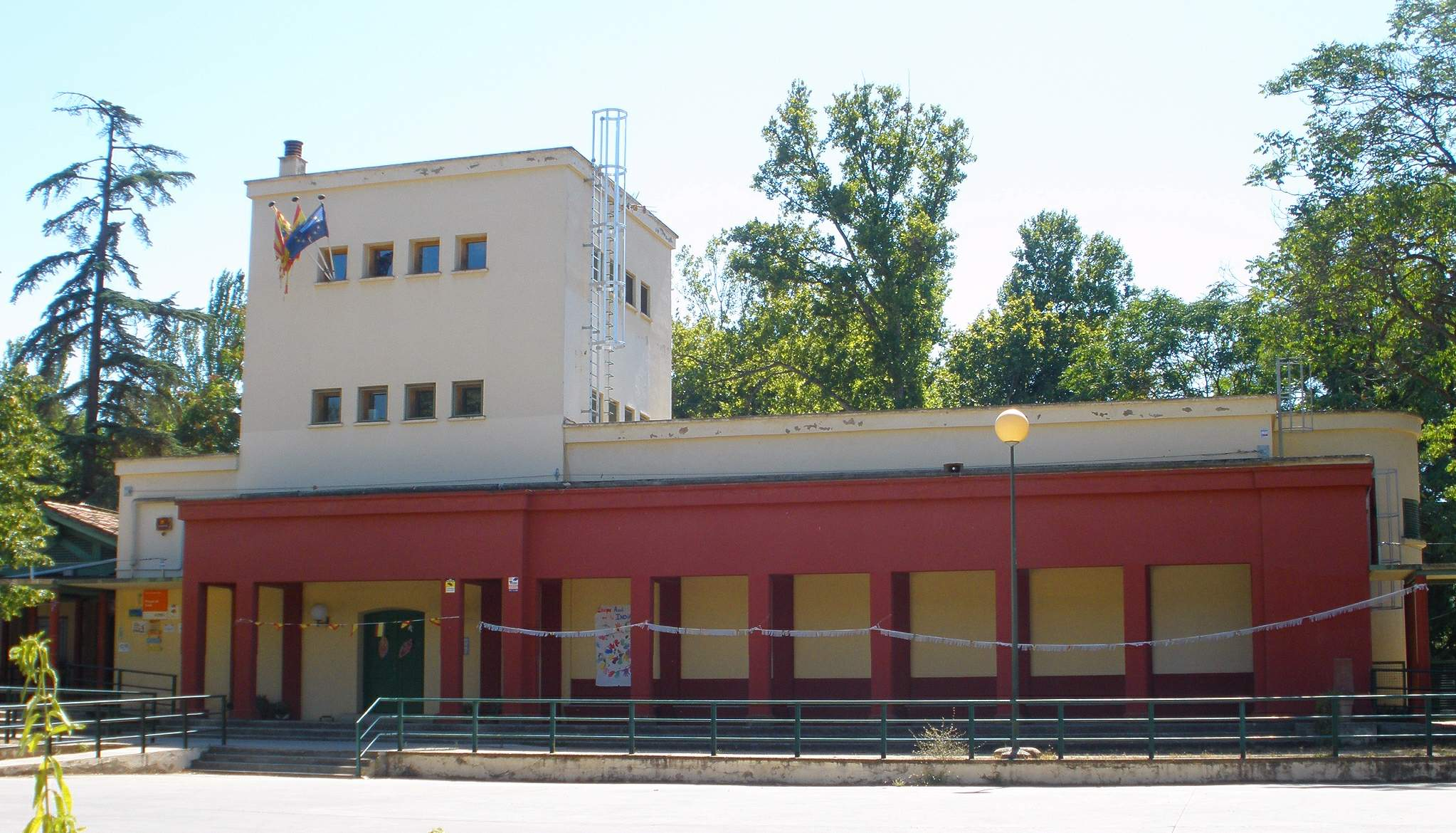
Pabellón del Rincón de Goya (1927), de Fernando García Mercadal, Zaragoza, el primer edificio racionalista de España

El grupo fue miembro del CIAM y, en marzo de 1932, organizó una reunión del CIRPAC en Barcelona de cara a preparar el CIAM de Moscú —celebrado finalmente en Atenas en 1933—, en la que pronunciaron conferencias Le Corbusier, Victor Bourgeois, Walter Gropius, Sigfried Giedion y Cornelis van Eesteren. Como órgano difusor de sus actividades editaron una revista, A. C. Documentos de Actividad Contemporánea (1931-1937), basada en revistas vanguardistas como Das Neue Frankfurt, dirigida por Ernst May, o L'Esprit Nouveau, de Le Corbusier y Amédée Ozenfant. En 1933 los grupos norte y centro se disolvieron, con lo que quedó únicamente el GATCPAC como grupo activo hasta el final de la Guerra Civil.
El sector Centro tuvo escasa actividad como grupo —tan solo la organización de algunos congresos y una cierta participación en la revista A.C., editada en Barcelona—, y mostró una cierta incoherencia interna. Destacó Fernando García Mercadal, uno de los fundadores del CIAM en 1928 y delegado español del CIRPAC. Miembro de la llamada generación del 25, su estilo se movió como el de sus correligionarios en un racionalismo marcado por una cierta herencia academicista e interpretó el lenguaje moderno de una forma más formalista que programática. Su primer proyecto cercano al racionalismo fue el pabellón del Rincón de Goya en Zaragoza (1927), que denota cierta influencia del art déco. Posteriormente cabe reseñar el Museo de Arte Moderno de Madrid (1933), a partir del cual se fue alejando de la vanguardia.

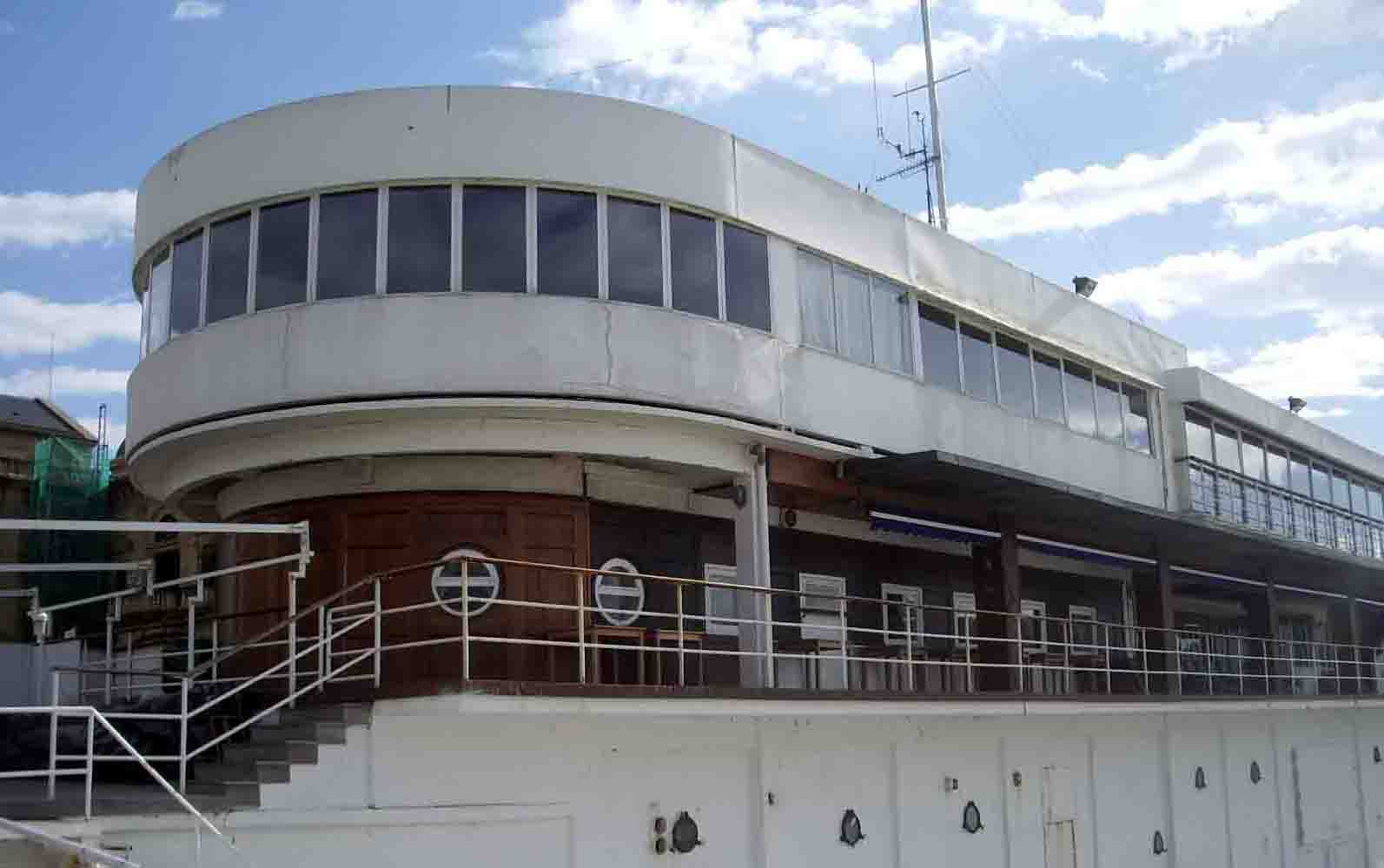
Club Náutico de San Sebastián (1929), de José Manuel Aizpurúa y Joaquín Labayen

El grupo vasco apenas funcionó como tal y tan solo se desarrolló en las actividades individuales de sus componentes. En general, mostraron un mayor escepticismo hacia el Movimiento moderno que el resto de componentes del GATEPAC. Aizpurúa y Labayen se dieron a conocer en la Exposición de Arquitectura y Pintura Modernas organizada por el Ateneo Guipuzcoano en 1930, en la que concurrieron la mayoría de los que serían miembros del GATEPAC. Ambos proyectaron conjuntamente el Club Náutico de San Sebastián, la principal realización del grupo Norte (1929), un edificio inspirado en el diseño náutico —una influencia generalizada del Estilo internacional—, como se denota en las superficies curvas, las texturas lisas, las escaleras exteriores, las cubiertas planas, el color blanco y el uso de ojos de buey. Otras obras conjuntas de ambos arquitectos fueron: un restaurante en el monte Ulía (1928), una escuela elemental en Ibarra (1930) y el pabellón de Atracción y Turismo en San Sebastián (1930); en 1933 dejaron de colaborar.

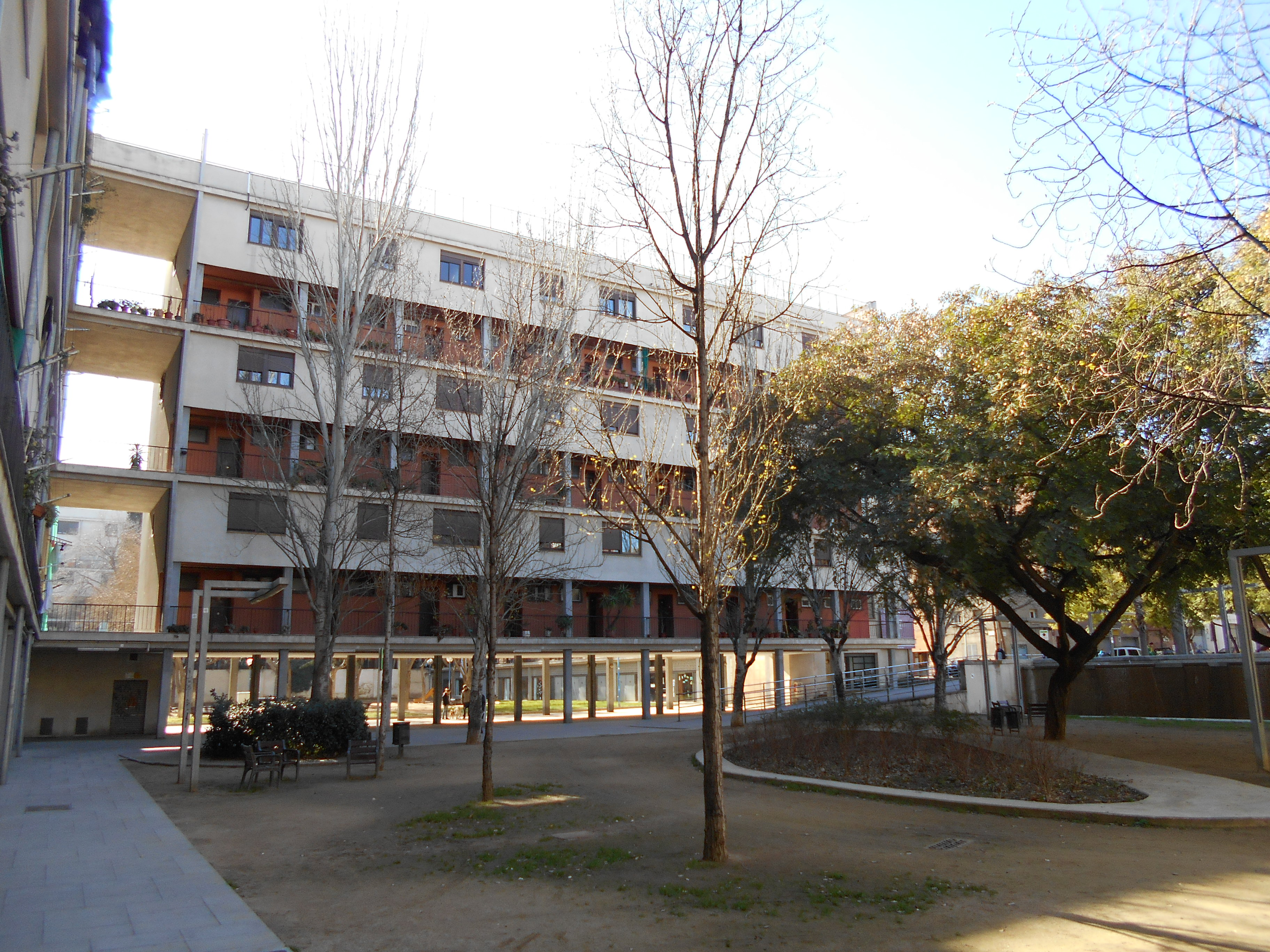
Casa Bloc (1932-1936), de Josep Lluís Sert, Josep Torres Clavé y Joan Baptista Subirana, Barcelona

En Cataluña, el GATCPAC fue el grupo más activo y longevo. Surgió con voluntad renovadora y liberadora del clasicismo novecentista, así como la de introducir en España las nuevas corrientes internacionales. De ideas progresistas y preocupados tanto por la renovación social como la arquitectónica, este movimiento tuvo una gran vinculación con las autoridades republicanas, especialmente con la Generalidad de Cataluña, para la que elaboraron numerosos proyectos relacionados con el urbanismo —como el Plan Macià—, la vivienda obrera y las infraestructuras escolares y sanitarias. El Plan Macià (1932-1935) fue un proyecto de reforma urbanística de Barcelona elaborado por los miembros del GATCPAC junto a Le Corbusier, que preveía una distribución funcional de la ciudad con un nuevo orden geométrico, a través de grandes ejes vertebradores en forma de anchas avenidas y con una nueva fachada marítima definida por rascacielos cartesianos. El inicio de la Guerra Civil truncó el proyecto. El principal exponente del GATCPAC fue Josep Lluís Sert, un arquitecto de fama internacional que tras la Guerra Civil se estableció en Estados Unidos. Titulado en 1929, fue discípulo de Le Corbusier, con quien trabajó en París y al que invitó a visitar Barcelona en 1928, 1931 y 1932. Sus dos principales obras en Barcelona en estos años fueron la casa Bloc (1932-19365) y el Dispensario Central Antituberculoso (1934-1938), ambas en colaboración con Josep Torres Clavé y Joan Baptista Subirana. La primera se basa en el proyecto de viviendas à redent de Le Corbusier (1922) y es un conjunto de viviendas en forma de S, de bloques largos y estrechos con estructura metálica de dos crujías, con accesos a las viviendas a través de corredores cubiertos; el Dispensario presenta dos cuerpos paralelos dispuestos en forma de L, con un jardín central que sirve de acceso. En 1937 fue autor con Luis Lacasa y Antoni Bonet del Pabellón de la República Española para la Exposición Internacional de París de 1937, donde se exhibió por primera vez el Guernica de Picasso. Emigrado a Estados Unidos, fue profesor de Yale y Harvard (para su obra americana véase aquí). Entre 1947 y 1956 fue presidente de los CIAM. Tras su vuelta del exilio fue autor en Barcelona de la Fundación Joan Miró (1972-1975), un singular edificio construido con hormigón y placas prefabricadas y formado por la torre de acceso con sala de actos, bar y biblioteca, desde donde se configura un conjunto de patios que articulan las diversas salas de exposición, dispuestas en circuito cerrado.

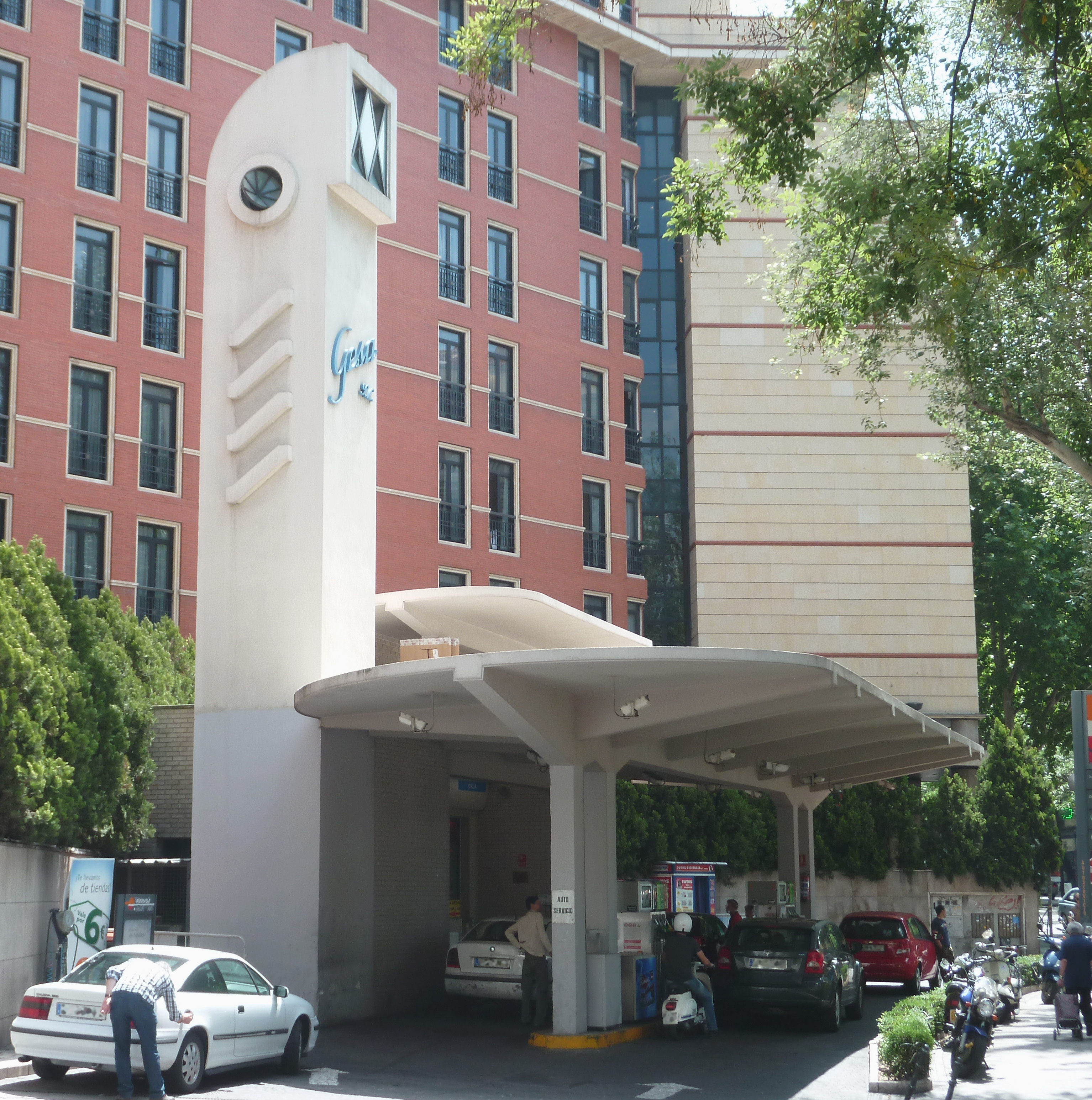
Gasolinera Porto Pi (1927), de Casto Fernández Shaw, Madrid

La llamada Generación del 25 estuvo activa en Madrid hasta el inicio de la Guerra Civil. Las primeras realizaciones fueron, junto al Rincón de Goya de García Mercadal, la gasolinera Porto Pi de Casto Fernández Shaw y la casa del Marqués de Villora de Rafael Bergamín, todas de 1927. Estos tres arquitectos fueron los principales referentes de este grupo, en el que se engloban también Luis Blanco-Soler, Miguel de los Santos Nicolás, Agustín Aguirre López, Manuel Sánchez Arcas, Luis Lacasa, Carlos Arniches Moltó y Martín Domínguez Esteban. Suyas fueron las principales obras de vanguardia en el Madrid anterior a la Guerra Civil: las colonias Parque-Residencia (Bergamín-Blanco Soler) y El Viso (Bergamín-Luis Felipe Vivanco), el Instituto Escuela (Arniches y Domínguez) y el conjunto de la Ciudad Universitaria de Madrid, del que destacan la Central Térmica (1932, Sánchez Arcas), la Facultad de Ciencias Físicas y Químicas (1943, de los Santos), la de Filosofía y Letras (1933, Aguirre), la de Arquitectura (1933, Pascual Bravo Sanfeliú) y las residencias de estudiantes (actuales Colegios Mayores Ximénez de Cisneros y Antonio de Nebrija, 1928-1932, Lacasa). En Madrid cabe citar también la obra del ingeniero Eduardo Torroja, autor del Frontón Recoletos (1936, con Secundino Zuazo) y del Hipódromo de la Zarzuela (con Arniches y Domínguez Esteban); también efectuó todos los cálculos estructurales y las infraestructuras de la Ciudad Universitaria. De Secundino Zuazo cabe mencionar también la Casa de las Flores (1930-1932), que destaca por su corredor ajardinado central.

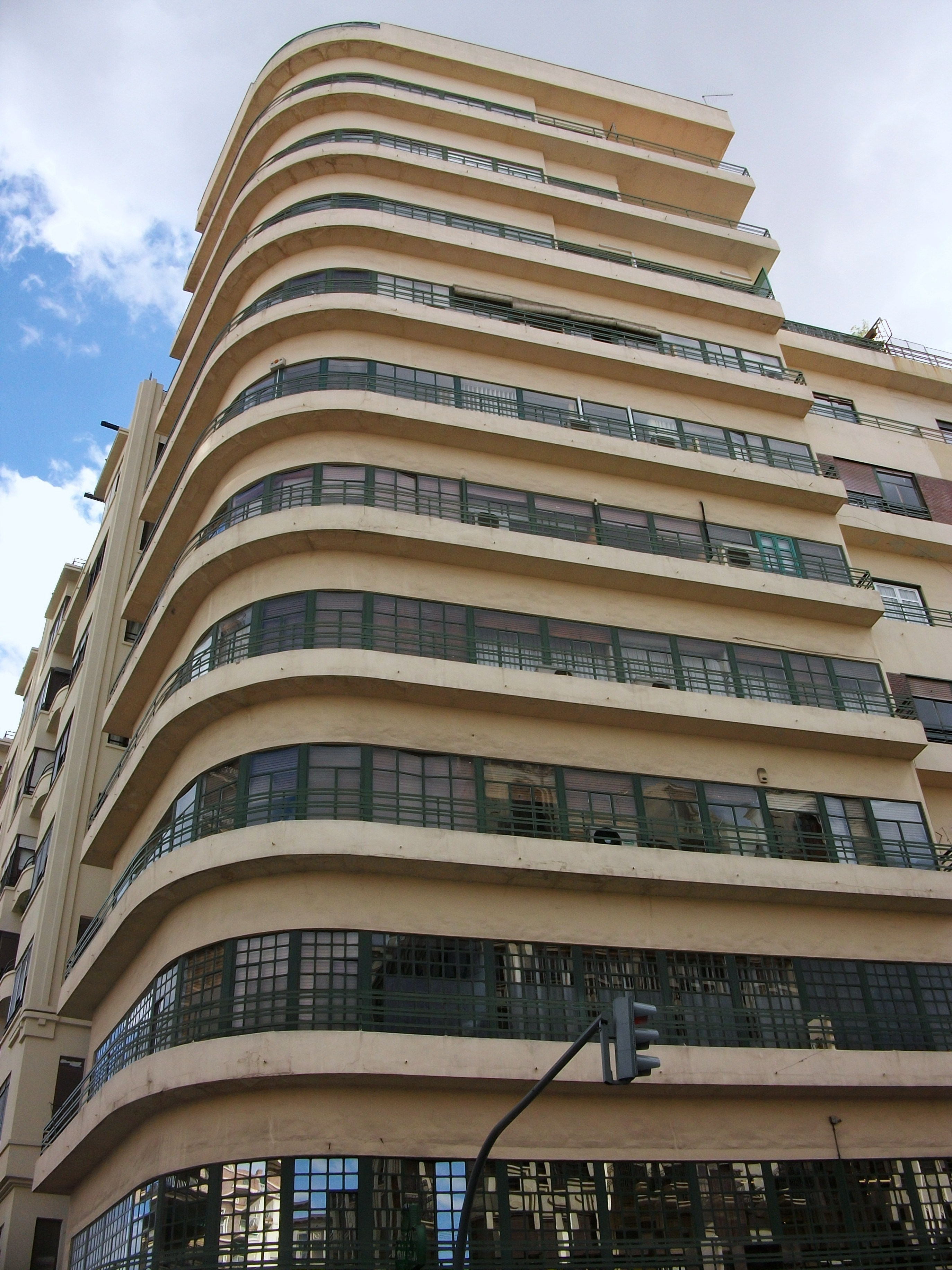
Edificio Alonso (1935-1940), de Luis Albert Ballesteros, Valencia

Fuera de Madrid, en los años 1930 diversos arquitectos practicaron el racionalismo de forma individual, generalmente con un estilo ecléctico en el que se denotan influencias del art déco y el expresionismo, o incluso un clasicismo desornamentado entre los arquitectos más mayores; son los denominados «racionalistas al margen», según una definición de Oriol Bohigas. Cabe citar a: Ramon Reventós, Francesc Folguera, Josep Goday, Nicolau Maria Rubió i Tudurí, Joaquim Lloret y Antoni Sardà en Cataluña; Carlos Garau, José Oleza, Enrique Juncosa Iglesias, Francisco Casas Llompart y Guillermo Muntaner en Baleares; Francisco Javier Goerlich, Enrique Viedma Vidal, Joaquín Rieta Síster, Cayetano Borso di Carminati, Luis Albert Ballesteros y Miguel López González en la Comunidad Valenciana; Juan Crisóstomo Torbado y Ramón Cañas del Río en Castilla y León; Regino y José Borobio en Aragón; Fermín Álamo y Agapito del Valle en La Rioja; Víctor Eusa en Navarra; Fernando Arzadún, Pedro Ispizua y Manuel Ignacio Galíndez Zabala en el País Vasco; Mariano Marín de la Viña y Juan Manuel del Busto en Asturias; Deogracias Mariano Lastra y José Enrique Marrero Regalado en Cantabria; Santiago Rey Pedreira, Antonio Tenreiro, Peregrín Estellés, Francisco Castro Represas y Rafael González Villar en Galicia; Antonio Sánchez Esteve, José Joaquín González Edo y Guillermo Langle en Andalucía; José y Gaspar Blein en Ceuta; y Miguel Martín-Fernández de la Torre en Canarias.

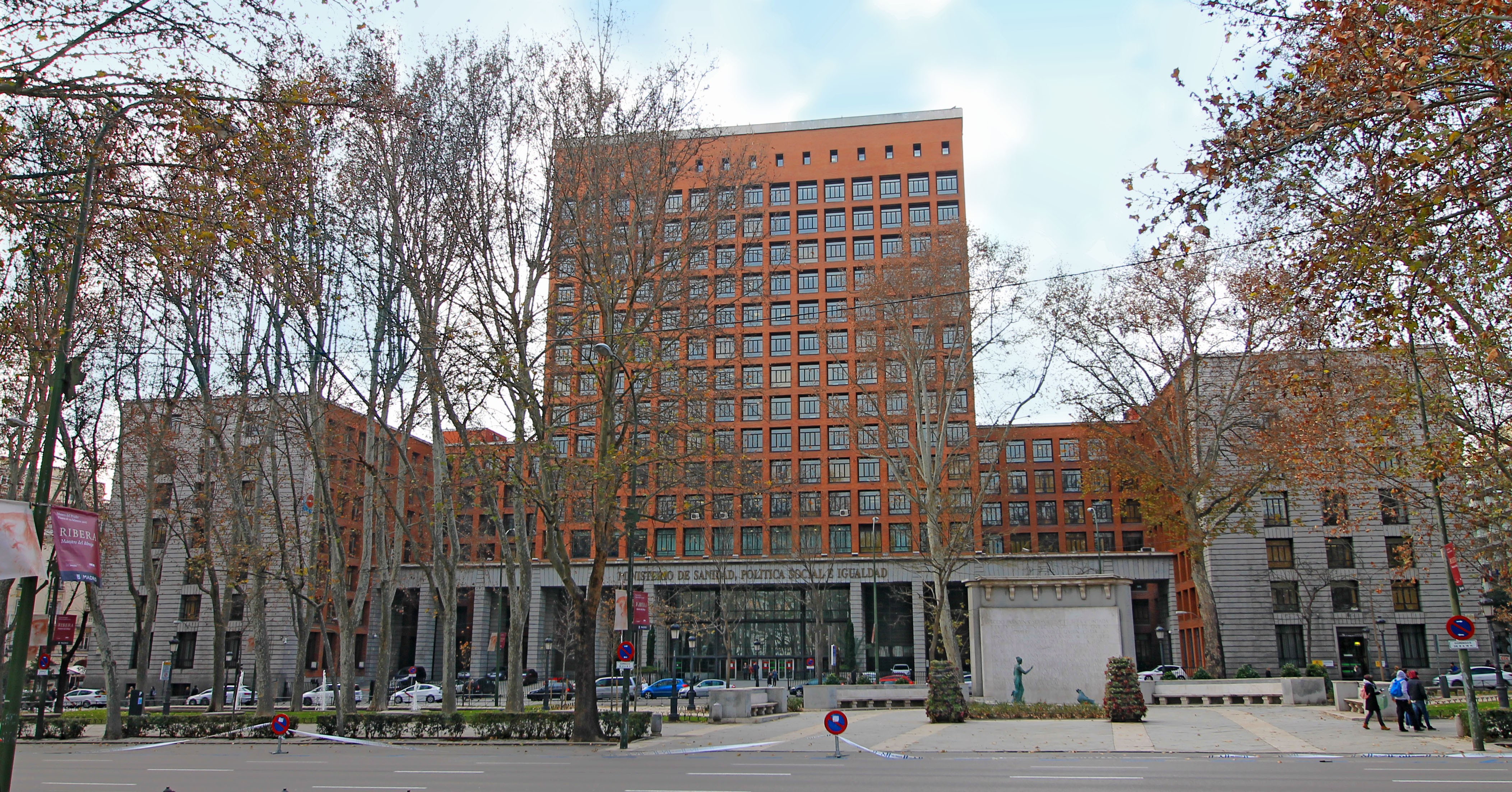
Delegación Nacional de Sindicatos de Madrid (1949), actual Ministerio de Sanidad, Consumo y Bienestar Social), de Francisco de Asís Cabrero y Rafael Aburto

Tras la Guerra Civil, los primeros años de la dictadura franquista conllevaron un retroceso en arquitectura, ya que se volvió a construir en unas líneas académicas historicistas, principalmente en estilo neoherreriano, con un componente monumentalista propio de la nueva mentalidad política. Sin embargo, en los años 1950 comenzó un lento desarrollo que propició el retorno hacia el racionalismo. El primer exponente de un cierto retorno a la vanguardia internacional fue el edificio de la Delegación Nacional de Sindicatos de Madrid (1949, actual Ministerio de Sanidad, Servicios Sociales e Igualdad), de Francisco de Asís Cabrero y Rafael Aburto. A partir de ahí las autoridades fomentaron la apertura de la arquitectura a las corrientes modernas como medio de integración en la comunidad internacional. Uno de los primeros en volver a la modernidad después de un período historicista fue Luis Gutiérrez Soto, uno de los pioneros del movimiento a principios de los 1930, con obras como el edificio del Alto Estado Mayor Central en Madrid (1949).

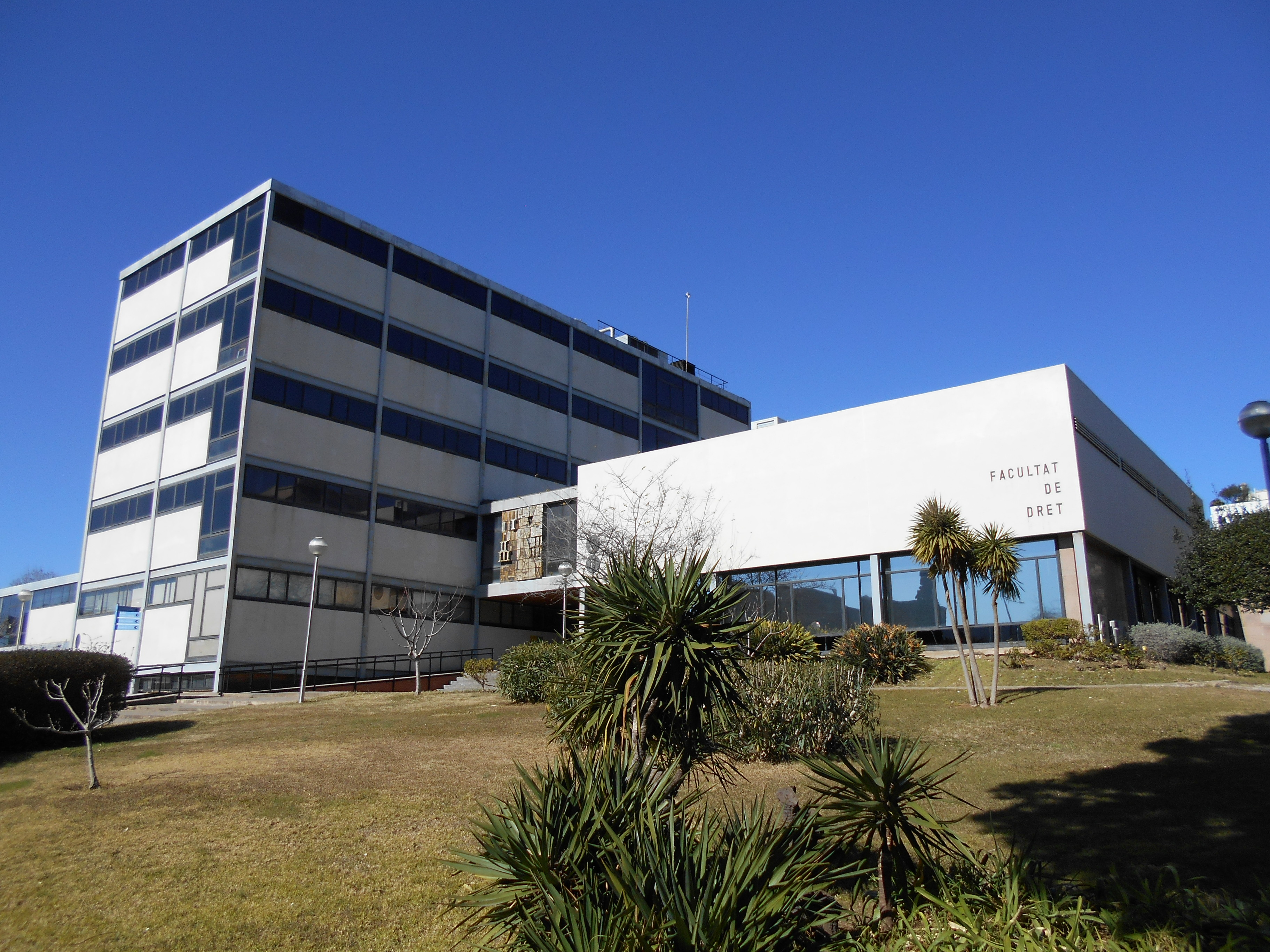
Facultad de Derecho (1958-1959), de Guillermo Giráldez, Pedro López Íñigo y Xavier Subías, Barcelona

Así, en los años 1950 una generación de jóvenes arquitectos volvió a encauzar su obra hacia el Estilo internacional, con dos principales focos: Madrid y Barcelona. La llamada Escuela de Madrid fue un movimiento heterogéneo, sin unas influencias claras debido al aislamiento político del país, más allá del propio racionalismo español practicado en los años 1930. Entre sus principales representantes se encontraban: Alejandro de la Sota Martínez (Gobierno Civil de Tarragona, 1957; gimnasio del Colegio Maravillas en Madrid, 1962), Francisco Javier Sáenz de Oiza (Santuario de Aránzazu, 1950-1955, con Luis Laorga; Delegación de Hacienda en San Sebastián, 1957), Francisco de Asís Cabrero (Escuela Nacional de Hostelería en el Recinto Ferial de la Casa de Campo de Madrid, 1959; edificio del diario Arriba en Madrid, 1962), Rafael Aburto (edificio del periódico Pueblo en Madrid, 1964), Rafael de la Hoz y José María García de Paredes (Colegio Mayor Universitario Santo Tomás de Aquino en Madrid, 1956), Miguel Fisac (Instituto Laboral en Daimiel, 1951; Institutuo de Biología del CSIC, 1955; conjunto para los Padres Dominicos en Valladolid, 1959) y el tándem José Antonio Corrales y Ramón Vázquez Molezún (Pabellón de España en la Feria de Bruselas de 1958, actualmente en la Casa de Campo de Madrid; Instituto Laboral en Herrera de Pisuerga, 1958).
En Cataluña surgió el llamado Grupo R (1951-1961), formado por un conjunto de arquitectos como José Antonio Coderch, Antoni de Moragas, Josep Maria Sostres, Oriol Bohigas y Josep Martorell. Este grupo conectó la experiencia del racionalismo y el GATCPAC con las nuevas corrientes internacionales, como el Neoliberty y el organicismo, con influencia de arquitectos como Alvar Aalto, Oscar Niemeyer, Bruno Zevi y Gio Ponti. Su arquitectura se fue desmarcando cada vez más del estilo propio del régimen y fue adquiriendo un matiz reivindicativo, en que la apuesta por la modernidad se consideraba una oposición al régimen. Un racionalismo más ortodoxo se aprecia en obras como la Facultad de Derecho de la Universidad de Barcelona (1958-1959), de Guillermo Giráldez, Pedro López Íñigo y Xavier Subías, con una retícula estructural de cuerpos rectangulares y patios interiores, con cerramientos de paños acristalados y paredes prefabricadas de gres blanco, de influencia neoplasticista. Por otro lado, Francesc Mitjans y Francisco Juan Barba Corsini fueron exponentes esos años de un racionalismo de raíces miesianas y bauhausianas.
Cabe señalar también los planes de vivienda promovidos a mediados de los 1950 por la Obra Sindical del Hogar, efectuados en un estilo racionalista de tono popular y con cierta influencia neorrealista, como los conjuntos Trinidad y Verdún en Barcelona o los «poblados de absorción» de Madrid: Entrevías (1956), de Jaime Alvear, Francisco Javier Sáenz de Oiza y Manuel Sierra Nava; Cañorroto (1957-1959), de José Luis Íñiguez de Onzoño y Antonio Vázquez de Castro; y Fuencarral (1958-1960), de José Luis Romany.
En los años 1960 se produjo como reacción al Estilo internacional un movimiento inspirado en la arquitectura organicista, pero de forma coetánea algunos arquitectos se mantuvieron fieles al purismo racionalista, como Alejandro de la Sota (Colegio Mayor César Carlos en la Ciudad Universitaria de Madrid, 1967; edificio de la Caja Postal de Madrid, 1977; edificio de Correos de León, 1980-1984), Francisco de Asís Cabrero (Pabellón de Cristal de la Casa de Campo, 1964) y Josep Maria Sostres (edificio de El Noticiero Universal en Barcelona, 1965).

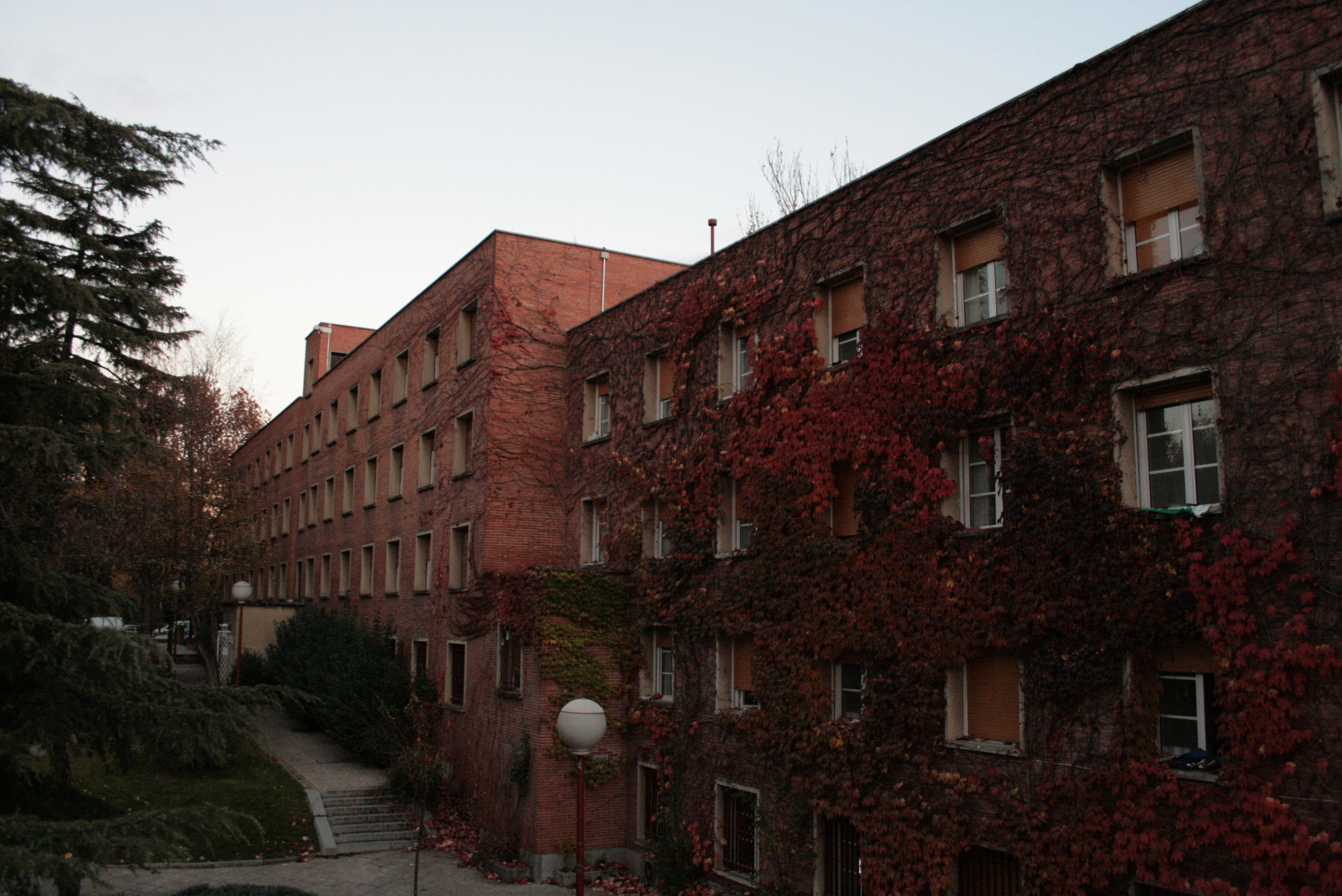
Colegio Mayor Antonio de Nebrija (1928-1932), de Luis Lacasa, Madrid
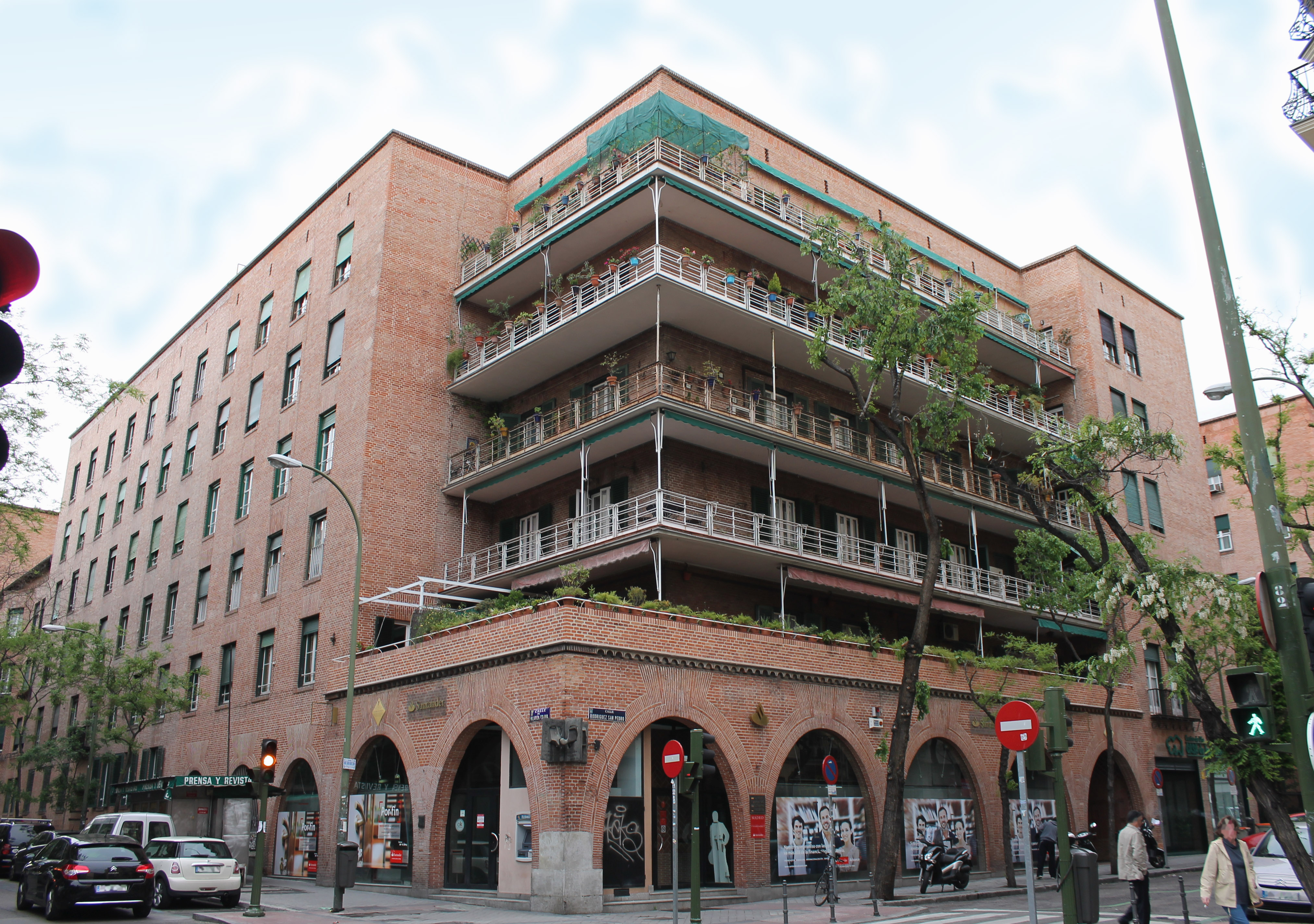
Casa de las Flores (1930-1932), de Secundino Zuazo, Madrid
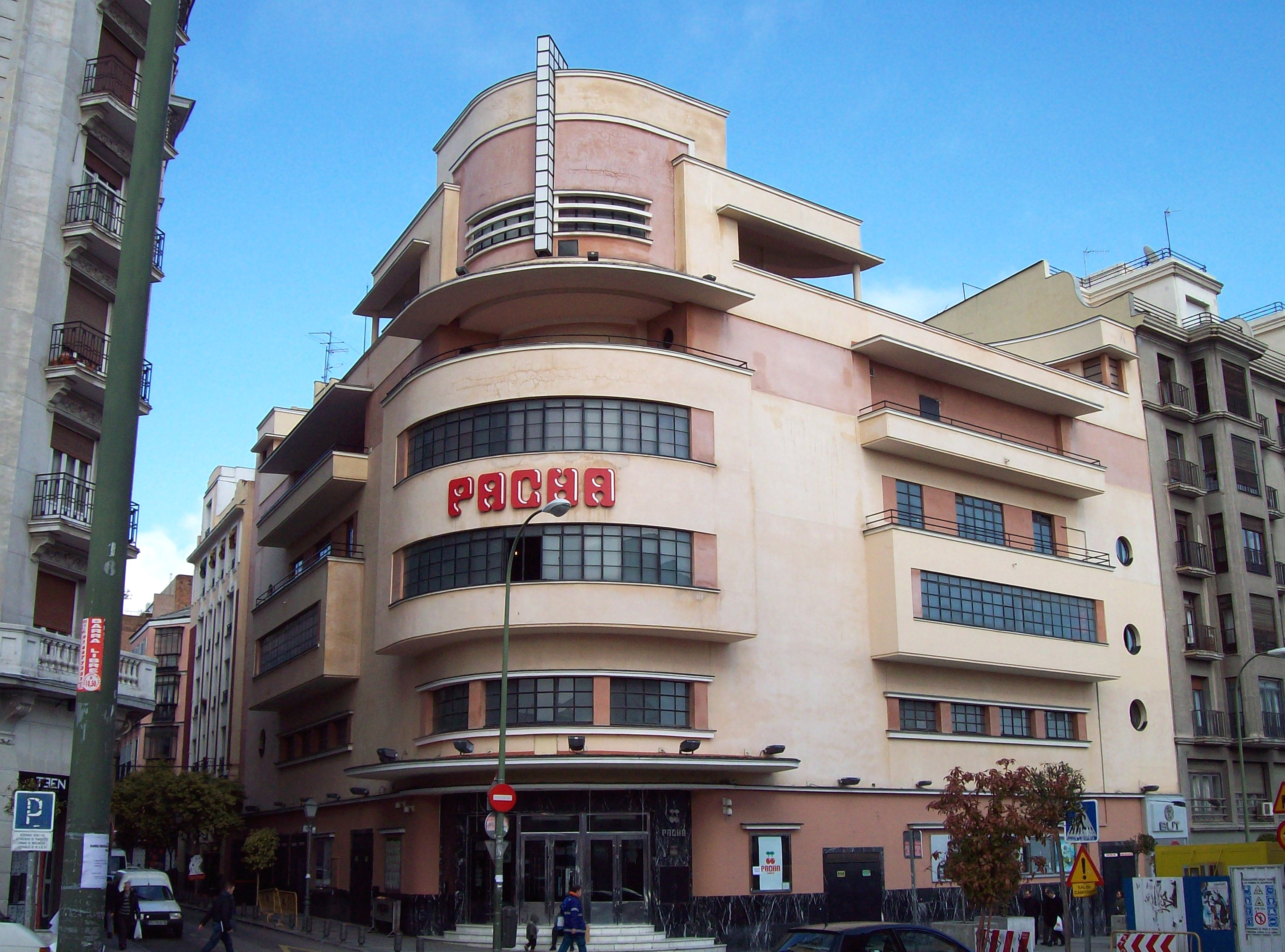
Fachada del Cine Barceló (1931), de Luis Gutiérrez Soto, Madrid
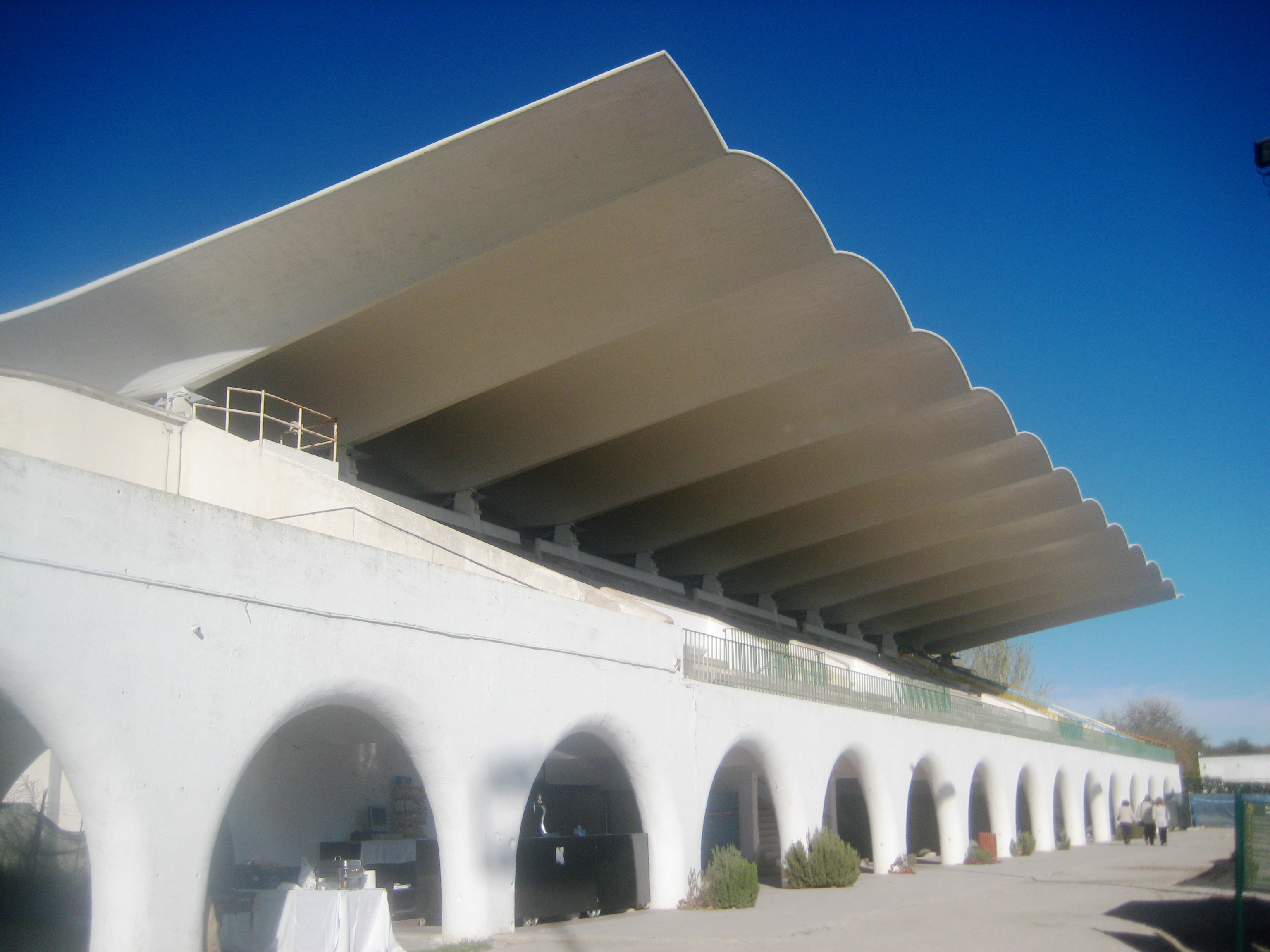
Gradas del hipódromo de la Zarzuela (1931), de Carlos Arniches Moltó, Martín Domínguez Esteban y Eduardo Torroja Miret, Madrid
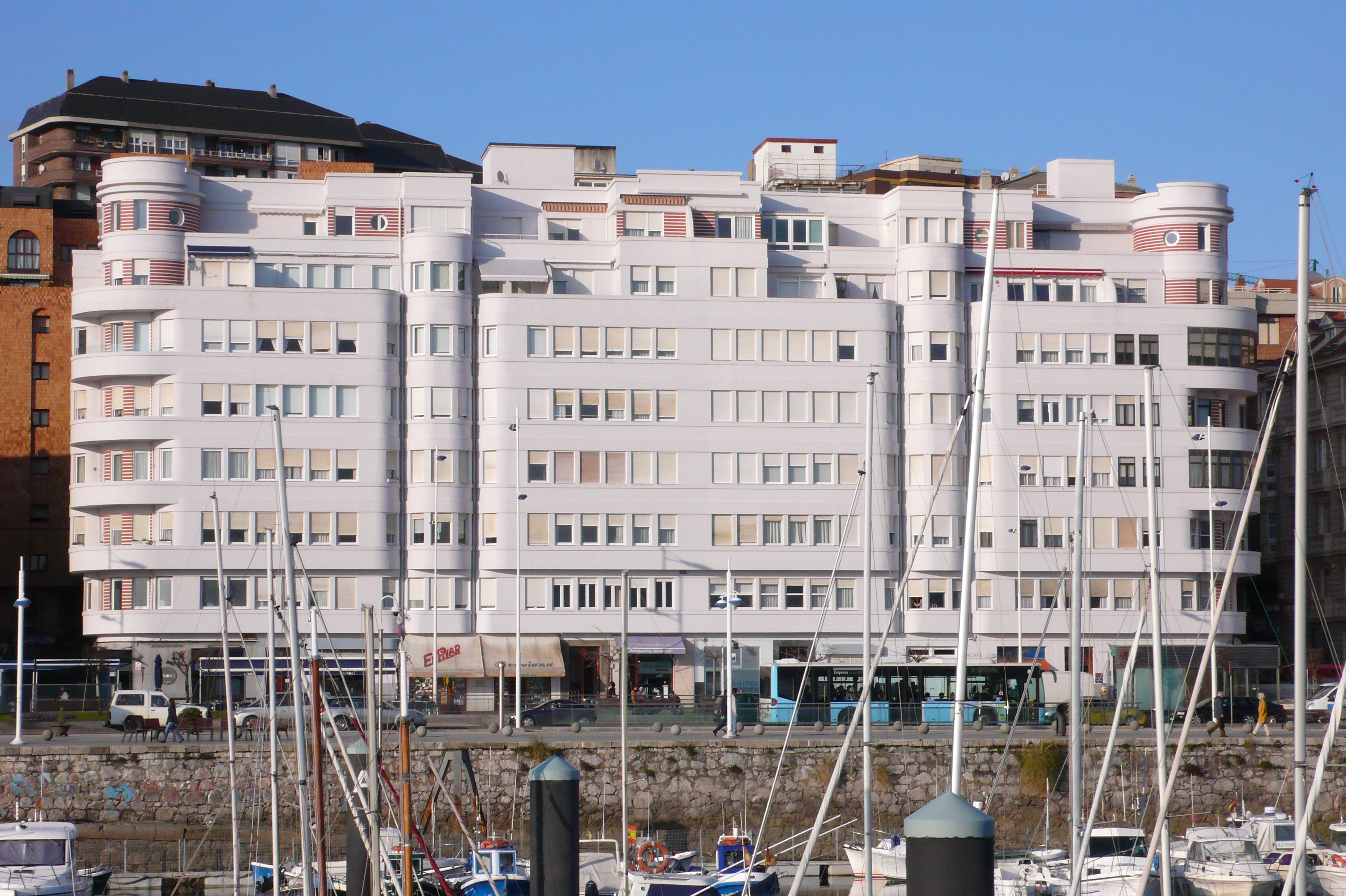
Edificio Siboney (1931), de José Enrique Marrero Regalado, Santander
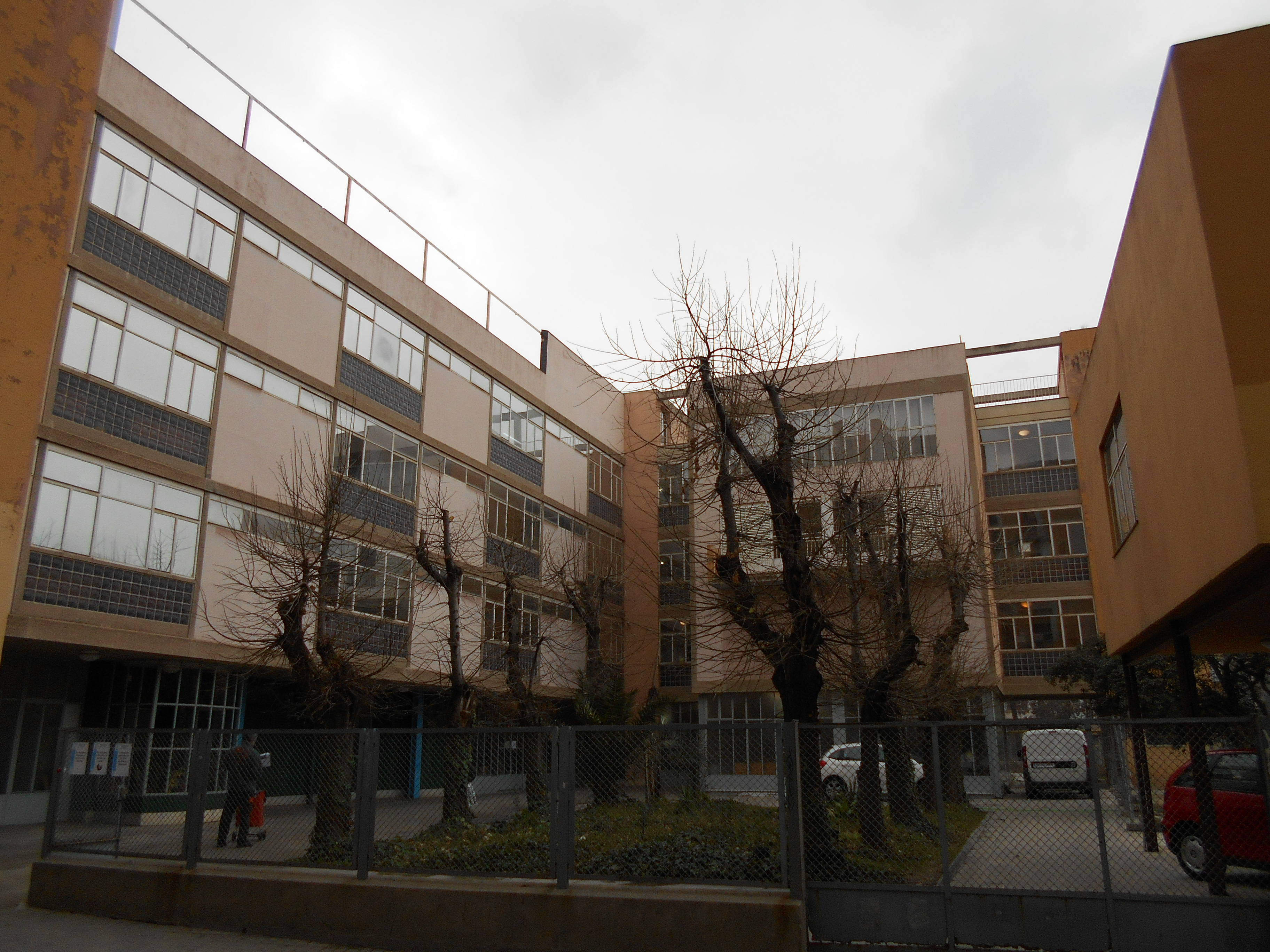
Dispensario Central Antituberculoso (1934-1938), de Josep Lluís Sert, Josep Torres Clavé y Joan Baptista Subirana, Barcelona
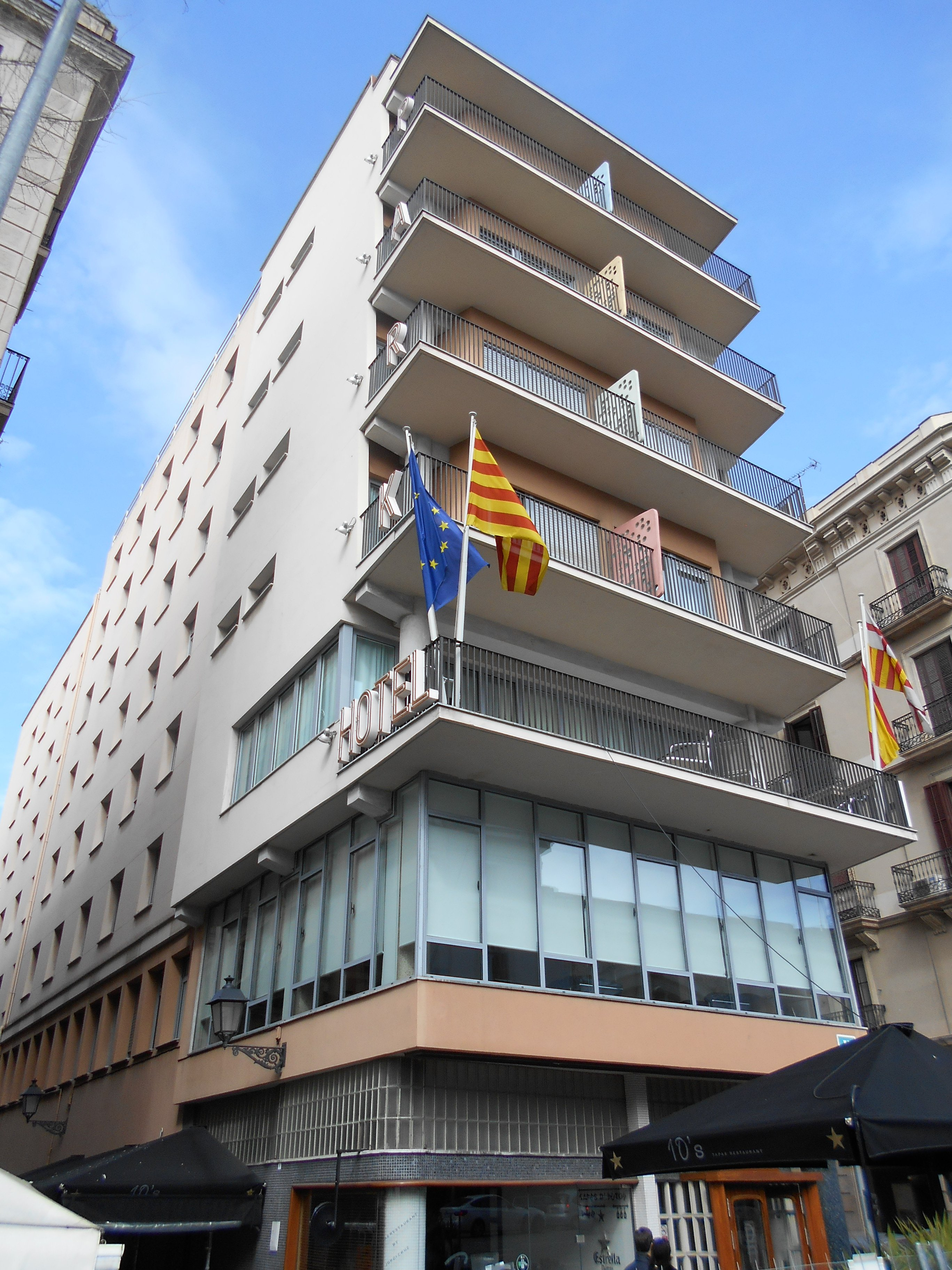
Park Hotel (1950-1954), de Antoni de Moragas, Barcelona

### Portugal

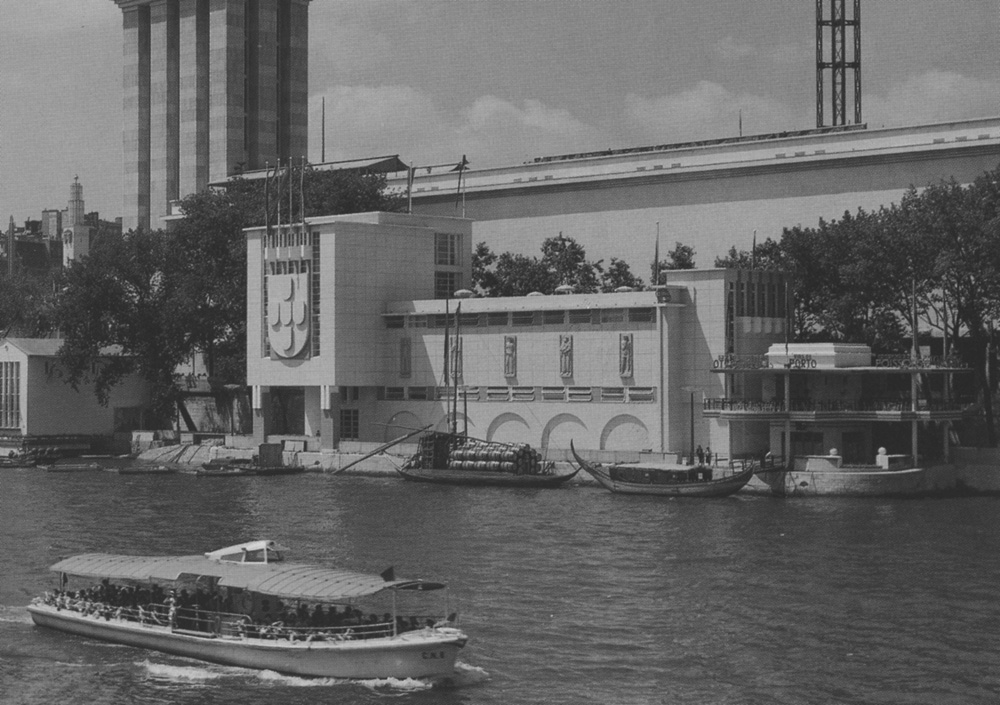
Pabellón de Portugal para la Exposición Internacional de París de 1937, de Francisco Keil do Amaral

Los primeros vestigios de arquitectura racionalista surgieron a mediados de los años 1920 con cierta influencia de Le Corbusier, Gropius y Robert Mallet-Stevens, como se denota en obras como el cine-teatro Capitolio de Luís Cristino da Silva (1925-1931), el Instituto Superior Técnico de Porfírio Pardal Monteiro (1927-1932) y el Pabellón de Radiología de Carlos João Chambers Ramos (1927-1933), todos en Lisboa. Además de los anteriores, cabe citar a Cassiano Branco, autor del Hotel Victoria en Lisboa (1934-1936); y a Francisco Keil do Amaral, fuertemente influido por el neerlandés Dudok (Escuela de Secil en Setúbal, 1938-1940; aeropuerto de Lisboa, 1938-1942).
Durante los inicios de la dictadura de Salazar se produjo una involución, en la que al igual que en otros regímenes totalitarios de la época la arquitectura retornó al academicismo clasicista, con un especial referente en el barroco pombalino (estilo portugués suave). Esto se fue suavizando a partir de los años 1950, en que una nueva generación de arquitectos retomó el lenguaje moderno. Cabe reseñar a Rui Jervis Atouguia, autor del proyecto del barrio das Estacas en Lisboa, inspirado en la Carta de Atenas (1949), la escuela del barrio de São Miguel, donde aplica los brise-soleil lecorbusierianos (1949-1955) y la Fundación Calouste Gulbenkian (1959-1969), con Pedro Cid y Alberto Pessoa; del propio Pessoa cabe destacar el conjunto de viviendas Infante Santo en Lisboa (1952-1955), unos bloques suspendidos sobre pilotis; Jorge Segurado, influido por la arquitectura neerlandesa, autor de la Casa de la Moneda en Lisboa (1953); Fernando Távora, autor de los planes urbanísticos de Campo Alegre (1949) y el barrio de Ramalde en Oporto (1952-1962), inspirados en la Carta de Atenas, así como obras donde desarrolla un racionalismo regionalizado al estilo de Aalto o Le Corbusier en la India (Escuela Primaria do Cedro en Vila Nova de Gaia, 1957-1961; casa de Ofir, 1957-1958); Nuno Teotónio Pereira, autor con Bartolomeu Costa Cabral del conjunto de viviendas Aguas Libres de Lisboa (1953), uno de los de mayor escala del Estilo internacional en Portugal; y Alfredo Viana de Lima, un fiel seguidor de Le Corbusier, como se denota en su casa Arístides Ribeiro en Oporto (1952). También hay que mencionar a Francisco Keil do Amaral en una segunda etapa racionalista, en la que destaca su Feria de las Industrias de Lisboa (1957).

### Grecia

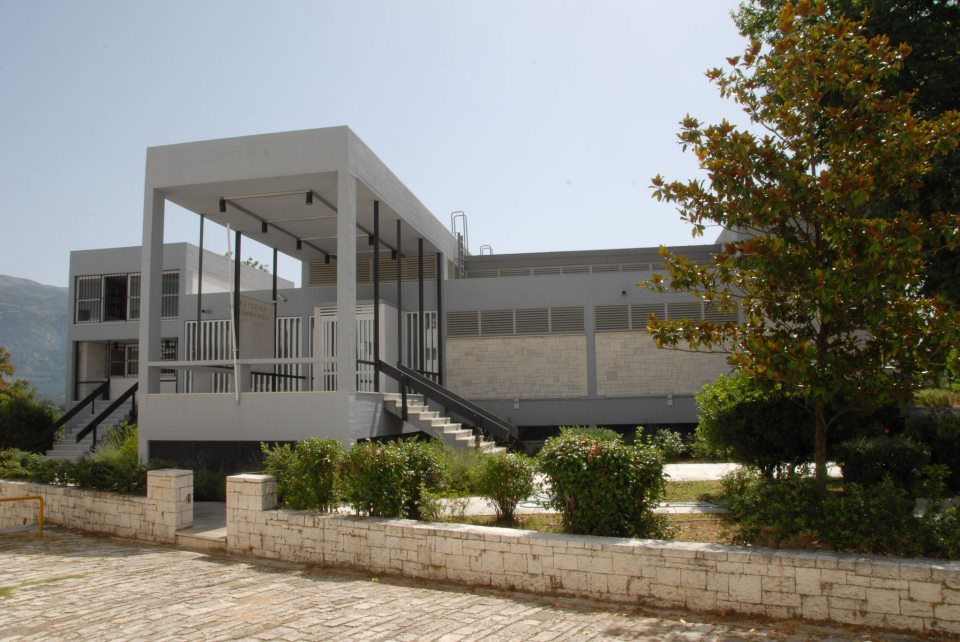
Museo Arqueológico de Ioánina (1963-1966), de Aris Konstantinidis

El racionalismo se fue introduciendo poco a poco en Grecia en los años 1930, en convivencia con la arquitectura tradicional. Entre las primeras obras destaca una villa en Glyfada de Stamos Papadakis (1933). Durante la Segunda Guerra Mundial varios arquitectos abandonaron el país y se instalaron en Francia, donde entraron en el taller de Le Corbusier, como Georges Candilis, Iannis Xenakis y Aristomenes Provelengios. Tras la contienda, el país inició un vasto proceso de reconstrucción, aunque el sector inmobiliario fue abandonado a la inversión privada. En los años 1950 se desarrollan varios grandes proyectos: en 1955 se encargó a Dimitris Pikionis la ordenación de la zona aledaña a la Acrópolis; al año siguiente, Konstantinos Dekavallas recibió el encargo de reconstruir la isla de Santorini, devastada por un terremoto, para lo que desarrolló un ambicioso proyecto de influencia lecorbusieriana; durante esos años Aris Konstantinidis desarrolló igualmente uno de los escasos programas de vivienda social de financiación estatal, al tiempo que, como director de la Oficina de Estudios del Organismo Nacional de Turismo, se encargó de construir numerosos hoteles, como los de Kalambaka, Epidauro y la isla de Poros. En los años 1960 cabe destacar la construcción de varios complejos universitarios en Atenas, Salónica, Creta y otros lugares.
Entre los principales arquitectos se encuentran Dimitris Pikionis, Nikolaos Mitsakis y Patroklos Karantinos. El primero se formó como ingeniero en Atenas y completó sus estudios en la École des Beaux-Arts de París. Sus primeras obras denotan la influencia racionalista por su funcionalidad, simplicidad y su uso de la planta libre, como algunas casas unifamiliares, una escuela en Egina, un teatro al aire libre en Atenas y una escuela en Licabeto. Desde 1935 aunó racionalismo y arquitectura popular: Escuela Experimental en Salónica (1935), complejo residencial de Aixoni, villa y jardín de infancia de Filotei (1950-1960), alcaldía de Volos (1961). Entre 1955 y 1958 se encargó de la ordenación del entorno de la Acrópolis y la colina de Filopagos. Mitsakis estudió en Atenas y fue un firme defensor de la arquitectura moderna. Trabajó en el Ministerio de Educación, donde se encargó de la construcción de numerosas escuelas, con una clara influencia lecorbusieriana, en las que aunó tecnología moderna y materiales tradicionales; destacan la escuela femenina Aristóteles en Atenas, el complejo escolar del barrio de Santa Sofía en Salónica, el Liceo de Dimitsana y las escuelas de Naxos y Tinos. Murió en la Segunda Guerra Mundial. Karantinos se tituló en la Escuela de Arquitectura de Atenas y complementó su formación en París con Auguste Perret. Fue miembro del CIAM, para el que se encargó de organizar el IV Congreso en Atenas (1933). Participó como coordinador en el programa de edificios escolares iniciado en 1928 por Eleftherios Venizelos. Entre sus obras destacan varios edificios para la Universidad de Salónica (1948-1960) y los museos arqueológicos de Iraklion y Salónica (1960).

### Estados Unidos y Canadá

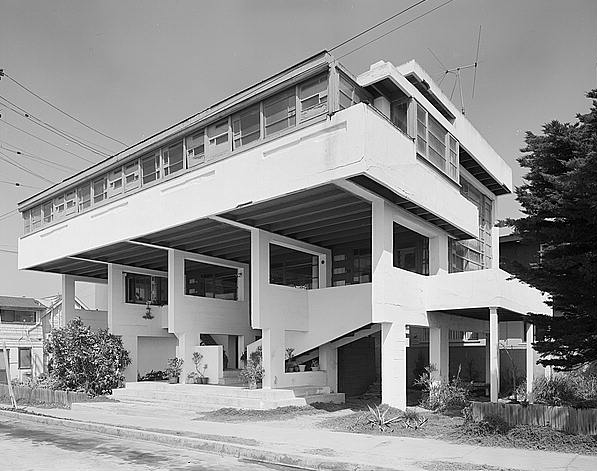
Lovell Beach House (1925-1926), de Rudolf Schindler, Newport Beach, California

Los primeros exponentes de arquitectura racionalista en Estados Unidos se dieron en los años 1920 de mano de arquitectos inmigrantes, como los austríacos Rudolf Schindler y Richard Neutra, establecidos en California. Ambos recibieron la influencia de Adolf Loos, Erich Mendelsohn y Frank Lloyd Wright. Schindler emigró al país en 1913, donde trabajó cinco años en el estudio de Frank Lloyd Wright en Oak Park (Illinois), para establecerse después por su cuenta en Los Ángeles. Su primer proyecto de relevancia fue la casa Schindler-Chase en West Hollywood (1921-1922), con suelos de hormigón, paredes prefabricadas y techos y divisiones internas de madera. Su obra más famosa es la Lovell Beach House en Newport Beach (1925-1926), con una estructura en voladizo de cinco pilares de hormigón que elevan la casa sobre la playa y un espacio de dos niveles que «resalta la unidad y la continuidad del volumen global del interior del edificio», según Hitchcock y Johnson. Otras obras de Schindler fueron: la casa Wolfe en Avalon, Catalina Island (1928-1929), la casa Rodakiewicz en Los Ángeles (1937), la casa Hiler en Hollywood (1944) y la iglesia bautista de Belén en Los Ángeles (1944). La obra de Neutra difiere del racionalismo europeo en su búsqueda de un mayor lujo y confort —no en vano eran residencias para estrellas de Hollywood—, así como una mayor integración de la casa en el paisaje, con grandes ventanales que buscaban transparencia y aportaban una gran luminosidad. Instalado en Estados Unidos en 1923, trabajó también con Wright en Taliesin (Wisconsin). Su mejor obra es la Lovell Health House en Griffith Park, Los Ángeles (1927-1929), construida para el mismo comitente que la casa de Newport Beach de Schindler, el doctor Philip Lovell; esta es una casa de reposo, plena muestra del internacionalismo por su horizontalidad y su estructura de vidrio y metal. Otras obras de Neutra fueron la casa Josef von Sternberg en Northridge, Los Ángeles (1936), la casa Kaufmann en Palm Springs (1947) y la Casa Tremaine en Santa Bárbara (1947-1948).

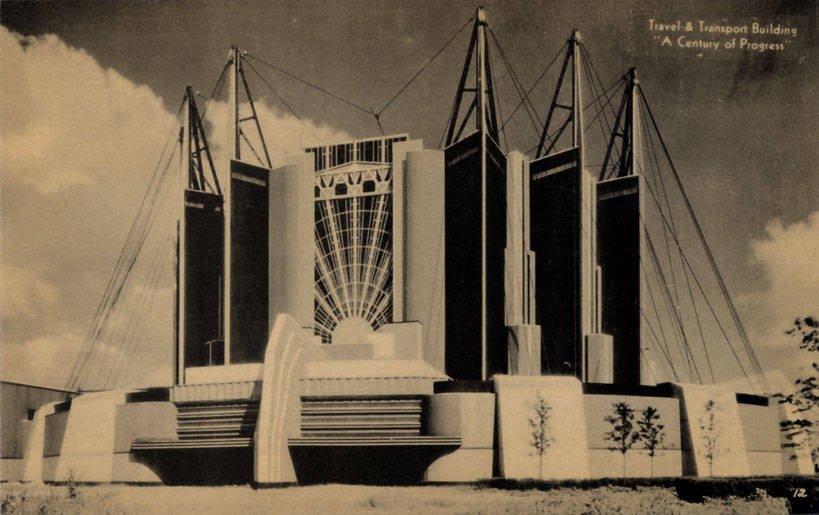
Travel and Transport Building, Century Progress Exposition (1933), de Edward H. Bennett, Hubert Burnham y John A. Holabird

Cuando en 1932 Franklin Roosevelt accedió a la presidencia del país inició un amplio programa constructivo —dentro de la política económica del New Deal— para paliar los efectos del crac de 1929, que recogió en buena medida los principios de viviendas de bajo coste que se habían desarrollado en Europa. Walter Gropius y Marcel Breuer diseñaron un pueblo obrero en New Kensington (Pensilvania), en 1940, basado en viviendas prefabricadas. Gropius colaboró con la General Panel Corporation para la estandarización de piezas estructurales, lo que se convirtió en un habitual método de construcción. La política del New Deal favoreció la difusión de un nuevo tipo de arquitectura más funcional y ligada al diseño industrial, en la que se denotó la influencia de diseñadores como Norman Bel Geddes y Henry Dreyfuss. En este contexto, la arquitectura estadounidense se empezó a distanciar ligeramente del rígido racionalismo cúbico europeo, con formas más funcionales y aerodinámicas (Streamline moderne), como se denota en la fábrica de embotellado de Coca-Cola en Los Ángeles (1936), de Robert V. Derrah.
Otro factor dinamizador de la arquitectura moderna fueron las ferias de muestras, como la Century Progress Exposition de Chicago de 1933 o la World's Fair de Nueva York de 1939. En Chicago se presentaron obras elaboradas con nuevos materiales como el aluminio, la baquelita y el amianto, y diseños innovadores como la casa Dymaxion de Richard Buckminster Fuller o como el Travel and Transport Building de Edward H. Bennett, Hubert Burnham y John A. Holabird, con un techo metálico sostenido por cables procedentes de doce torres de acero. En Nueva York se presentaron obras de arquitectos racionalistas de todo el mundo, entre las que destacaron los pabellones de Venezuela, de Gordon Bunshaft; y de Brasil, de Lúcio Costa, Oscar Niemeyer y Paul Lester Wiener.

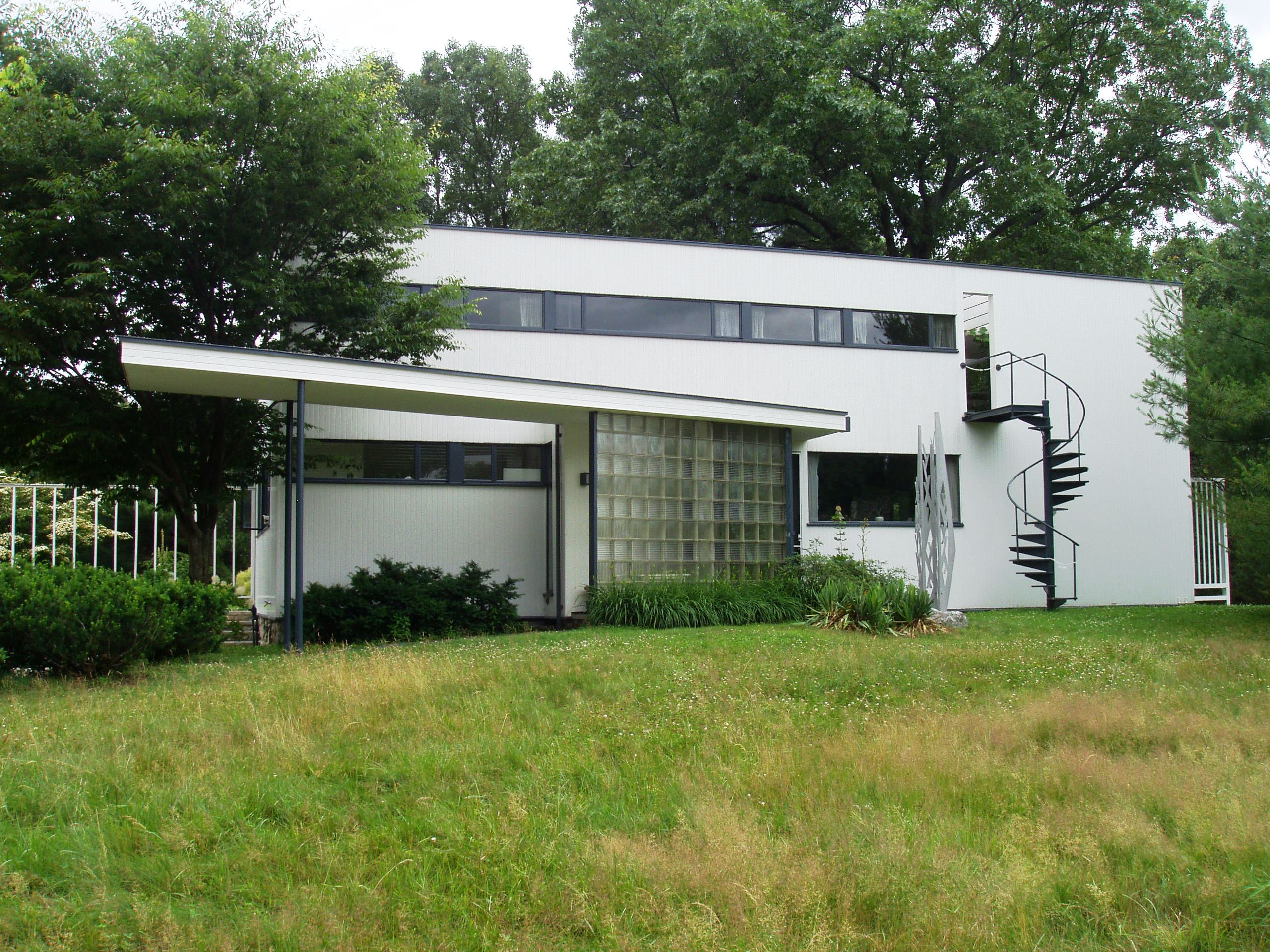
Gropius House (1938), de Walter Gropius, Lincoln (Massachusetts)

En los años 1930 llegaron al país numerosos arquitectos europeos que huían de los regímenes totalitarios y que trasladaron al nuevo continente los principios del racionalismo. Numerosos docentes de la Bauhaus emigraron a Estados Unidos, entre ellos Walter Gropius, Ludwig Mies van der Rohe, Ludwig Hilberseimer, László Moholy-Nagy, Marcel Breuer y Josef Albers. Moholy-Nagy fundó en Chicago en 1937 la New Bauhaus, en el seno del Instituto de Diseño de Chicago. Gropius pasó a dar clases en la Universidad de Harvard. Mies van der Rohe trabajó desde 1938 en el Illinois Institute of Technology de Chicago (IIT). Otro exiliado fue el español Josep Lluís Sert, sucesor en 1958 de Gropius en Harvard.
Gropius ejerció en su periplo americano una notable labor tanto docente como constructiva. Como director de la Graduate School of Design de la Universidad de Harvard impulsó tanto la arquitectura como el diseño en el nuevo continente, de forma análoga a su labor de liderazgo en la Bauhaus. En 1938 diseñó su casa en Lincoln (Massachusetts), que se convertiría en un icono del diseño residencial moderno por su cubierta plana, sus muros blancos y sus ventanas corridas. Al año siguiente planeó con Marcel Breuer el Pabellón de Pensilvania para la World's Fair de Nueva York, original por sus nuevas ideas volumétricas. En 1945 se asoció con siete jóvenes arquitectos en la firma The Architects' Collaborative (TAC), con la que emprendió proyectos de mayor envergadura basados en buena medida en las nuevas tecnologías, como el Harvard Graduate Center en Cambridge (Massachusetts, 1948-1950), la American Association for the Advancement of Science en Washington D. C. (1951) y la Embajada de Estados Unidos en Atenas (1956). Como director de la Graduate School of Design formó a una nueva generación de arquitectos entre los que se encuentran Philip Johnson, Ieoh Ming Pei, Henry N. Cobb, Paul Rudolph y Benjamin C. Thompson.

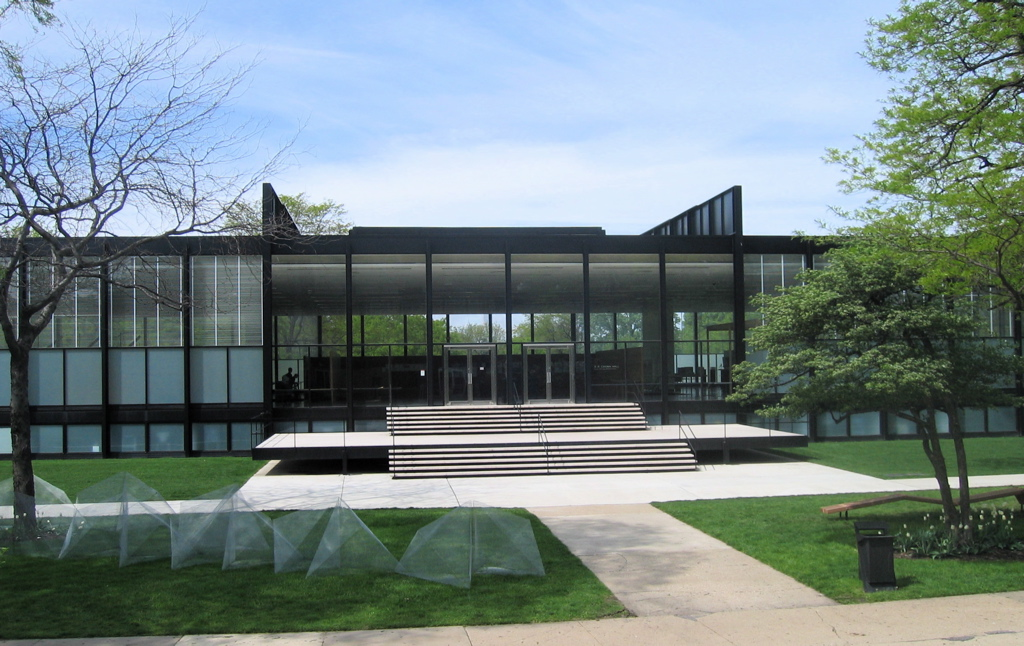
Crown Hall del Illinois Institute of Technology (1952-1956), de Ludwig Mies van der Rohe, Chicago

Ludwig Mies van der Rohe fue el responsable de la segunda edad de oro arquitectónica de Chicago desde la escuela de los primeros rascacielos de Sullivan y Jenney, con obras como los rascacielos gemelos Lake Shore Drive Apartments (1951) o el Crown Hall (1956). En su etapa americana, Mies se mantuvo en la ortodoxia racionalista, con una progresiva simplificación formal y una ausencia casi total de proyección urbanística. Se esforzó por adaptar el racionalismo europeo a la especial idiosincrasia norteamericana, que consiguió con su denominada «fórmula miesiana», un estilo más simétrico, geométrico, refinado y distinguido, más monumental que en sus construcciones europeas, una fórmula que se tradujo especialmente en sus grandes rascacielos, con un edificio tipo de forma cúbica con estructura metálica y revestimiento de vidrio. Su fama aumentó gracias a la exposición organizada en 1947 en el Museo de Arte Contemporáneo de Chicago.
En 1939 diseñó el nuevo campus del Illinois Institute of Technology, con un módulo regular que podía ir expandiéndose en futuras ampliaciones y edificios en forma de bloques rectangulares de acero y cristal. Para la misma institución construyó el Centro de Investigaciones sobre Minerales y Metales (1942-1943), el Alumni Memorial Hall (1945-1946) y la Escuela de Arquitectura o Crown Hall (1952-1956), constituida por una caja rectangular de cristal elevada del suelo y sostenida por cuchillos de armadura de acero, con planta libre en el interior. Las obras en el IIT representan una primera forma genérica de Mies en su etapa americana, la de elementos de un solo nivel sin divisiones, con espacio y volúmenes unificados; la segunda serían los rascacielos de acero reticulado, como el Seagram Building, construido en Nueva York entre 1954 y 1958 en colaboración con Philip Johnson, uno de los primeros rascacielos de «nueva generación». Destaca en esta etapa su casa Farnsworth (1945-1951) en Plano (Illinois), una obra que preludiaba el minimalismo, compuesta por una estructura cúbica de acero cincado de color blanco, elevada del suelo 1,2 m por ocho puntales de acero con forma de H, con un único piso que comprende un porche y la vivienda, completamente acristalada, un espacio diáfano que incluye una zona de servicios con dos cuartos de baño, cocina, despensa y chimenea, separados del resto por tabiques de madera. Entre 1952 y 1954 construyó el Palacio de Congresos de Chicago y, entre 1955 y 1963, una serie de edificios en el distrito Lafayette Park de Detroit, un proyecto conjunto con Ludwig Hilberseimer en el que dispuso una serie de casas en hilera con rascacielos entrelazados. Entre sus últimas obras se encuentran el Federal Center (1959-1964) y la Dirección Regional de IBM (1966-1969) en Chicago.

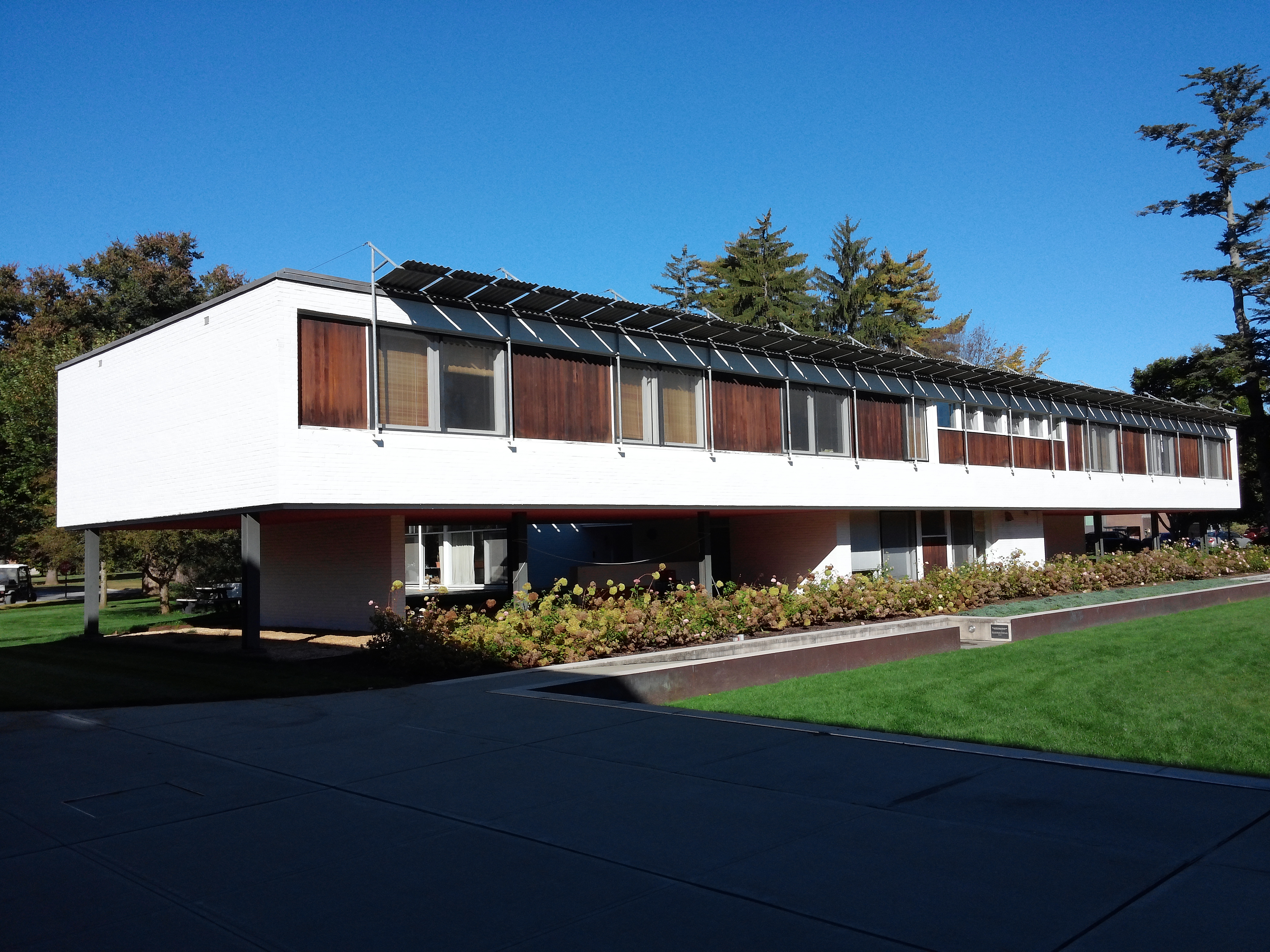
Dexter M. Ferry Cooperative House (1948-1951), de Marcel Breuer, Vassar College, Poughkeepsie (Nueva York)

Marcel Breuer trabajó con Walter Gropius hasta 1941, fecha en que creó su propio estudio, primero en Cambridge (Massachusetts) y luego en Nueva York. Una de sus primeras obras de relevancia fue la Ferry House en el Vassar College de Poughkeepsie (Nueva York, 1948-1951), una casa en forma de T con una planta baja para las zonas comunes y un piso superior elevado sobre columnas para los dormitorios, con un voladizo que cumplía la función de parasol. En los años 1950 se fue regionalizando y sus obras denotaron un sello más expresionista, como en la abadía de St. John en Collegeville, Minnesota (1953-1961, con Hamilton Smith), el Whitney Museum of American Art en Nueva York (1963-1966) y el complejo de IBM en Boca Ratón, Florida (1967-1977).

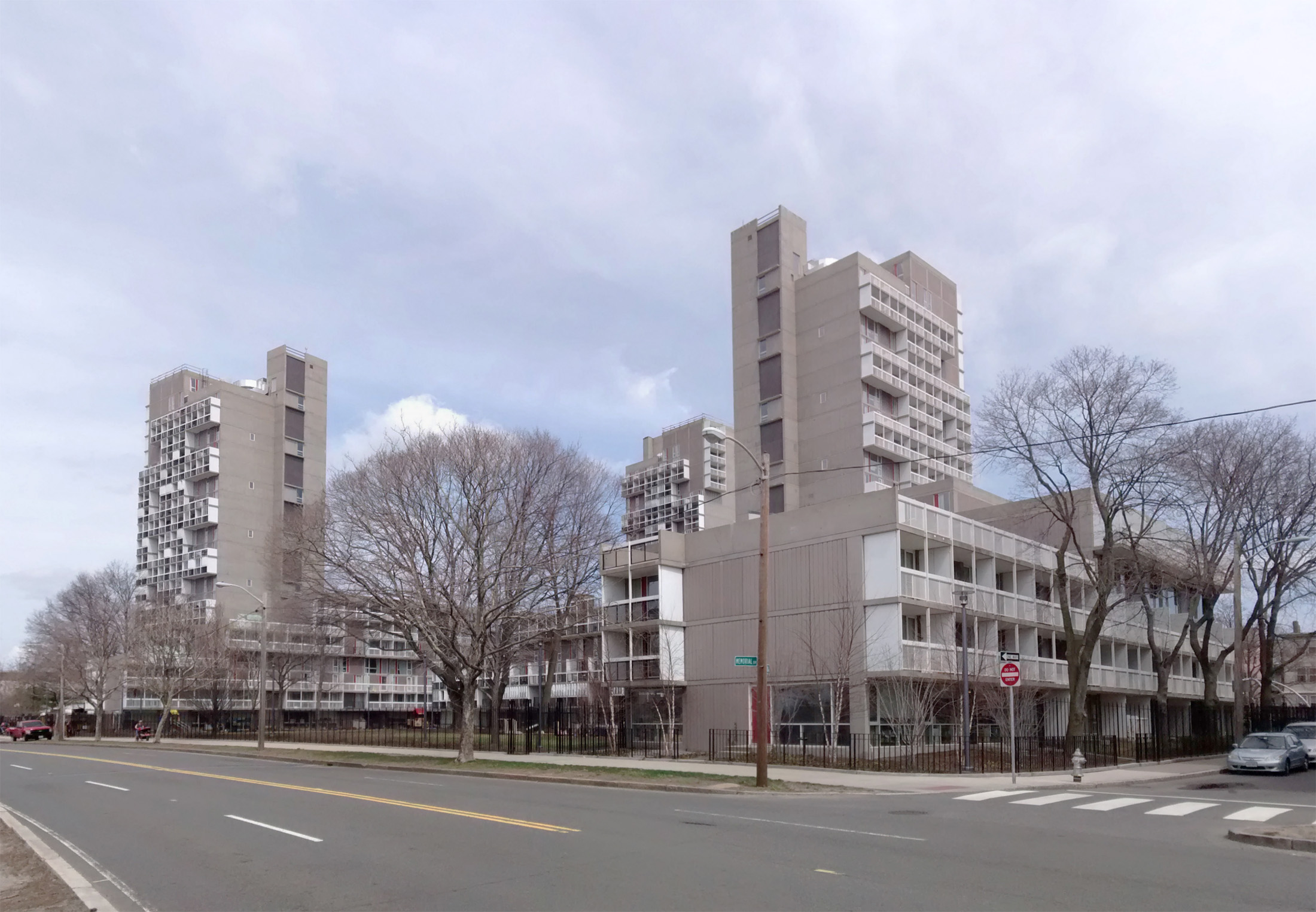
Peabody Terrace (1963-1965), de Josep Lluís Sert, Universidad de Harvard, Cambridge (Massachusetts)

Entre los inmigrantes se encuentra también el español Josep Lluís Sert, emigrado en 1939. Fue profesor en las universidades de Yale (1944-1945) y Harvard, de la que fue decano de la Graduate School of Design (1953-1969). Para Harvard construyó el Peabody Terrace (1963-1965), un conjunto de apartamentos para estudiantes casados, compuesto de tres edificios altos rodeados de otros más bajos para equipamientos sociales, en un entorno ajardinado, realizado en hormigón libre y con una retícula de balcones con brise-soleil; para las medidas utilizó la escala Modulor de Le Corbusier. Fue autor también de la embajada estadounidense en Bagdad (1955-1960), el Holyoke Center de la Universidad de Harvard (1958-1965) y el Charles River Campus de la Universidad de Boston (1960-1967).

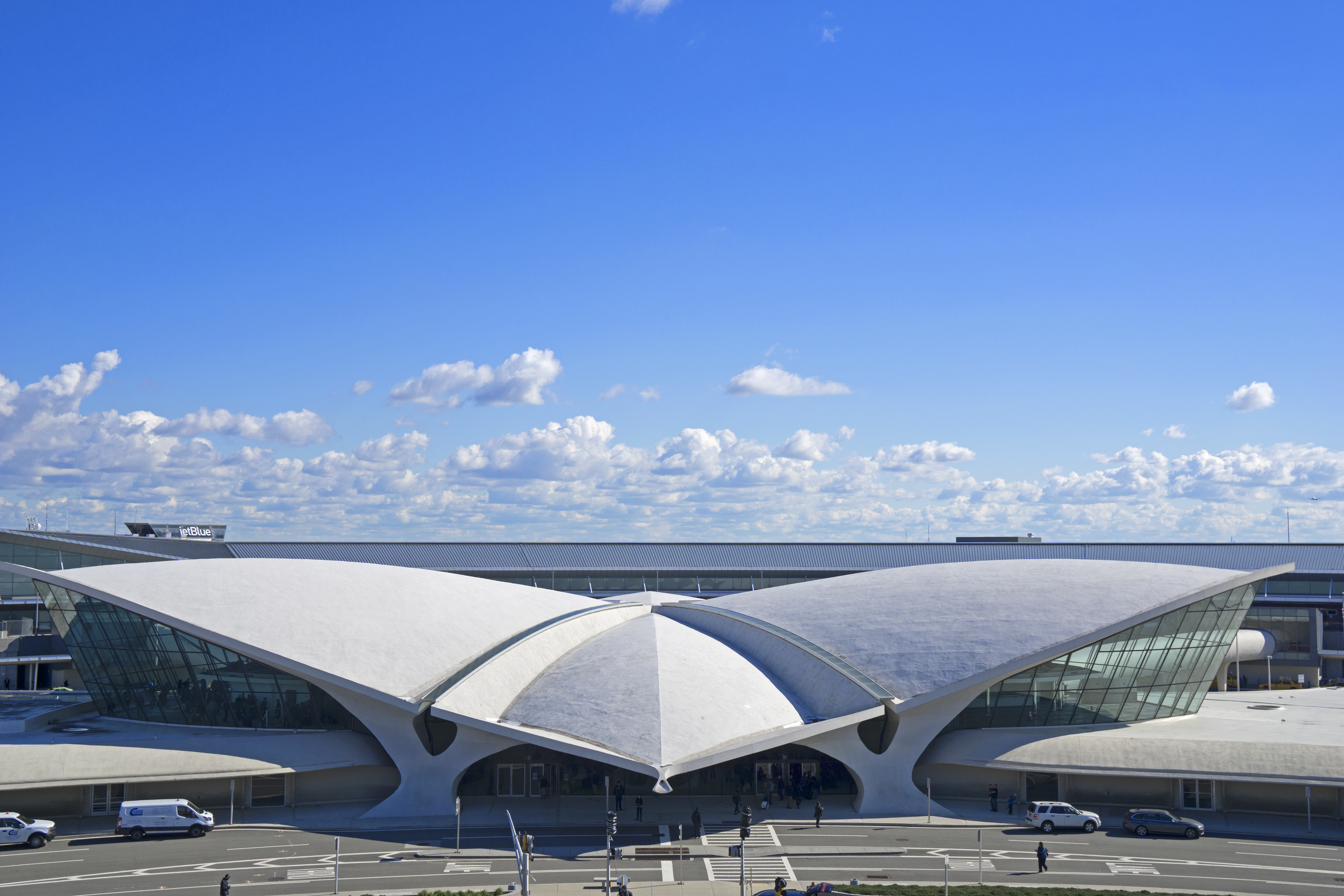
Terminal de la TWA del Aeropuerto Internacional John F. Kennedy (1956-1962), de Eero Saarinen, Nueva York

También se instaló en Estados Unidos en 1923 el finlandés Eliel Saarinen, asociado desde 1937 con su hijo Eero Saarinen. Fue profesor de la Universidad de Míchigan y desarrolló su obra en el medio oeste americano, como la Academia de Artes Cranbrook en Bloomfield Hills (Míchigan, 1926-1943), el Kleinhans Music Hall en Búfalo (Nueva York, 1938) y la Tabernacle Church of Christ en Columbus (Indiana, 1940). Hasta su muerte fue presidente de la Academia de Artes Cranbrook, entre cuyos alumnos se encuentran Charles Eames y Fumihiko Maki. Su hijo Eero trabajó conjuntamente con él hasta su fallecimiento en 1950, fecha en que fundó su propio estudio. Su capacidad inventiva le otorgó fama mundial, hasta el punto que la revista Architectural Forum lo describió como «el joven arquitecto más famoso de América y, posiblemente, de todo el mundo». Sus principales realizaciones fueron edificios corporativos y aeropuertos, con un esmerado diseño de aspecto tecnológico que otorga a sus obras una mayor riqueza estética que la regular austeridad habitual del Estilo internacional, cuyas premisas trató con un modo personal e inimitable. Su primera obra relevante fue el Centro Técnico de la General Motors en Warren, Míchigan (1948-1956), un complejo horizontal compuesto por cajas de vidrio dispuesto en torno a un lago, un depósito de agua y una cúpula baja, al que siguieron el Kresge Auditorium del Massachusetts Institute of Technology en Cambridge, Massachusetts (1953-1955), la embajada de Estados Unidos en Londres (1955-1960, con la firma Yorke Rosenberg Mardall), el centro de investigación de IBM en Yorktown, Nueva York (1957-1961), varios edificios para la Universidad de Yale (1958-1962), la terminal de la TWA del Aeropuerto Internacional John F. Kennedy en Nueva York (1956-1962), las oficinas de John Deere & Co. en Moline, Illinois (1957-1963) y la terminal del Dulles International Airport en Chantilly, Virginia (1958-1963), una de sus últimas y mejores obras, con un techo curvo invertido sostenido por pilares macizos y un espacio único de vidrio.

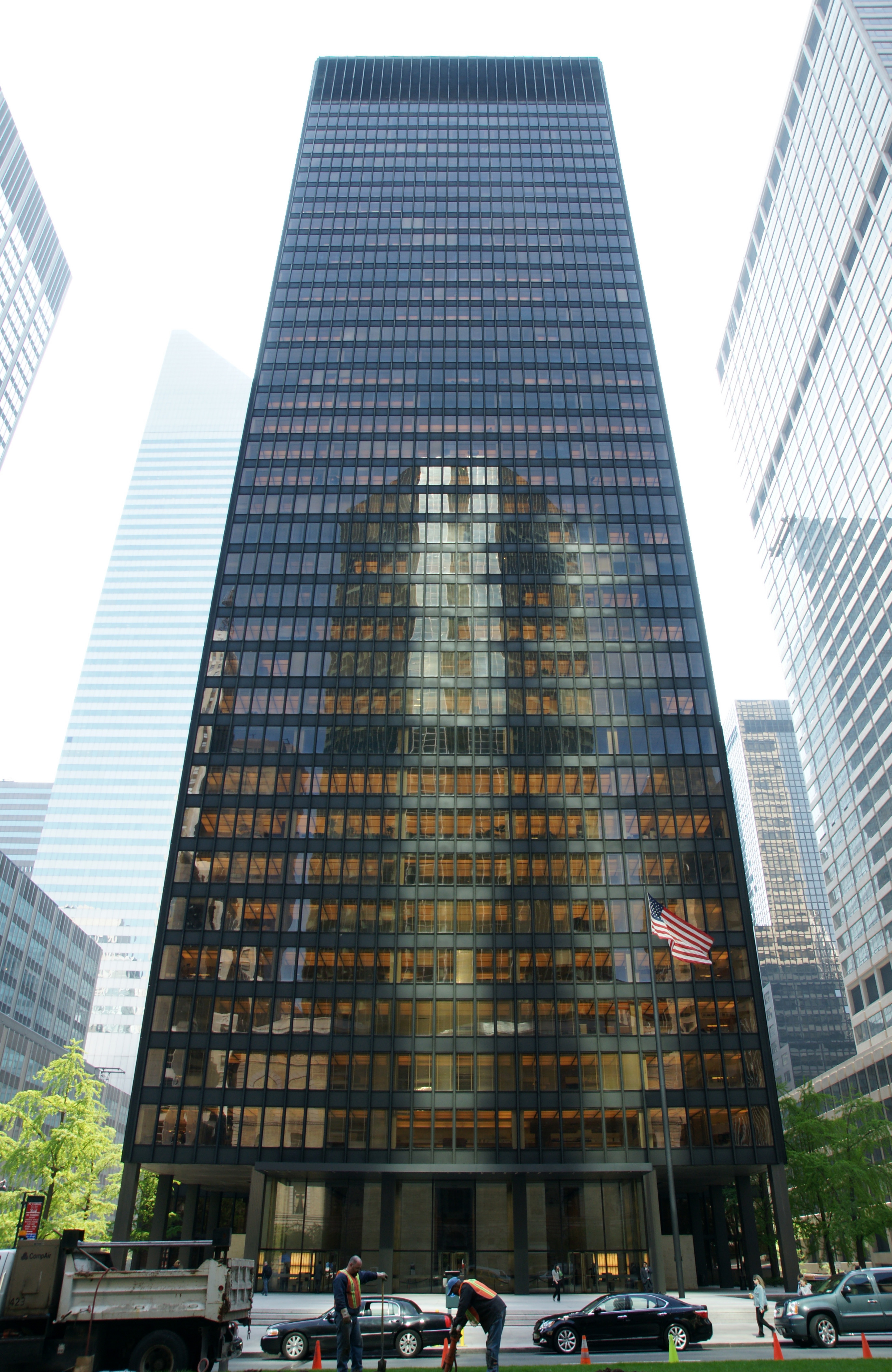
Seagram Building (1954-1958), de Ludwig Mies van der Rohe y Philip Johnson, Nueva York

La principal tipología arquitectónica por antonomasia en Estados Unidos fue el rascacielos. Como exponente de una arquitectura netamente corporativa, este modelo de edificio se convirtió en el paradigma de la economía capitalista norteamericana, un símbolo de poder, progreso y modernidad que se convertiría en el nuevo monumento urbano de las ciudades norteamericanas. Tras los primeros rascacielos de la Escuela de Chicago, entre los años 1920 y 1960 se vivió una ola de construcciones de este tipo por todo el país, inicialmente ligadas al art déco —como los famosos edificio Chrysler y Empire State Building— y posteriormente al racionalismo, sobre todo después de la Segunda Guerra Mundial. Algunos de los primeros exponentes de rascacielos de Estilo internacional fueron: el McGraw-Hill de Nueva York (1931), de Raymond Hood; el Philadelphia Savings Fund Society de Filadelfia (1931-1932), de William Lescaze y George Howe; y el Rockefeller Center de Nueva York (1931-1939), de Reinhard & Hofmeister, Corbett, Harrison & MacMurray y Hood, Godley & Fouilhoux. Posteriormente son de destacar: el Equitable Life Assurance de Portland (Oregón, 1944-1947), de Pietro Belluschi; y la Secretaría de las Naciones Unidas en Nueva York (1947-1950), de Wallace Harrison y Max Abramovitz, con el asesoramiento de un grupo de arquitectos internacionales. El gran maestro de la construcción de rascacielos fue Ludwig Mies van der Rohe, autor de algunos de los mejores exponentes, caracterizados por sus retículas de acero y vidrio: apartamentos Lake Shore Drive de Chicago (1948-1951); Esplanade Apartments en Chicago (1953-1956); Seagram Building en Nueva York (1954-1958, con Philip Johnson); IBM Building de Chicago (1973). Por último cabe citar la firma Skidmore, Owings & Merrill (SOM), fundada en Chicago en 1936, formada por arquitectos e ingenieros —entre los que destacó Gordon Bunshaft, diseñador jefe de la oficina de Nueva York—, responsable de los rascacielos Lever House en Nueva York (1950-1952), Inland Steel Building en Chicago (1955-1958), Union Carbide Building en Nueva York (1960) y Chase Manhattan Bank en Nueva York (1955-1961).

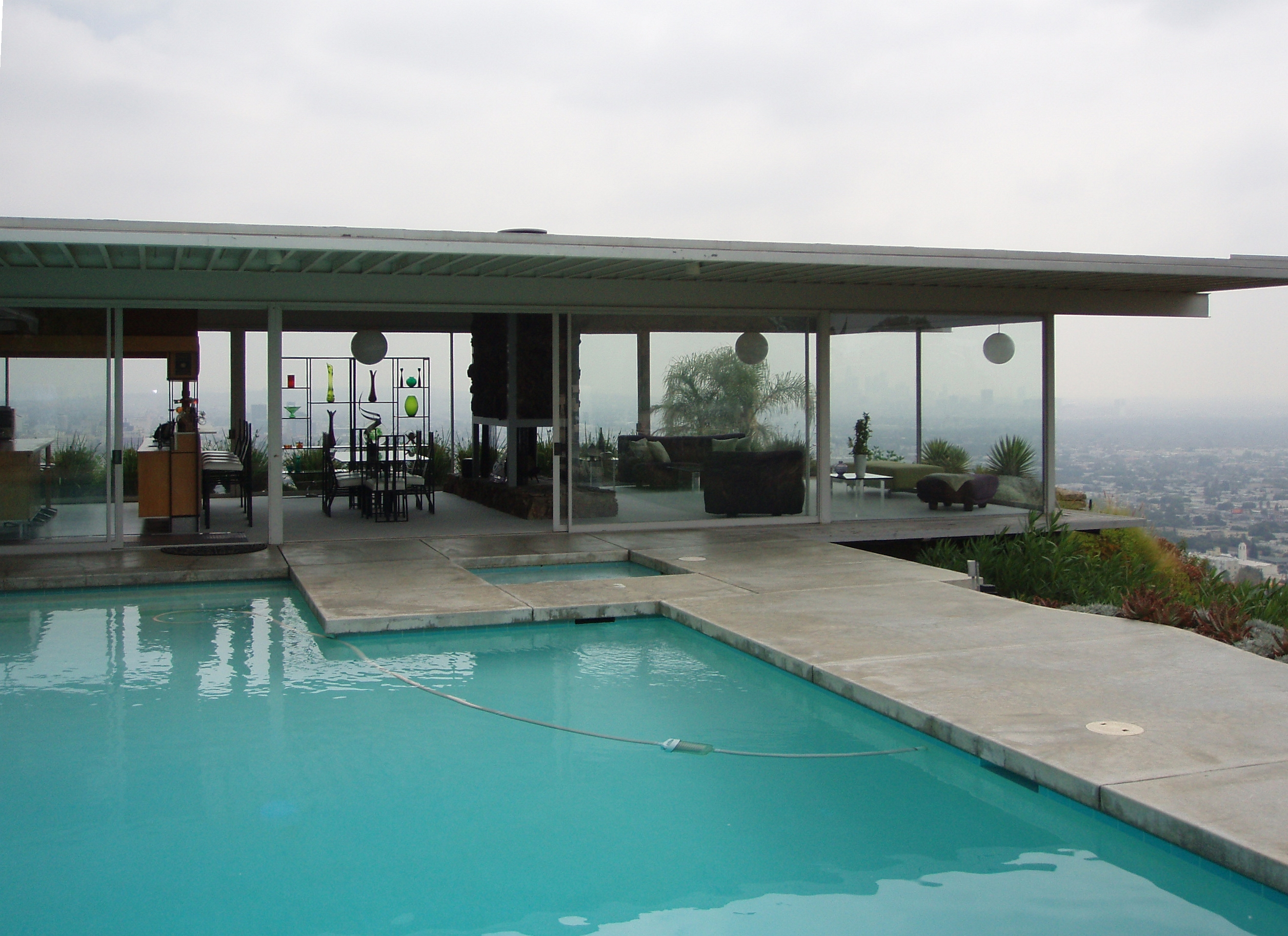
Case Study House Nº 22. Stahl House (1960), de Pierre Koenig, Hollywood Hills, Los Ángeles

Tras la Segunda Guerra Mundial, las nuevas necesidades en vivienda comportaron la aparición de las llamadas Case Study Houses, un tipo de casas modelo baratas y eficientes promovido por la revista Arts & Architecture, que logró la participación en sus diseños de arquitectos como Richard Neutra, Raphael Soriano, Craig Ellwood, Charles Eames, Pierre Koenig y Eero Saarinen. Una de las más influyentes fue la casa Eames en Pacific Palisades (1945-1949), de Charles Eames y su mujer Ray Kaiser, con una estructura de acero y vidrio recubierta de paneles metálicos de colores básicos, elaborada con elementos prefabricados y decorada con mobiliario de los propios Eames. Las características principales de la «nueva casa americana» eran la horizontalidad y la intercomunicación de espacios, como se denota en la casa Farnsworth de Mies o en la casa modelo de Marcel Breuer para la exposición del MoMA de 1949.

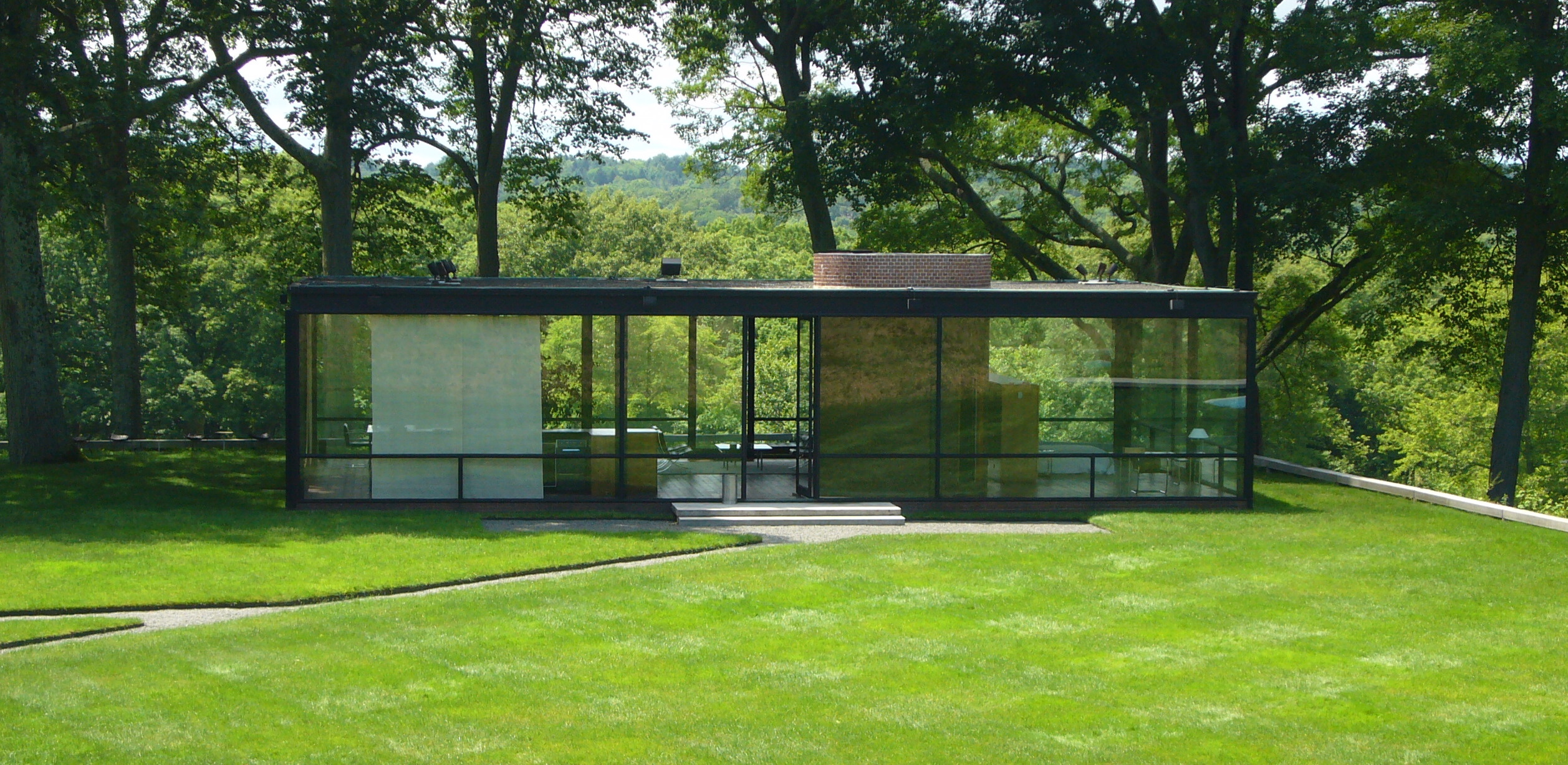
Glass House (1949), de Philip Johnson, New Canaan (Connecticut)

Entre los arquitectos estadounidenses de posguerra destacó Philip Johnson, el padre con Hitchcock del término Estilo internacional. Fue el primer ganador del premio Pritzker en 1979, considerado el «Nobel de los arquitectos». En 1949 construyó su casa, llamada Glass House, en New Canaan (Connecticut), inspirada en la casa Farnsworth de Mies van der Rohe. Emplazada sobre un podio de ladrillo presenta una caja rectangular de espacio único delimitado por columnas en las esquinas, el centro y las entradas, con un núcleo cilíndrico para los servicios inspirado —según Johnson— en un dibujo de Kasimir Malevich. En 1950 realizó la ampliación del Museum of Modern Art de Nueva York, al que en 1953 añadió un jardín de esculturas. Entre 1954 y 1958 colaboró con Mies van der Rohe en el Seagram Building. En los años 1960 su estilo se volvió más ecléctico, como se denota en la Sheldon Memorial Art Gallery de Lincoln, Nebraska (1963), tras la cual prácticamente abandonó el Estilo internacional.

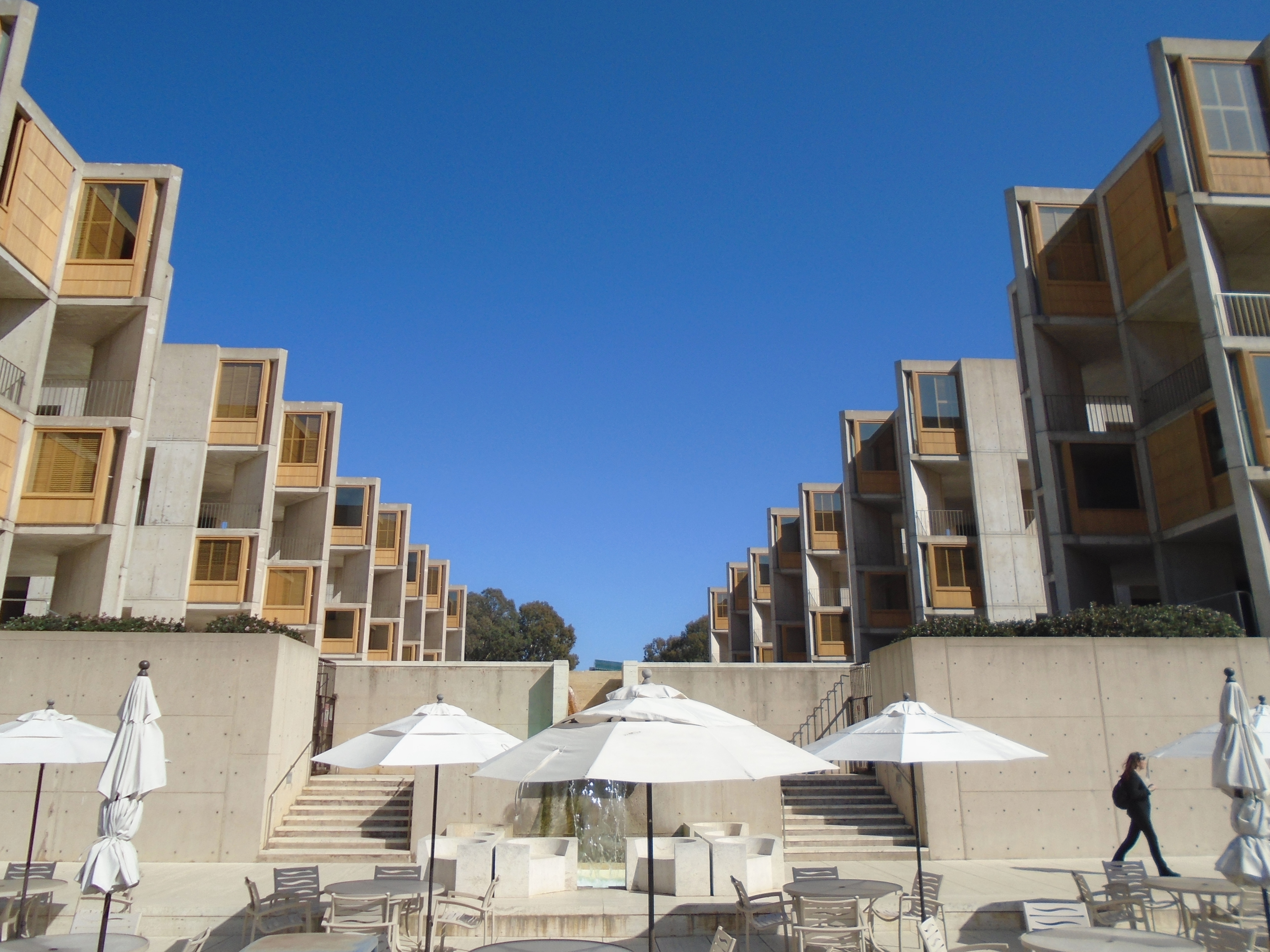
Instituto Salk (1959-1965), de Louis Kahn y Anne Griswold Tyng, La Jolla, California

Paul Rudolph estudió con Gropius y Breuer en Harvard, y abrió su despacho en 1952. Fue decano de la Escuela de Arquitectura de Yale (1958-1962). Realizó sus primeras obras en Florida: Healy Guest House (1948-1949), casa Hook (1951-1952) y Riverview High School (1957-1958), todas en Sarasota, de un austero formalismo típico de la línea pedagógica de la Bauhaus y Harvard. Posteriormente destacó su Art and Architecture Building de la Universidad de Yale (New Haven, Connecticut, 1958-1962), un edificio de sólida apariencia volumétrica y marcada verticalidad, realizado en hormigón rayado.
Louis Kahn fue un arquitecto formado en el racionalismo que sin embargo reinterpretó de forma personal, con cierta influencia de la arquitectura antigua y una gran preocupación por el material y la incidencia de la luz, con tendencia a la monumentalidad y una cierta apariencia monolítica. De origen estonio, se nacionalizó estadounidense en 1914 y fue profesor en las universidades de Yale y Pensilvania. Abrió su despacho en 1937 en Filadelfia; en 1941 se asoció a George Howe y Oscar Stonorov y, en 1945, a Anne Griswold Tyng. Asistió a varios congresos de los CIAM y fue miembro del Team X. Entre sus obras destacan la Galería de Arte de la Universidad Yale (1951-1953), los laboratorios de investigación médica Richards de la Universidad de Pensilvania (1957-1964) y el Instituto Salk en La Jolla, California (1959-1965, con Anne Tyng).

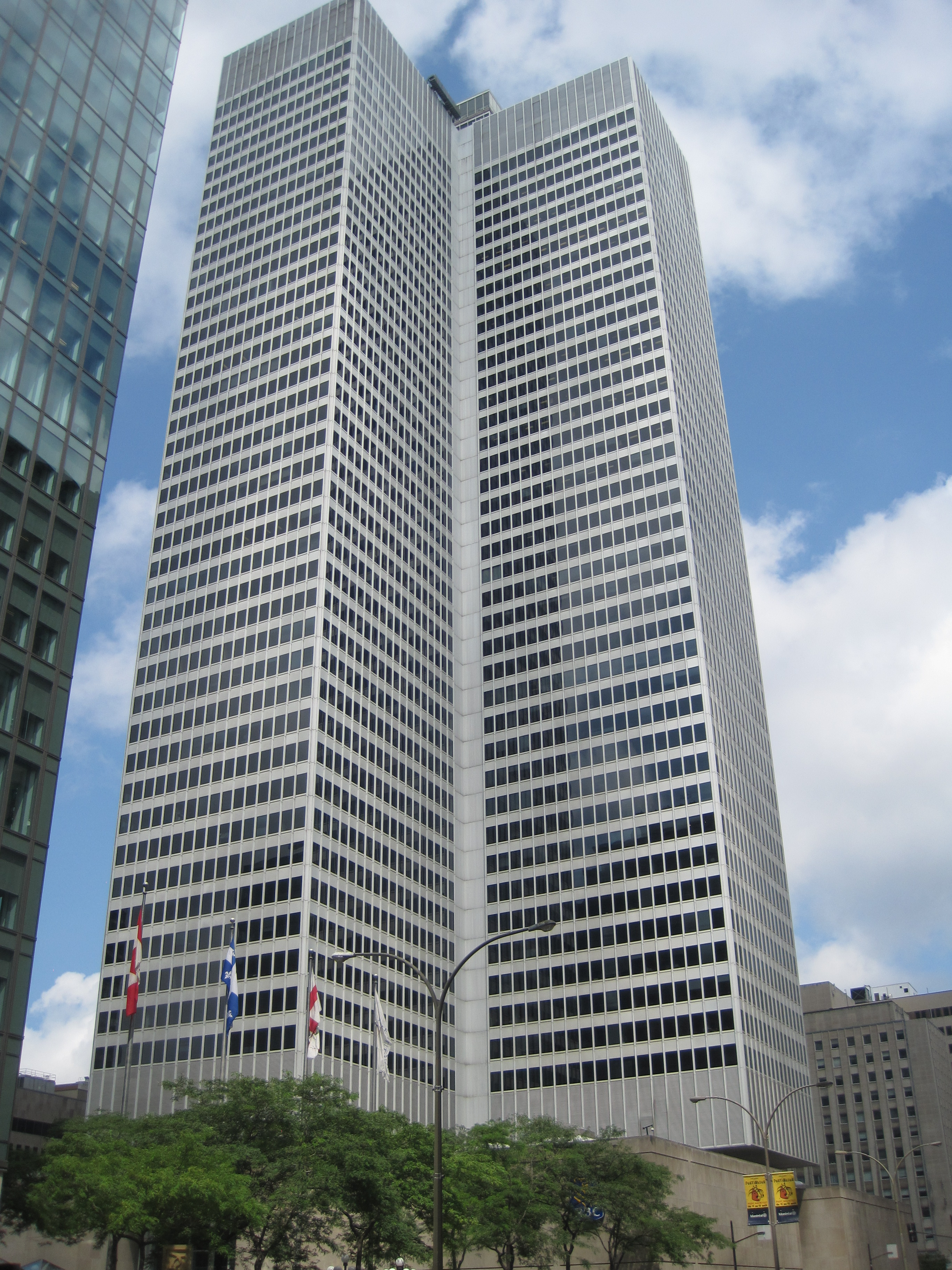
Rascacielos Place Ville-Marie (1958-1964), de Arcop e Ieoh Ming Pei, Montreal

En último lugar cabe mencionar al grupo Five Architects (también llamado New York Five), formado en Nueva York y compuesto por Peter Eisenman, Michael Graves, Charles Gwathmey, John Hejduk y Richard Meier. Su obra apareció expuesta por primera vez en el MoMA de Nueva York, en una exposición organizada por Arthur Drexler en 1967, así como en el subsiguiente libro titulado Five Architects (1972). Calificado generalmente como «neorracionalista» —como el grupo italiano Tendenza—, reflejaron una lealtad común a una forma pura de la arquitectura moderna, con un especial referente en la obra de Le Corbusier de los años 1920 y 1930, aunque con una trayectoria divergente: Meier fue el más fiel al racionalismo lecorbusieriano, mientras que Graves evolucionó a la arquitectura posmoderna y Eisenman se acercó al deconstructivismo.
Canadá desarrolló como su país vecino tras la Segunda Guerra Mundial un Estilo internacional de signo corporativista, cuya principal tipología fue el rascacielos. En la posguerra el país vivió un período de fuerte crecimiento de la construcción y, al igual que en Estados Unidos, numerosas ciudades cambiaron su fisonomía con altos rascacielos, especialmente Ottawa, Montreal, Vancouver, Calgary, Edmonton, Hamilton y Toronto. Un buen ejemplo es la llamada Place de Ville, un conglomerado de tres rascacielos de vidrio en el centro de Ottawa, obra de Robert Campeau. En este país realizó dos proyectos Ludwig Mies van der Rohe: el conjunto del Toronto-Dominion Tower de Toronto (1963-1969) y el de Westmount Square en Montreal (1965-1969), en los que combina dos de sus tipologías, la torre y el gran volumen abierto. Por otro lado, el arquitecto finlandés Viljo Revell fue autor junto al estudio J. B. Parkin Associates del Ayuntamiento de Toronto (1958-1966), mientras que el italiano Pier Luigi Nervi fue artífice del rascacielos Tour de la Bourse en Montreal (1964, con Luigi Moretti).
Uno de los principales arquitectos racionalistas canadienses fue John Bland, director de la Escuela de Arquitectura de la Universidad McGill entre 1941 y 1972, desde la que promovió una formación de corte bauhausiano. Fue autor del Ayuntamiento de Ottawa (1957-1959) y la Escuela de Derecho de Quebec (1965-1967), entre otras obras. Cabe reseñar también la firma Arcop (Architects in Co-Partnership, 1955-1969), fundada en Montreal por Hazen Sise, Jean Michaud, Raymond Affleck, Guy Desbarats, Fred Levensold y Dimitri Dimakopoulos. Inspirados en el TAC de Gropius, fueron autores del Auditorium Municipal de Vancouver (1955), la sala Wilfrid-Pelletier (1959-1964) y la plaza Bonaventure (1963-1967) en Montreal, el Centro Nacional de las Artes en Ottawa (1964-1969) y el edificio conmemorativo de los Padres de la Confederación (1960-1964) y los edificios del gobierno provincial (1963-1967) en Charlottetown, así como el rascacielos Place Ville-Marie de Montreal (1958-1964), junto a Ieoh Ming Pei.

### Brasil

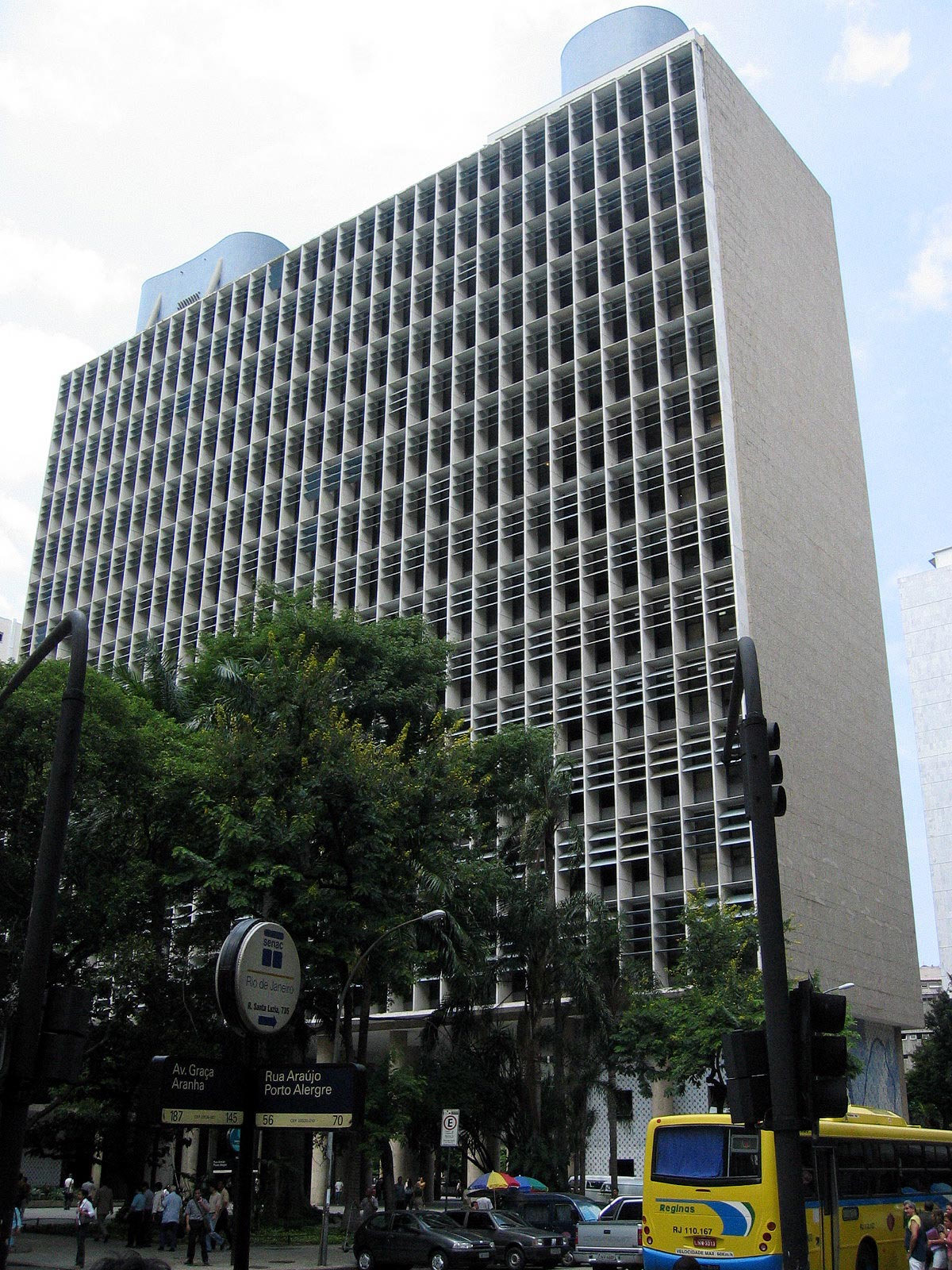
Ministerio de Educación y Salud, actual Palacio de Cultura (1936-1943), de Lúcio Costa, Oscar Niemeyer, Affonso Eduardo Reidy, Ernâni Vasconcelos, Jorge Machado Moreira y Carlos Leão, Río de Janeiro

Uno de los principales países latinoamericanos donde la arquitectura racionalista tuvo un destacado desarrollo fue Brasil. Los primeros exponentes se dieron en los años 1920 de manos del emigrado ruso Gregori Warchavchik, autor de las primeras casas racionalistas en São Paulo, como la suya propia (1927-1928) y la Casa Moderna (1930). Trabajó asociado a Lúcio Costa, quien sería uno de los principales artífices del Estilo internacional en Brasil. El principal impulso al nuevo estilo se produjo gracias a la revolución de 1930 protagonizada por Getúlio Vargas, de tipo progresista. El nuevo ministro de cultura, Gustavo Capanema, encargó a Lúcio Costa un nuevo Ministerio de Educación y Salud en Río de Janeiro, realizado en 1936-1943 junto con Oscar Niemeyer, Affonso Eduardo Reidy, Ernâni Vasconcelos, Jorge Machado Moreira y Carlos Leão (actual Palacio de Cultura). Costa contó con el asesoramiento de Le Corbusier, que pasó tres semanas en el país en 1936 y dejó su impronta en algunas características del nuevo edificio, como la utilización del brise-soleil. Se trata de un rascacielos de catorce pisos elevado sobre pilotis, con una fachada en forma de retícula de pantallas verticales con paneles horizontales ajustables.

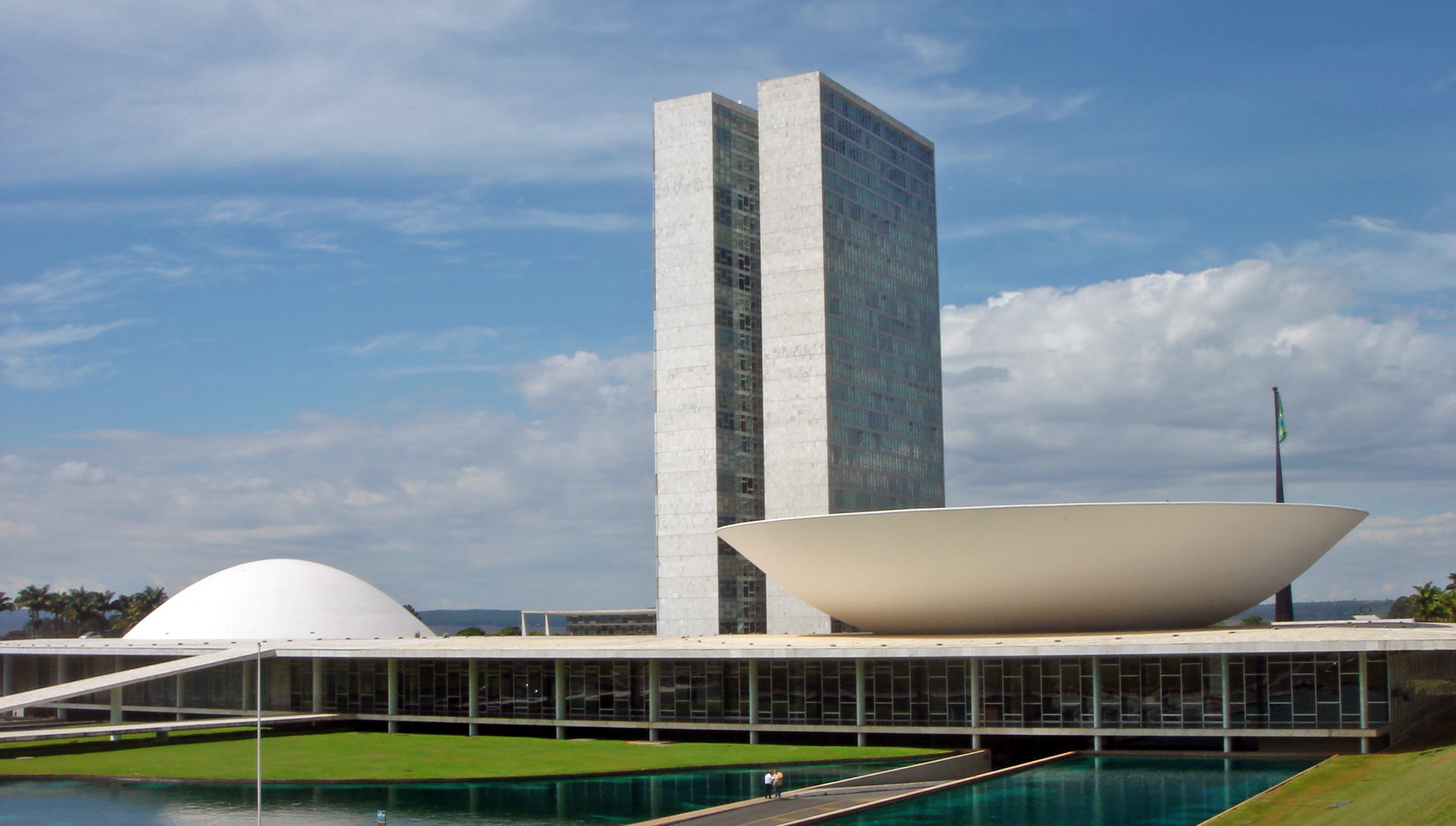
Congreso Nacional de Brasil (1958-1960), de Oscar Niemeyer, Brasilia

El estilo se fue afianzando durante los años 1930 y 1940, pero tuvo un empujón definitivo con la decisión en 1956 por el presidente Juscelino Kubitschek de trasladar la capital a una nueva ciudad construida de la nada: Brasilia (1956-1960). La nueva ciudad fue confiada a Lúcio Costa en el terreno urbanístico (para su planificación véase aquí), mientras que del constructivo se encargó Oscar Niemeyer. Niemeyer adoptó el lenguaje lecorbusieriano adaptándolo a la tradición barroca del país, lo que se denota en su empleo de superficies curvas. El centro neurálgico de la nueva capital se encuentra en la plaza de los Tres Poderes, llamada así por los tres poderes públicos que se encuentran alrededor de la plaza: el ejecutivo, representado por el Palácio do Planalto (sede presidencial); el legislativo, representado por el Palacio Nereu Ramos (sede del Congreso Nacional); y el judicial, representado por el Supremo Tribunal Federal (1958-1960). Tanto el Palácio do Planalto como la Corte Suprema presentan un diseño parecido, formado por una caja de vidrio con un marco estructural de diseño moderno aunque algo clasicista. El Congreso Nacional presenta una mayor innovación: está formado por un edificio bajo rectangular que sirve de podio para una plaza elevada a la que se accede por una rampa peatonal, sobre la que se elevan dos bloques gemelos en el centro y dos formas esculturales que coronan las cámaras de la Asamblea (Senado y Diputados), una en forma de cúpula y otra en forma de cuenco. La forma de los edificios centrales recuerda la de la sede de las Naciones Unidas, en cuyo diseño intervino Niemeyer. Su obra más visualmente poética fue la Catedral de Nuestra Señora Aparecida (1959-1970), con una estructura hiperbólica de hormigón en forma de corona de espinas, cuyos nervios se entrelazan con una malla metálica de vidrio poligonal endotérmico, en una combinación de blanco y azul que evocan el cielo y el mar; la mayor parte del edificio interior se encuentra bajo tierra, mientras que en superficie se encuentra el campanario, exento de la iglesia, además de las esculturas de los apóstoles obra de Alfredo Ceschiatti. Además de estos edificios, construyó el Palácio da Alvorada (1956-1958), la residencia del presidente, una caja rectangular con fachada de vidrio y una columnata expresionista, con un interior abarrocado; el Teatro Nacional Cláudio Santoro (1958-1981), con forma de pirámide irregular; y el Palacio Itamaraty, sede del Ministerio de Relaciones Exteriores (1962-1970), elaborado con hormigón en bruto y un diseño que combina formas clásicas y modernas.

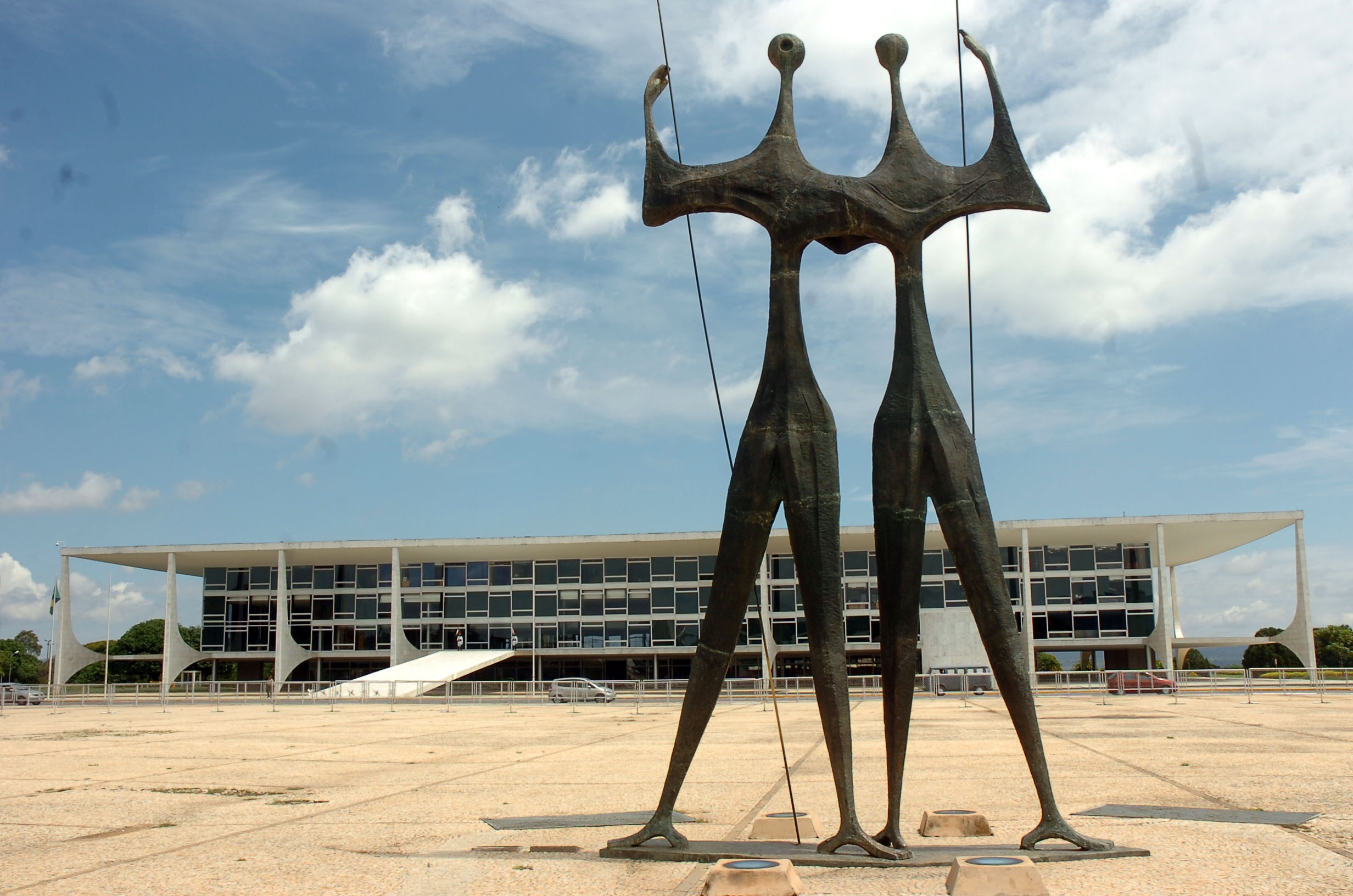
Palácio do Planalto (1958-1960), de Oscar Niemeyer, Brasilia, con la escultura Los guerreros de Bruno Giorgi

Otras obras suyas fueron: el complejo de edificios en torno al lago Pampulha en Belo Horizonte, Minas Gerais (1942-1944), del que destaca el Casino (actual Museo de Arte de Pampulha), basado en el concepto de promenade architecturale de Le Corbusier, además de un club náutico, una Casa do Baile y la iglesia de San Francisco de Asís; el complejo de exposiciones del parque Ibirapuéra en São Paulo (1951-1954); el edificio Copan en São Paulo (1951-1957); y su casa en Canoas, São Paulo (1953-1955), más cercana a los principios organicistas de Wright. Al final de su carrera su estilo se volvió más neoclásico, como se aprecia en el edificio Mondadori de Milán (1968-1975) y la Maison de la Culture en Le Havre (1972-1982).

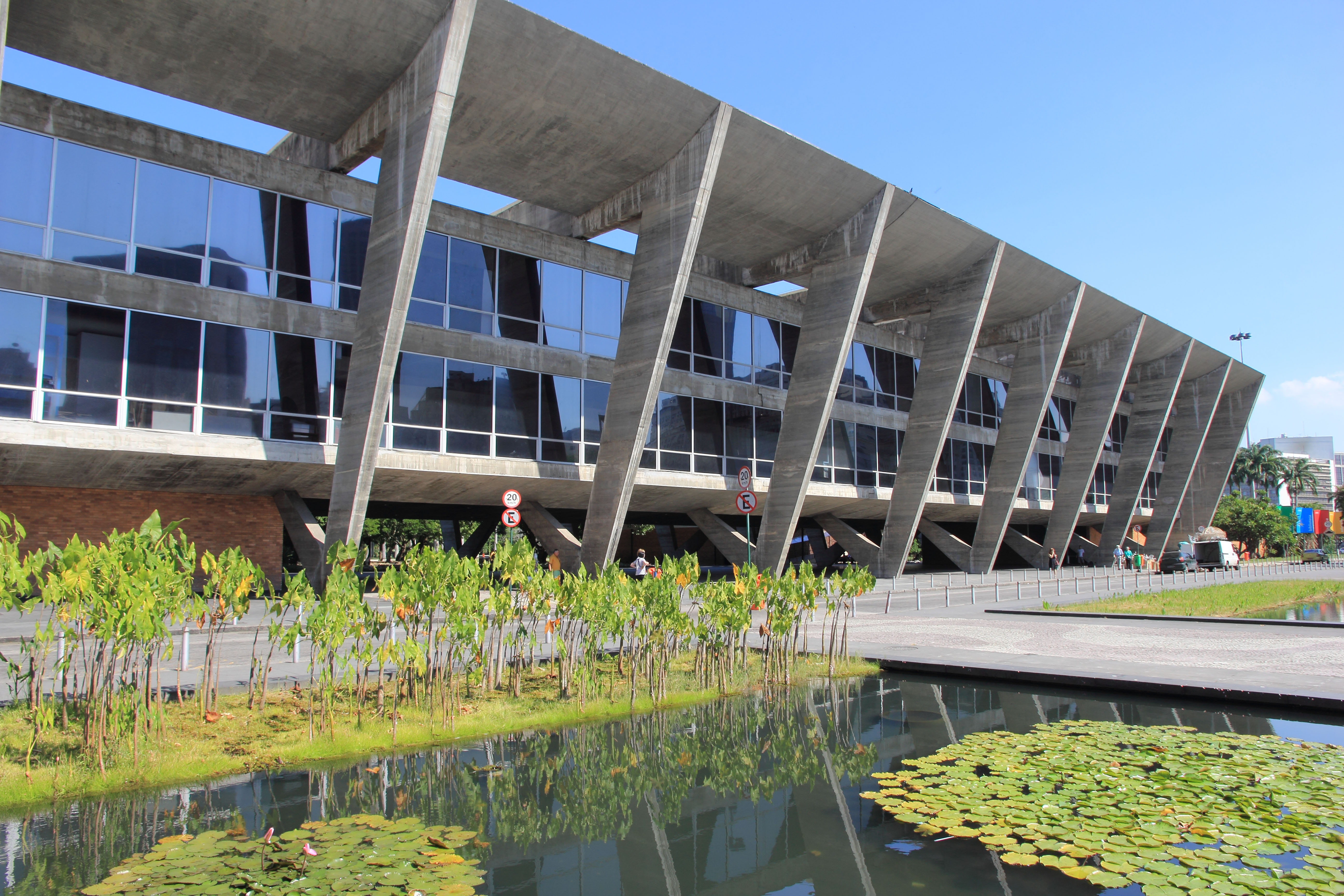
Museo de Arte Moderno de Río de Janeiro (1954-1959), de Affonso Eduardo Reidy

Affonso Eduardo Reidy trabajó con Warchavchik y Costa antes de establecerse por su cuenta. Fue autor del complejo de viviendas Pedregulho en Río de Janeiro (1947-1952), un largo bloque de forma sinuosa elevado sobre pilotis encima de una colina, con dos niveles de apartamentos para obreros con bajo poder adquisitivo. En la misma ciudad construyó el Museo de Arte Moderno (1954-1959), formado por varios espacios, entre los que destacan una galería rectangular de planta abierta con cerramiento de vidrio y un anexo en forma de U para las oficinas.
Jorge Machado Moreira fue exponente de un racionalismo más expresivo. Con Reidy fue artífice del Hospital de las Clínicas (1942) y la sede de los Ferrocarriles de Rio Grande do Sul (1944), en Porto Alegre. Su obra principal fue la Ciudad Universitaria de Río de Janeiro (1949-1962), de la que realizó su trazado general y diversos edificios: Instituto de Puericultura (1953), Escuela de Ingeniería, Facultad de Arquitectura y Hospital Universitario (1957).
Los hermanos Roberto (Marcelo, Milton y Maurício), unidos en la firma MMM Roberto, fueron con Costa, Niemeyer y Reidy los principales exponentes de la modernidad en Río de Janeiro. En 1936 ganaron el concurso para la sede de la Asociación de la Prensa brasileña, la primera gran realización del racionalismo en su país, de influencia lecorbusieriana. Al año siguiente ganaron igualmente el concurso para el aeropuerto Santos Dumont en Río de Janeiro. Otras obras suyas fueron el Instituto Brasileño de Seguros (1941) y la colonia de vacaciones para el mismo instituto (1943), reseñada por la crítica inglesa como una de las veinte obras de arquitectura moderna más representativas a nivel mundial.
La italiana Lina Bo Bardi, establecida en São Paulo en 1946 tras trabajar con Gio Ponti, fue representante de un racionalismo ecléctico, expresado tanto en arquitectura como en diseño de joyas y mobiliario, vestuario y escenografía. En 1947 proyectó la pinacoteca del Museo de Arte de São Paulo, del que en 1959 diseñó su nueva sede, una de sus obras más conocidas, finalizada en 1968. Otra obra relevante fue su propia casa en São Paulo (1951), una caja de vidrio elevada sobre pilotis, de claras reminiscencias lecorbusierianas.
Carlos Barjas Millan aunó un racionalismo de influencia miesiana con la expresividad del organicismo wrightiano. Fue autor de diversas casas en São Paulo (Oswaldo Fujiwara, 1954; Nadir de Oliveira, 1960; Roberto Millan, 1961; Antonio d'Elboux, 1962), así como el Club Paineiras de Morumbi en São Paulo (1969), su proyecto de mayor envergadura.

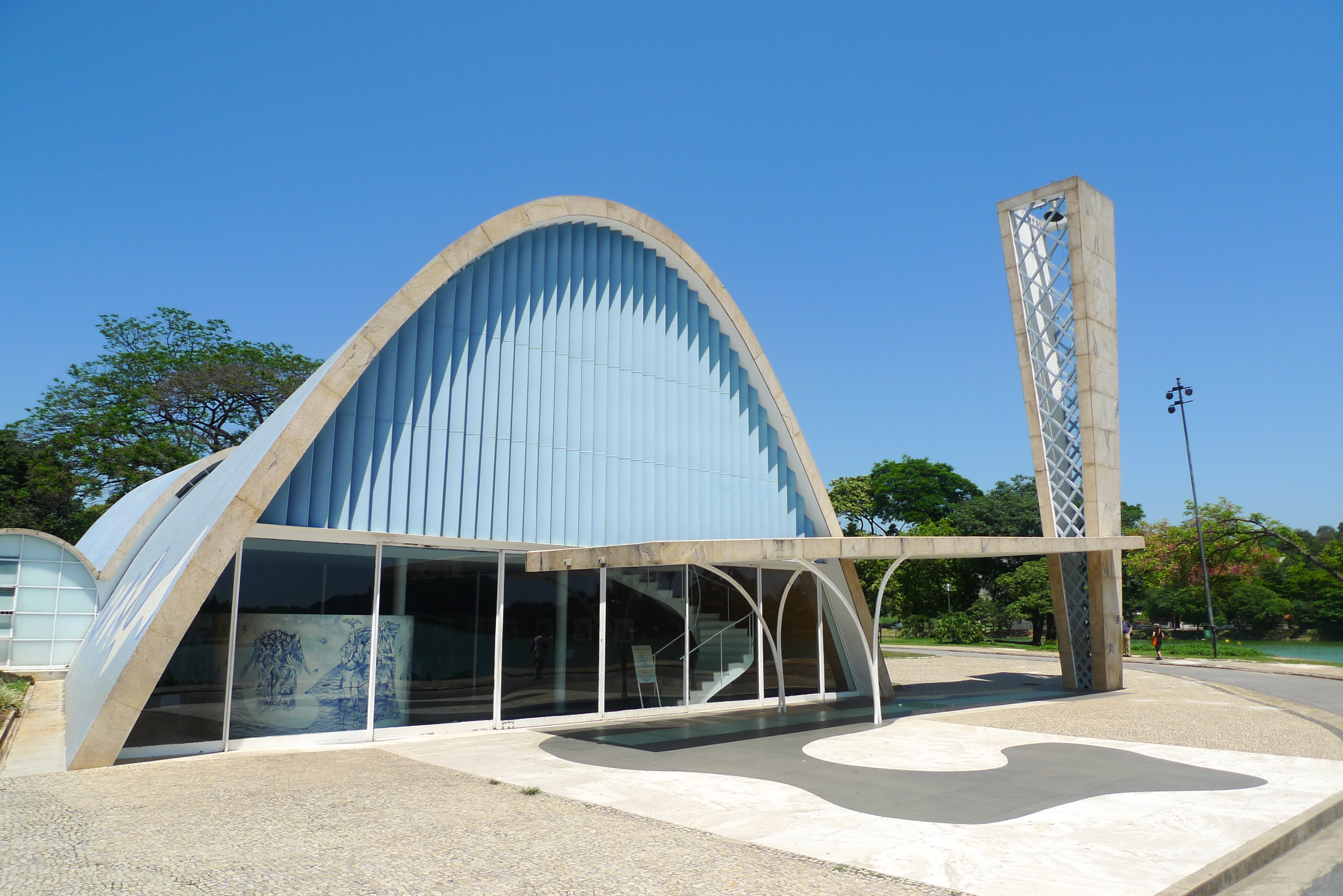
Iglesia de San Francisco de Asís (1942-1944), de Oscar Niemeyer, Pampulha, Belo Horizonte
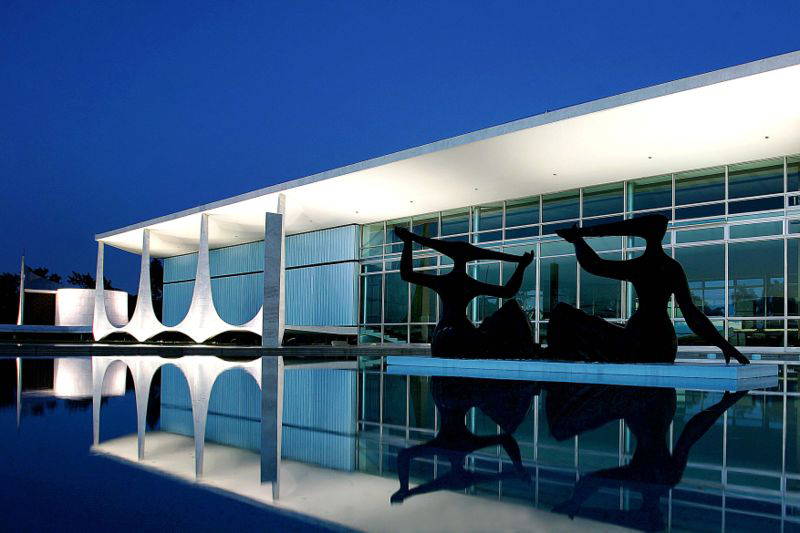
Palácio da Alvorada (1956-1958), de Oscar Niemeyer, Brasilia
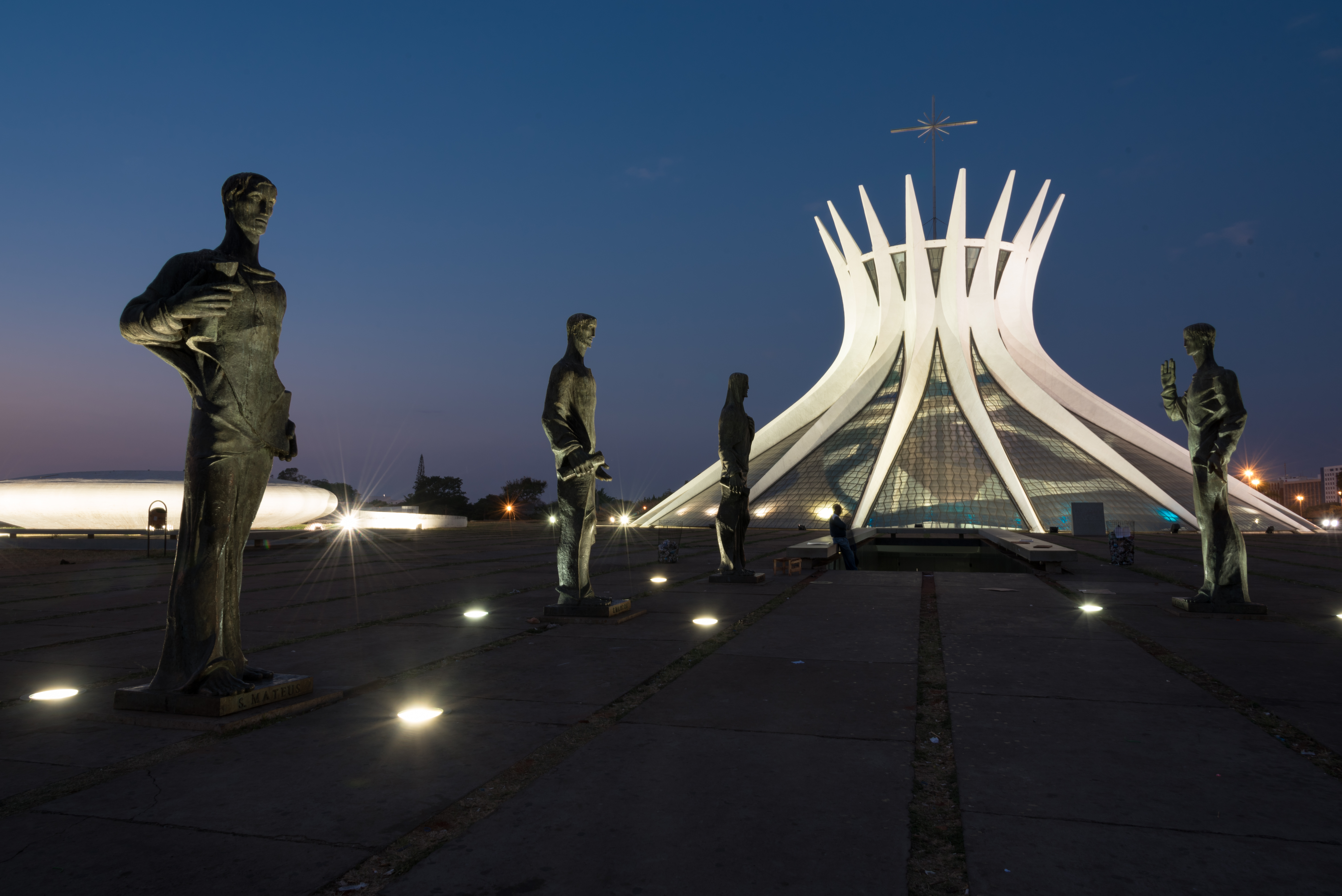
Catedral de Brasilia (1959-1970), de Oscar Niemeyer
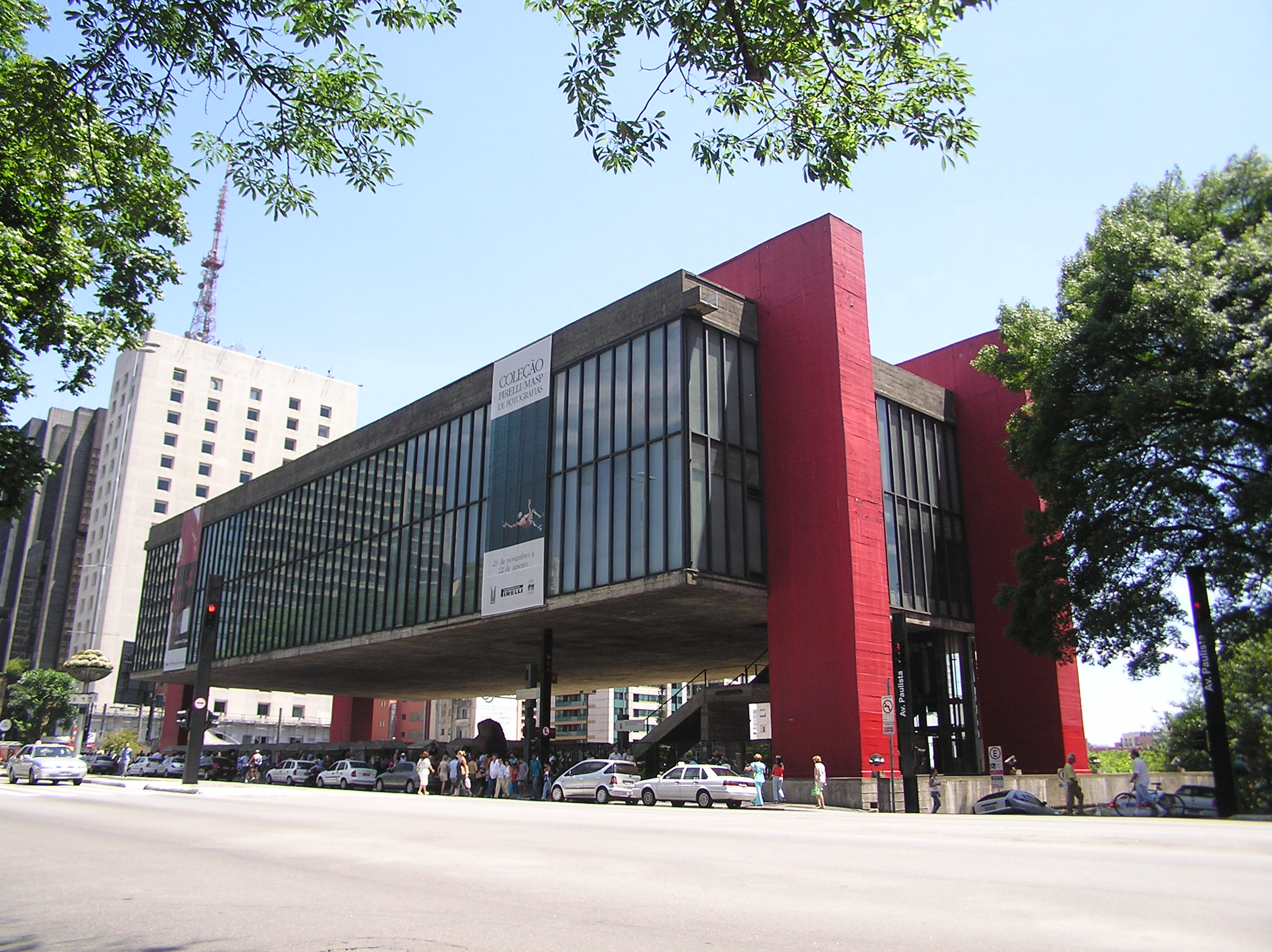
Museo de Arte de São Paulo (1959), de Lina Bo Bardi
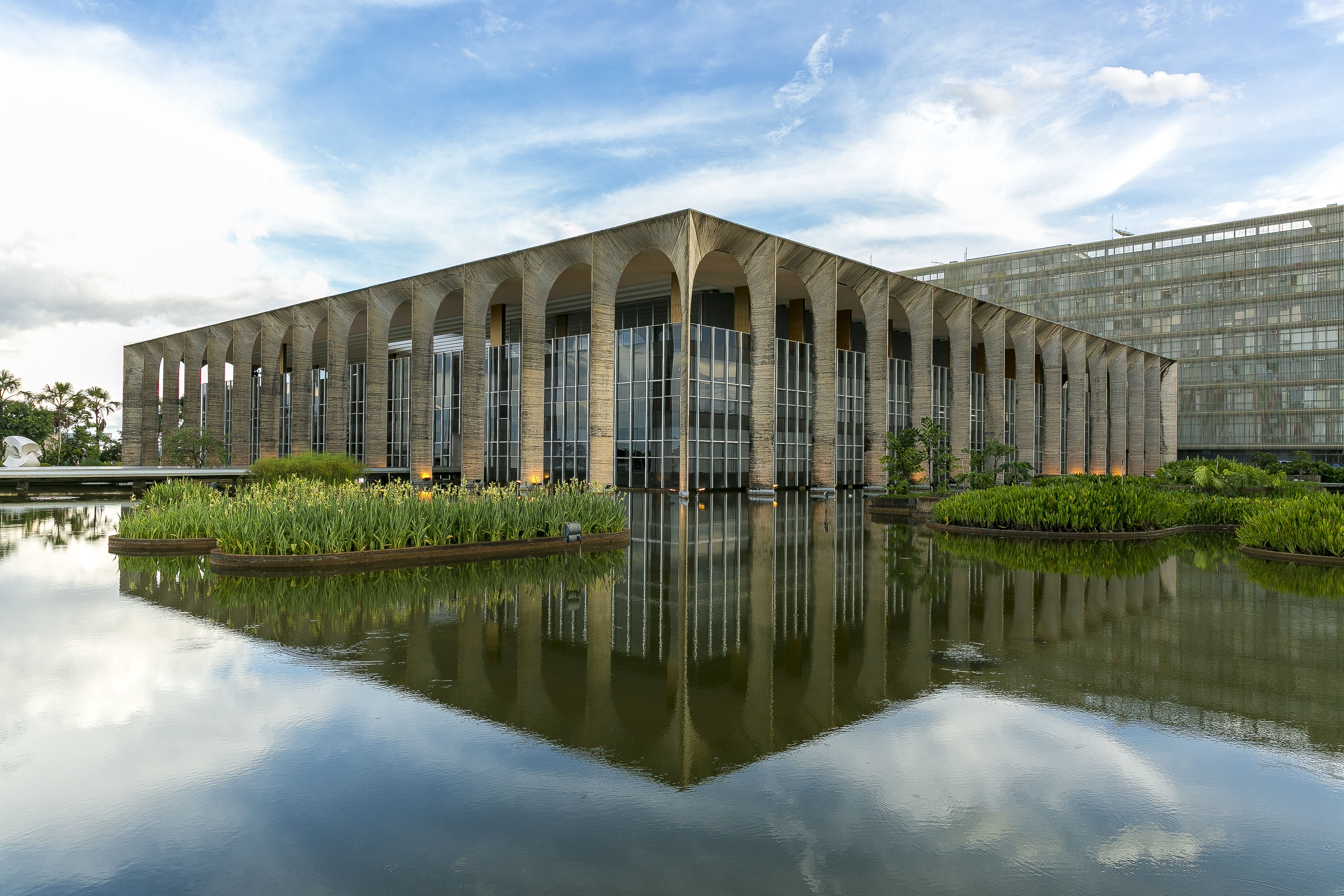
Palacio Itamaraty, sede del Ministerio de Relaciones Exteriores de Brasil (1962-1970), de Oscar Niemeyer, Brasilia

### Hispanoamérica

#### Características y tendencias

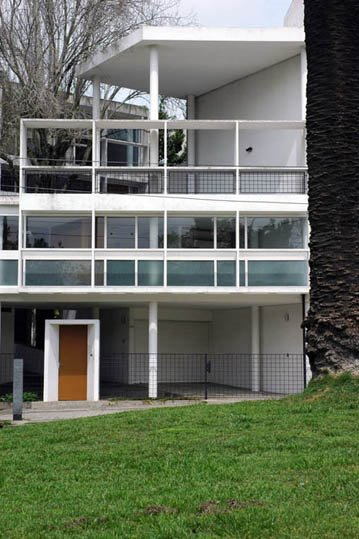
Casa Curutchet (1949-1953), de Le Corbusier, La Plata (Argentina)

En Hispanoamérica, el estilo hegemónico hasta la Segunda Guerra Mundial fue el neocolonial, aunque ya desde los años 1930 hubo diversos exponentes de arquitectura racionalista. Sin embargo, desde 1945 se produjo una nueva efervescencia arquitectónica que tuvo como referente el Estilo internacional, aunque contextualizado a la realidad socioeconómica de los países latinoamericanos, con un sello más monumental y exuberante, estructuralista y con afán de integrar todas las artes. Según Josep Maria Montaner, «en América Latina se encuentran las más interesantes, espontáneas y atrevidas experiencias de búsqueda de una interpretación propia del lenguaje racionalista».
Entre los diversos países hispanoamericanos se pueden observar dos tendencias: una más internacional y propensa al uso de tecnologías avanzadas, como en Argentina, Chile, Cuba y Venezuela; otra de carácter más nacional y procedimientos más artesanales, con alusiones a la arquitectura precolombina —especialmente en la decoración pictórica, escultórica o cerámica—, como en México, Colombia y Perú. Asimismo, cabe distinguir dos períodos: los años 1940 y 1950, marcados por una rápida difusión del racionalismo, especialmente en México y Argentina; y los años 1960 y 1970, en que el movimiento se extiende a otros países hispanoamericanos, mientras que comienza la crisis del Movimiento moderno al final de este período.

#### Impacto de Le Corbusier
Cabe destacar que Le Corbusier tuvo numerosos discípulos en Hispanoamérica: Jorge Ferrari Hardoy, Juan Kurchan y Conrado Sondereguer en Argentina; Emilio Duhart, Roberto Matta, Guillermo Jullian y Roberto Dávila Carson en Chile; Rogelio Salmona y Germán Samper en Colombia; Enrique de la Mora, Teodoro González de León, Enrique Castañeda y Vicente Medel en México; Roberto Waceham en Perú; Carlos Gómez Gavazzo y Justino Sierralta en Uruguay; y Augusto Tobito Acevedo en Venezuela. Además de la influencia lecorbusieriana, en la arquitectura hispanoamericana se denota también la influencia de otros maestros racionalistas como Gropius, Mies van der Rohe y Alvar Aalto, así como del organicista Frank Lloyd Wright.

#### Argentina

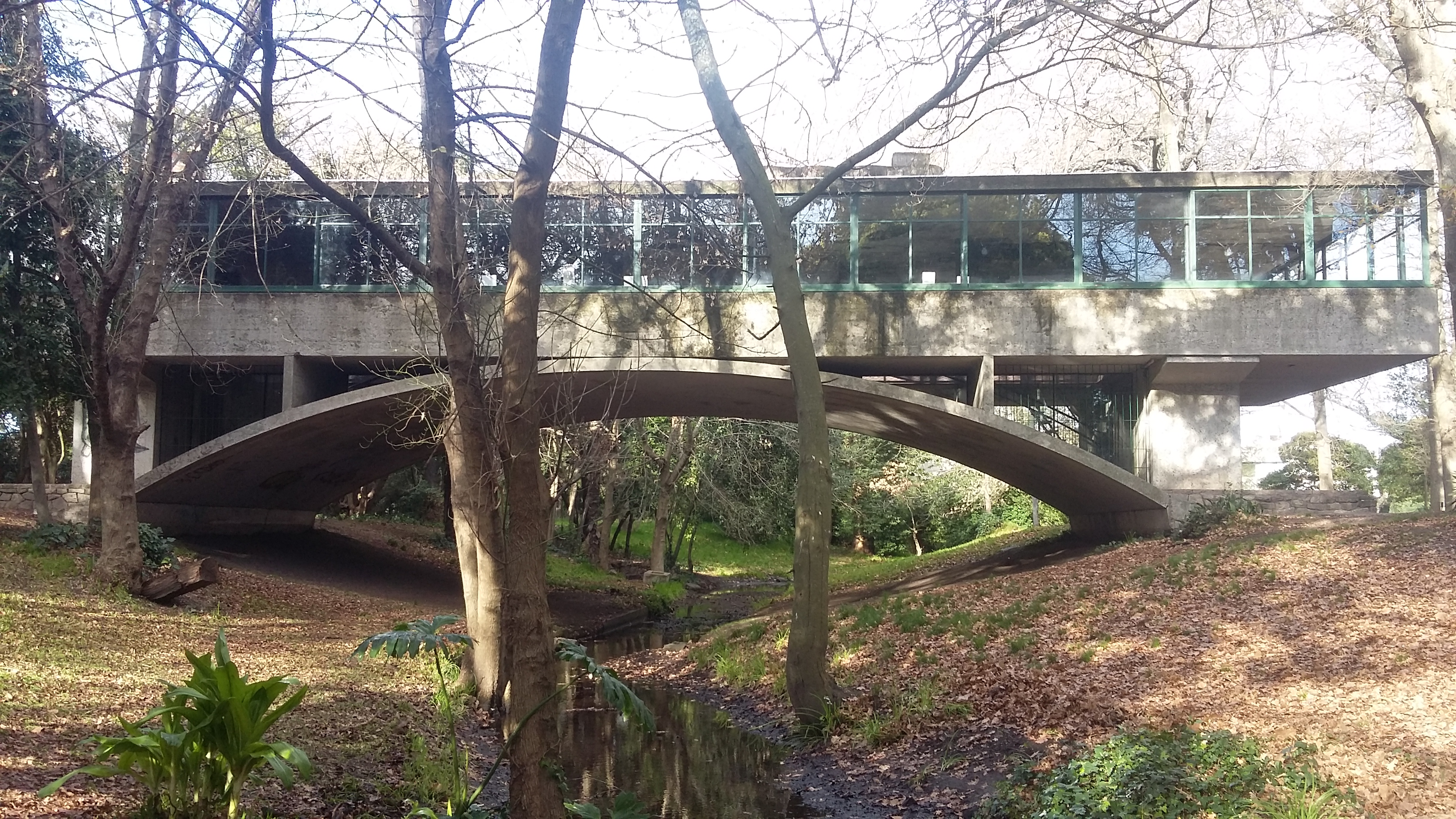
Casa sobre el Arroyo (1943-1945), de Amancio Williams, Mar del Plata (Argentina)

En Argentina, al no existir una arquitectura indígena preexistente, los modelos constructivos fueron siempre de raíz europea. Los primeros vestigios racionalistas datan de finales de los años 1930: en 1938 el emigrante español Antoni Bonet Castellana —antiguo miembro del GATCPAC— fundó junto a Jorge Ferrari Hardoy, Juan Kurchan y otros jóvenes arquitectos el Grupo Austral (1938-1945), de clara influencia lecorbusieriana —los tres se conocieron en el estudio de Le Corbusier en París—, que promovió un racionalismo con cierto ascendente surrealista, interés por la psicología, preocupación por el paisaje e incorporación de técnicas y materiales locales. Algunas de sus obras fueron: la casa situada entre las calles Paraguay y Suipacha en Buenos Aires (1938-1939), la casa OKS en Martínez (1954-1958), la torre Rivadavia en Mar del Plata (1956) y el Pabellón Cristal Plano en la Feria del Sesquicentenario en Buenos Aires (1960), de Bonet; y el edificio de la calle Virrey del Pino en Buenos Aires (1941-1943), de Ferrari y Kurchan. Otro arquitecto de influencia lecorbusieriana fue Amancio Williams, autor de la casa de veraneo de sus padres —conocida como Casa sobre el Arroyo— en Mar del Plata (1943-1945), obra de gran originalidad por cuanto construyó la casa sobre una gran bóveda.
La relación entre Argentina y Le Corbusier se concretó en dos proyectos del arquitecto francosuizo en tierras argentinas, una casa y un proyecto urbanístico no realizado: la Casa Curutchet en La Plata (1949-1955) es una casa medianera de forma rectangular basada en los «cinco puntos» lecorbusierianos, con pisos de doble altura con amplias salas de intensa iluminación, con dos ámbitos (público —el consultorio odontológico del propietario— y privado) separados por un patio y una rampa de acceso, y con una fachada articulada con brise-soleil. El Plan Regulador de Buenos Aires (1938-1940) surgió a raíz de unas conferencias realizadas en la capital argentina en 1929 para dar a conocer el parisino Plan Voisin, con la intención de reorganizar la ciudad. El plan no tuvo buena acogida, pero fue recogido de nuevo en 1937 por Ferrari y Kurchan, que entonces trabajaban en el taller de Le Corbusier en París. Inspirado en la Carta de Atenas, el plan preveía diversas actuaciones a escala urbana y territorial, a través de una serie de conjuntos arquitectónicos y paisajísticos y una reordenación de los ejes viarios, con varios edificios de gran altura para usos administrativos, comerciales y de ocio. El plan se publicó en una revista bonaerense en 1947 pero no se llegó a ejecutar.
La siguiente generación, en los años 1950, encontró más dificultades para la construcción debido a la crisis económica. Conviene destacar a: Eduardo Catalano y Horacio Caminos, autores del Auditorio Municipal de Buenos Aires y de la Ciudad Universitaria de la misma ciudad (1960-1972), que posteriormente emigraron a Estados Unidos; el estudio SEPRA, formado por Santiago Sánchez Elía, Federico Peralta Ramos y Alfredo Agostini, autores de varios rascacielos de Estilo internacional, como el Banco de Londres y América del Sur en Buenos Aires (1960-1966, con Clorindo Testa); y Mario Roberto Álvarez, autor del Teatro Municipal General San Martín (1954-1960).

#### Chile

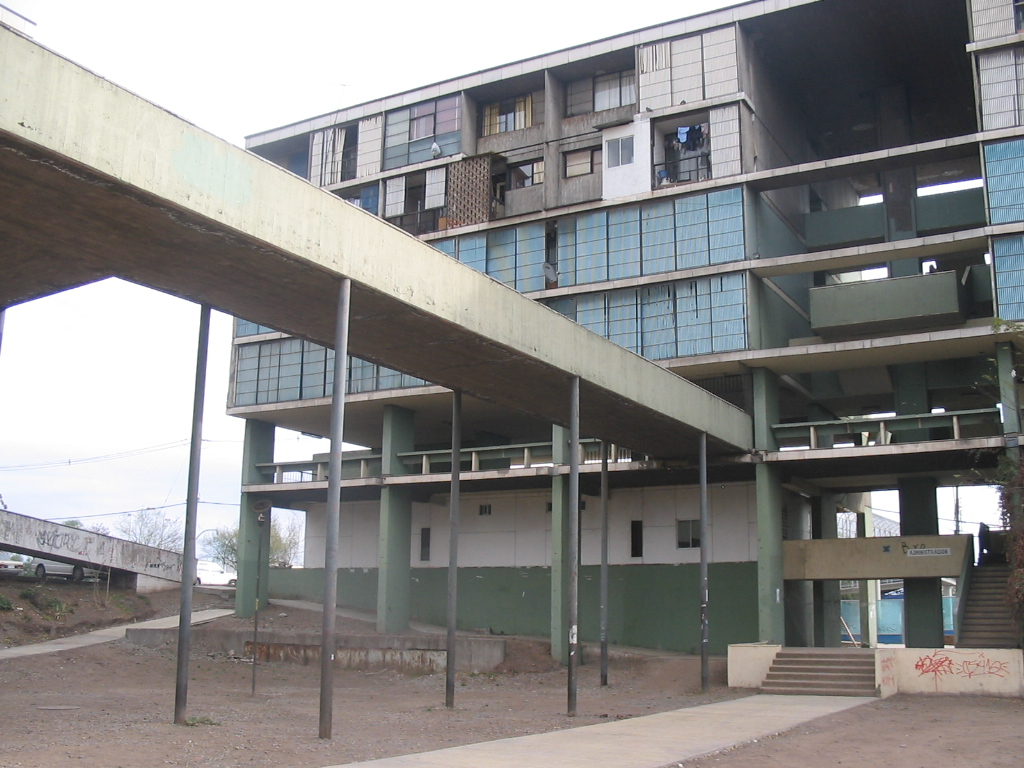
Unidad Vecinal Portales (1961-1963), de Carlos Bresciani, Héctor Valdés, Fernando Castillo Velasco y Carlos Huidobro, Santiago de Chile

En Chile, la arquitectura racionalista eclosionó ya en los años 1960, con una serie de obras como las oficinas centrales de la Cepal en Santiago de Emilio Duhart (1960-1966); la Unidad Vecinal Portales de Carlos Bresciani, Héctor Valdés, Fernando Castillo Velasco y Carlos Huidobro (1961-1963); y el Monasterio Benedictino de la Santísima Trinidad de Las Condes, de Gabriel Guarda y Martín Correa Prieto (1964). 
La figura principal del nuevo estilo fue Emilio Duhart, quien estudió con Gropius en Harvard y trabajó con Le Corbusier. Entre 1953 y 1960 fue director del Instituto de Planificación de Urbanismo y Vivienda en Santiago de Chile. El estilo de Duhart denota la influencia lecorbusieriana —especialmente la de su trabajo en la India— con cierta tendencia organicista y regionalista. Además de su edificio de Naciones Unidas, destaca su torre del Ministerio de Trabajo en Santiago (1968-1969).

#### Colombia

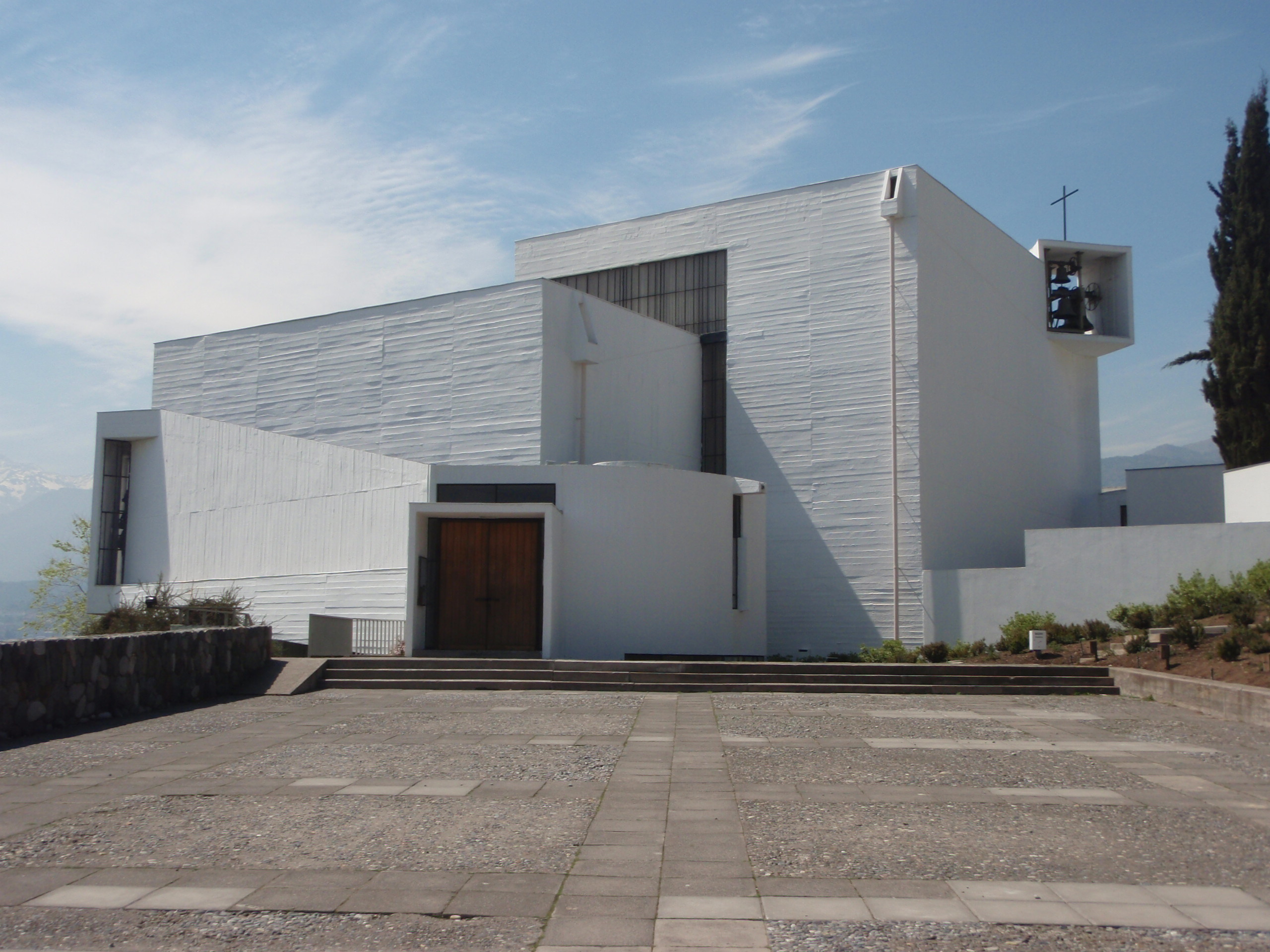
Monasterio Benedictino de la Santísima Trinidad de Las Condes (1964), de Gabriel Guarda y Martín Correa Prieto, Las Condes (Chile)

Colombia es uno de los países hispanoamericanos que mostró una arquitectura más unitaria. En primer lugar cabe destacar la presencia también en este país de Le Corbusier, autor del Plan Piloto de Bogotá (1949-1952), que surgió en una visita a la capital colombiana del arquitecto en 1947, fecha en que el alcalde de la ciudad le contrató junto a la firma Town Planning Associates (TPA), formada por Josep Lluís Sert y Paul Lester Wiener, asistidos por los arquitectos colombianos Rogelio Salmona, Germán Samper y Reinaldo Valencia. El plan se desarrollaba en los ámbitos regional, metropolitano, urbano y de un centro cívico, y se inspiraba en la Carta de Atenas, con una reestructuración de la ciudad en que se reorganizaba la red viaria, se sectorizaba el tejido humano de forma funcional y se recalificaba el centro de la ciudad para funciones gubernamentales, culturales y artísticas. El plan se presentó en 1950 pero surgieron discrepancias entre Le Corbusier y la firma TPA, por lo que en 1953 se rescindió el contrato.

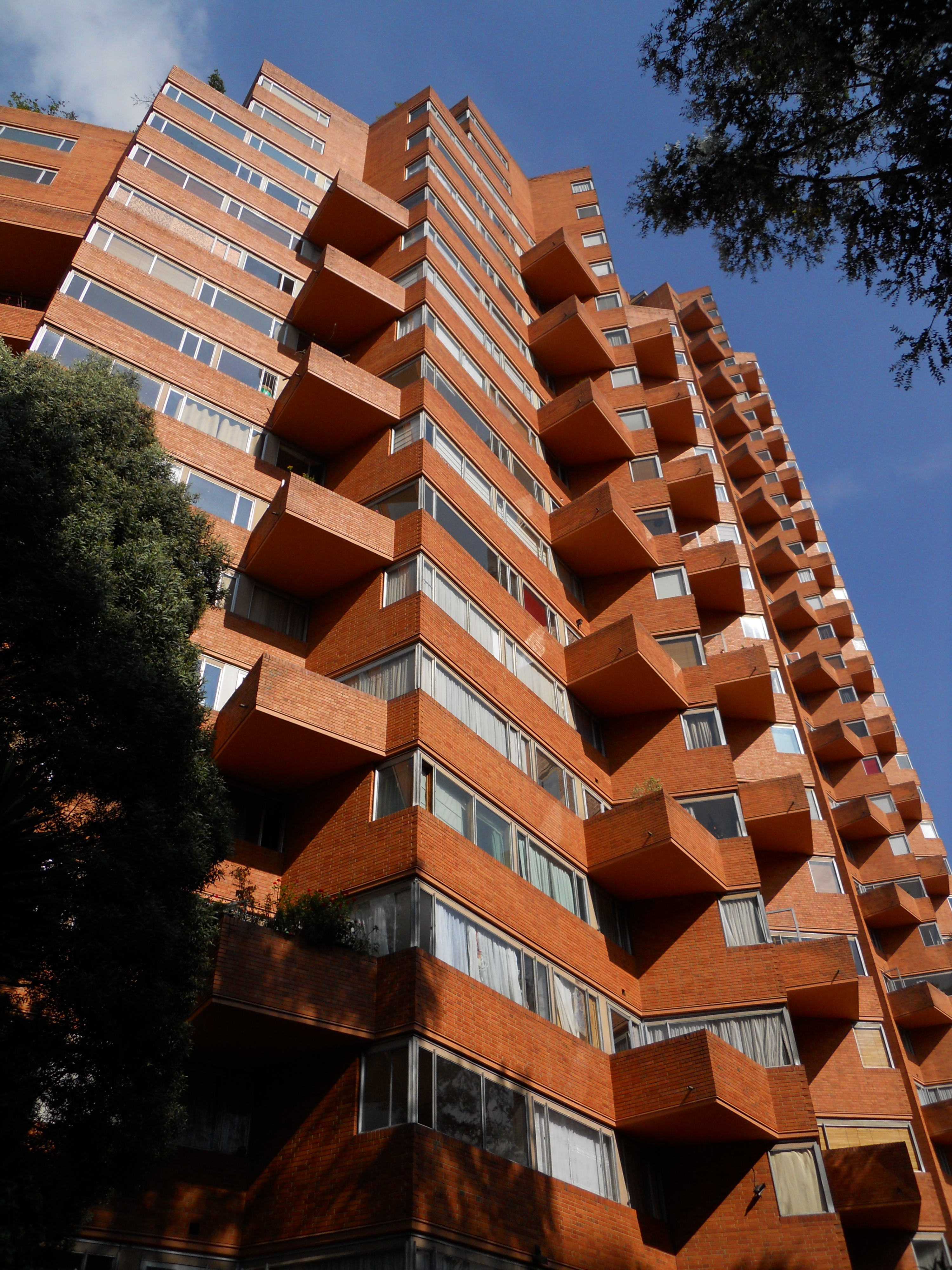
Residencias del Parque (1965-1972), de Rogelio Salmona, Bogotá (Colombia)

El Estilo internacional se desarrolló en Colombia en los años 1960, interpretado bajo el prisma del legado tradicional de la arquitectura autóctona colombiana y sus técnicas constructivas, lo que se tradujo especialmente en el empleo del ladrillo, un material no muy usado por el racionalismo ortodoxo. Su uso especialmente en Bogotá confirió un factor de cohesión a la imagen urbana de la ciudad. Su principal representante fue Rogelio Salmona, que trabajó nueve años en París con Le Corbusier y participó en la sede de la Unesco con Breuer, Nervi y Zehrfuss. Su obra aunó vanguardia y lenguaje vernáculo, con una preocupación social e interés por las necesidades humanas. Entre sus obras destaca el conjunto Residencias del Parque en Bogotá (1965-1972), que denota una cierta influencia de Alvar Aalto y Hans Scharoun. Un racionalismo algo más académico fue el mostrado por Rafael Esguerra, Álvaro Sáenz Camacho, Rafael Urdaneta y Germán Samper, autores de la Casa de Educación para Mineros (1958-1959) y el Museo del Oro (1970), en Bogotá. Cabe citar también a Guillermo González Zuleta, conocido como el «Nervi colombiano»; Doménico Parma, creador del sistema «reticular celulado»; y la firma Solano, Otero y Gaitán Cortés, responsable de obras de tono escultórico con abundante uso de pilotis y voladizos, como el Estadio de béisbol de Cartagena (1961).

#### Cuba
En Cuba, los primeros vestigios de arquitectura racionalista se dieron entre finales de los años 1930 y los 1940 con figuras como Eugenio Batista, Mario Romañach y Joaquín Weiss, que buscaron adaptar los preceptos de la arquitectura moderna a las condiciones de la isla caribeña. En 1948, la visita a La Habana de Walter Gropius impulsó el influjo de la modernidad en los jóvenes arquitectos, entre los que cabe destacar a Max Borges, graduado en Harvard, que aunó racionalismo con elementos tradicionales, con los que consiguió soluciones estructurales de gran originalidad: Centro Médico Quirúrgico de La Habana (1948), Cabaret Tropicana (1952). Otros exponentes fueron: Nicolás Quintana (Rascacielos Odontológico, 1952) y Ernesto Gómez Sampera (rascacielos FOCSA, 1956).

#### Ecuador
En Ecuador, los principales exponentes en el siglo XX fueron Milton Barragán, autor del Templo de la Patria; Ovidio Wappenstein, autor de la Torre CFN y Oswaldo Muñoz Mariño, autor del Teatro Arena. También se destacaron el checo Karl Kohn y el suizo Max Erensperger, autor de la Escuela de San Francisco de Sales en Quito (1955), de influencia lecorbusieriana y aaltiana.

#### México

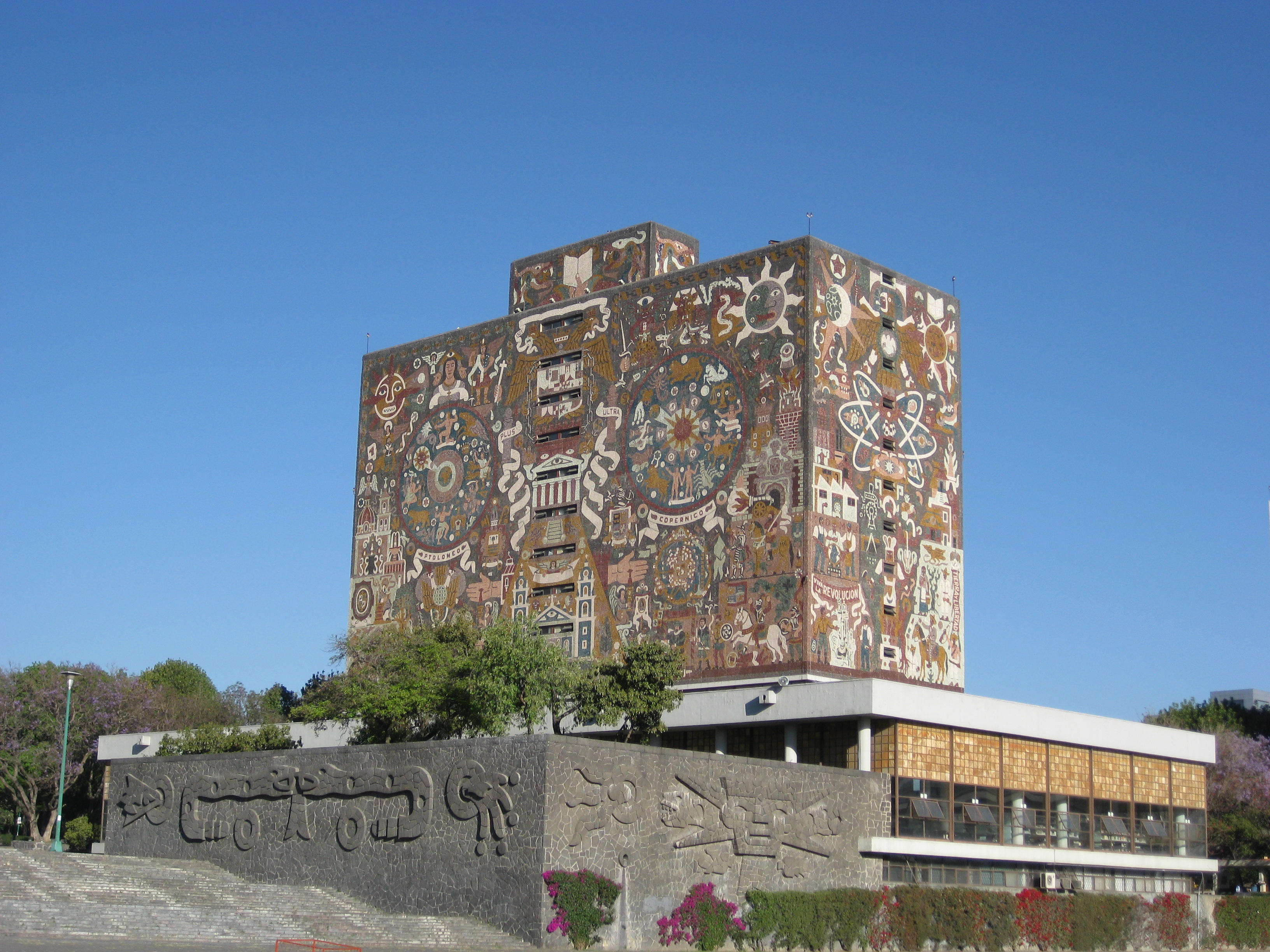
Biblioteca de la Ciudad Universitaria de México (1952), de Juan O'Gorman, Gustavo María Saavedra y Juan Martínez de Velasco

En México se vivió un renacimiento arquitectónico similar al de Brasil. Aquí se encuentran dos vías paralelas: la del racionalismo ortodoxo y la que busca una arquitectura nacional con raíces autóctonas. La primera está representada principalmente por José Villagrán, Juan Sordo Madaleno, Imanol Ordorika y Augusto H. Álvarez. Villagrán fue un defensor del racionalismo ortodoxo, que nunca aprobó su hibridación con el arte tradicional mexicano (Instituto Nacional de Cardiología en Ciudad de México, 1937). Sordo practicó un racionalismo depurado y algo académico, con influencia del sueco Erik Gunnar Asplund, como en los Laboratorios y Oficinas Merck, Sharp & Dohme (1962) y el Palacio de Justicia (1964), ambos en Ciudad de México. Ordorika fue autor de la Nueva Universidad de Anáhuac, de la que destaca la Biblioteca Central (1967-1977). Álvarez representó un racionalismo purista y algo poético, con influencia miesiana, como en la Universidad Iberoamericana (1963) y el edificio de la Compañía de Seguros La Libertad (1959).
En la segunda vía se distinguen unos rasgos distintivos que no se hallan por lo general en el Estilo internacional, como un mayor decorativismo y simbolismo en las fachadas de los edificios, por influencia del arte precolombino. Se buscó la integración artística entre arquitectura y artes plásticas, con una fuerte influencia del muralismo mexicano, con la vista puesta en la arquitectura tradicional autóctona. El principal proyecto fue el de la Ciudad Universitaria de México (1950-1952), de Mario Pani, Enrique del Moral y Carlos Lazo Barreiro, con murales de Diego Rivera y David Alfaro Siqueiros, declarada Patrimonio de la Humanidad por la Unesco en 2007. Aquí se logró una perfecta simbiosis entre la estética precolombina y las técnicas constructivas modernas, como en la Biblioteca Central (1952), de Juan O'Gorman, Gustavo María Saavedra y Juan Martínez de Velasco. Otros edificios destacados fueron: el Estadio Olímpico Universitario (1952), de Augusto Pérez Palacios, Jorge Bravo y Raúl Salinas Moro; la Facultad de Arquitectura, de José Villagrán, Javier García Lascuráin y Alfonso Liceaga; el Rectorado, de Mario Pani y Enrique del Moral; la Escuela de Comercio y Administración, de Augusto H. Álvarez y Ramón Marcos; la Facultad de Química, de Enrique Yáñez, Enrique Guerrero y Guillermo Rosell; la Facultad de Medicina, de Roberto Álvarez Espinosa y Pedro Ramírez Vázquez; el Instituto de Física Nuclear y Rayos Cósmicos, de Jorge González Reyna y Félix Candela; y la Facultad de Humanidades, de Enrique del Moral, Manuel de la Colina y Enrique Landa.

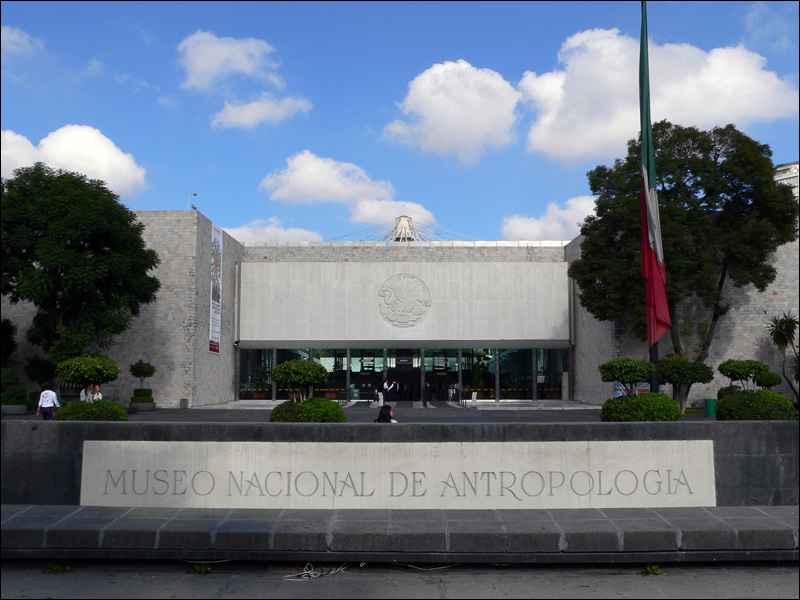
Museo de Antropología (1964), de Pedro Ramírez Vázquez y Rafael Mijares, Ciudad de México

Además del proyecto universitario, cabe destacar la obra de Pedro Ramírez Vázquez y Rafael Mijares, autores de varios edificios de corte monumentalista en Ciudad de México, como el Museo de la Revolución, la Galería de la Historia (1960), el Estadio Azteca (1962), el Museo de Arte Moderno (1964) y el Museo de Antropología (1964). Mario Pani fue autor de numerosos planes urbanísticos y de vivienda colectiva —como el Multifamiliar Presidente Alemán (1947-1949) y el Conjunto Urbano Nonoalco Tlatelolco en Ciudad de México (1957-1964)—, así como el Conservatorio Nacional de Música (1946), el aeropuerto de Acapulco (1954) y la torre Banobras en Nonoalco (1966). Carlos Obregón Santacilia evolucionó desde un academicismo indigenista hacia la modernidad, como en la Secretaría de Salubridad y Asistencia (1929), la sede del Instituto Mexicano del Seguro Social (1946-1950) y el Banco de Industria y Comercio (1949), todos en Ciudad de México. Vladimir Kaspé, de origen chino-ruso, destacó por el rigor funcionalista de sus obras, como en el Liceo Franco Mexicano (1950) y la sede de los Laboratorios Farmacéuticos Roussel (1959-1961). Max Cetto, de origen alemán, desarrolló un estilo simple y funcional, como se denota en sus casas del Fraccionamiento Pedregal de San Ángel (1949-1950) y en diversas residencias de Ciudad de México, generalmente para la élite extranjera del país. Cabe destacar por último a Luis Barragán, un arquitecto original que inició su obra influido por la arquitectura islámica y mediterránea, aunque evolucionó al funcionalismo tras conocer a Le Corbusier en París; fue autor del edificio de Estudio para Pintores en Ciudad de México (1939), el Pedregal de San Ángel con Max Cetto, el Plan Maestro de Fraccionamiento Jardines del Bosque en Guadalajara (1955) y el proyecto de las Torres de Satélite en Ciudad Satélite (1957).

#### Paraguay
Paraguay recibió un primer influjo de la arquitectura moderna en los años 1930 y 1940 de la mano de arquitectos como Homero Duarte, Francisco Canese, Natalio Bareiro y Ramón González Almeida, con cierta influencia de la arquitectura uruguaya contemporánea. Posteriormente, entre 1950 y 1970, la principal influencia sería la brasileña, que se concretó en dos obras fundamentales: el Colegio Experimental Paraguay-Brasil, del brasileño Affonso Eduardo Reidy (1952); y el Hotel Guaraní, de los también brasileños Adolpho Rubio Morales, Ricardo Siever y Rubens Vianna (1960), ambos en Asunción.

#### Perú

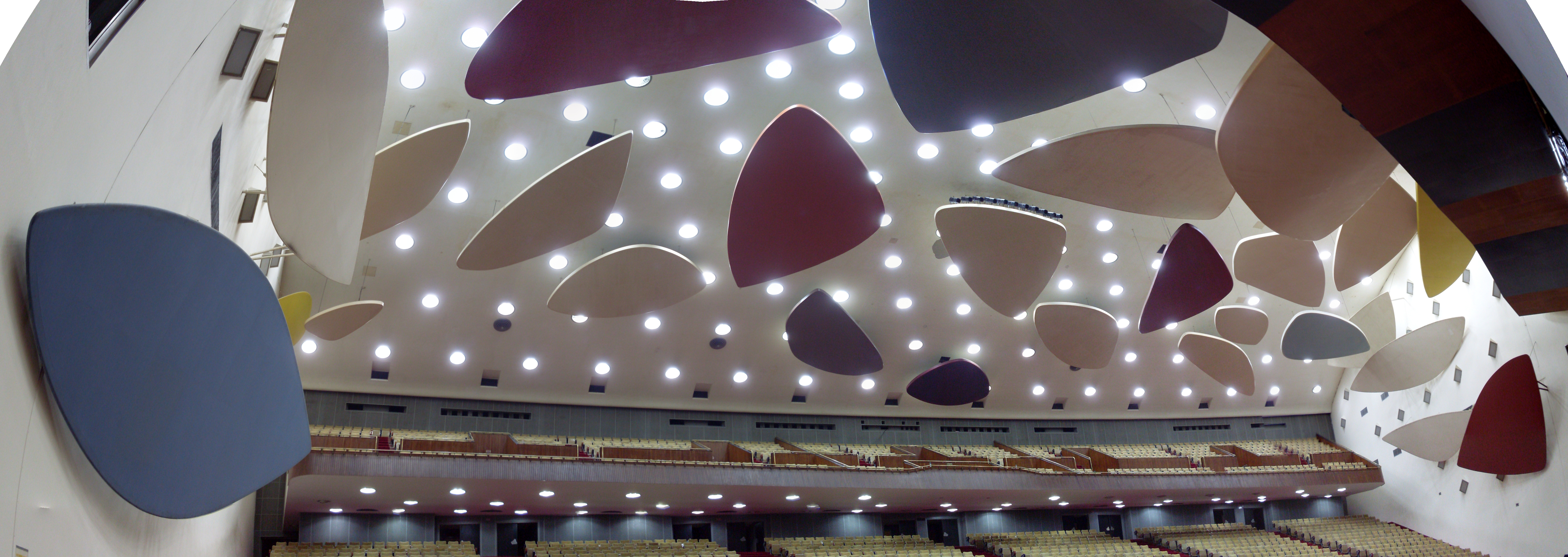
Aula Magna de la Universidad Central de Venezuela (1952), de Carlos Raúl Villanueva, con escultura de Alexander Calder, Municipio Libertador de Caracas

Perú no fue un país especialmente receptivo para la arquitectura racionalista, cuyas principales muestras se dieron sobre todo en el terreno del urbanismo en torno a la política de vivienda en la capital, Lima. En esta ciudad se daba una clara dicotomía entre la parte representativa y la marginal, con numerosos barrios autoconstruidos («barriadas» o «pueblos jóvenes»). En 1966 se organizó un concurso para la construcción de 1500 viviendas, el Proyecto Experimental de Vivienda (PREVI), al que se presentaron proyectos de todo el mundo. Los proyectos ganadores fueron los del estudio Atelier 5, basado en casas entre medianeras; el alemán Herbert Ohl, sustentado en soportes tecnológicos; y el de los metabolistas japoneses Kiyonori Kikutake, Fumihiko Maki y Noriaki Kurokawa, fundamentado en módulos prefabricados.

#### Uruguay
En Uruguay, uno de los pioneros fue Julio Vilamajó, que en su Facultad de Ingeniería de Montevideo (1936) utilizó el lenguaje típico del racionalismo: planta libre, pilotis, hormigón armado. Otro de los primeros exponentes fue Román Fresnedo Siri (Hospital Americano, 1946). Aquí trabajó también entre 1946 y 1949 el español Antoni Bonet Castellana —instalado desde 1939 en Argentina—, donde fue autor de la urbanización Punta Ballena en Maldonado, de la que destacan la casa Berlingieri (1946) y el Hotel Restaurante la Solana del Mar (1947). Cabe citar también a Mario Payssé Reyes, autor de la Caja de Previsión Social en Montevideo (1957-1975) y la sucursal del Banco de la República en Punta del Este (1960); y Nelson Bayardo, autor del Urnario del Cementerio del Norte en Montevideo (1961-1962), de influencia lecorbusieriana.

#### Venezuela
En Venezuela cabe destacar la obra de Carlos Raúl Villanueva, arquitecto formado en París con Le Corbusier, donde entró en el ambiente de vanguardia y se relacionó con artistas como Hans Arp, Alexander Calder, Joan Miró y László Moholy-Nagy. Su principal proyecto fue la Ciudad Universitaria de Caracas (1940-1960), declarada Patrimonio de la Humanidad por la Unesco en el año 2000, de cuyos edificios cabe resaltar el Estadio Olímpico (1950), el Aula Magna de la Universidad Central de Venezuela (1952), la Facultad de Arquitectura (1957) y la Piscina Universitaria (1957). En todos ellos buscó la síntesis de las artes figurativas, aunando arquitectura, pintura y escultura en un proyecto común; buena muestra es su Aula Magna, con la escultura Nubes flotantes de Alexander Calder, o las diversas obras artísticas repartidas entre los edificios: murales de Fernand Léger, Victor Vasarely, Mateo Manaure y Juan Navarro Baldeweg, y esculturas de Hans Arp y Henri Laurens. Cabe señalar también que aquí se exilió (1938-1959) el español Rafael Bergamín, que fue profesor de Urbanismo en la Escuela de Arquitectura de la Universidad Central de Venezuela, autor de varios cines (Hollywood, América, Plaza, Los Jardines), quintas, el Almacén Gathmann Hnos. y el edificio Madrid en Caracas. Otros arquitectos modernos venezolanos fueron: Manuel Mujica Millán (español de nacimiento), Luis Eduardo Chataing y Gustavo Wallis Legórburu.

### Asia

#### India y subcontinente indio

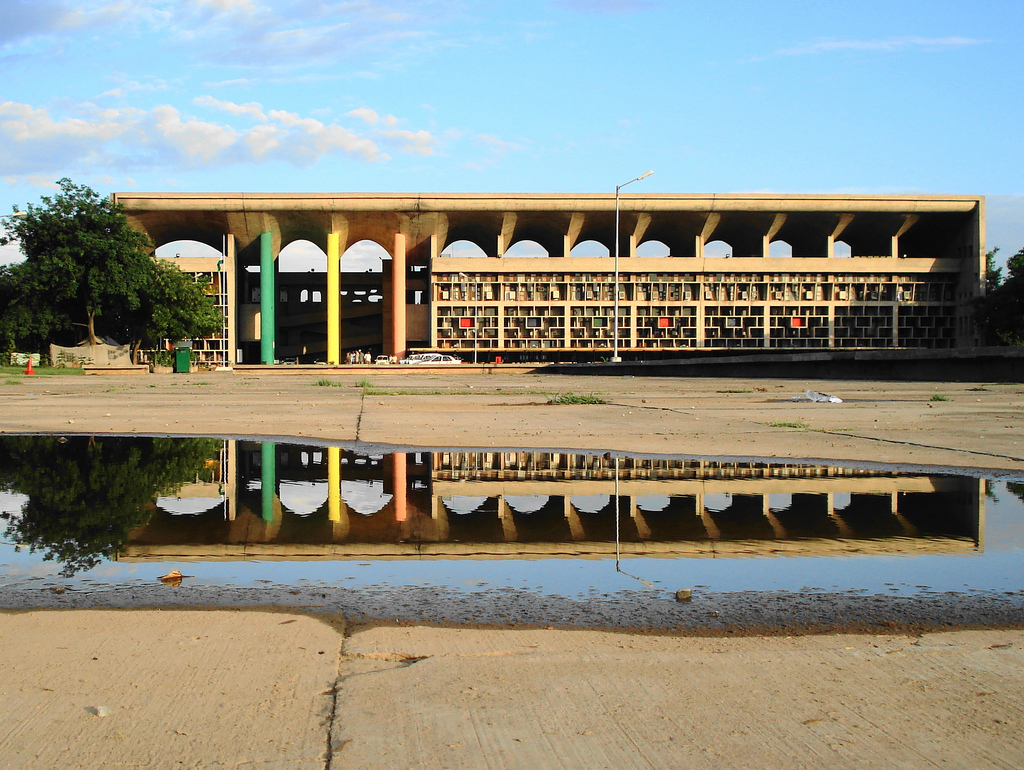
Corte Suprema de Chandigarh (1951-1955), de Le Corbusier

En el continente asiático el racionalismo tuvo un destacado desarrollo en la India, especialmente gracias a la presencia de Le Corbusier, quien construyó varios edificios en Ahmedabad y Chandigarh entre 1951 y 1965. Chandigarh fue una ciudad construida de nuevo cuño tras la división del Punjab entre la India y Pakistán, ya que su anterior capital, Lahore, cayó en territorio pakistaní. El proyecto urbanístico fue encargado a Le Corbusier, quien contó con la colaboración de Pierre Jeanneret, Maxwell Fry y Jane Drew (para su trazado véase aquí). En sus edificios, aplicó los postulados de su Unité d'Habitation y empleó preferentemente el hormigón crudo, un material adecuado para las circunstancias materiales del país. Entre los edificios gubernamentales destacó el Complejo del Capitolio (1951-1962), compuesto de tres edificios: la Asamblea Legislativa, el Edificio del Secretariado y el Palacio de Justicia, además de una plaza-monumento bautizada como Open Hand («mano abierta»). Para su trazado empleó el sistema Modulor, así como un lenguaje constructivo basado en la repetición de módulos a distinta escala, como terrazas, brise-soleil y los tradicionales chhatri indios, una especie de parasol. En la Asamblea (1951-1962) proyectó una caja rectangular con fachada de patrón repetitivo y una entrada lateral compuesta por un pórtico de pilares con forma de alerón que sostiene un techo curvo. El Tribunal Superior de Justicia (1951-1955) es una caja rectangular con un caparazón abovedado en voladizo y una fachada compuesta por un patrón de brise-soleil empotrados, mientras que la entrada presenta tres grandes columnas que se elevan hasta el techo. La Secretaría (1951-1958) es un bloque largo y estrecho compuesto también de módulos repetitivos con brise-soleil y tejado-terraza. Otro de los edificios lecorbusierianos de la nueva ciudad fue el Museo del Gobierno y Galería de Arte.

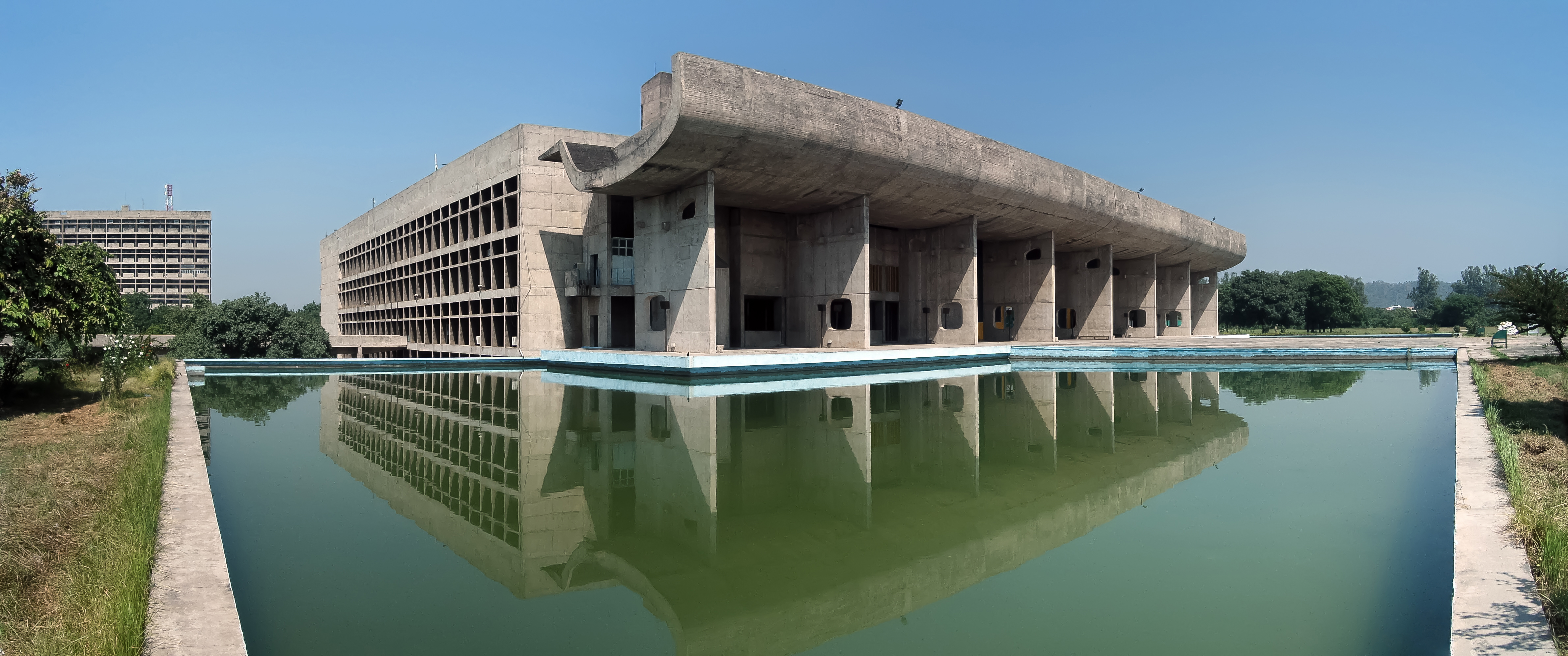
Asamblea de Chandigarh (1951-1962), de Le Corbusier

En Ahmedabad, Le Corbusier construyó dos casas: Sarabhai y Shodan, ambas de 1951-1956. La primera presenta un diseño de ocho bóvedas de cañón yuxtapuestas, con gruesas paredes y un techo recubierto de césped para combatir el calor. La segunda consiste en una caja de hormigón armado con hendiduras fraguadas y un techo en voladizo para ejercer de parasol, bajo el que se sitúa una terraza, siguiendo sus preceptos de la Maison-Domino. A mayor escala, en la misma ciudad elaboró el edificio de la asociación de propietarios Mill (1951-1954), en la que adaptó sus «cinco puntos» al contexto indio, con una promenade architecturale con planta libre y estructura Dominó, fachada libre con brise-soleil y un pabellón en voladizo con terraza-jardín; y el Centro Cultural de Ahmedabad (1951-1958), un conjunto compuesto de compartimentos de ladrillo con espacios libres y una serie de patios internos con paredes recubiertas de enredaderas.

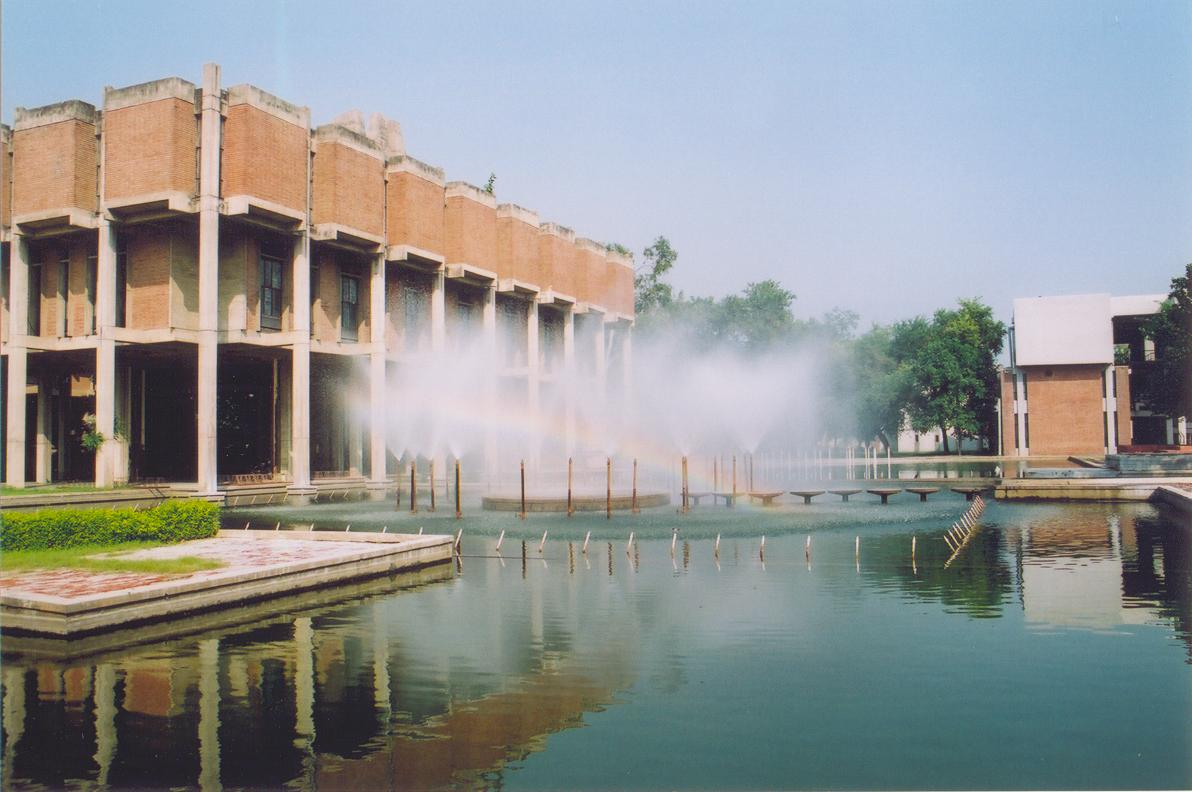
Indian Institute of Technology (1959-1966), de Achyut Kanvinde, Kanpur

La presencia de Le Corbusier impulsó la arquitectura racionalista en el país, que contó con el apoyo gubernamental, ya que tras la independencia de la India en 1947 las nuevas autoridades buscaban un estilo nacional acorde a la modernidad que mostrase la imagen de la emergente nación. La arquitectura racionalista india siguió la estela de la etapa final de Le Corbusier, de un tono más «heroico» y marcada por el empleo del hormigón crudo. El discípulo más aventajado del arquitecto suizo fue Balkrishna Doshi, que trabajó en su estudio parisino entre 1950 y 1954. De regreso a su país, fue autor de las viviendas para la empresa Ahmedabad Textile Industries Research Association (1957-1960) y la Escuela de Arquitectura de Ahmedabad (1968). Charles Mark Correa estudió en el Massachusetts Institute of Technology y abrió su despacho en Bombay en 1958. Fue autor del edificio administrativo de la Universidad de Anand (1958-1960), la casa Ramkrishna en Ahmedabad (1962-1964) y la iglesia de la Salvación en Bombay (1974-1977). Achyut Kanvinde fue alumno de Gropius en Harvard y, al regresar a su país, fue autor de diversos edificios de estilo bauhausiano, entre los que destaca el Indian Institute of Technology en Kanpur (1959-1966). Shiv Nath Prasad se mantuvo fiel a la ortodoxia lecorbusieriana hasta los años 1970, como se denota en su Akbar Hotel en Nueva Delhi (1965-1969). Cabe destacar también la presencia en la India de Louis Kahn, autor del Indian Institute of Management de Ahmedabad (1962-1974), una serie de bloques de ladrillo que combinaban formas cúbicas y cilíndricas. Afincado en la India desde 1952, el estadounidense Joseph Allen Stein fue autor de varios proyectos en Nueva Delhi, como el India International Centre (1958-1962) y el edificio de la Ford Foundation (1966-1968, con Garrett Eckbo).

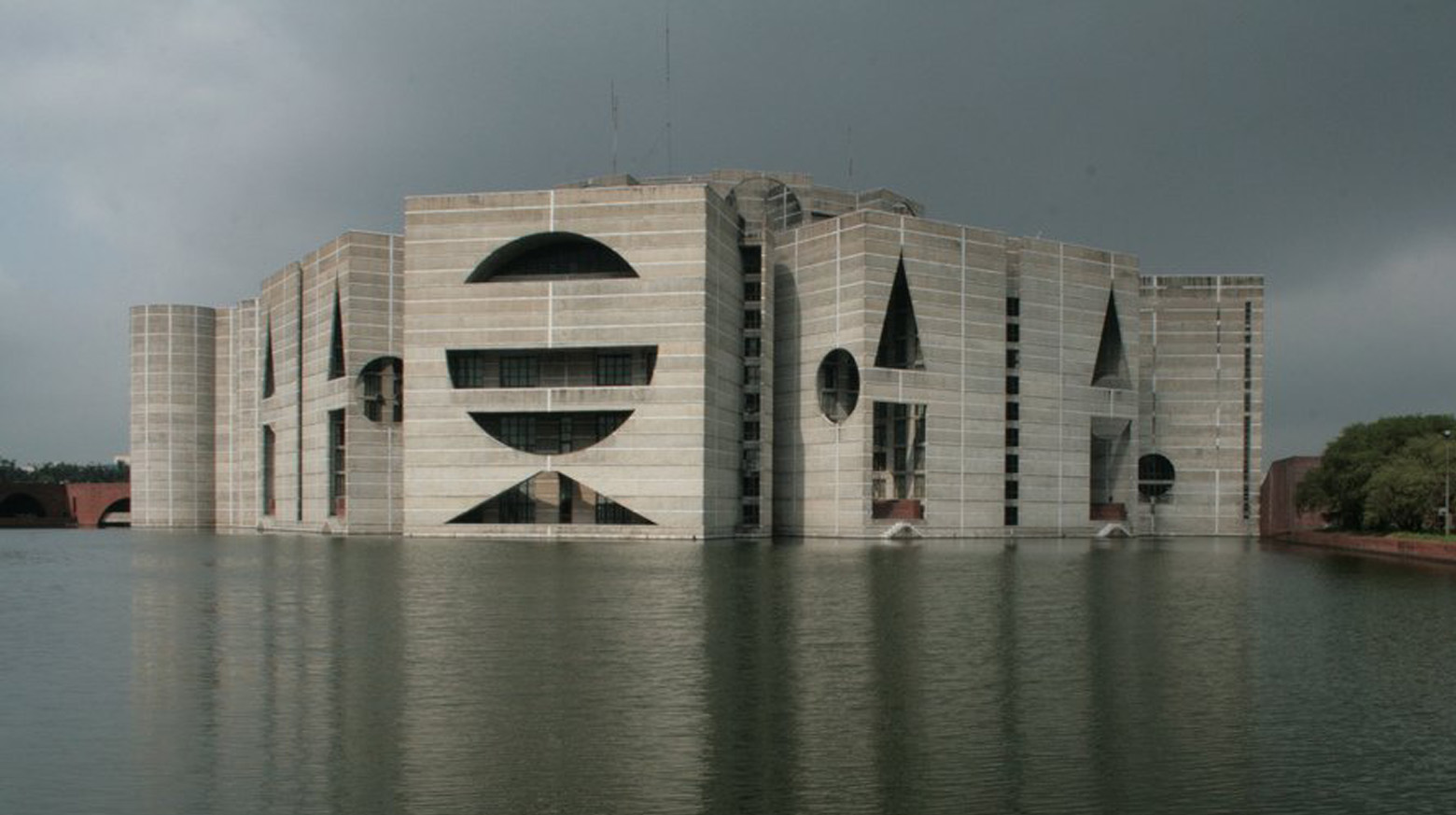
Jatiyo Sangsad Bhaban o Asamblea Nacional (1962-1984), de Louis Kahn, Daca (Bangladés)

Al igual que en la India, en Pakistán se creó de la nada una nueva ciudad, Islamabad, cuyo diseño se confió en 1960 al arquitecto y urbanista griego Konstantinos Apostolos Doxiadis (véase aquí). Durante los primeros años de expansión de la ciudad se construyeron numerosos edificios de sello moderno, la mayoría de arquitectos extranjeros, entre los que destacan: la Secretaría de Gobierno, obra de Gio Ponti, Antonio Fornaroli y Alberto Rosselli (1964-1968); y el complejo de la Presidencia, de Edward Durell Stone (1964-1984). En este país trabajó también el francés Michel Écochard, autor del campus de la Universidad de Karachi (1955).
Bangladés formó parte de Pakistán tras su independencia del Reino Unido en 1947, para finalmente acabar independizándose en 1971. Como en sus países vecinos, la arquitectura moderna sirvió como estilo nacional del nuevo estado. Aquí también se recurrió inicialmente a arquitectos extranjeros, como Louis Kahn, autor del Jatiyo Sangsad Bhaban o Asamblea Nacional en Daca (1962-1984), un edificio de formas esculturales erigido sobre una plataforma de ladrillo en medio de un lago artificial, elaborado en hormigón visto articulado por bandas de travertino, con aberturas de distintas formas geométricas. Otros exponentes de fuera del país fueron Paul Rudolph (Universidad de Agricultura en Mymensingh, 1966) y Konstantinos Doxiadis (Centro de estudiantes y profesores de la Universidad de Daca, 1963-1964). Entre los arquitectos nacionales destaca Muzharul Islam, que estudió en Yale con Paul Rudolph y adaptó el lenguaje moderno a la idiosincrasia de su país: Biblioteca Pública de Daca (1955), Colegio de Artes y Oficios (1955). Cabe mencionar también a Fazlur Rahman Khan, que trabajó en el estudio Skidmore, Owings & Merrill en Chicago.

#### Japón y Lejano Oriente

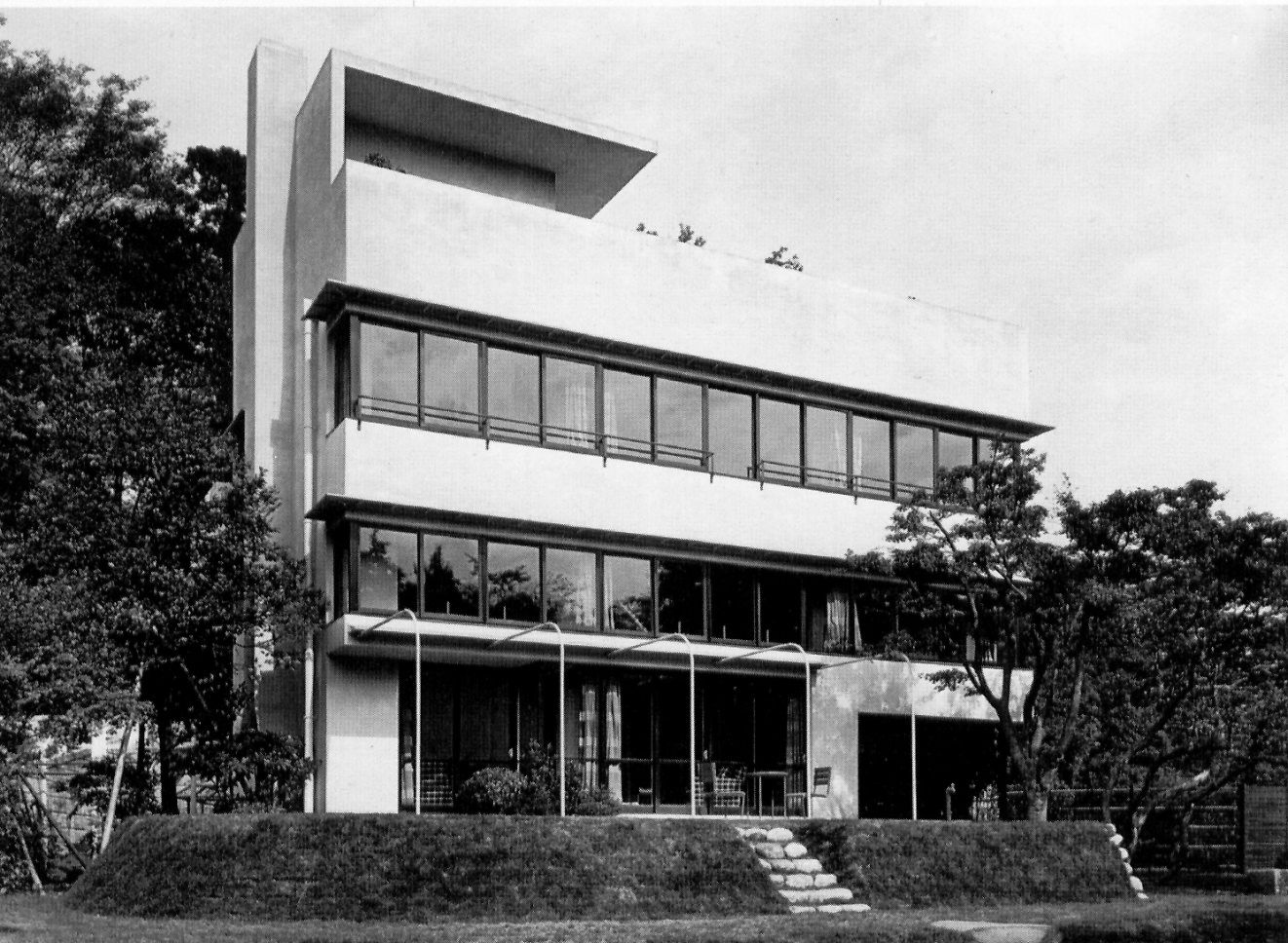
Casa Akaboshi Kisuke (1932), de Antonin Raymond, Tokio

En Japón se desarrolló una de las variantes más originales e interesantes del Estilo internacional, una versión propia del lenguaje moderno. La primera obra racionalista fue realizada por un arquitecto checoamericano, Antonin Raymond: su propia casa en Tokio en 1923 (reedificada posteriormente en la playa de Morito, Jayama). Encargado de supervisar la construcción del Imperial Hotel de Tokio, obra de Frank Lloyd Wright, Raymond construyó varias casas de hormigón armado, como las casas Fukui en la bahía de Atami (1933-1935), que muestran cierta influencia de Auguste Perret. Bruno Taut residió en Japón entre 1933 y 1936, donde señaló las similitudes entre el Movimiento moderno y la austeridad y simplicidad de la arquitectura tradicional japonesa elaborada en madera. Entre los años 1920 y 1930 surgió por parte de jóvenes arquitectos japoneses el llamado Grupo de Secesión (Bunri-ha), compuesto principalmente por Mamoru Yamada (Oficina General de Telefónica, 1926-1927; Laboratorio Eléctrico de Tokio, 1929), Tetsurō Yoshida (Oficina General de Correos de Tokio, 1931-1933) y Kikuji Ishimoto (oficinas del aeropuerto de Haneda, Tokio, 1932); el laboratorio de Yamada fue la única obra no occidental expuesta por Johnson y Hitchcock en el MoMA en 1932. En esos años algunos arquitectos como Iwao Yamawaki estudiaron en la Bauhaus, mientras que otros como Kunio Maekawa y Junzō Sakakura se formaron en el taller de Le Corbusier. Maekawa fue autor de los apartamentos Harumi en Tokio (1956-1957), inspirados en la Unité d'Habitation lecorbusieriana. En Japón se encuentra también un edificio de Le Corbusier, el Museo Nacional de Arte Occidental (1957-1959), en Tokio, construido junto a Kunio Maekawa, Junzō Sakakura y Takamasa Yoshizaka; es un edificio rectangular elevado sobre pilotis, realizado en hormigón visto.

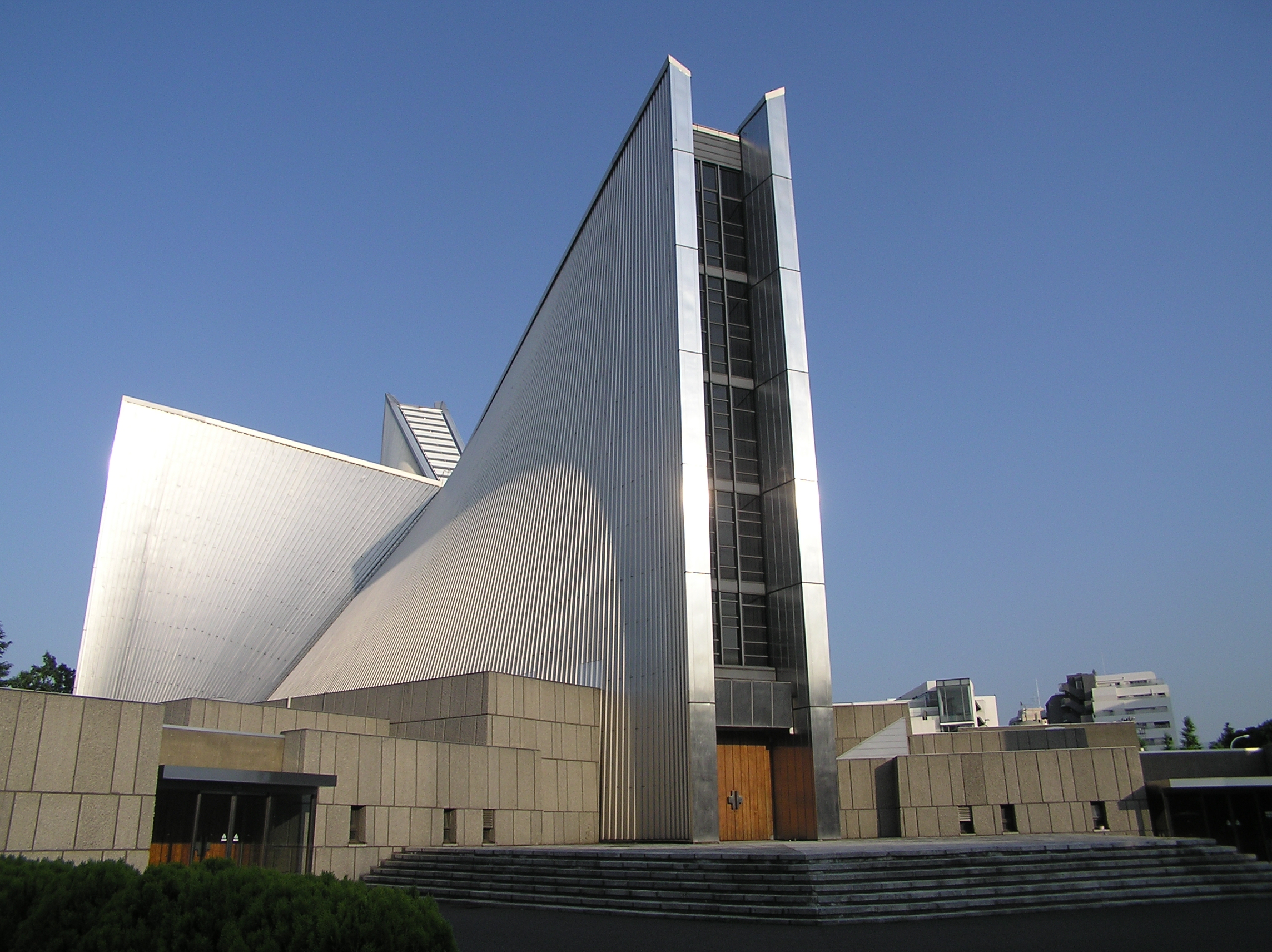
Catedral de Santa María de Tokio (1961-1964), de Kenzō Tange

Posteriormente destacó Kenzō Tange, que adaptó el estilo racionalista a la especial sensibilidad artística nipona. En sus inicios trabajó en el estudio de Kunio Maekawa y, en 1946, abrió su estudio en Tokio. Su primera obra relevante fue el Museo Memorial de la Paz de Hiroshima (1949-1956), un homenaje a la ciudad de la primera bomba atómica. La construcción del Ayuntamiento de Tokio (1955-1956), edificado sobre los clásicos pilotis lecorbusierianos, generó cierta polémica en el ámbito cultural nipón, aunque Tange incluyó un jardín tradicional japonés bajo el edificio. Entre 1955 y 1959 construyó la Prefectura de Kagawa en Takamatsu, una fusión entre el racionalismo y la arquitectura tradicional budista y sintoísta. Posteriormente construyó la Catedral de Santa María de Tokio (1961-1964), el edificio de la agencia de prensa y televisión Yamanashi (1961-1967) y el complejo deportivo de los Juegos Olímpicos de Tokio de 1964 (Estadio Olímpico, Gimnasio Nacional Yoyogi). Desde los años 1960 formó parte del Movimiento Metabolista, una manera de concebir la arquitectura a través de megaestructuras ampliables teóricamente hasta el infinito, al igual que los metabolismos animales. Creador del llamado «estilo moderno japonés», Tange invirtió el clásico axioma del funcionalismo afirmando que «solo lo bello puede ser funcional».
Entre los últimos representantes destaca Fumihiko Maki. Estudió en Tokio y en la Cranbrook Academy y la Graduate School of Design de Harvard en Estados Unidos. En sus inicios trabajó en el laboratorio de investigación de Tange. Interesado especialmente en las nuevas tecnologías y el diseño racional, elaboró diversos proyectos de tipo modular y con elementos prefabricados. Entre sus obras destacan el Salón Conmemorativo de la Universidad de Nagoya (1959) y los apartamentos aterrazados Hillside en Daikanyama, Tokio (1966-1979).
En China no existen prácticamente vestigios de arquitectura racionalista, ya que por su evolución histórica se pasó de los estilos tradicionales chinos al realismo socialista y la planificación estatal de la arquitectura; incluso, durante la Revolución Cultural, la arquitectura fue denunciada como arte burgués y los arquitectos enviados a trabajar al campo. En cambio, la arquitectura moderna pudo desarrollarse en Hong Kong, que fue colonia inglesa hasta 1997. Ciudad de próspera economía, pasó de un millón de habitantes en 1946 a ocho millones en 1994, con una densidad de población de 32 970 habitantes por hectárea, una de las más elevadas del mundo. Ello provocó la construcción en vertical y la presencia de numerosos rascacielos, muchos de los cuales siguieron los preceptos del Estilo internacional. Uno de los estudios más importantes fue Wong Tung and Partners, responsable de grandes conjuntos de viviendas como Mei Foo San Chuen (1963-1976), centros comerciales, escuelas y hoteles. Entre los arquitectos destaca Tao Ho, formado en Estados Unidos con Walter Gropius, autor de la International School (1975) y el Hong Kong Arts Centre (1974-1977). También hay obras de arquitectos internacionales como Harry Seidler (Hong Kong Club, 1980-1984) y Paul Rudolph (Bond Centre, 1989).
En Corea del Sur la arquitectura moderna no arranca hasta la guerra civil con su vecina del norte. En los años 1960 y 1970 convivieron la arquitectura tradicional con una variante del Estilo internacional influida en los edificios comerciales de Europa y los Estados Unidos, con un abundante uso del hormigón, del vidrio reflectante y de los revestimientos de piedra. Destaca especialmente la obra de dos arquitectos de influencia lecorbusieriana: Kim Swoo-geun (Space Group Building en Seúl, 1977; Estadio Olímpico de Seúl, 1977-1984) y Kim Chung-up (puerta principal y salón conmemorativo del Cementerio conmemorativo de Naciones Unidas en Busan).

#### Sudeste asiático

Centro Internacional de Convenciones (1974-1976), de Leandro Locsin, Manila

En Malasia, la arquitectura de estilo colonial pervivió hasta prácticamente los años 1960, fecha en que se produjeron las primeras muestras de Estilo internacional, que se prolongaron hasta los 1970. Cabe destacar la obra de Lim Chong Keat, formado en el Reino Unido y los Estados Unidos (Massachusetts Institute of Technology), autor de obras como el Centro de Congresos de Singapur (1961) y la mezquita del estado de Negeri Sembilan en Seremban (1967). Relacionado con este país está Singapur, un estado escindido de Malasia en 1965. Aquí trabajó también Lim Chong Keat (Ayuntamiento de Jurong, 1969-1974) y cabe mencionar también a William Lim (Saint Andrew's Junior College, 1978), Alfred Wong (Marco Polo Hotel, 1962; Teatro Nacional, 1963) y Tay Kheng Soon, autor de centros comerciales como People's Park Complex, Katong y Tanglin.
Tailandia no se abrió a la arquitectura moderna hasta los años 1970. Destacó entonces Sumet Jumsai, formado en Cambridge, autor de edificios como el Museo de la Ciencia en Bangkok (1976-1982) y el Asian Institute of Technology cerca de Bangkok (1981), ambos de clara influencia lecorbusieriana. También denota el influjo del arquitecto suizo Ong Art Satrablan, autor del edificio n.º 9 de la Escuela de Phanabhan en Bangkok (1970), un edificio semicircular con fachada de brise-soleil de hormigón.
En Camboya el Estilo internacional tuvo escasa presencia debido a sus vicisitudes históricas: entre 1970 y 1995 padeció la guerra de Vietnam, el régimen de los jemeres rojos y la invasión vietnamita. Así pues, se cuentan escasos ejemplos en época colonial, como el Mercado Central de Phnom Penh, de Jean Desbois y Louis Chauchon (1934-1937); y en los años 1960, en los que destacó el arquitecto Vann Molyvann (complejo deportivo de los Juegos Asiáticos de 1964; Centro de Comercio en Phnom Penh, 1966; Universidad de Phnom Penh, 1968).
En Filipinas destaca la obra de Leandro Locsin, autor del Centro Cultural de Filipinas (1966-1976), un complejo compuesto de edificios como el Teatro de Arte Dramático (1969), el Centro de Diseño y el Teatro de Arte Folclórico (1974), el Centro Internacional de Convenciones (1976) y el Philippine Plaza Hotel (1976).

#### Cercano Oriente

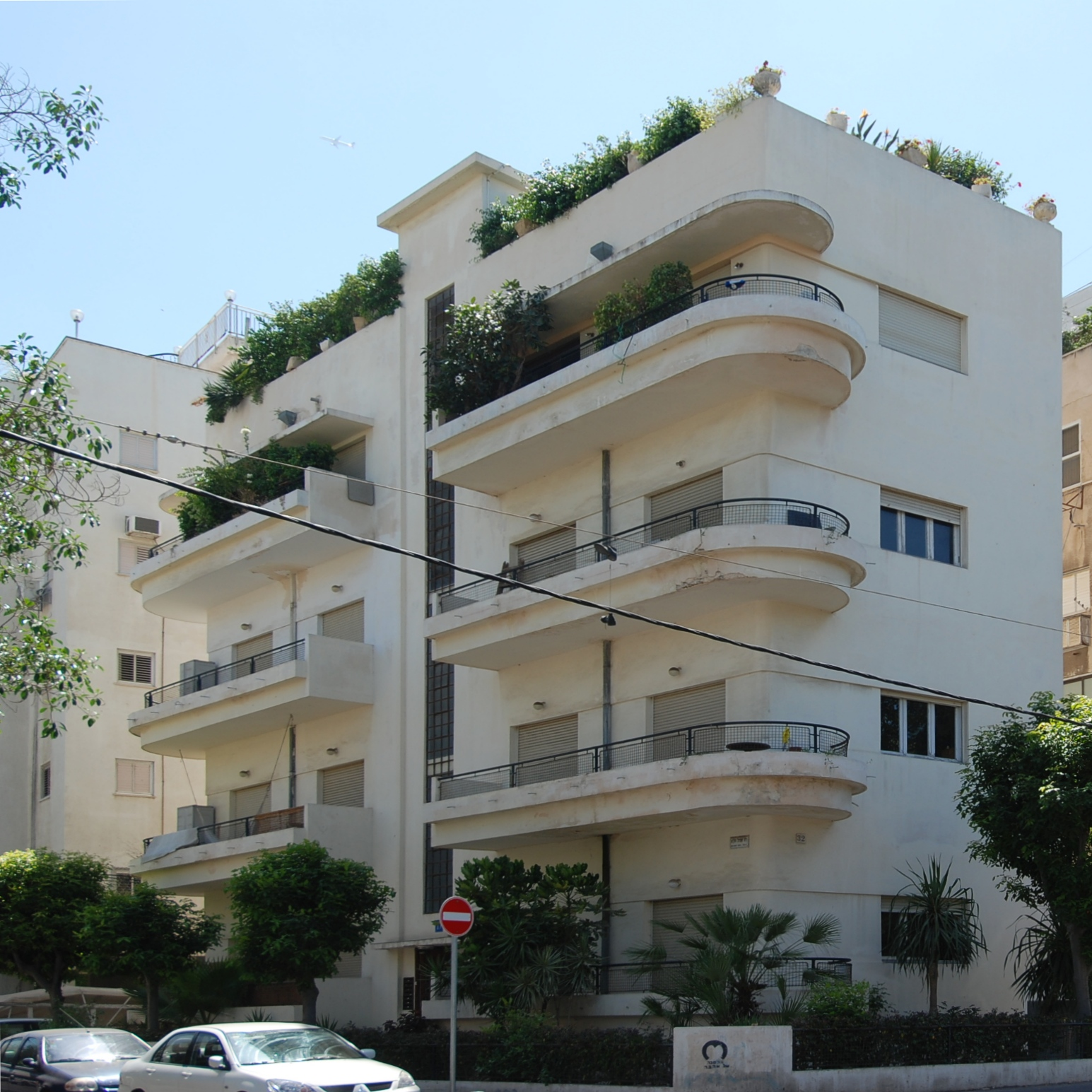
Casa Rieger (1934), de Zeev Rechter, Ciudad blanca de Tel Aviv (Israel)

En Israel cabe destacar la Ciudad blanca de Tel Aviv, una urbanización planeada por una treintena de arquitectos huidos de la Alemania nazi en la que se desarrolló el mayor conjunto de obras racionalistas del mundo, con cerca de 4000 edificios de estilo bauhausiano que en 2003 fueron declarados Patrimonio de la Humanidad. Uno de los pioneros fue el arquitecto alemán Erich Mendelsohn, establecido en Jerusalén en los años 1930, donde construyó varias casas y hospitales (residencia Weizmann en Rehovot, 1936). Posteriormente, arquitectos como Alexander Klein, Adolf Rading, Joseph Neufeld y Arieh Sharon desarrollaron en Tel Aviv y Haifa los preceptos urbanísticos de las siedlungen alemanas. En 1933, Zeev Rechter construyó en Tel Aviv la casa Ángel, la primera en el país sostenida por pilotis, lo que unido a sus paredes blancas, sus ventanas horizontales y su tejado-terraza marcaría las construcciones de esa época. Tras el parón de la Segunda Guerra Mundial, la llegada masiva de inmigrantes judíos al Estado de Israel propició la creación de nuevos asentamientos y polígonos de viviendas (shikunim), construidos habitualmente bajo preceptos funcionalistas. Entre las principales realizaciones del racionalismo israelí cabe destacar: el Parlamento y el Estadio de Jerusalén y la Estación de Ferrocarriles de Tel Aviv, de Ossip Klarwein; los hospitales construidos por Arieh Sharon en Jerusalén, Tel Aviv y Beersheba; el Palacio de Justicia de Tel Aviv, el Palacio de los Congresos de Jerusalén y el Centro Social de Beersheba, de Zeev Rechter; el Auditorio Mann en Tel Aviv, de Zeev Rechter y Dov Karmi; y la Universidad de Jerusalén (1954), de Dov Karmi. Cabe mencionar también la Universidad de Haifa (1964), del brasileño Oscar Niemeyer.

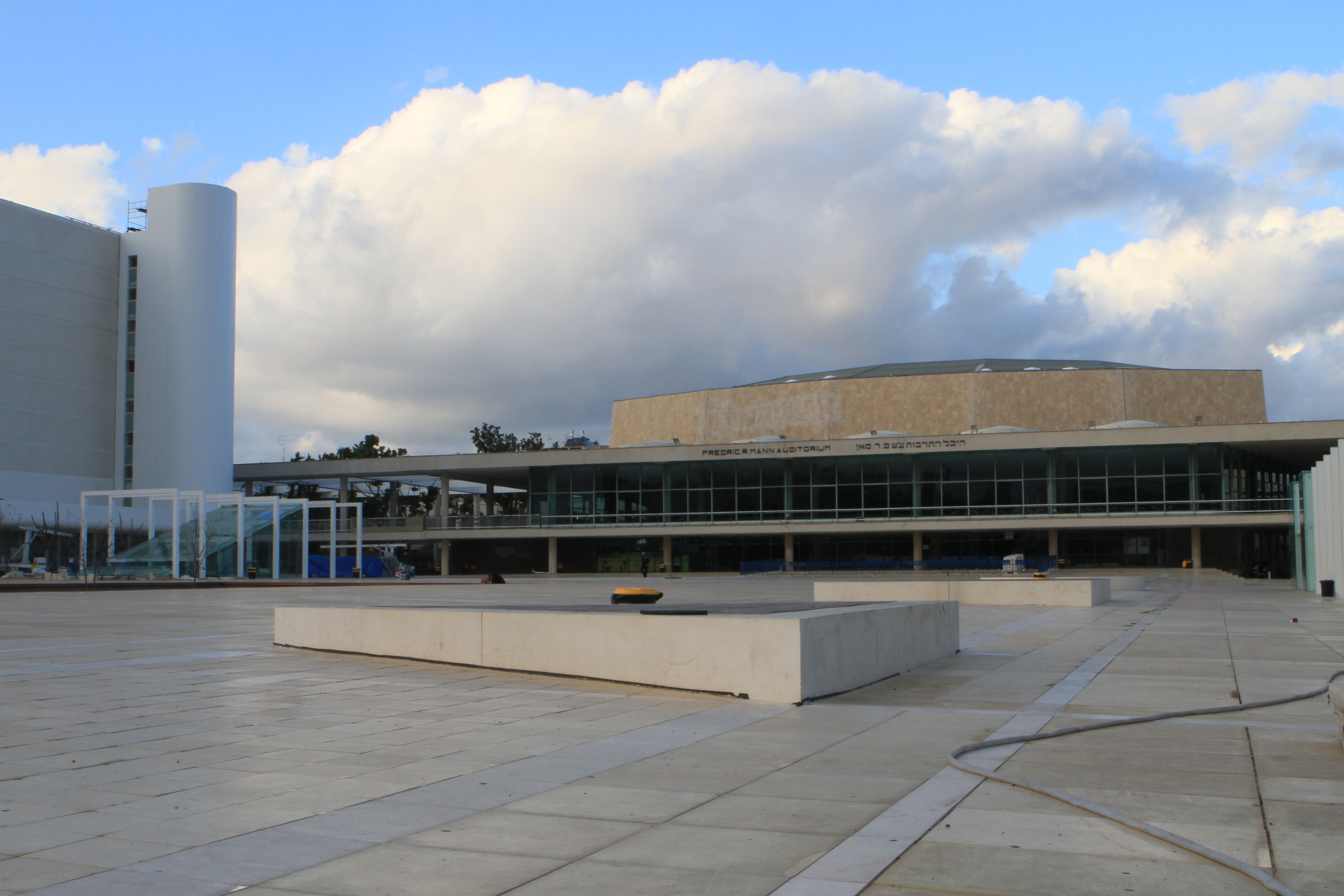
Auditorio Mann (1957), de Zeev Rechter y Dov Karmi, Tel Aviv

En Turquía, la arquitectura racionalista se introdujo en los años 1930 con diversas influencias: alemana (Facultad de Historia y Geografía de Ankara, de Bruno Taut, 1937), neerlandesa (pabellón de la Exposición Nacional de Ankara, de Şevki Balmumcu, 1933-1934) y lecorbusieriana (oficinas de la Compañía Satie en Estambul, de Sedad Eldem, 1934). Sin embargo, sus inicios coincidieron con una revalorización de la arquitectura tradicional otomana y no fue hasta los años 1950 y 1960 en que se adoptó de nuevo el Estilo internacional, especialmente en la obra de Turgut Cansever: Club Anadolu en la isla de Büyükada (1959), Sociedad de Historia Turca de Ankara (1966). Otra obra relevante fue el Hotel Hilton en Estambul (1952-1955), de Gordon Bunshaft (con el sello SOM) y Sedad Eldem.
Líbano se convirtió en un protectorado francés tras la Primera Guerra Mundial, hasta su independencia en 1943. Un primer exponente de la arquitectura moderna fue Antoine Tabet, alumno de Auguste Perret, que aunó el racionalismo con las tradiciones locales. En los años 1950 desarrollaron su obra Karl Chayer y George Rayes, en los que se denota la influencia bauhausiana. En los años 1960 se emprendieron grandes proyectos y reformas urbanísticas, y trabajaron en el país arquitectos internacionales como Oscar Niemeyer (Feria internacional de Trípoli, 1966), Alvar Aalto (edificio de oficinas en Beirut, 1970) y André Wogenscky (Ministerio de Defensa en Baabda, 1962-1968; Universidad Libanesa en Hadath, 1968-1974). En urbanismo, Michel Écochard fue responsable del Plan director para la ordenación del Gran Beirut (1961), al tiempo que su obra arquitectónica (Liceo Francés de Beirut, 1959) ejerció una gran influencia sobre una nueva generación de arquitectos.

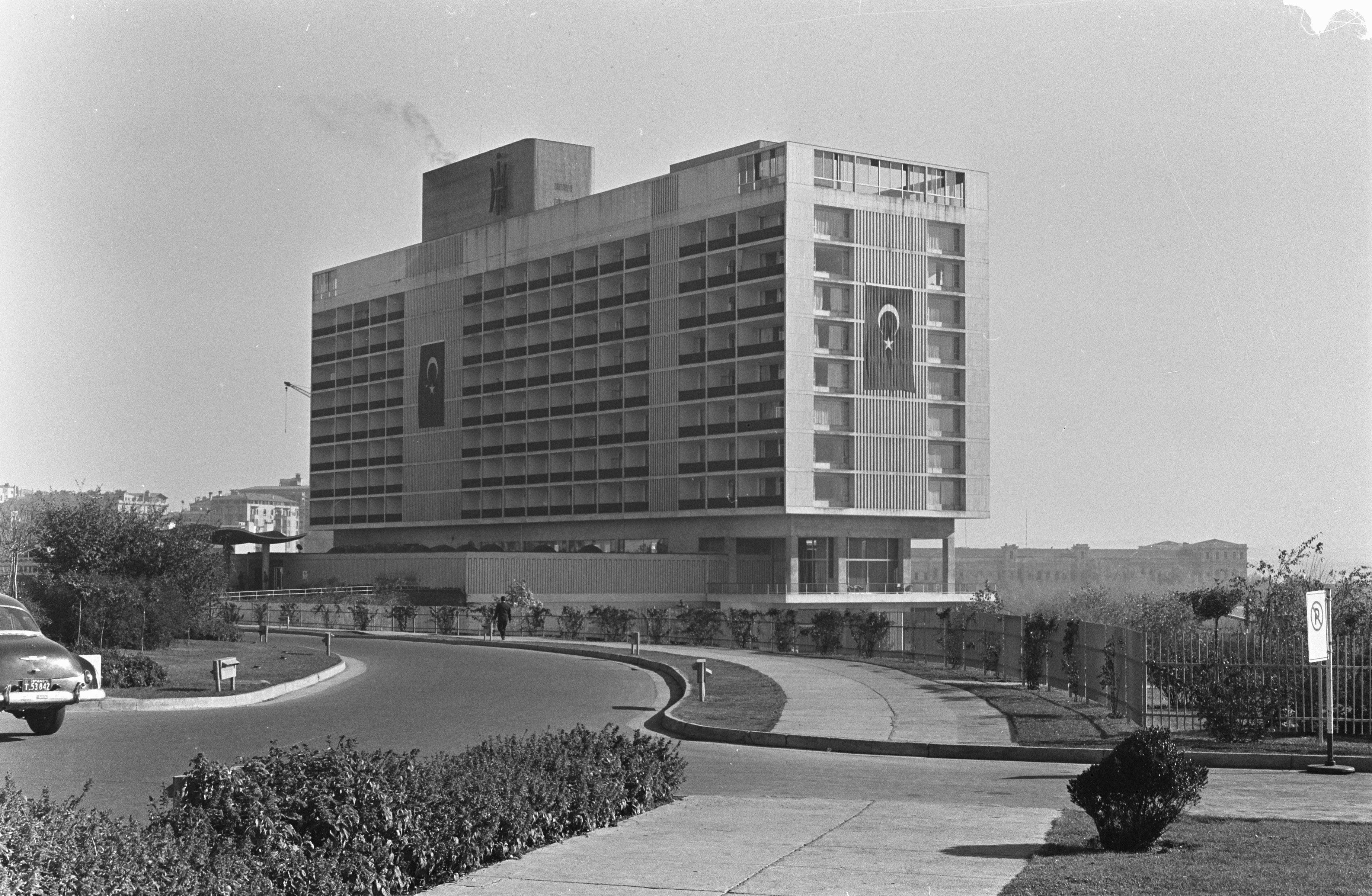
Hotel Hilton (1952-1955), de Gordon Bunshaft (SOM) y Sedad Eldem, Estambul (Turquía)

Siria fue como Líbano un protectorado francés hasta 1946. Los primeros ejemplos de arquitectura moderna fueron el Hotel Orient Palace de Farid Tarrad (1935) y el Museo Nacional de Damasco de Michel Écochard (1935). Posteriormente no se dieron muestras de una arquitectura de influencia internacional hasta los años 1970, como se aprecia en la obra de Burhan Tayyara y Charles Kassab.
En Arabia Saudí, el auge de la riqueza del país derivado de la extracción del petróleo comportó un aumento de la construcción y la adopción de un estilo más moderno, si bien con cierto retraso respecto al contexto internacional, hacia los años 1970. Muchas realizaciones fueron de firmas internacionales: Universidad del Petróleo y de los Minerales en Dhahran (1971), de Caudill Rowlett & Scott; Fundación Rey Faisal en Riad (1976-1984), de Kenzō Tange; Institute of Public Administration en Riad (1978), de la firma estadounidense The Architects' Collaborative.
Irak tuvo unas primeras muestras de Estilo internacional en los años 1940 gracias a varios jóvenes arquitectos formados en Occidente, como Mohamed Saleh Makiya, Rifat Chadirji y Hisham Munir. También se encuentran obras de arquitectos internacionales: Oficinas Gubernamentales de Bagdad (1958), de Gio Ponti y Antonio Fornaroli; Faculty Tower de la Universidad de Bagdad (1966), de The Architects' Collaborative.
En Irán trabajó el turco-armenio Gabriel Guevrekian, después de varios años instalado en Francia. Aquí construyó varios proyectos en Teherán: en 1934 para el Ministerio de Asuntos Exteriores, en 1936 para el Ministerio de Industria y el Club de Oficiales en el barrio del Jardín Nacional, así como varias villas. Entre los arquitectos locales destacó Vartan Hovanessian, formado en París, donde recibió la influencia de Auguste Perret y Tony Garnier, como se aprecia en la Escuela Femenina de Artes y Oficios en Teherán, el palacio de Saad Abad, el Hotel de Darband y el Banco de Sepah, todos ellos entre 1935 y 1941.
Kuwait fue otro país enriquecido gracias al petróleo y que también confió sus grandes proyectos a arquitectos extranjeros: Museo Nacional de Kuwait, de Michel Écochard (1965); Banco Central de Kuwait, de Arne Jacobsen (1971).

### África

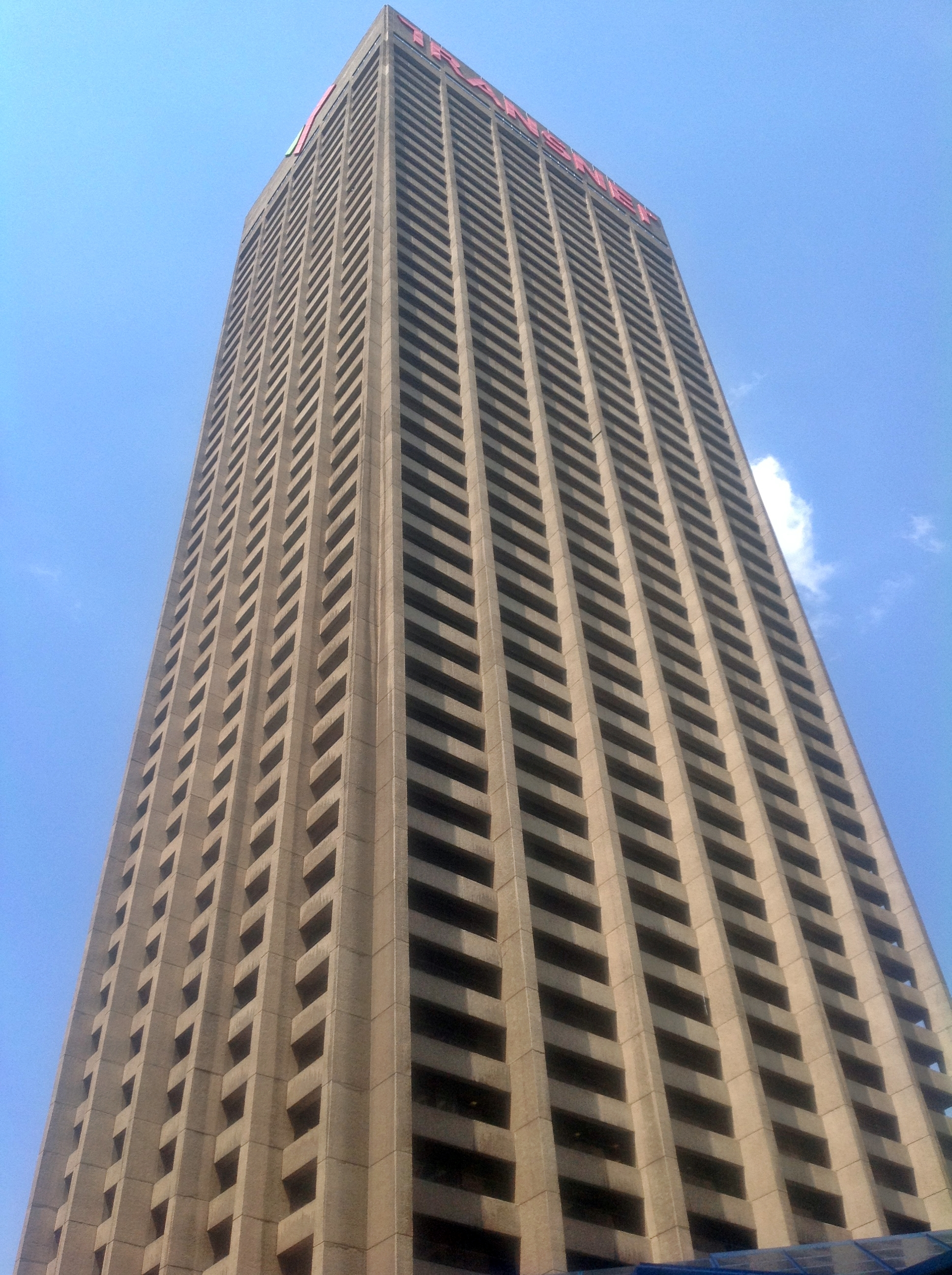
Carlton Centre Office Tower (1973), de Skidmore, Owings & Merrill, Johannesburgo (Sudáfrica)

El continente africano estaba dividido en su mayor parte desde el siglo XIX en colonias administradas por las potencias europeas, hasta que pasada la Segunda Guerra Mundial se fueron independizando paulatinamente de sus metrópolis. En las colonias francesas del Magreb, en el norte de África, la mayoría de realizaciones fueron de arquitectos franceses. El propio Le Corbusier elaboró en 1932 un plan urbanístico para la ciudad de Argel —denominado Plan Obús—, que finalmente no se ejecutó debido a su plantemiento utópico y las dificultades locales para su realización práctica. También en Argelia, el arquitecto suizo diseñó un bloque de apartamentos escalonados en Oued-Ouchaia (1933-1934) y un rascacielos para el barrio de la Marina de Argel (1938-1942), no ejecutados. Otra obra de Le Corbusier en el Magreb fue la villa Baizeau en Cartago, Tunicia (1928), adaptada a las condiciones climáticas de la zona: tiene una pantalla antisol que proporciona sombra y las habitaciones están interconectadas para favorecer la ventilación. Un discípulo suyo, el también suizo Pierre-André Émery, trabajó en Argel de 1925 a 1962, donde lideró la nueva generación de arquitectos modernos; entre sus obras destacan las ciudades obreras de las minas de Ouenza (1948-1953), las escuelas de Ben-Akhoun (1953) y Châteauneuf (1954), varios edificios para Électricité et Gaz d'Algérie y el templo protestante de Hussein-Dey (1960). En este país trabajó también Oscar Niemeyer, autor de la Universidad de Constantina (1968-1970) y del Ministerio de Asuntos Exteriores en Argel (1974).
En Marruecos, el racionalismo tuvo unos primeros vestigios en los años 1930 con algunos arquitectos de influencia lecorbusieriana como Marcel Desmet y Maurice Sori, autores de varios edificios en Casablanca. En la segunda posguerra, una generación de jóvenes arquitectos (Georges Candilis, Gaston Jaubert, Élie Azagury, Jean-François Zévaco, Jean Chemineau) lideró la transformación de ciudades como Rabat y Casablanca, y se constituyeron en el GAMMA, la rama local del CIAM. Entre las realizaciones hay que destacar el proyecto ATBAT en Casablanca (inmuebles Sémiramis y Nids d'abeille) de Georges Candilis, Shadrach Woods y Vladimir Bodiansky (1951-1956), basado en la Unité lecorbusieriana de bloques verticales con balcones de brise-soleil y terrazas-jardín, combinados con edificios de menor altura. También André Lurçat construyó un polígono de viviendas en Casablanca (1953-1955), inspirado en su Hotel Nord-Sud de Córcega.
En el África occidental la arquitectura moderna se desarrolló especialmente en Nigeria, sobre todo gracias a la presencia de Jane Drew y Maxwell Fry, instalados en este país como consejeros para la ordenación del territorio en la Oficina colonial inglesa. Su obra principal fue la Universidad de Ibadán (1953-1959). Cabe destacar también la presencia de Walter Gropius, autor de la Universidad de Lagos (1963), así como Ove Arup, autor de varios edificios industriales, y las firmas inglesas Godwin, Hopwood & Kuye, Watkins Grey International y James Cubitt & Partners, responsables de varios edificios en Lagos. El israelí Arieh Sharon fue responsable de la Universidad de Ife (1960-1970).

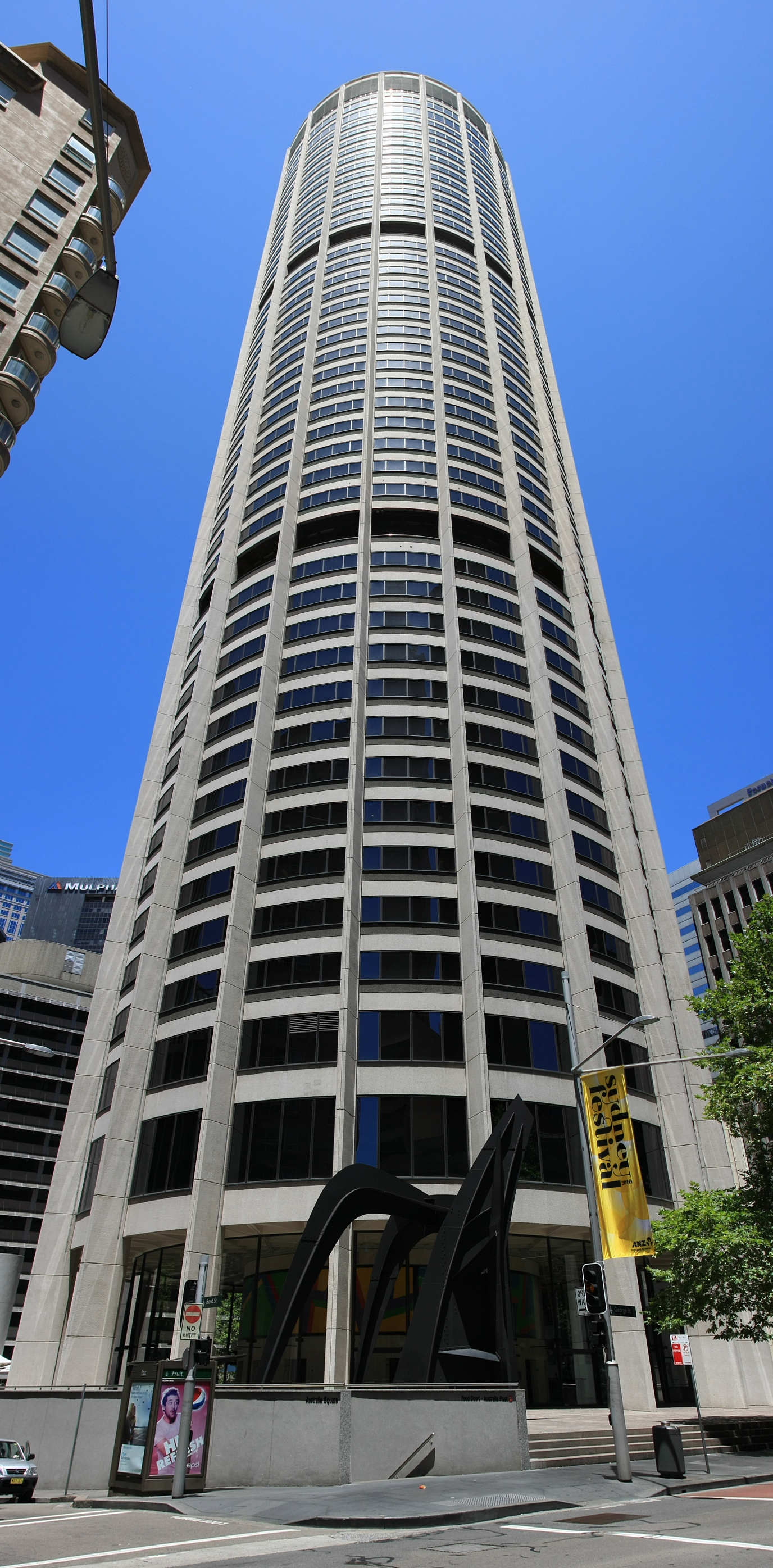
Australia Square Office Tower (1961-1967), de Harry Seidler y Pier Luigi Nervi, Sídney (Australia)

En Sudáfrica también se recibió la influencia lecorbusieriana, como se denota en la obra de Rex Martienssen, autor de los apartamentos Peterhouse de Johannesburgo (1934-1935), inspirados en la villa Savoye. Otro exponente fue Norman Hanson, quien también muestra la influencia del arquitecto suizo en su 20th Century Cinema en Johannesburgo (1940). También desarrollaron en este país su obra algunos arquitectos alemanes exiliados formados la mayoría en la Bauhaus, como Steffan Ahrends, Helmut Stauch y Bernard Pabst. En la segunda posguerra la influencia provino de Estados Unidos, especialmente en la construcción de rascacielos de estructura metálica y muro-cortina, como los construidos en Johannesburgo por firmas como Skidmore, Owings & Merrill (Carlton Centre Office Tower, 1973) y Hentrich Petschnigg & Partners (Standard Bank Centre, 1970).

### Oceanía
Australia se mantuvo fiel a la arquitectura de tradición colonial hasta el fin de la Segunda Guerra Mundial, fecha en que empezaron a llegar las nuevas corrientes internacionales. Cuando esto se produjo se desarrolló una variante del racionalismo de carácter innovador y no como imitación de las obras de los maestros modernos, especialmente gracias a Harry Seidler y Sydney Ancher. Austríaco de nacimiento, Seidler estudió en la Graduate School of Design de Harvard y en el Black Mountain College. Trabajó con Marcel Breuer en Nueva York y con Oscar Niemeyer en Río de Janeiro y, en 1948, abrió su propio estudio en Sídney. Sus primeras obras, como la casa Rose Seidler en Sídney (1948-1950), muestran todavía un racionalismo canónico, pero en los años 1960 evolucionó hacia unas formas más minimalistas, con influencia de la pintura de Frank Stella, con formas repetitivas que combinaban formas rectangulares y curvas, y una alta calidad de ejecución, como en la Australia Square Office Tower de Sídney (1961-1967, con Pier Luigi Nervi). Otras obras suyas fueron: la oficina del Commonwealth Trade Group en Canberra (1970-1975), la embajada australiana en París (1973-1977) y el Riverside Center en Brisbane (1983-1986). Sydney Ancher adaptó el lenguaje miesiano al medio local australiano, como en la casa Farley en Warringah (1947), la casa English en Saint Ives (1951) y la casa Ancher en Neutral Bay (1957). Otros exponentes de la arquitectura moderna fueron: Samuel Lipson, Hugh Buhrich, Frederick Romberg y Mary Turner Shaw.
En Nueva Zelanda no hay muestras de arquitectura moderna hasta pasada la Segunda Guerra Mundial. Los primeros exponentes fueron inmigrantes como Heinrich Kulka y Ernst Plischke, que sin embargo fueron mal acogidos por el gremio arquitectónico local, sumido todavía en el estilo colonial de los decenios anteriores. Una primera reacción contra el academicismo imperante fue la de Miles Warren y Peter Beaven, que desarrollaron su obra por distintas vías, el primero con cierta influencia brutalista (apartamentos de Dorset Street en Christchurch, 1956-1957) y el segundo con un estilo más florido, como en su Lyttleton Road Tunnel Building (1963).

## Urbanismo

Plan Voisin para París (1925), de Le Corbusier

El urbanismo tuvo un gran desarrollo en el siglo XX, ya que el progresivo aumento de la población urbana desde los inicios de la Revolución Industrial conllevó un creciente interés en buscar nuevas fórmulas y soluciones para satisfacer las necesidades de vivienda e infraestructuras de la sociedad. Si en 1800 había en el mundo unas 200 ciudades con más de 20 000 habitantes, con un total de 21,7 millones de habitantes (un 2,4 &% de la población total), en 1950 había 5509 ciudades de ese tamaño, con 502,2 millones de habitantes (20,9 % del total). El racionalismo, debido a sus ideas progresistas y sociales, puso un gran empeño en desarrollar teorías urbanísticas que fuesen de aplicación universal, con un especial énfasis en soluciones higiénicas y funcionales, que satisfaciesen todos los aspectos inherentes a la ciudad, tanto económicos como tecnológicos, culturales y ecológicos.
El principal urbanista racionalista fue Le Corbusier, quien planteó sus principios en Urbanisme (1925), donde desarrolló sus ideas sobre una ciudad funcional basada en el orden y la linealidad. Ya en 1922 había esbozado su proyecto de una Ville contemporaine pour trois milions d'habitants, en que situaba un centro urbano con una serie de rascacielos de oficinas en torno a un nudo de comunicaciones rodeado de diversos sectores residenciales, de servicios y ocio, con abundantes zonas verdes y calles ordenadas jerárquicamente. Los edificios serían de tres tipologías: rascacielos cruciformes en el centro, casas à redent en el medio e immeubles-villas en la periferia. En su libro de 1925, Le Corbusier establecía cuatro puntos esenciales sobre el urbanismo: descongestionar el centro de las ciudades, aumentar su densidad, aumentar los medios de desplazamiento y aumentar los parques y espacios abiertos. También señaló que «la planificación urbanística moderna nace con una nueva arquitectura». Este esquema lo aplicó a su Plan Voisin para París (1925) —no realizado—, en el que llegó a proponer el derribo de 40 hectáreas de edificios antiguos de la orilla derecha del Sena, cuyo espacio ocuparía una gran explanada verde que albergaría diecinueve altos rascacielos de 180 m de altura con planta de cruz, con carreteras rectas y a diferentes niveles. En 1933 reformuló sus teorías con el nombre de Ville Radieuse («ciudad radiante»), un proyecto casi utópico que aunaba funcionalidad con preocupación ecológica, con bloques gigantes de apartamentos separados entre ellos para garantizar su exposición al sol, grandes espacios ajardinados, separación de funciones y eficientes vías de comunicaciones. Le Corbusier fue el «gran creador de la utopía de la ciudad moderna en su aspecto físico», según Martin Meyerson. Además de París, Le Corbusier elaboró proyectos urbanísticos para São Paulo y Río de Janeiro (1929-1930), Argel (1930), Barcelona (1932-1935), Ginebra (1933), Estocolmo (1933), Amberes (1933), Buenos Aires (1938-1940), Saint-Dié (1945), Bogotá (1949-1952), Marsella (1950), Izmir (1950) y Chandigarh (1951-1965), el único que se ejecutó.

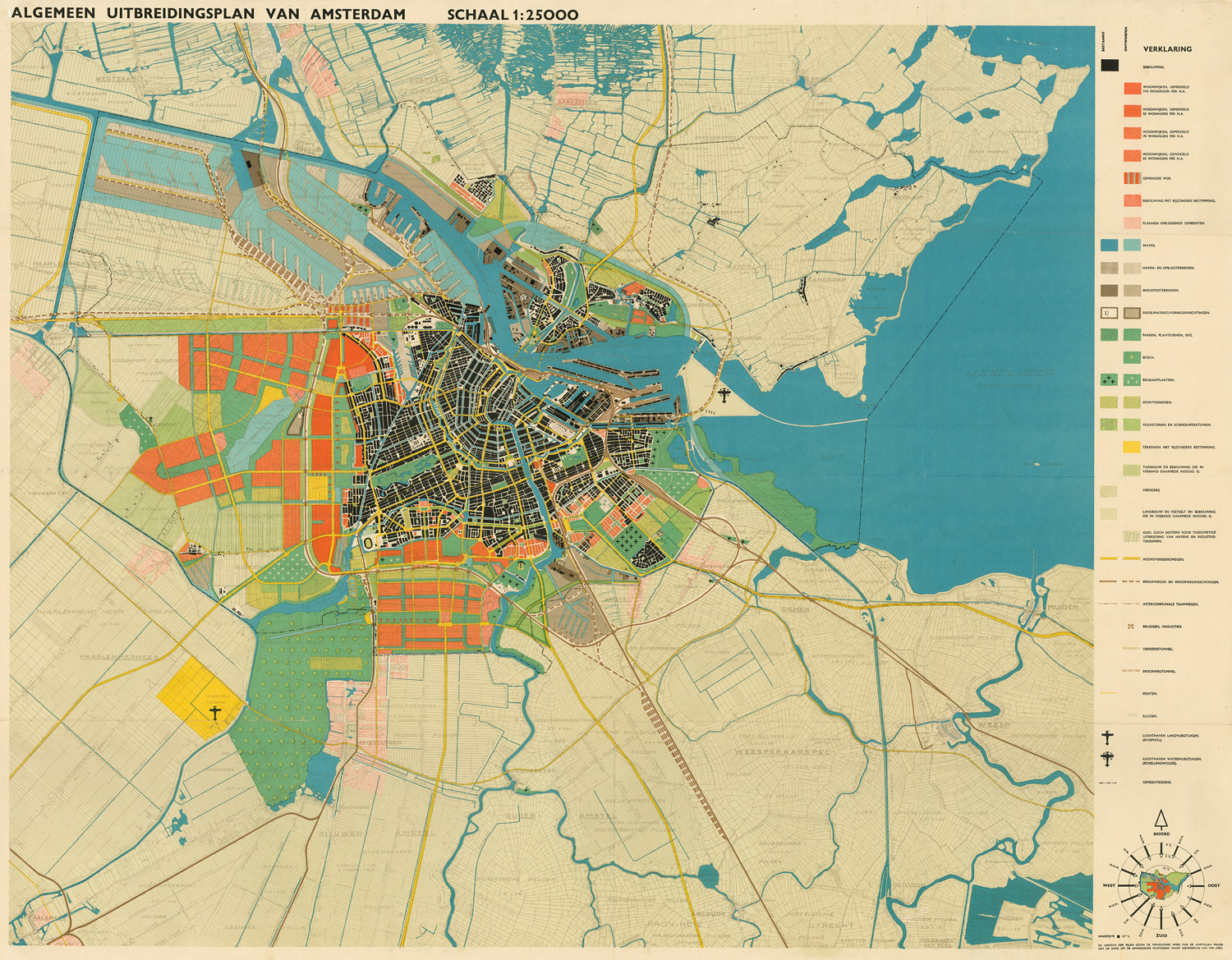
Plan general de extensión para Ámsterdam (1935), de Cornelis van Eesteren

La concreción de todas estas ideas se produjo en la Carta de Atenas, uno de los principales manifiestos del urbanismo racionalista. Se redactó en el IV CIAM celebrado en Atenas en 1933, bajo la iniciativa principalmente de Le Corbusier, aunque la redacción corrió a cargo de los arquitectos suizos Werner Max Moser y Rudolf Steiger. No fue publicado hasta 1942, de forma anónima, y en 1944 por Josep Lluís Sert con el título Can our Cities Survive?; por último, en 1957 fue publicada con la firma de Le Corbusier. Su contenido se centraba en el urbanismo, con un modelo de ciudad funcional opuesto a los conceptos tradicionales, donde la ciudad se basa en zonas habilitadas para distintas funciones, como las residenciales, las económicas e industriales o las lúdicas (deporte y recreo), junto a zonas verdes entre los distintos espacios, todas ellas delimitadas y vertebradas por ejes viarios dispuestos de forma racional. Para la vivienda, la apuesta de Le Corbusier era la de edificios de gran altura. Según su propuesta, de los núcleos antiguos de las ciudades solo se salvarían los monumentos históricos, rodeados de zonas verdes. Este planteamiento inspiró muchas de las realizaciones urbanísticas de los años 1950 y 1960.
La primera realización inspirada en la Carta de Atenas fue el Plan general de extensión para Ámsterdam (Algemeen Uitbreidingsplan o AUP), elaborado por Cornelis van Eesteren y aprobado en 1935. El objetivo era la ampliación de la ciudad hacia la periferia y se elaboró en función de minuciosas investigaciones estadísticas, con una subdivisión en barrios de 10 000 viviendas separados por zonas verdes y con bloques abiertos orientados de norte a sur. La concentración de actividades económicas en el centro portuario conllevó un crecimiento denso y compacto, que sin embargo se resolvió de forma óptima con una organización preestablecida para crear barrios cohesionados y con una subdivisión de tareas por unidades menores al barrio supervisadas por un arquitecto. El plan aún está vigente y regula el crecimiento progresivo de la ciudad.

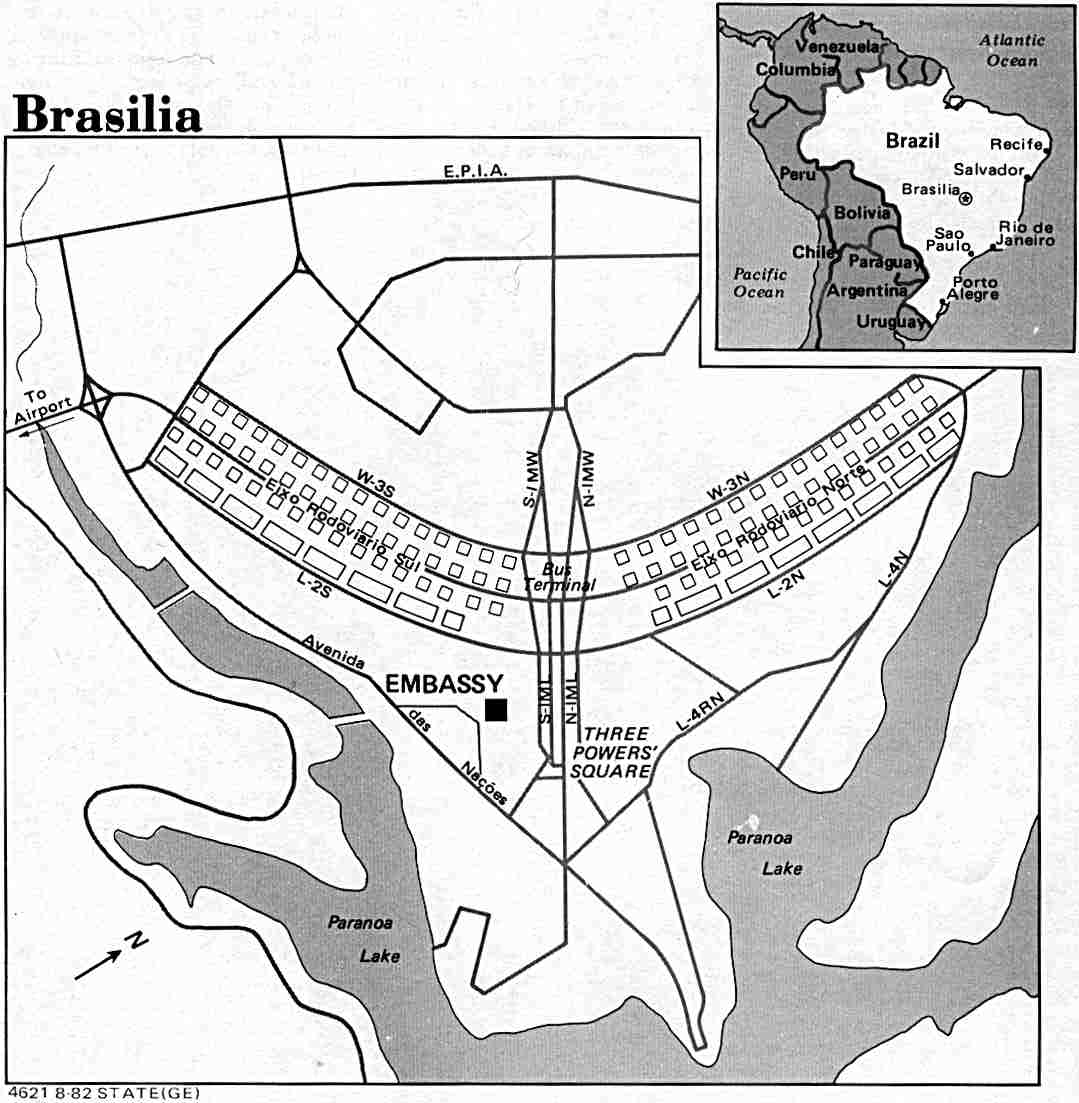
Plan Piloto de Brasilia, de Lúcio Costa (1957)

Tras la Segunda Guerra Mundial, el urbanismo racionalista se aplicó a la reconstrucción de las ciudades devastadas por la guerra y su metodología se fue acercando a los principios económicos capitalistas, por cuanto sus postulados de fragmentación zonificada, producción en serie y prefabricación casaban perfectamente con los modelos industriales capitalistas. Un modelo paradigmático fue el de las new towns («nuevas ciudades») inglesas, que aglutinaron los preceptos de las ciudades-jardín preconizadas por Ebenezer Howard a principios de siglo con los postulados racionalistas. Cabe resaltar especialmente el Greater London Plan para descentralizar la capital inglesa, aprobado en la New Towns Act de 1946. Entre 1945 y 1951 se crearon catorce new towns, entre las que cabe destacar Stevenage (1946) y Harlow (1947), que muestran una cierta influencia del neoempirismo escandinavo practicado entonces. En el resto de Europa también se desarrolló un amplio programa de reformas y nuevos proyectos urbanísticos: en Escandinavia surgieron varias nuevas ciudades (Vallingby, Farsta y Skärholmen en Suecia, Tapiola en Finlandia), así como varios planes reguladores en ciudades como Copenhague (Plan de los Cinco Dedos, 1947) o Helsinki, que amplía seis veces su territorio municipal. En Francia, Italia y Alemania, más devastadas por la guerra, se dio prioridad a la construcción frente a los proyectos urbanísticos, por lo que creció el parque de viviendas sin una planificación adecuada, excepto algunos casos como los planes de ordenación de Le Havre y Amiens elaborados por Auguste Perret en 1947-1954, las diversas Unité d'Habitation de Le Corbusier (1952-1964), los barrios planificados por el estudio Candilis, Josic & Woods (Bagnols-sur-Cèze, 1956-1960; Toulouse-le-Mirail, 1961-1966), el plan regulador de Milán de 1953 o el barrio de Hansaviertel en Berlín planificado en la Interbau de 1957. En los Países Bajos existió una mayor relación entre arquitectura y urbanística, como en el caso de Róterdam, cuyo centro quedó completamente destruido en 1940, para la que se elaboró un plan de reconstrucción trazado por Cornelius van Traa y aprobado en 1946. En los países del este la reconstrucción de las ciudades se llevó a cabo bajo el estilo académico preconizado por la dictadura estalinista y tan solo tras la muerte de Stalin surgieron algunos proyectos de corte más racionalista, como los bloques de viviendas mostrados en maquetas en la Exposición General de Bruselas de 1958.
Cabe señalar también el urbanismo en Israel, país que creció considerablemente desde su independencia en 1948: si anteriormente la población judía era de 70 000 habitantes —concentrados sobre todo en Haifa y Tel Aviv—, entre 1948 y 1961 esta cifra se triplicó, por lo que fue necesaria la construcción de nuevas ciudades, regulada con un plan territorial inspirado en las new towns inglesas dirigido por Arieh Sharon: entre 1948 y 1957 se planificaron veintiocho nuevas ciudades, entre las que destacan Beersheba y Ashdod; en los años 1960 se crearon dos más, Karminel y Arad.

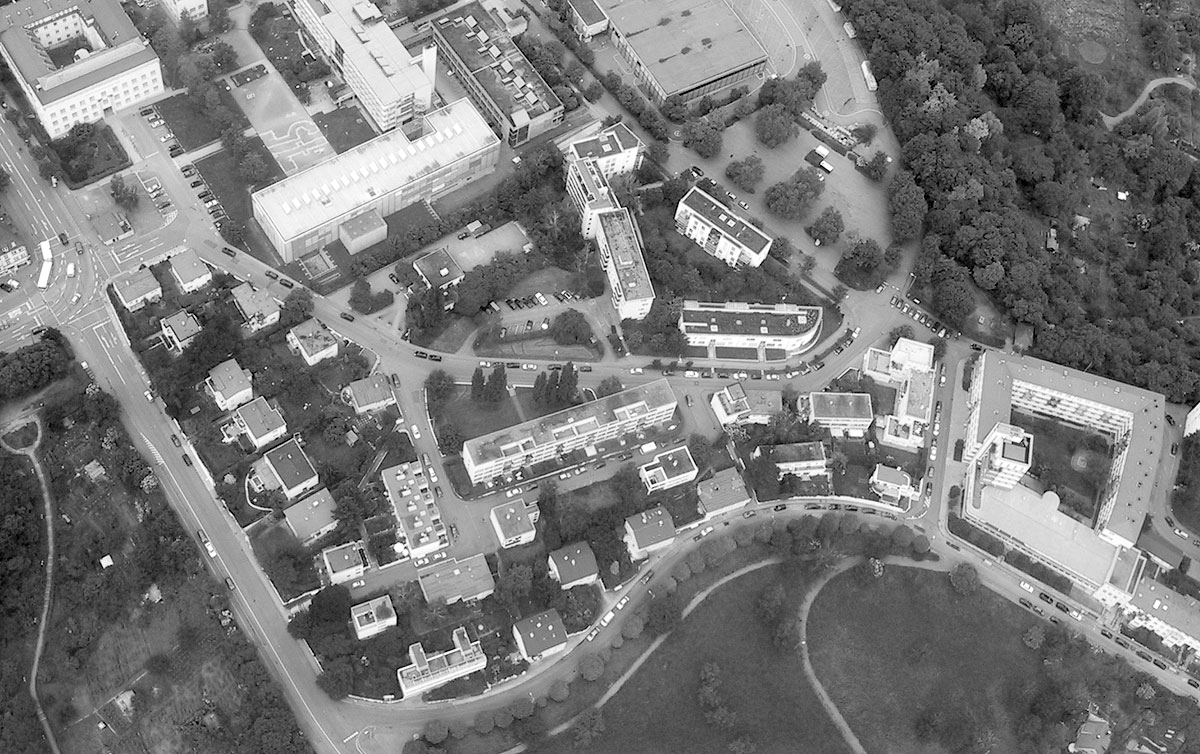
Vista aérea de la Weißenhofsiedlung de Stuttgart (1927)

Las principales realizaciones urbanísticas del Movimiento moderno fueron Brasilia (Brasil), Chandigarh (India) e Islamabad (Pakistán). Brasilia (1956-1960), concebida como nueva capital del país, fue planificada por Lúcio Costa, quien se inspiró en la Carta de Atenas y diseñó una planta constituida por dos ejes que se cruzan en forma de cruz, con amplias avenidas y grandes espacios que provocan una gran sensación de vastedad —pero igualmente de soledad, como se ha criticado habitualmente—. En la parte central se hallan los edificios oficiales y las zonas recreativas, y a su alrededor las zonas residenciales, culturales y comerciales, así como zonas verdes, estaciones, aeropuerto y todo tipo de infraestructuras. Chandigarh fue construida como nueva capital de Punjab entre 1951 y 1965, con un proyecto diseñado por Le Corbusier, Pierre Jeanneret, Maxwell Fry y Jane Drew. Basándose igualmente en la Carta de Atenas, Le Corbusier puso en práctica su teoría de sectores mixtos, en que las zonas residenciales se diferencian en función de la densidad, y para los edificios de viviendas aplicó los postulados de su Unité d'Habitation. Islamabad fue creada como nueva capital de Pakistán, con un diseño de Konstantinos Apostolos Doxiadis (1960), el creador del concepto de ekística o ciencia del hábitat, que examina los establecimientos humanos desde múltiples perspectivas en busca de técnicas para solucionar sus problemas inherentes. Doxiadis elaboró un trazado puramente racional y dividió la ciudad en sectores diferenciados por su función o su tipología constructiva, partiendo de un nódulo central desde el cual iría expandiéndose la ciudad siguiendo una planta reticular.
Una de las mayores preocupaciones de los arquitectos racionalistas —especialmente en Alemania— fue la de la vivienda social. Los estragos de la Primera Guerra Mundial favorecieron el auge de las ideas socialistas, a las que se adhirieron numerosos arquitectos, preocupados por encontrar soluciones para las necesidades habitacionales de la clase obrera. En Francia, los organismos HBM (habitat à bon marché, «vivienda barata») fomentaron la construcción de viviendas en el denominado «cinturón rojo» de París, y Henri Sauvage ideó sus edificios escalonados de viviendas, como el de la rue des Amiraux (1913-1928). En Países Bajos, la Escuela de Ámsterdam experimentó con viviendas sociales de estética escultórica, mientras que en Bélgica se potenciaron las ciudades-jardín a través de movimientos cooperativos. En Escandinavia se fomentó la autoconstrucción. Pero el principal auge de la vivienda social se dio en Alemania, especialmente durante la República de Weimar, con el fenómeno de la siedlung (plural siedlungen, traducible por asentamiento o urbanización), unos conjuntos residenciales de casas o bloques de viviendas situados en las periferias de grandes ciudades, organizados racionalmente con las premisas de espacios amplios, zonas verdes y óptimas condiciones salubres de soleamiento y ventilación. Entre las principales realizaciones se encuentran las de Bruno Taut y Martin Wagner en Berlín (seis conjuntos: Ciudad jardín Falkenberg, Siedlung Schillerpark, Großiedlung Britz, Wohnstadt Carl Legien, Weiße Stadt y Großiedlung Siemensstadt), de Otto Haesler en Celle (Italienischer Garten, Georgsgarten) y de Ernst May en Frankfurt (Römerstadt, Praunheim, Westhausen, Höhenblick), así como la Weißenhofsiedlung de Stuttgart, la colonia organizada por la Deutscher Werkbund en 1927 en la que intervinieron numerosos arquitectos internacionales. Frente a la tipología de casas con jardín patrocinada por las siedlungen, en Austria se desarrolló el concepto de Höfe (patio), grandes bloques de apartamentos para vivienda colectiva, como los de la Viena Roja, entre los que destaca la Karl Marx-Hof de Viena, obra de Karl Ehn (1927). Tras la Segunda Guerra Mundial surgieron grandes planes de vivienda transitoria para paliar los estragos de la guerra, financiados generalmente por los estados, mientras que Le Corbusier planteó su Unité d'Habitation (como la de la Marsella, 1947-1952), grandes bloques de viviendas con todos los servicios para constituir unas entidades autosuficientes.

## Diseño y decoración

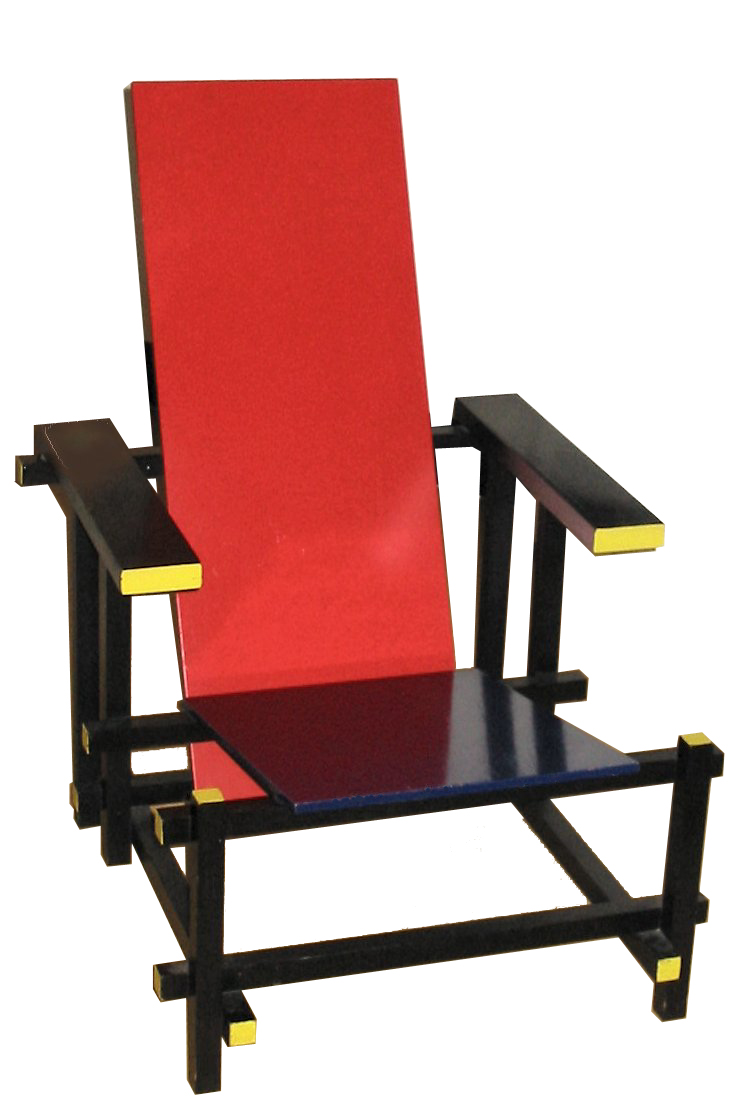
Silla roja y azul, de Gerrit Thomas Rietveld (1923)

El Movimiento moderno puso también un especial interés en el diseño, la decoración y el interiorismo. Uno de los movimientos más innovadores en el terreno del diseño fue la Escuela de la Bauhaus que, frente a la excesiva ornamentación del art déco, introdujo un concepto de diseño más racional y funcional, más adaptado a las necesidades reales de la gente. Esta escuela pretendía romper las barreras entre arte y artesanía, con cierta influencia en sus inicios del Arts & Crafts, mientras que posteriormente se decantó por la producción industrial. Su objetivo era «la obra de arte colectiva, el Edificio, dentro de la cual no hubiese barreras que separasen las artes estructurales de las artes decorativas». Los estudiantes de la escuela aprendían teorías de la forma y del diseño, así como talleres de piedra, madera, metal, cerámica, vidrio, tejido, pintura, teatro y fotografía. Su diseño se basaba en la simplicidad, la abstracción geométrica y el uso de colores primarios y de nuevas tecnologías, como se hizo patente en el mobiliario de acero tubular creado por Marcel Breuer, la silla Barcelona de Ludwig Mies van der Rohe y Lilly Reich o las lámparas diseñadas por Marianne Brandt. En esta escuela destacaron creadores —además de los anteriormente citados— como László Moholy-Nagy, Oskar Schlemmer, Johannes Itten, Paul Klee, Josef Albers, Vasili Kandinski, Gerhard Marcks o Wilhelm Wagenfeld. Los diseños de la Bauhaus cubrieron todo tipo de objetos, desde muebles y lámparas hasta vajillas, máquinas de escribir, bicicletas, tejidos, relojes, diseño gráfico e incluso un nuevo tipo de letra tipográfica, la sans serif. En 1925 la Bauhaus fundó su propia empresa para comercializar sus diseños, la Bauhaus GmbH, que publicó un catálogo con sus productos.

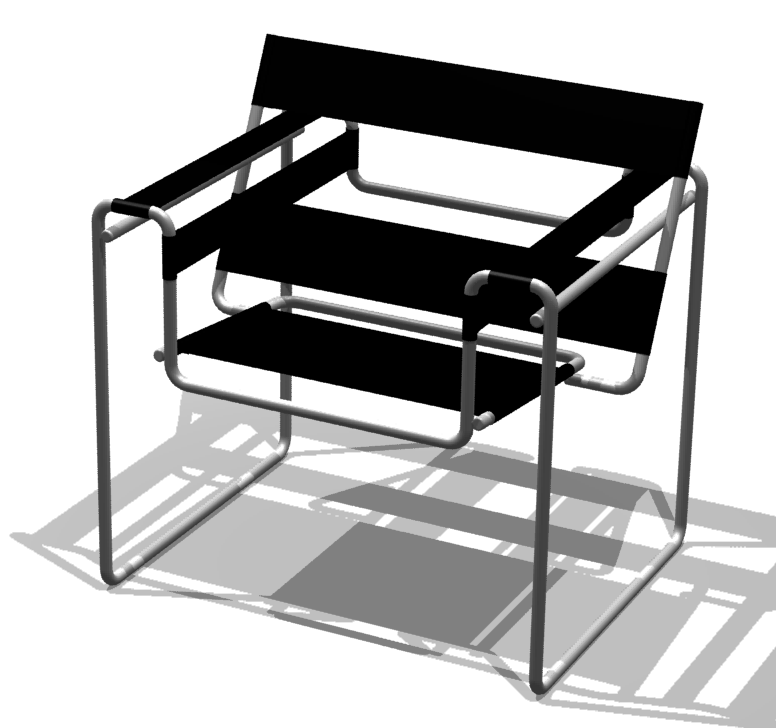
Silla Wassily (1925), de Marcel Breuer

Heredera de la Bauhaus fue la Hochschule für Gestaltung (Escuela Superior de Proyectación), posteriormente denominada Neues Bauhaus (Nueva Bauhaus), fundada en 1953 por Max Bill en Ulm. Sus obras de diseño se caracterizaron por su aspecto geométrico y su minimalismo, lo que dio en llamarse «estilo Ulm». En una primera fase, la escuela se orientó hacia las bellas artes y la artesanía y contó con profesores de la antigua Bauhaus como Josef Albers y Johannes Itten. Una segunda fase estuvo marcada por el cambio de la dirección en 1956 de Max Bill a Tomás Maldonado, quien reorientó la escuela hacia la producción industrial. Arquitectos y diseñadores como Walter Gropius, Mies van der Rohe, Frei Otto, Charles Eames y Richard Buckminster Fuller dieron clases en la Ulm Bauhaus. El propio Bill fue un diseñador de notable creatividad: había sido alumno de la Bauhaus y en los años 1930 trabajó como pintor, escultor, arquitecto y diseñador gráfico, mientras que en los 1940 se inició en el diseño industrial, con realizaciones como su reloj de pared de aluminio para Junghans (1957), sus relojes de pulsera y su taburete minimalista Ulmer Hocker (1954).

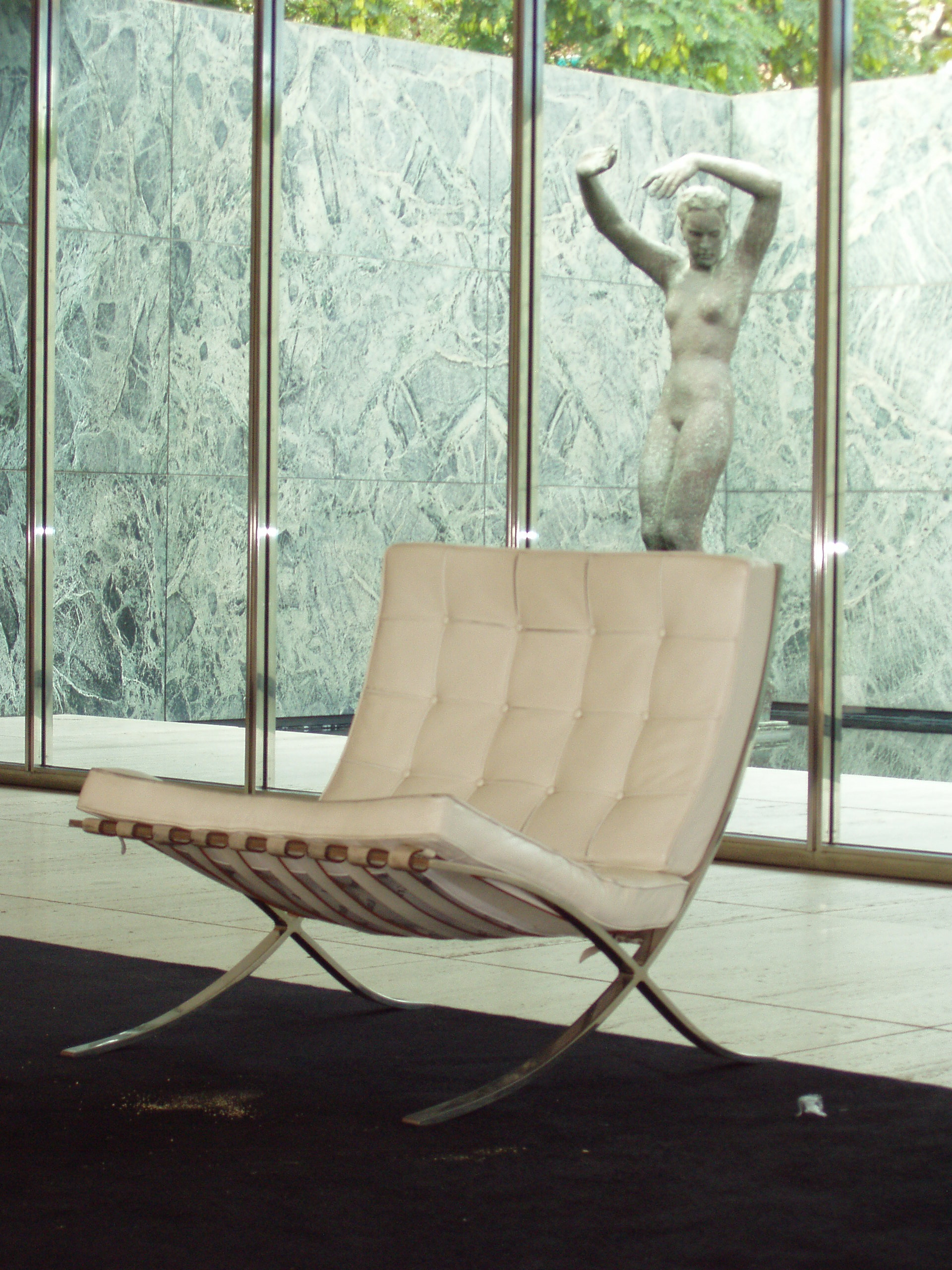
Silla Barcelona, diseñada por Ludwig Mies van der Rohe y Lilly Reich para la Exposición Universal de Barcelona (1929)

En el siglo XX cobró un progresivo protagonismo el diseño industrial, fundamentado en la creación intelectual y el diseño funcional, con un aumento de la experimentación con nuevos materiales (plástico, fibra de vidrio) y una mayor atención a las necesidades de mercado. La base del diseño industrial se encuentra en el funcionalismo, teoría que argumenta que un objeto que cumple su función y está elaborado con economía de materiales es intrínsecamente bello. Ello excluiría la estética en el diseño de objetos, aunque tal extremo rara vez se lleva a la práctica en su totalidad. Uno de los precedentes de esta teoría fue el arquitecto Louis Sullivan, quien afirmaba que «la forma sigue a la función», así como Otto Wagner, quien estipuló que «nada que no sea práctico puede ser hermoso». En Alemania, arquitectos y diseñadores como Peter Behrens, Richard Riemerschmid y Bruno Paul, y talleres y asociaciones como Deutsche Werkstätten, Deutscher Werkbund y la Bauhaus, sentaron las bases del diseño industrial en una primera fase. En Francia el pionero fue el arquitecto Le Corbusier, quien proclamó la «absoluta autonomía expresiva de los objetos producidos industrialmente» y señaló como aspectos básicos del nuevo diseño la pureza de líneas, la funcionalidad de los materiales y la luminosidad de las superficies. Tras la clausura de la Bauhaus por los nazis en 1933 la mayoría de sus componentes se trasladó a Reino Unido o Estados Unidos, países que recogieron el testigo del diseño industrial. En el Reino Unido el diseño tenía su precedente en los talleres de Arts & Crafts. En 1915 se fundó la Design and Industries Association con el objetivo de fomentar el diseño y, en 1930, se creó la Society of Industrial Artists para agrupar a los profesionales del sector. En Estados Unidos el pionero fue el arquitecto Frank Lloyd Wright, hasta la eclosión del diseño en los años 1930 con figuras como Henry Dreyfuss, Raymond Loewy y Walter Dorwin Teague. En esa década se establecieron también algunos maestros de la Bauhaus como Ludwig Mies van der Rohe, Walter Gropius y László Moholy-Nagy, quienes enseñaron a una nueva generación de diseñadores. Posteriormente destacaron Charles Eames, George Nelson y Harry Bertoia. En 1944 se fundó la Society of Industrial Designers, en 1948 la National Association of Schools of Design y, en 1957, la Industrial Design Educational Association.

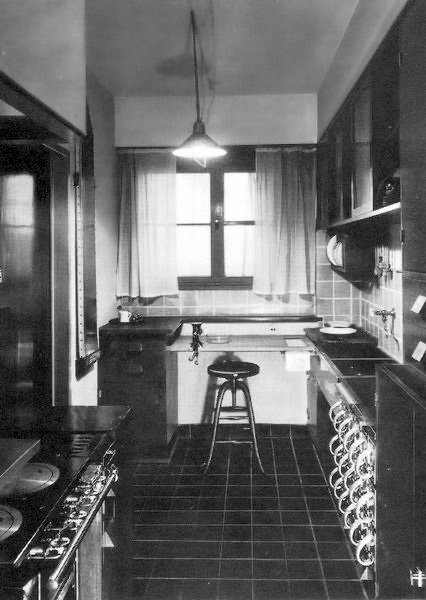
Cocina Frankfurt (1926), de Margarete Schütte-Lihotzky

Posteriormente, en Europa el diseño industrial tuvo dos corrientes principales: la escandinava y la italiana. La primera, representada por Arne Jacobsen, Alvar Aalto, Eero Saarinen y Poul Kjærholm, tenía sus raíces en el arte popular y se basaba en la naturalidad y sencillez de las formas como premisa fundamental del diseño, así como en la utilización de materiales naturales, aunque sin desdeñar el acero, que empleaban con asiduidad. Los principales campos tratados por el diseño escandinavo fueron el mobiliario, la cerámica, la orfebrería y el vidrio. Por su parte, el diseño italiano era más audaz y extravagante, con predilección por el colorido vivo, uso de materiales artificiales como la resina, el plástico y el conglomerado, así como el acero y materiales más «nobles» como el mármol, y con una libertad creativa que iba desde la austeridad de Ettore Sottsass, pasando por el racionalismo de Joe Colombo, hasta el refinamiento de Gae Aulenti. En España también se inició desde los años 1930 una escuela de diseñadores de notable calidad, marcada por cierta expresividad, un tamaño de los objetos por lo general pequeño y cierto carácter de ensayo, con prototipos de gran calidad que no siempre encontraban una salida industrial. El punto de partida se encuentra en el GATCPAC, pionero en la introducción del diseño moderno en España —en 1931 abrieron su local comercial, denominado MIDVA (Muebles y Decoración de la Vivienda Actual)—, con figuras como Josep Lluís Sert, Josep Torres Clavé y Antoni Bonet Castellana; más tarde cabe mencionar a Antoni de Moragas, Oriol Bohigas, Carlos de Miguel, José Antonio Coderch, Miguel Milá y Antonio Fernández Alba. En 1955 se fundó la Sociedad Española de Diseño Industrial y, en 1960, la Agrupación de Diseño Industrial (ADI-FAD).

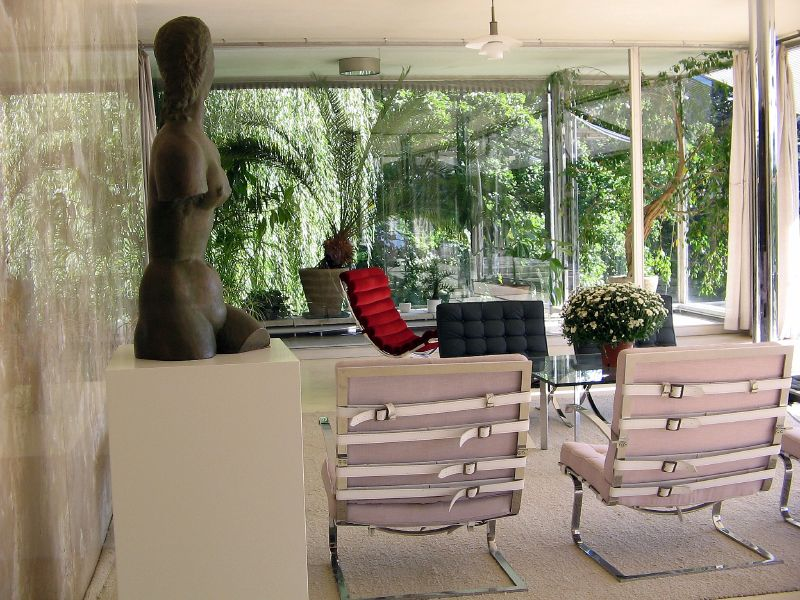
Interior de la villa Tugendhat (1929-1930), de Ludwig Mies van der Rohe y Lilly Reich, Brno (Checoslovaquia)

En el terreno del interiorismo, la premisa máxima tras la Primera Guerra Mundial fue la innovación, siempre subordinada a la funcionalidad, dejando de banda aspectos como el confort o la comodidad, que no eran considerados esenciales. El diseño de interiores dejó de mirar al pasado, dejó de atender a los estilos o las formas regionales; se buscaba algo nuevo y válido para cualquier ámbito geográfico. En los años 1920 los conceptos dominantes fueron la tecnología y la higiene: los objetos domésticos se diseñaban de acuerdo a los últimos avances tecnológicos y el diseño de interiores se basaba en espacios diáfanos, bien soleados y ventilados. Como la mayor parte de diseños de interior eran realizados por arquitectos, por lo general estaban subordinados a la forma externa del edificio, que determinaba la planificación interior y el tipo de mobiliario. Por otro lado, la apuesta del racionalismo por la planta libre conllevó interiores sin habitaciones, con espacios delimitados por mamparas o por los mismos muebles, con lo que se desatendió aspectos como la privacidad, los ruidos o los olores.

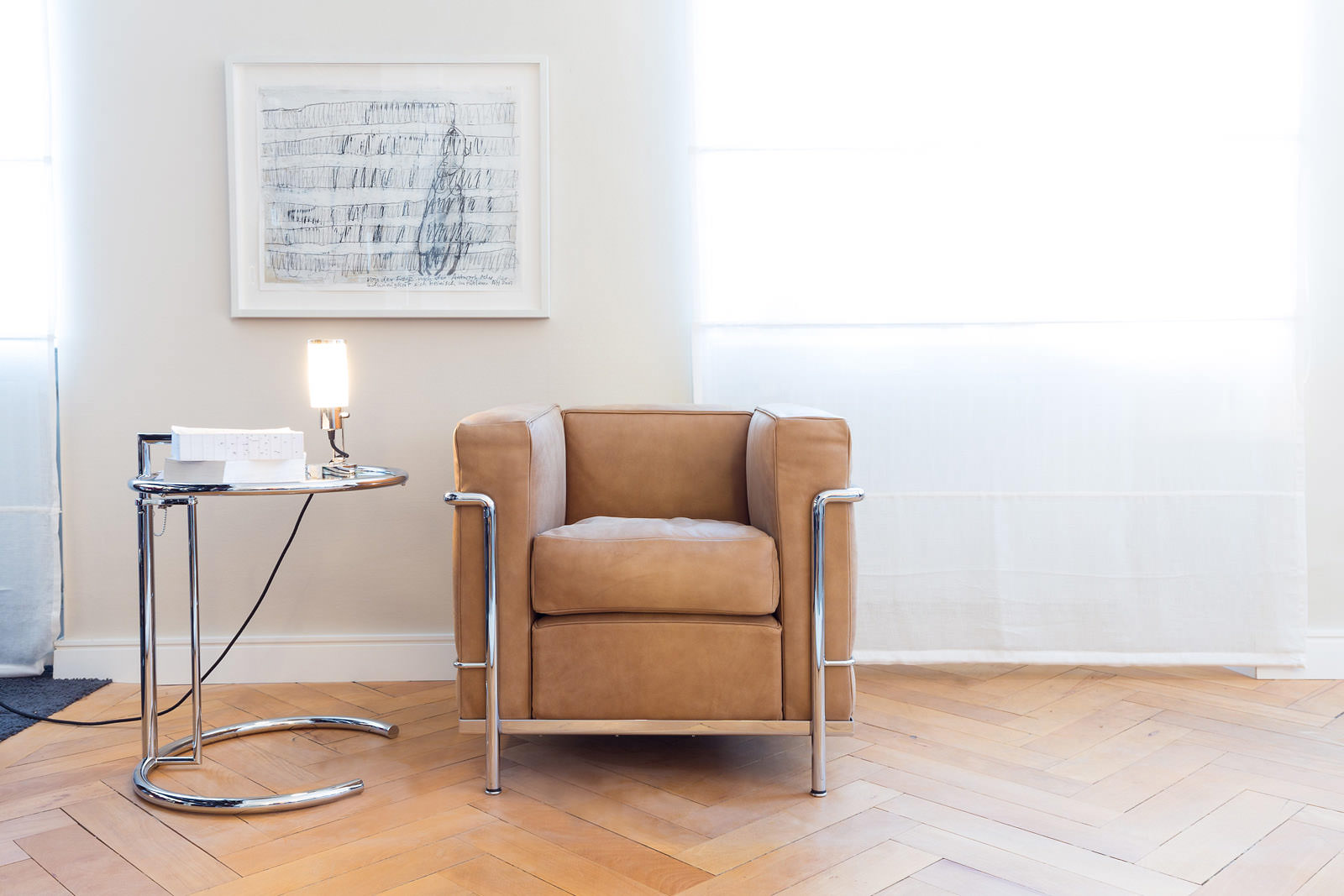
Sillón Le grand confort de Le Corbusier, Pierre Jeanneret y Charlotte Perriand (1928)

El principal mueble que fue objeto de un especial interés en su diseño fue la silla: según Christopher Wilk, «ninguna era ha producido tantos diseños de sillas realizados por arquitectos. Prácticamente cada arquitecto y diseñador digno de mención se sintió en la obligación de dirigir su atención al diseño de al menos una silla». Entre las sillas diseñadas esos años destacan: la silla Wassily de acero tubular de Marcel Breuer (1927), la chaise-longue de Le Corbusier y Charlotte Perriand (1928) y la silla Barcelona de acero y cuero de Ludwig Mies van der Rohe y Lilly Reich (1929). Frente a la excesiva frialdad y asepsia de estos diseños, en los años 1930 —especialmente en Reino Unido— se promovió un «modernismo cómodo», como el desarrollado por la firma inglesa Isokon, basado en un mayor confort y apariencia estética, para lo que se volvió a la madera como material; el propio Breuer realizó para Isokon una lounge-chair en 1936. Por otro lado, la exposición British Industrial Art in Relation to the Home de 1933 mostró el Minimum Flat («apartamento mínimo») de Wells Coates, con una cocina y un baño de estricto diseño funcional. También estuvieron de moda esos años los muebles de madera curvada y se recuperaron los diseños de Michael Thonet, del que elogiaban su sencillez, bajo coste y producción en serie; estos muebles influyeron en Le Corbusier y Mies van der Rohe, que los utilizaron en el pabellón de L'Esprit Nouveau de 1925 y en la Weißenhofsiedlung de 1927, respectivamente. La madera también tuvo protagonismo en el interiorismo escandinavo, un «modernismo natural» preconizado sobre todo por Alvar Aalto. Aparte de muebles, el interiorismo moderno tuvo en poca consideración el uso de tejidos u otros ornamentos, e incluso para el color de las paredes se aconsejaba exclusivamente el blanco. Cabe destacar el diseño de cocinas elaborado por la arquitecta austríaca Margarete Schütte-Lihotzky, quien en 1925 colaboró con Ernst May en su proyecto de viviendas colectivas para Frankfurt, para las que creó la llamada cocina Frankfurt, provista de muebles empotrados y elementos prefabricados, espacios sin adornos y bien iluminados, con un diseño práctico, barato y estandarizado.

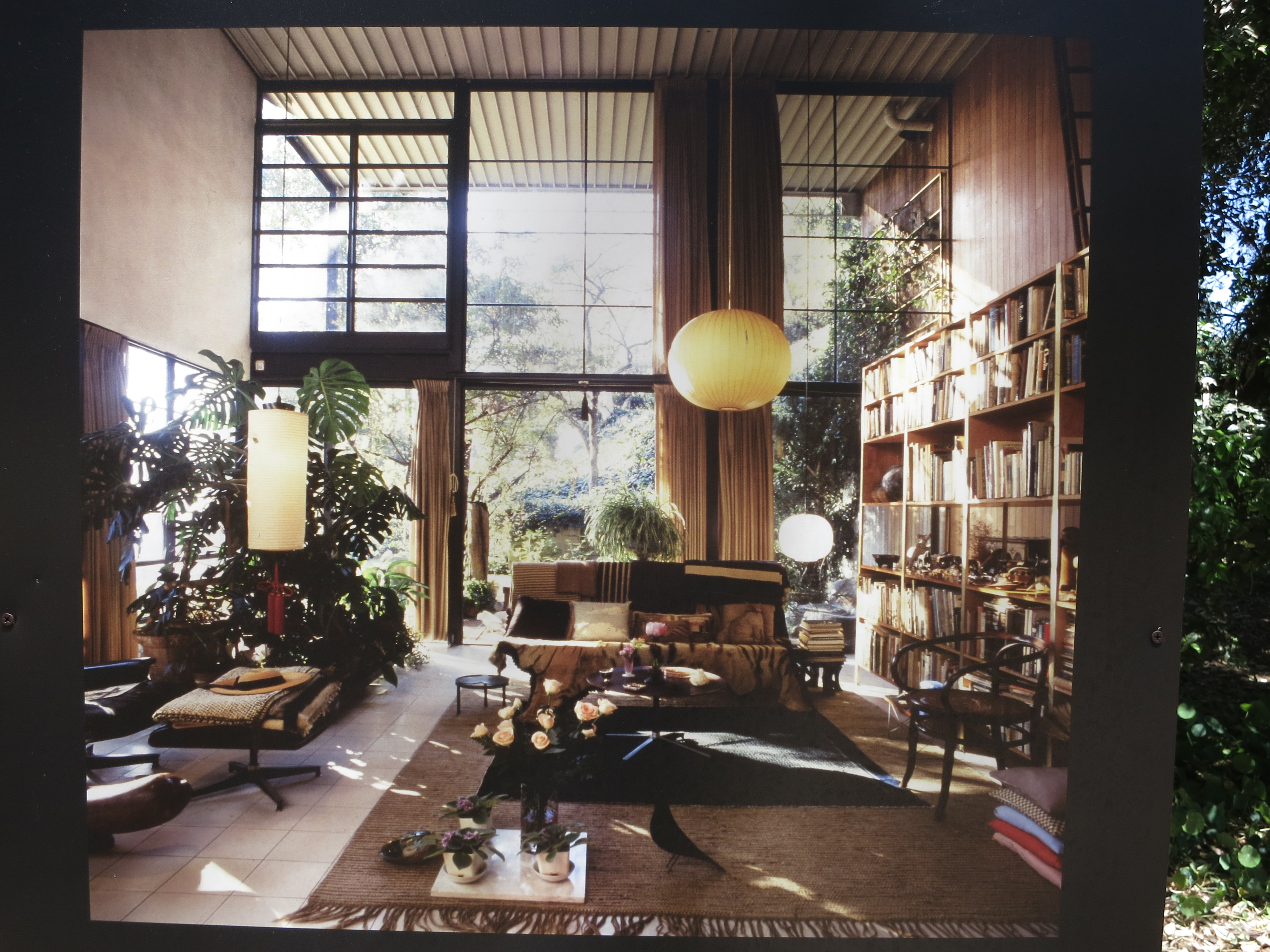
Interior de la Eames House o Case Study House n.º 8 (1949), de Charles y Ray Eames, Pacific Palisades, California (Estados Unidos)

Tras la Segunda Guerra Mundial, el interiorismo apostó por una apariencia más estética, con colores vivos y alegres que hiciesen olvidar los horrores de la guerra. La escasez de materiales y mano de obra en la posguerra conllevó en general casas y apartamentos más pequeños, con muebles y electrodomésticos bien colocados y fáciles de usar. Creció la demanda de mobiliario, destruido en buena medida durante la guerra, de sencillo diseño y producción en serie, como el preconizado por el plan Utility en Reino Unido. Gordon Russell diseñó una línea de muebles de diseño moderno asequibles y cómodos, inspirados en el Arts & Crafts. En Estados Unidos, la empresa Knoll abrió también una línea de mobiliario contemporáneo fabricado en serie. En Alemania, la empresa Thonet lanzó una serie de muebles de madera contrachapada moldeada electrónicamente, que eran baratos, flexibles y resistentes. Por otro lado, en 1946 se creó la primera silla de plástico moldeado. En los años 1950 el mobiliario se hizo más ligero y reducido, como el diseñado en la estadounidense Cranbrook Art Academy por Eliel Saarinen o Charles Eames, más orgánico y cómodo. Isamu Noguchi diseñó la primera mesa con cubierta de cristal, así como la primera pantalla de lámpara papel con forma de linterna. Comenzó entonces el liderazgo en diseño fomentado en Suecia, más minimalista e igualmente cómodo, flexible, higiénico y asequible, como en la obra de Alvar Aalto y Arne Jacobsen. Fue aquí donde se desarrollaron los muebles flatpack o desmontables, que lideraría la empresa Ikea. En Estados Unidos surgieron las casas open-plan, de espacios abiertos, como las diseñadas por Eero Saarinen y Charles y Ray Eames, con espacios únicos subdivididos tan solo por cambios en la cubrición del suelo y por el mobiliario —especialmente las unidades de almacenamiento de diseño lecorbusieriano—, mientras que las habitaciones se colocaban a media altura, en una entreplanta. Las cocinas se hicieron más grandes y tecnologizadas, eficientes y utilitarias, aunque su diseño funcional conllevó una cierta masculinización de estos espacios.
Las características principales del mobiliario moderno fueron: funcionalidad, supresión de toda ornamentación superflua y decoración mínima procedente de las mismas líneas de fuerza (forma, material), estructura como base total del mueble sin añadidos, cánones estandarizados de utilidad universal y formas abiertas, claras y sencillas. En el diseño de mobiliario cabe destacar, además de arquitectos y diseñadores como los ya citados, a Kaare Klint, Børge Mogensen, George Nelson, Carlo Mollino, Jean Prouvé, Eileen Gray, Robert Mallet-Stevens, Pierre Chareau y René Herbst.
En general, el interiorismo del Movimiento moderno se ha criticado por su falta de confort y el alto coste de su producción industrial, ya que hasta los años 1960 la industria no consiguió unos estándares compatibles con la producción en serie de los objetos de diseño moderno. Así, la decoración de interiores de los arquitectos modernos se circunscribió en su momento a una élite de consumidores de alto nivel adquisitivo, lo que contradecía los principios sociales que defendía el racionalismo.

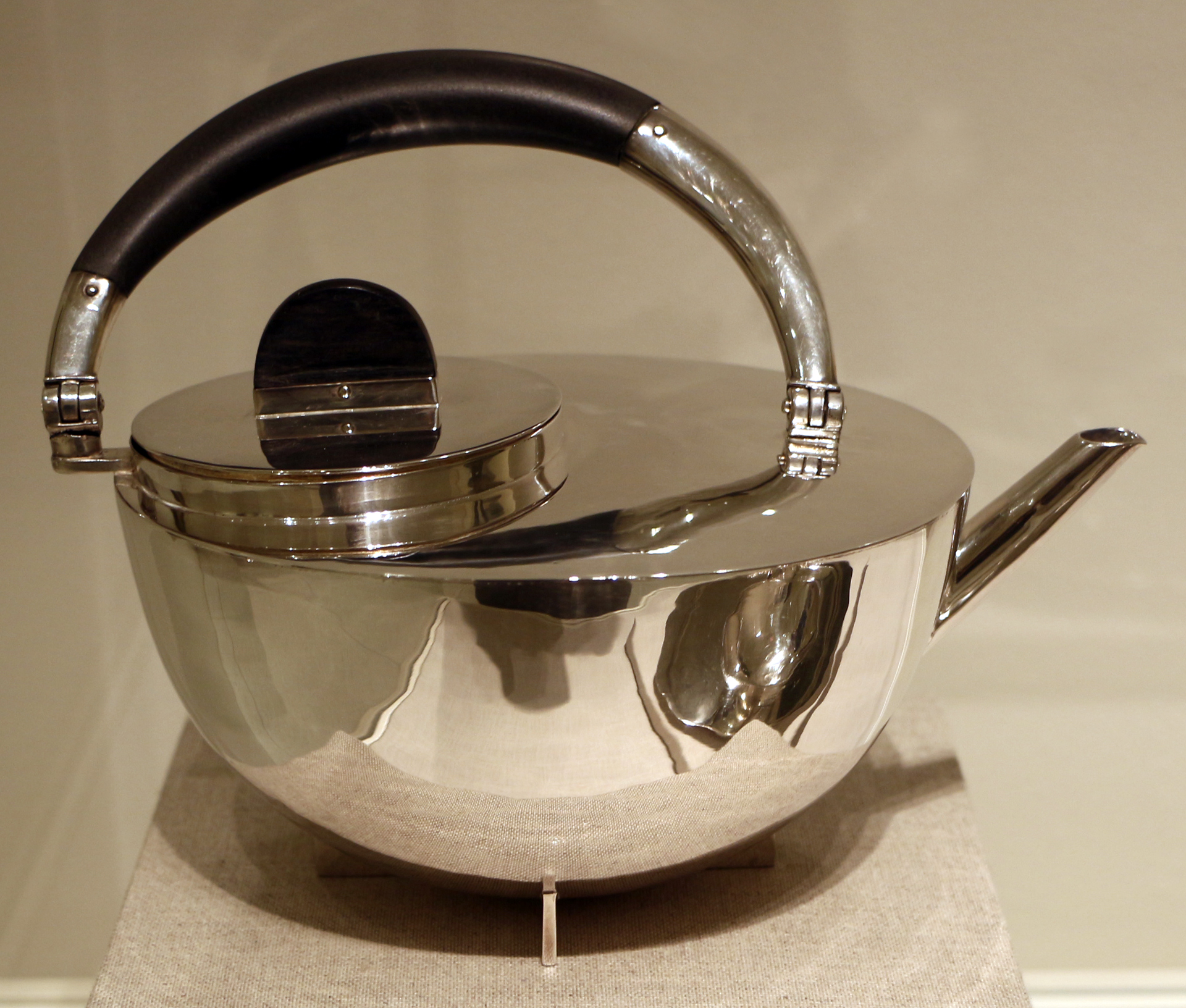
Tetera diseñada en la Bauhaus por Marianne Brandt (1924)
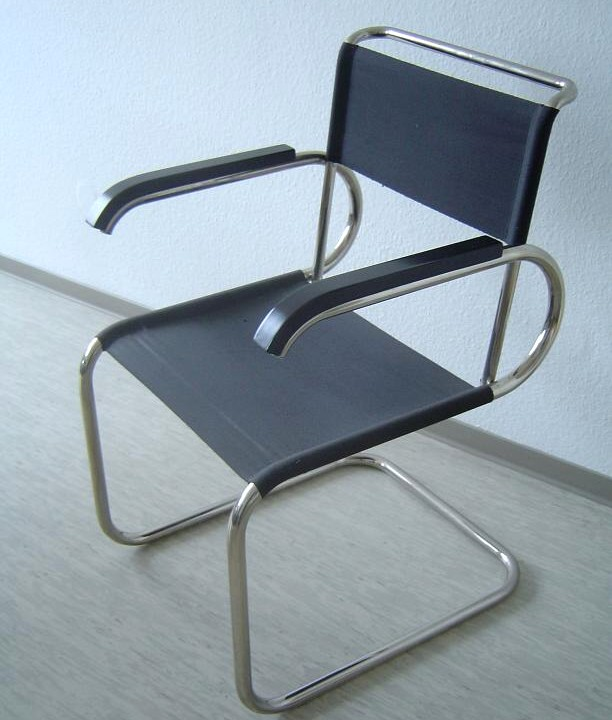
Silla Cantilever (1926), de Marcel Breuer
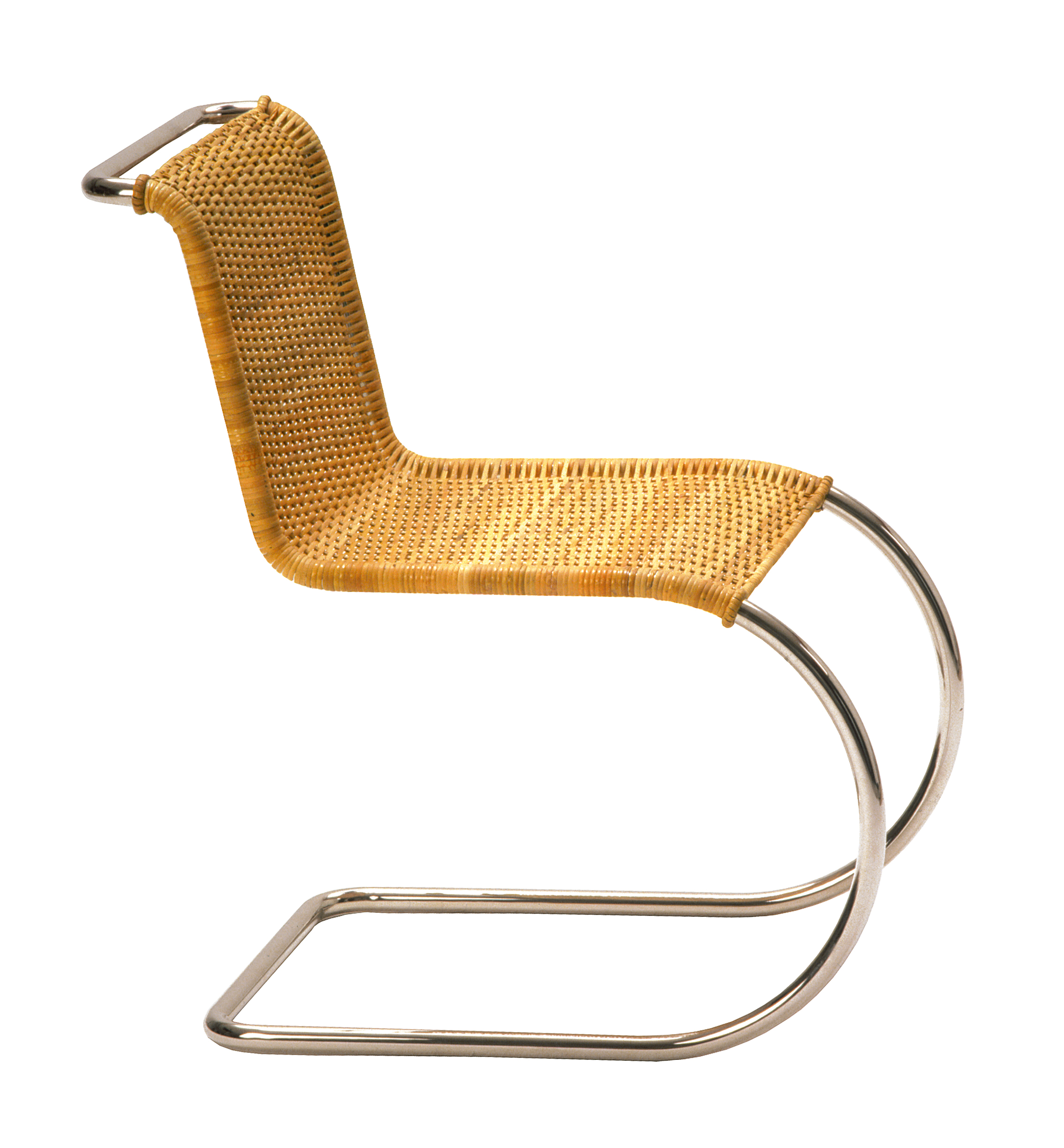
Silla Weißenhof (1927), de Ludwig Mies van der Rohe y Lilly Reich
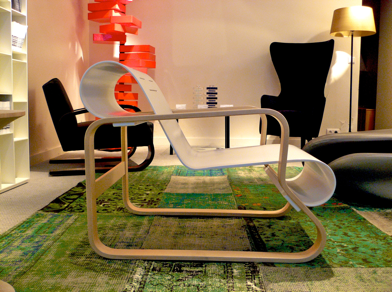
Silla Paimio (1929-1933), de Alvar Aalto
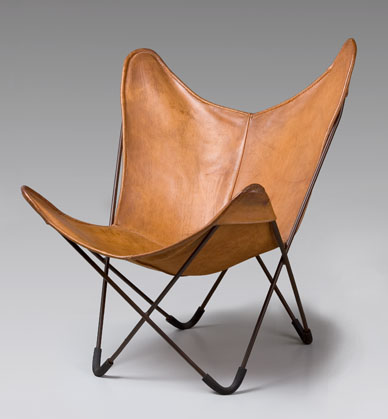
Silla BKF (1937), de Antoni Bonet Castellana, Juan Kurchan y Jorge Ferrari Hardoy
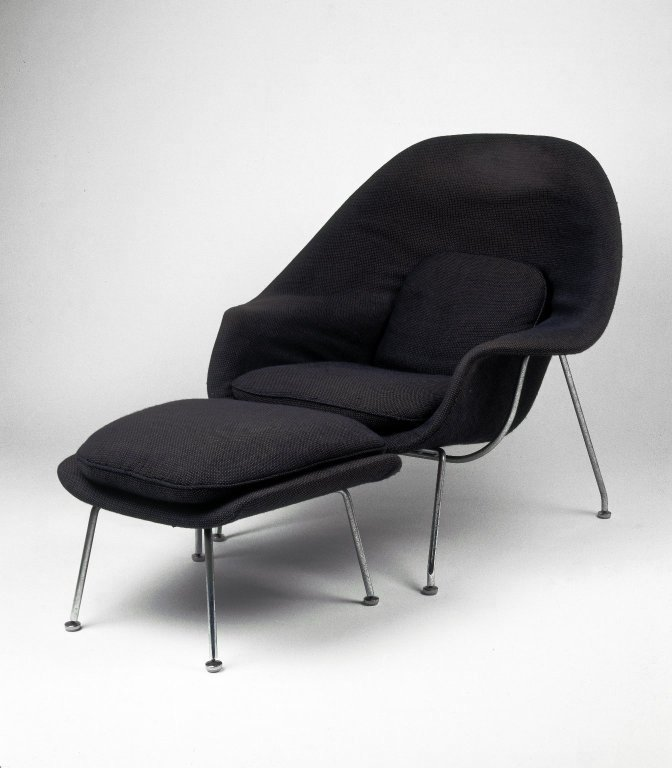
Silla Útero (1947-1948), de Eero Saarinen
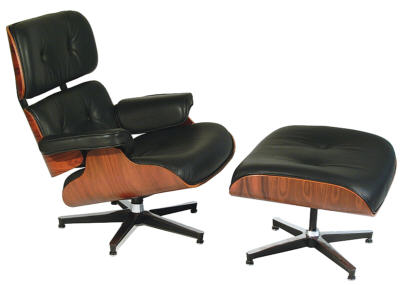
Sillón Eames Lounge (1955), de Charles y Ray Eames
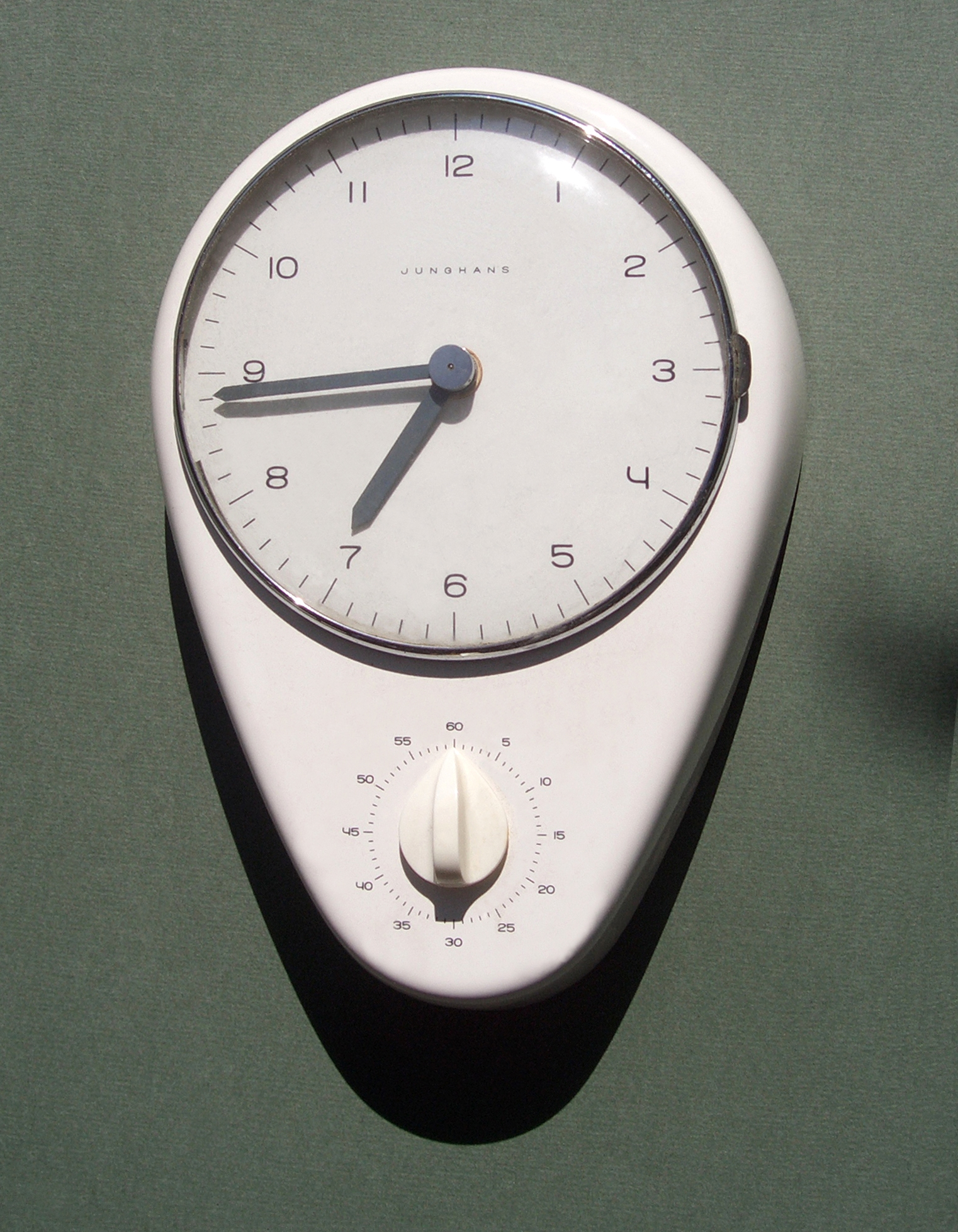
Reloj de pared diseñado por Max Bill para Junghans (1957)
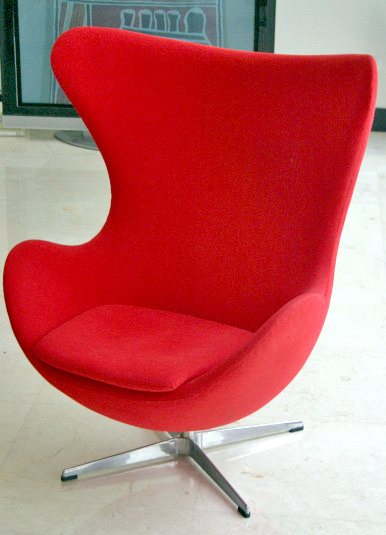
Silla Egg (1958), de Arne Jacobsen